# 海賊 (ONE PIECE)
海賊（かいぞく）は、漫画『ONE PIECE』に登場する、海賊たちの一覧。担当声優はテレビアニメ版での配役。担当俳優は実写ドラマ版での配役。作中における故人の肩書などについては死亡当時のものを記す。

## 麦わら大船団
麦わらの一味 / 美しき海賊団 / バルトクラブ / 八宝水軍 / イデオ海賊団 / トンタッタ海賊団 / 新巨兵海賊団 / ヨンタマリア大船団
モンキー・D・ルフィが結成した海賊団「麦わらの一味」を中核とする総勢5600人超えの大船団。四皇の一角。ただし、ルフィは「窮屈」という理由から大頭となることを容認しておらず、各代表もルフィの自由を志す心情を理解した上で勝手に子分杯を交わして半ば強引に傘下を名乗っている。

### 麦わらの一味
海賊旗は麦わら帽子を被ったドクロマーク。海賊船はキャラヴェル「ゴーイングメリー号」→スループ「サウザンドサニー号」。別称「麦わら海賊団」「ルフィ海賊団」「ルフィ一味」。うち、ルフィとゾロは「最悪の世代」に加えられている。
一般的な海賊のように民間人に危害を加えるような行為はせず、民間人の住む村や島を支配している海賊団を倒し、それらの住民を救いヒーロー的な扱いを受けるケースが多い。ただし、世間の安全を守る世界政府・海軍からは起こした事件の数々やその成長速度から警戒されている（海軍に多大な危害を与えたケースもある）。一味全員が強く固い絆で結ばれており、互いに絶大な信頼を寄せ合っている。
「東の海」で結成され、各地の大物海賊を次々と打ち破り「偉大なる航路」に入る。エニエス・ロビーの一件を機に、一味全員が賞金首となった事で世界中にその名が知れ渡った。
偉大なる航路のシャボンディ諸島12番GRにて、王下七武海バーソロミュー・くまによって、全員が世界中にバラバラに飛ばされてしまう。マリンフォード頂上戦争後、ルフィが起こした「16点鐘」の事件の報道から仲間たちはルフィのメッセージを受け取り、新世界を駆け上がるべく2年間の休止期間を設け、各自修業を積んだ。2年後、シャボンディ諸島で再集結し、新たな冒険へ旅立つ。
新世界パンクハザードでは、四皇カイドウの首を狙うトラファルガー・ロー率いる「ハートの海賊団」と海賊同盟を結ぶ。ドレスローザで、ドンキホーテファミリーとの戦いの後、7つの団体が傘下へ入り、総勢5600人となる「麦わら大船団」を結成。各代表がルフィのビブルカードを受け取り、一時解散した。
幻の島ゾウで、打倒カイドウの為に光月家およびミンク族と「忍者海賊ミンク侍同盟」を結成し、サンジ救出の為、ホールケーキアイランドに向かうグループと、ワノ国に先行するグループに一時的に別れる。ホールケーキアイランドからサンジを連れ戻した後、ワノ国で全員が再集結し、百獣海賊団との決戦当日、新たにジンベエが仲間に加わる。鬼ヶ島での決戦にてカイドウを打ち破り、四皇入りを果たす。四皇入りして以降は麦わらの一味各員が「大幹部」として世に知られる事となる。
単行本第84巻SBSにて、6月13日（6（むぎわらの）13（いちみ））が「麦わらの一味の日」に認定された。
モンキー・D・ルフィ
声 - 田中真弓
本作品の主人公。麦わらの一味大船長。四皇の一人。異名は「麦わらのルフィ」。懸賞金30億ベリー。
ロロノア・ゾロ
声 - 中井和哉
麦わらの一味戦闘員（剣士）→剣豪。異名は「海賊狩りのゾロ」。懸賞金11億1100万ベリー。
ナミ
声 - 岡村明美
麦わらの一味航海士。異名は「泥棒猫」。懸賞金3億6600万ベリー。
ウソップ
声 - 山口勝平
麦わらの一味狙撃手。異名は「〝狙撃の王様〟そげキング」「〝ゴッド〟ウソップ」。懸賞金5億ベリー。
サンジ
声 - 平田広明
麦わらの一味コック。異名は「黒足のサンジ」。懸賞金10億3200万ベリー。
トニートニー・チョッパー
声 - 大谷育江
麦わらの一味船医。異名は「わたあめ大好きチョッパー」。懸賞金1000ベリー。
ニコ・ロビン
声 - 山口由里子
麦わらの一味考古学者。異名は「悪魔の子」。懸賞金9億3000万ベリー。
フランキー
声 - 矢尾一樹→木村昴
麦わらの一味船大工。異名は「鉄人（サイボーグ）」。懸賞金3億9400万ベリー。
ブルック
声 - チョー
麦わらの一味音楽家。異名は「鼻唄のブルック」「ソウルキング」。懸賞金3億8300万ベリー。
ジンベエ
声 - 郷里大輔→宝亀克寿
麦わらの一味操舵手。元王下七武海。異名は「海俠のジンベエ」。懸賞金11億ベリー。

### 麦わらの一味傘下

#### 美しき海賊団
通し番号1番。船員75名。海賊旗は帽子を被った馬の後ろで剣が交差したマーク。船は「眠れる森の白馬号」 で、船首は白馬を象っている。
キャベンディッシュ
声 - 石田彰
美しき海賊団船長。元ブルジョア王国王子。異名は「白馬のキャベンディッシュ」「海賊貴公子」。懸賞金2億8000万ベリー→3億3000万ベリー。
「偉大なる航路」ブルジョア王国出身。26歳。誕生日は8月31日（やさい=8、31）。身長208cm。おとめ座。血液型XF型。好きな食べ物はバラ、ローズティー。嫌いな食べ物はラーメン。
金髪碧眼で貴族風の風貌をした絶世の美男子。白馬のファルルを連れている。女性人気が高く、手配書はブロマイドとして盗まれているという。目立ちたがり屋かつ、自分の強さと美しさに絶対の自信を持つナルシスト。自分より目立つ存在を抹殺しようとする過激な面があるが、コリーダコロシアムのように戦いを見せ物にすることは良しとせず、レベッカを中傷した観客を一喝するなど独自の美学を持っている。自分本位ではあるものの、面倒見も良い。夢遊病による二重人格者で、眠ると凶悪な別人格「ハクバ」が顔を出す。ドレスローザ編にて、自分の意思で入れ替わったり、ある程度ハクバの力を制御することができるようになった。一人称は「僕」。ルフィとバルトロメオからは「キャベツ」、ロビンからは「キャベツ君」と呼ばれる。
剣術の天才と称される実力者で、本人は何の努力もせず才能だけで現在の強さを得たと豪語している。武器は世界屈指の名刀「デュランダル」。
かつてブルジョア王国の王子であった頃、自身のあまりの人気で国内の年頃の娘が誰一人結婚しない事件が起きてしまい、「人気ありすぎの罪」で74人の部下と5億ベリーを渡され国外追放になった。現在も一部の追っかけファンが船の後ろについてきている。ハクバがロンメル王国で起こした事件がきっかけで海賊となるも、本人はその状況と人気を楽しんでいる。
3年前に新世界に進出し、2億を超えるルーキーとして注目されるが、その1年後に起きた頂上戦争や「最悪の世代」の影響で、記者たちに見向きもされなくなった。そのため「最悪の世代」であるルフィやローたちを逆恨みしており、いずれ全員を抹殺しようと目論んでいる。
「メラメラの実」を食べて「最悪の世代」を抹殺するため、コリーダコロシアムの剣闘会に出場。試合前にルフィが変装して出場していることを知り、同じくルフィを付け狙うチンジャオと交戦するが、その隙にルフィに逃げられる。出場したDブロックではハクバが現れ他の出場者を圧倒するも、唯一攻撃を見切ったレベッカを倒せずに眠りについてしまったことで敗退した。試合後、シュガーの能力でオモチャに変えられたが、ウソップの活躍で元に戻り、恩義としてルフィの抹殺を取り下げると共に、ドフラミンゴ討伐に加勢。バルトロメオとの共闘でグラディウスと交戦する。途中でハクバが出現し、グラディウスに加勢しようとしたデリンジャーを一撃で倒す。さらにハクバがロビンに襲い掛かろうとしたが、ハクバと自身の人格を半々に抑えつつ、ハクバの速度を利用してロビンをひまわり畑に送り届け、眠りについた。眠りから覚めた後、戦いを最後まで見届けたいというローの想いを尊重し、共にルフィとドフラミンゴとの決戦を見守った。
表紙連載『押し掛け麦わら大船団物語』ではスレイマンに自分の過去を話し、追ってくる船が敵船ではないことを説明した。
技一覧
美剣 青い鳥（ブルーバード）
デュランダルによる突き攻撃。チンジャオの頭突きを真正面から受け止める強度を持つ。
美剣 白鳥の湖（スワン・レイク）
逆さまの状態で回転しながら斬りつける。
美剣 斬・星屑王子（ザン・テグジュペリ）
石の壁をも切り出す威力の斬撃を繰り出す。
美剣 円卓（ラウンドテーブル）
相手を水平に切り裂く。
金の斧 銀の斧（プレシャスメタルアックス）
デュランダルで攻撃を防ぐ。
ハクバ
キャベンディッシュのもう一つの人格。
狂気に歪んだ表情をしている。非情なる戦闘狂であり、見るもの全てを見境無く切り刻む。一人称は「オレ」で、作中ではセリフのひらがながカタカナで表記されている。その太刀筋は目にも止まらぬ速さで、バスティーユ中将曰く「元々剣術の天才であるキャベンディッシュの倍の強さである」という。
かつてロンメル王国で夜に人を斬る風「ロンメルのカマイタチ」と呼ばれる事件を起こし、派遣された海軍にも多数の被害を及ぼした張本人。先に罪を犯して海へ追われたのがハクバであり、キャベンディッシュはその後に海賊になった。
ファルル
キャベンディッシュの愛馬。
鞍には拡声器が取り付けられている。キャベンディッシュ曰く「乗せられるのは2人まで」。シュガーの頭割り人形に倒された。誕生日は8月29日（ベルばらの日）。好物はレバー。
スレイマン
声 - 成田剣
美しき海賊団戦闘員。「ディアス海戦」A級戦犯。異名は「首はねスレイマン」。懸賞金6700万ベリー。
「南の海」出身。40歳。誕生日は1月30日（A(1)級戦犯ス(3)レイ(0)マン）。身長240cm。みずがめ座。血液型S型。好物はヨーグルト。
羽飾りがついた毛皮の帽子を被り、褒章がついた黒い軍服を着ている男。顔を横断する傷がある。左目付近が隠れている。武器はサーベルで、亡霊のように生気がない構えが特徴。首をはねることを得意とした剣技の使い手。
かつては「ディアス海戦の英雄」と呼ばれていたが、戦犯として国を追われ、現在は闇の世界を渡り歩く人斬りとなっている。本人は祖国を愛しており、国のために殺しを重ねたという。
コリーダコロシアムの剣闘会ではDブロックに出場し、ハクバと化したキャベンディッシュに倒された。「鳥カゴ」発動後はルフィのドフラミンゴ討伐に加勢したが、デリンジャーに一撃で倒された。ドレスローザの一件後、美しき海賊団に加わった。

#### バルトクラブ
通し番号2番。船員56名。海賊旗は髪が逆立ち絶叫した顔のドクロマーク。船長のバルトロメオをはじめ、船員全員が麦わらの一味の大ファン。元々は田舎育ちで幼なじみの不良グループが拡大してできた巨大なギャングチームで、麦わらの一味のファンとなって海に出た精鋭達が現在のメンバーである。航海士がおらず、全員航海に関する知識が皆無な上に船酔いに弱い。航海に行き詰まるとバルトロメオ達が子供の頃から通いつめ、現在でも心の拠り所としている駄菓子屋の老婆に電話し、アドバイスを貰っているが、内容は航海には全く役に立たない生活の知恵ばかりである。
海賊船は「ゴーイングルフィセンパイ号」で、船首はルフィ、船尾はチョッパーを象っている。マストの根元にやや目つきが悪いメリー号の船首があり、後方にはナミを意識したみかんの木が植えられているなど、至るところで麦わらの一味をオマージュした作りになっている。船体はサニー号よりもやや大きい。バルトロメオの部屋には麦わらの一味全員の手配書とルフィ、ゾロ、ウソップ、ロビン、フランキーのサインが額に入れて飾られている。
エルバフ編で、赤髪海賊団の旗を燃やしたケジメとしてヤソップに撃沈させられ、船員達は生死不明となった。
バルトロメオ
声 - 森久保祥太郎
海賊団「バルトクラブ」船長。異名は「人食いのバルトロメオ」。懸賞金1億5000万ベリー→2億ベリー。
「東の海」出身。24歳。誕生日は10月6日（バルトロメオ=10、6）。身長220cm。てんびん座。血液型X型。好きな食べ物は駄菓子。嫌いな食べ物は野菜。
逆立たせた緑髪に鼻ピアスや尖った歯といった異様な風貌が特徴の男。「最悪の世代」の1つ下の世代。数々の残虐な事件を起こしていることから、「イカれたルーキー」「今最も消えてほしい海賊No.1」などと称されている。常に人を食ったような行動をとることから、「人食い」の異名をとる。残忍無比な性格で知られるが、一度拳を合わせた者を戦友と認め決して見捨てない義理堅さや、故郷の老婆の教えを愚直に信じたりするような純朴さも持つ。笑い声は「ヘハハハ」。語尾に「べ」を付ける。緊張したり感情が昂ぶると言葉遣いが訛り交じりになる。ルフィからは「トサカの奴→ロメ男」、ロビンからは「ニワトリ君」と呼ばれる。
超人系悪魔の実「バリバリの実」の能力者。あらゆる攻撃を一切通さないバリアを張ることができる「バリア人間」。バリアを張る際、人差し指と中指を交差させる事が多い。バリアの強度は非常に高く、その形状も自由に操作できる。ただし一度に出せるバリアは一つまでで、面積にも限度がある。
海賊となる前は地元で150の町を締め上げる暗黒街のボスだった。2年前、ローグタウンでルフィが処刑台から生還した現場を目撃し、それ以来ルフィをはじめとする麦わらの一味を「先輩」と呼び熱狂的なファンとなる。頂上戦争を見て海賊となることを決意し、同じく麦わらの一味を慕うメンバーと「バルトクラブ」を結成。ルフィを「未来の海賊王」として心酔しており、緊張のあまり目を合わせることもできず感涙するほどである。ルフィの義兄サボのことも「大先輩」と呼び、敬意を払う。一方で、ローやキッドなどの他の「最悪の世代」のことは嫌っている。
ルフィに「メラメラの実」を捧げるためコリーダコロシアムの剣闘会に出場。試合前には海軍中将メイナードを倒した。Bブロックでは自分から手を出さず、挑んできたハックを返り討ちにし、終盤にはエリザベローII世が放ったキング・パンチを唯一防いで撃破し、戦いを制した。試合後、ルフィと初対面を果たす。ゾロたちがコロシアムの外で待っていることを伝え、デリンジャーに抹殺されそうになったベラミーを救出した。決勝戦ではサボの要請を受け、レベッカを援護しながらディアマンテと交戦した。「鳥カゴ」発動後はローの手錠の鍵を届けるためレベッカたちとひまわり畑に向かう。途中でルフィを先に行かせるためグラディウスを足止めし、苦戦しながらも撃破する。「鳥カゴ」の収縮が迫ると、広範囲にバリアを広げ、国民や戦士達と協力して「鳥カゴ」を押し出した。
麦わら大船団結成後、ルフィ達を乗せゾウまで送り届けた。表紙連載『押し掛け麦わら大船団物語』では、上陸したガルテル島で麦わらの一味の布教活動を行う。住民からこの島がシャンクスのナワバリだと教えられたが、意に介さず赤髪海賊団の旗を燃やした。その一か月後のエルバフ編で、赤髪海賊団にケジメとして船を沈められ生死不明となる。
技一覧
バーリア
人差し指と中指を交差させ、自身の前方にバリアを張る。
バリアクラッシュ
バリアを叩きつけ、相手を弾き飛ばす。
バリア突進牛（ - ブルズ）
バリアを大きく広げ、闘牛のように突進する。
流動防壁（バリアビリティ）
バリアを様々な形に変化させ、幅広く活用させる。
階段（ステアーズ）
階段状のバリアを設置する。
ラケット
ラケット状のバリアを出し、攻撃を防ぐ。
ビッグハンド
アニメオリジナル。巨大な手の形のバリアを出し、攻撃を押し退ける。
バリアボール
球体のバリアを張り、敵をバリアの内側に閉じ込め攻撃を外に飛ばさないようにする。ただし、自身もバリアの中に入ってしまうため、敵の攻撃をまともに受けてしまうという弱点を持つ。
バリアボールサウンド
防音性能を持った球状のバリア内に相手を閉じ込め、一切の音を遮断する。劇場版『RED』で使用。
オマージュ神拳 バリバリの銃（ - ピストル）
球状のバリアを纏わせた拳を全力で相手に叩き込む。憧れのルフィの技である「ゴムゴムの銃」を真似たもの。
ガンビア
声 - 家中宏
海賊団「バルトクラブ」参謀。異名は「宣教師」。懸賞金6700万ベリー。
盛り上がったパンチパーマにサングラスをかけた細身の男。武器はヌンチャク。誕生日は2月18日（ガンビア共和国の独立記念日）。
コリーダコロシアムの剣闘会出場者。コロシアムの控室でメイナードの不審な動きに気付き絡むが、返り討ちにされた。その後の動向は不明だったが、ドレスローザ脱出時にはバルトロメオと合流していた。

#### 八宝水軍
通し番号3番。船員約1000名。西の海「花ノ国」のギャングで、過去数百年の歴史を持つ。マークは「八宝」の二文字。船は大型の「八宝塞」1隻と装甲船「一宝塞」7隻。
サイ
声 - 橋本晃一
八宝水軍第13代棟梁。チンジャオの孫。通称「首領・サイ（ドン・サイ）」。懸賞金2億6000万ベリー。
「西の海」花ノ国出身。28歳。誕生日は8月13日（八宝・13代）。身長242cm。しし座。血液型F型。好きな食べ物は愛妻弁当。嫌いな食べ物はカニ。
胴長の体型で、襟のついたマントを羽織っている。左脇腹に「13」の刺青がある。チンジャオほどではないが喜怒哀楽が激しい。弟のブーに対しては、八衝拳の門下に入って以来兄弟の情は捨てており、一人の部下として扱っている。チンジャオのことは「ジジイ」と呼ぶ。語尾に「やい」をつける。笑い声は「カッカッカ」。花ノ国の拳法・八衝拳および、「武装色の覇気」の使い手。武器は薙刀。
花ノ国の王からの依頼で、ドレスローザから流れる武器の密輸を潰すためコリーダコロシアムの剣闘会に出場。Cブロックではケリー・ファンクを一撃で下し、ブーの仇を討つ。その後イデオと互角の死闘を繰り広げたが、ルフィの不意打ちで倒され敗退した。試合後、シュガーの能力でオモチャに変えられるが、ウソップの活躍で元に戻り、祖父や弟と共にルフィのドフラミンゴ討伐に加勢し、ベビー5と交戦。戦闘中ベビー5に放った言葉を求愛の言葉と勘違いされ、彼女に惚れられる。チンジャオを倒したラオGとの戦闘の際、ラオGが必要とされるなら命すら捨てるベビー5を「便利な女」と表現したことに怒り、勝ったらベビー5を妻にもらうことを宣言し、チンジャオから継承した「錐龍錐釘」でラオGを撃破した。
表紙連載『押し掛け麦わら大船団物語』では花ノ国に帰還し、政略結婚の相手であるウホリシアに婚約破棄を告げ、激怒したウホリシアに殴り倒されたが、ベビー5と披露宴を挙げた。
世界会議編では王の護衛としてマリージョアに同行し、レオやレベッカらと再会。この仕事を最後に花ノ国とは縁を切る予定だという。しらほしを攫おうとするチャルロス聖を攻撃したことで、天竜人殺害未遂事件として報じられる。
技一覧
武脚跟（ブジャオゲン）→錐龍錐釘（きりゅうきりくぎ）
武装色の覇気を纏った足で行う踵落とし。長年の修業が実を結び力が覚醒したことでチンジャオの錐の頭をへし折り、八衝拳奥義「錐龍錐釘」の名を授かった。チンジャオも「氷の大陸をも打ち砕くだろう」と認めている。
ブー
声 - 高塚正也
八宝水軍副棟梁。チンジャオの孫で、サイの弟。
右腕に髑髏のマークが入った防具を付け、左腕には髑髏の刺青がある男。家族の中では比較的冷静で、感情の盛り上がりやすい兄や祖父を制止している。八衝拳および「武装色の覇気」の使い手で、斧に覇気を纏わせて戦う。誕生日は8月20日（八・ぶう→20）。
コリーダコロシアムの剣闘会に出場。Cブロックでは他の参加者を圧倒し、ケリーを挑発するも、ボビーの肉体を支配したケリーに倒された。オモチャから元に戻ると、祖父や兄と共にドフラミンゴ討伐に加勢したが、マッハバイスに倒された。その後は「鳥カゴ」の押し出しに参加した。
チンジャオ
声 - 青森伸
八宝水軍第12代棟梁（隠居人）。サイとブーの祖父。通称「首領・チンジャオ（ドン・チンジャオ）」。懸賞金5億4200万ベリー（30年前）。
「西の海」花ノ国出身。78歳。誕生日は12月12日（12代棟梁）。身長520cm。いて座。血液型F型。好物は青椒肉絲。
大きな白い髭が特徴の巨体の老人。額の左側に「12」の刺青がある。普段は温和な風貌で口調も穏やかだが、怒ると表情や口調が一変し髭が逆立つ。一度暴走すると孫たちでも止められない。口癖は「ひやはや」。笑い声は「ひやホホホ」。
5億超えの懸賞金を懸けられた伝説の海賊で、既に海賊を引退した身だが、その実力はいまだ健在。キャベンディッシュの名刀デュランダルですら貫けないほどの頑丈な頭部を持つ。巨体とは裏腹に動きも素早く、「剃」のように動くこともできる。また、八衝拳の使い手で、自慢の頭部に「武装色の覇気」を纏わせた頭突きを得意とする。「覇王色の覇気」の持ち主。
八宝水軍棟梁であった30年前、「錐のチンジャオ」の異名をとった彼の長い錐状の頭でのみ開けられる「宝玉氷床」という氷床の下に、一族の数百年分の財宝を保管していた。しかし、ガープとの決闘で頭部を凹まされたことで錐の頭を失い、財宝を取り出すことが不可能になってしまう。そして、人生の全てである巨万の富を失った恨みから、孫子の代までガープを憎むようになった。また、力や富と共に意欲も失い、孫のサイに棟梁の座を譲り、海賊を引退した。
コリーダコロシアムの剣闘会に出場。試合前、変装して出場していたルフィやキャベンディッシュと交戦した。Cブロックではジャン・アンゴ、イデオらを次々と倒し、ルフィと壮絶な一騎討ちを繰り広げるが敗北する。その際、ルフィの最後の一撃によって頭部が押し出され、錐の頭を取り戻した。このことでルフィへ感謝の意を表し、ガープへの恨みも消えた。試合後、オモチャから元に戻ると、ルフィとウソップへの恩返しのため、ドフラミンゴ討伐に加勢。ラオGと交戦するもルフィとの戦いで再発した持病が疼き、劣勢となる。サイとベビー5のやり取りに業を煮やしまとめて攻撃しようとするも、サイが放った武脚で錐の頭をへし折られる。孫の成長を称え八衝拳の奥義「錐龍錐釘」の称号をサイに継承し、名実ともに八宝水軍をサイに委ねるが、直後ラオGの一撃を喰らい、戦線離脱した。サイがラオGを倒すと、共に「鳥カゴ」の押し出しに参加した。
技一覧
武頭（ブトウ）
ジャンプした直後頭突きで攻撃する。
武頭回転（ブトウかいてん）
アニメオリジナル。頭を地面に当て回転しながら攻撃する。
武頭回転 乱舞（ブトウかいてん らんぶ）
アニメオリジナル。「武頭回転」の状態で独楽のように移動しながら攻撃する。
錐龍錐釘（きりゅうきりくぎ）
八衝拳奥義。武装色の覇気を尖った頭部に纏わせた頭突き。この技が火や斧でも壊せない宝玉氷床を割る唯一の手段であった。
無錐龍無錐釘（むきりゅうむきりくぎ）
頭部の錐を失った状態での「錐龍錐釘」。そのため、威力は「錐龍錐釘」にはるかに及ばない。
ベビー5
元ドンキホーテファミリー「ピーカ軍」幹部。サイに求婚されファミリーを離脱し、決戦後に八宝水軍に加入し、サイと結婚した。

#### イデオ海賊団
通し番号4番。船員4名。ドレスローザの一件後に意気投合した格闘家達によって結成された。当初は「XXX（トリプルエックス）ジム格闘連合」と名乗っていた。海賊旗は、髑髏の後ろにイデオの大きくせり上がった肩を模したマークと、交差した骨が3本下にあるマーク。
イデオ
声 - 相沢まさき
XXXジム格闘連合代表→イデオ海賊団船長。手長族のXXX級ボクサー。異名は「破壊砲イデオ」。
「偉大なる航路」出身。22歳。誕生日は10月10日。身長225cm。てんびん座。血液型X型。好きな食べ物はドネルケバブ。嫌いな食べ物は豚肉。
大きくせり上がった肩と目の隈、大きな三つ編みが特徴の男。「新世界セントラル格闘会」V2の実績を持つ。強くなることを望む好戦的な性格だが、義理人情を重んじる一面もある。爆発に似たパンチは、巨人族をも吹き飛ばす威力を誇る。異形に見える肩は、手長族特有の長い腕を折り畳んだものである。
コリーダコロシアムの剣闘会ではCブロックに出場し、サイと互角の戦いを繰り広げたが、チンジャオの不意打ちにより場外に飛ばされ敗退した。「鳥カゴ」発動後はドフラミンゴ討伐に加勢し、デリンジャーとの戦いではボロボロになりながらも食らい付くが、闘魚の本性を現した彼に倒される。その後、マンシェリーの「チユポポ」の効果で一時的に復活し、収縮する「鳥カゴ」を押し出した。ドレスローザでの一件後、ブルー・ギリーやアブドーラ&ジェットと「XXXジム格闘連合」を結成した。
表紙連載『押し掛け麦わら大船団物語』では、オオロンブスからもらった船で航海中、手長族と足長族の千年抗争に遭遇し、両海賊団を成敗する。その後、両海賊団に自分たちが乗る船を造らせて出航した。
名前の由来は、アニメ『伝説巨神イデオン』に登場する巨大ロボット「イデオン」。
技一覧
破壊砲（はかいほう）
爆発するパンチを放つ。
ブルー・ギリー
声 - 成瀬誠
イデオ海賊団戦闘員。足長族の格闘家。
「偉大なる航路」出身。24歳。誕生日は11月27日（ブルース・リーの誕生日）。身長314cm。いて座。血液型S型。好物はすき焼き。
黒のアロハシャツを着た青髪の男。左腿に「S」に似たタトゥーを入れている。勝利のために第三者と手を組む狡猾な一面もあるが、情に厚い性格。「ヒャオー」が口癖。足長族の格闘技「脚功道（ジャオクンドー）」の使い手で、しなやかな動きは攻撃を予測させず「鉄の鞭」と称される。
コリーダコロシアムの剣闘会ではBブロックに出場。ダガマに手を貸し、リッキー（リク王）を初めとした出場者を次々と撃破する。終盤、他の結託者を裏切ったダガマに背後を狙われるも、それを見抜いており返り討ちにした。しかし、エリザベローII世に攻撃を仕掛けようした直後に彼が放った「キング・パンチ」により場外に飛ばされ、脱落した。「鳥カゴ」発動後はルフィのドフラミンゴ討伐に加勢したが、デリンジャーに倒された。
技一覧
シューティングムーン
「脚功道」による跳び蹴り。エリザベローII世に放とうとしたが、不発に終わった。
アブドーラ&ジェット
声 - 平井啓二（アブドーラ）、服巻浩司（ジェット）
元賞金稼ぎ。「政府機関爆破事件」を起こした、2人組の犯罪者。
アブドーラは額に3本の傷があり、サングラスをかけている。武器は2本の三叉槍。ジェットは色黒で、アラブ風の服装をしている。笑い声は「シハハハ」。武器は2本のサーベル。片方が相手を引き付け、その隙にもう片方が相手を襲うといった卑怯な戦法を取り、そのことを全く意に介さない非情な性格だが、恩のある相手には援助を惜しまない義理堅さも併せ持っている。チームを組んだイデオとブルー・ギリーを「兄弟」と呼んでいる。
コリーダコロシアムの剣闘会ではBブロックに出場し、卑劣な手段でタンクを始めとした多くの出場者を倒すも、ベラミーによって2人まとめて倒された。「鳥カゴ」発動後は“ゴッド”ウソップに心酔し、ルフィのドフラミンゴ討伐に加勢。ケリー・ファンクの罠に嵌められ、ドフラミンゴの「影騎糸」に急襲されたルフィとローを助け、ルフィからウーシーの治療を託された。
名前の由来は、プロレスラーのアブドーラ・ザ・ブッチャーとタイガー・ジェット・シン。

#### トンタッタ海賊団
通し番号5番。兵員200名。グリーンビットの小人族「トンタッタ族」の海賊団。当初は「トンタッタ族トンタ兵団」と名乗っていた。船長は兵長レオ。海賊旗は栗の頭をしたドクロマーク。船は「ウソランド号」で、船首はタタババスコで絶叫したウソップの顔を象っている。

#### 新巨兵海賊団
通し番号6番。船員5名。巨人国エルバフ出身の、新世代の戦士達の海賊団。海賊旗はバイキング帽を被ったドクロと、その下に剣が交差したマーク。船はバイキング船「ナグルファル」。ハイルディン、ゲルズ、ゴールドバーグの3人は、22年前にオハラの文献の回収に携わっている。かつては全員がバギーの海賊派遣会社「バギーズデリバリー」クラスSの稼ぎ頭だったが、麦わら大船団結成を機に脱退した。
ハイルディン
声 - 小山剛志、日比愛子（幼少期）
新巨兵海賊団船長。元「バギーズ・デリバリー」クラスSの傭兵。異名は「海賊傭兵」。
新世界「エルバフ」出身。81歳。誕生日は8月12日（ハ(8)イ(1)ルディ(2)ン）。身長22m。しし座。血液型XF型。好きな食べ物はミートボール。嫌いな食べ物はセムラ。
兜を被り髭を蓄えた男。かつて世界を震撼させた「巨兵海賊団」を復活させ、全巨人族を統一し巨人族の王になることを目指している。戦士としての誇りは高く、受けた恩は己の身を犠牲にしてでも返そうとする義理堅さを持つ。武器は棍棒や斧。笑い声は「ディガガガガ」。
エルバフの王ハラルドと、他の巨人国の女との間に生まれる。父親からは息子扱いされていたものの、純粋なエルバフの血統ではないため城に住むことを許されず、異母弟のロキからは「落とし子」と蔑まれていた。63年前の少年時代はエルバフで修行に励んでおり、当時「羊の家」に身を寄せていたシャーロット・リンリンとの面識もあった。王族としては不遇な立場であったが捻くれることはなく、周囲から浮いていた少年時代のロードとも積極的に親しくなった。
ドレスローザ編では、コリーダコロシアムの剣闘会Cブロックに出場。巨人族特有の圧倒的なパワーで出場者を次々と蹴散らすも、闘牛ウーシーを倒したことで彼と親しくなったルフィの怒りを買い一撃で倒された。オモチャから元に戻るとルフィのドフラミンゴ討伐に加勢し、マッハバイスと交戦。彼の能力に苦戦し一旦は倒れるが、恩義を果たすため再び立ち上がり、全身の骨を砕かれながらも「英雄の槍」でマッハバイスを「鳥カゴ」まで吹き飛ばして勝利を収めた。その後はマンシェリーの「チユポポ」の効果で一時的に復活し、収縮する「鳥カゴ」を押し出した。ドレスローザから脱出する際は、海軍大将藤虎とルフィの戦いを中断させ、彼を掴んでヨンタマリア号へ続く連結橋を走り抜けた。
エルバフ編では、仲間達と共に麦わらの一味を出迎える。ルフィがロキを解放しようとしていることを聞くと、仲間達を連れて冥界へ乗り込み、満身創痍のロキと対面する。
技一覧
英雄の槍（グングニル）
自身の命の力を込めた渾身のパンチ。
スタンセン
声 - 竹本英史
新巨兵海賊団船大工。
81歳。誕生日は5月27日（ご(5)つ(2)いな(7)）。身長19.5m。好物は野戦メシ。
大きな口ひげを生やし、長い角が生えた兜を被った男。武器は大きな金槌。ハイルディンとは幼馴染。
シャボンディ諸島編で、人間オークションに出品されていたが、レイリーによって解放された。表紙連載『押し掛け麦わら大船団物語』で、ハイルディンの仲間として再登場。
ゲルズ
声 - 桑谷夏子
新巨兵海賊団船医。
新世界「エルバフ」出身。75歳。誕生日は2月25日。身長17m。うお座。血液型S型。好物はハンバーグ、マカロン。
毛皮のコートを羽織った、長髪の女性。武器は斧。パイパーというフクロウを連れている。人間に対しては友好的で、人間の服を作るのが趣味。63年前はエルバフに住んでおり、当時エルバフにいたリンリンとは親しい間柄だった。
エルバフ編では、ゴールドバーグと共にエルバフの「冥界」でルフィ達に出会い、上層の「陽界」へ案内する。すぐさま親しくなり、ロビン達に自分が作った服をプレゼントする。
ロード
新巨兵海賊団航海士。
63歳。誕生日は2月19日（ロード・ウォリアーズ→プロレスの日）。身長26m。好物はベリーパイ。
口元にマフラーを巻き、マントを羽織った男。右目を前髪で隠している。ブロックの国に「太陽神」として君臨し、ペット達を放って箱庭の世界づくりを楽しむ悪趣味な男。「太陽神」としては鹿の髑髏を被る。世界一の強さを持つエルバフの戦士の一員であることにプライドを持っており、人間族である麦わらの一味の傘下に下ることに反感を抱いていた。航海士としての腕は確かだがゲルズからは「変人」扱いされている。マゾヒストであることに加え、ナミやゲルズに対する劣情を抱いており、サンジからは「エロ巨人」と呼ばれる。武器は長剣。麦わらの一味メンバーやゲルズを「たそ」付けで呼ぶ。一人称は「拙者」で、ワノ国出身者のような口調で話す。笑い声は「デフフ」。
63年前の冬至祭の少し前に生まれる。幼少期はオタク気質を周囲に気味悪がられて虐められていたが、ハイルディンに海図を褒められたことで彼と友人になった。
エルバフ編ではルフィ達6人を船上から誘拐し、「生人形」（リヴドール）としてブロックの国に閉じ込めるが、ナミに雷を落とされ、その隙に脱出されてしまう。その後、ロキの鎖の鍵を探すルフィ達に協力し、アウルスト城を案内する。しかし、城で起きた異変をゲルズに悟られた結果、ルフィ達の思惑も知られてしまうことになり、ロキを止めようとするハイルディン達と共に冥界へ移動する。
ゴールドバーグ
声 - 高塚正也
新巨兵海賊団コック。
63歳。誕生日は5月11日（ゴ(5)ー(1)ドバー(1)グ）。身長21m。好物はローストラム。
恰幅のよい体型で、地肌にサスペンダーとマントを纏った男。武器はトゲ付きの棍棒と、顔がある盾。63年前の冬至祭の少し前に生まれた。「です」を「でしゅ」に変えた話し方をする。笑い声は「デギャギャギャギャ」。

#### ヨンタマリア大船団
通し番号7番。船員4300名。オオロンブスが率いる全56隻の大船団。麦わら大船団5600人の大半を占めている。元はスタンディング王国に所属する船団で、麦わら大船団加入により海賊団として活動するようになった。海賊旗は割れた卵の中にドクロが描かれたマーク（由来はコロンブスの卵）。巨大な「ヨンタマリア号」が大船団の主船で、船首は兜を被った女天使を象っている。他は「ニタマリア号」50隻、少し大きい「サンタマリア号」5隻で構成されている。
オオロンブス
声 - 斉藤次郎
ヨンタマリア大船団提督。異名は「殺戮支配者」「偽りの冒険野郎」。懸賞金1億9800万ベリー。
「偉大なる航路」スタンディング王国出身。 42歳。誕生日は6月23日（オオロ(6)ンブス(23)）。身長480cm。かに座。血液型X型。好きな食べ物はゆで卵。嫌いな食べ物は気まぐれ料理。
髪を複数の三つ編みにした大男。船内に汚れがあると部下を制裁したり、計画表を細かく立てるなど、几帳面かつ潔癖症。人一人を片手で軽々投げ飛ばす怪力と、敵ですら思わず従ってしまう威厳ある声量を持つ。武器は鞭。一人称は「我」。ゾロからは「カントク」と呼ばれる。
コリーダコロシアムの剣闘会ではDブロックに出場し、暴れ獅子アギョウを倒したが、ハクバ状態のキャベンディッシュに敗れた。「鳥カゴ」発動後はルフィ達に加勢し、ピーカと戦うゾロを「提督キラーボーリング」で投げ飛ばすアシストを行った。ドレスローザから脱出する際は、艦隊で連絡橋を作ることでルフィ達の逃亡を手引きした。
表紙連載『押し掛け麦わら大船団物語』では、スタンディング王国国王に開拓冒険家の辞表を提出し、国王の反発に遭いながらも艦隊を率いて出国する。その後、近くの島を襲うも、思いのほか貧しかったため逆に物資を提供し、住民に感謝されながら出港した。
技一覧
提督ハグ
両腕で複数の相手を挟み込む。
提督の威厳「整れーつ」
大声を出して、下っ端を無意識に整列させる。
提督キラーボーリング
人間がボールとピンの両方の役割を担う人間ボーリング。
コロンブス
ヨンタマリア大船団の一員。
海賊帽を被り、背中に剣を背負った少女。ヨンタマリア大船団の副官的存在。誕生日は5月16日（旅の日）。

## 四皇
麦わら大船団 / 赤髪海賊団 / 黒ひげ海賊団 / クロスギルド

### 麦わら大船団
麦わら大船団を参照。

### 赤髪海賊団
シャンクス率いる海賊団。海賊旗は、左目に3本の傷があるドクロの後ろで剣が交差したマーク。船の名前は「レッド・フォース号」で、船首は竜を象っている。海軍からは「高い懸賞金アベレージを誇り、最もバランスのいい鉄壁の海賊団」と評されている。船員達が船長に平気で軽口を叩くほど自由かつ陽気な雰囲気で、宴を好む。一方で海賊団の面子を保つことにかけては厳格であり、いかなる事情があろうと自分達の面子を潰した者にはケジメをつけさせる。13年前から1年間ほど「東の海」フーシャ村を拠点に活動しており、幹部の多くは当時から在籍している。また、この頃に政府の護送船から「ゴムゴムの実」を奪っている。現在では多くの傘下を抱えた巨大な海賊団となっている。傘下は「弱い」ことで良くも悪くも有名だが、シャンクスを慕う気持ちと仲間同士の結束は強い。
シャンクス
声 - 池田秀一、島﨑信長（少年期〈959話 - 〉） / 演 - ピーター・ガディオット
赤髪海賊団大頭。四皇の一人。元ロジャー海賊団見習い。シャムロック聖の双子の弟。異名は「赤髪のシャンクス」。懸賞金10億4000万ベリー（12年前）→40億4890万ベリー。
「西の海」出身。37歳→39歳。誕生日は3月9日（シャン=3、ク=9）。身長132cm（13歳時）→199cm。うお座。血液型XF型。好きな食べ物はキムチチャーハン、ロブスター。嫌いな食べ物はブルーベリー。趣味は放浪。イメージ職業は風景カメラマン。イメージ花はホトトギス。イメージ動物はライオン。好きな島は春島の秋。
赤髪と左目の3本傷、黒いマントが特徴の隻腕の剣士。ルフィが海賊に憧れるきっかけとなった人物で、ルフィの性格にも多大な影響を与えている。普段は大らかで、自分への無礼や嫌がらせは平気な顔で見過ごすが、友や仲間を傷つける者には強い怒りを露にする。大海賊としての圧倒的な風格を併せ持ち、数々の大物たちから一目置かれており、五老星からは「暴れさせればこそ手に負えんが、自分から世界をどうしようという男でもない」と評されている。見習い時代には、世界を自分の目で見て回ることが望みだと語っていた。部下からは「お頭」「大頭」と呼ばれている。
武器はサーベル「グリフォン」。赤犬のマグマの拳を剣で受け止めたり、キッドを一刀の下に沈めるなど、圧倒的な戦闘能力を持つ。3種全ての覇気を扱うことができ、特に「覇王色の覇気」はひと睨みで海王類を退散させ、白ひげとの衝突で天を割り、海軍大将すら脅かすほど非常に強力で、島の外から対象を威圧できるほど広範囲に影響する。また、覇王色を纏った攻撃や見聞色による未来視のほか、自らの気配をコントロールして「見聞色の覇気」による未来視を封じる「見聞殺し」を使うこともできる。
世界貴族フィガーランド家の生まれ。赤ん坊の頃に、ゴッドバレーでロジャーに拾われる。以降は見習いとしてロジャー海賊団に所属し、ロジャーからトレードマークの麦わら帽子を受け継いだ。ロジャーの数々の冒険に付き添ったが、ラフテルへの航海の直前に高熱で倒れた同僚のバギーの看病を買って出たため、ラフテルには同行していない。24年前にロジャーの処刑を涙ながら見届け、自身の海賊団を結成すべくバギーを仲間に誘うが断られる。その後、世界屈指の大海賊として名を上げ、6年前に四皇と呼ばれるようになった。ミホークとは過去にライバル関係にあり、いつ決着するとも知れない決闘の日々は白ひげなどの大物からも伝説として語られている。
13年前、「東の海」フーシャ村を拠点としていた時期に幼い頃のルフィと知り合う。海賊に憧れるルフィに航海に連れて行くよう懇願されるも、海の過酷さを知っていたため拒み続けた。その約1年後、山賊ヒグマに海に落とされ「近海の主」に襲われそうになったルフィを、左腕を犠牲にして助け出す。村を離れる日、自分を越えてみせると宣言したルフィに「立派な海賊になって返しにこい」と、トレードマークの麦わら帽子を託し、再会を約束した。10年後のアーロンパーク編で、ルフィが3000万ベリーの賞金首になったことを知った時は大いに喜んだ。
かつて黒ひげにより、左目に3本の傷を負わされている。そのため黒ひげを警戒しており、エースの身を案じて黒ひげ追跡を止めさせようと白ひげのもとへ部下のロックスターを送るが、一蹴される。後日、海軍の艦隊を破ってまで白ひげに直談判をするが、決裂した。
マリンフォード頂上戦争の前日、白ひげを討ち取ろうと目論んだとされる四皇のカイドウと小競り合いを起こした。当日は白ひげ海賊団が敗走する中でマリンフォードに現れ、戦いをやめるよう叫ぶコビーを赤犬の攻撃から守り、白ひげ海賊団・海軍・黒ひげ海賊団を牽制し、戦争を終結させた。その際、失神していたルフィとは「いま会えば約束が違う」と、顔を見ることなくすれ違った。その後、白ひげの故郷の近くに白ひげとエースの墓を建てて埋葬した。エースを喪ったルフィには「泣いたっていいんだ、乗り越えろ」と心の中で激励の言葉を贈った。
新世界編では、ドレスローザでの一件後、ある荒廃した島で誰かの結婚式に出席しており、ホールケーキアイランド編後には、ルフィとの再会が近いことを感じ取っていた。
ワノ国編では、ルフィとカイドウの決着から一週間が経った頃、ワノ国の近海に現れ、そこで「ひとつなぎの大秘宝」を獲るため動き出すことを宣言する。海軍大将緑牛がルフィ捕縛のために花の都へ侵攻しようとすると、「覇王色の覇気」で島の外から緑牛を威圧して撤退させた。その後マルコをスフィンクスまで送り届けた。エッグヘッド編ではエルバフに停泊しており、島に現れたキッド海賊団と交戦。キッドの「電磁砲」によって味方に甚大な被害が出ることを予見してキッドとキラーを一撃で仕留め、ドリーとブロギーと共にキッド海賊団を壊滅させた。ガルテル島で赤髪海賊団の旗を燃やしたバルトロメオを尋問した際は、ルフィが慕われていることに喜びの色を見せた。
劇場版『RED』では、ウタの父親として登場。ウタを止めるためにエレジアに現れ、ウタワールド内の麦わらの一味と協力してトット・ムジカを討伐した。ウタを救出後、なおもウタを始末しようとする海軍に対し、強大な覇王色の覇気を放ち、撤退させた。
技一覧
神避（かむさり）
グリフォンに「覇王色の覇気」を纏わせた、横薙ぎの一撃。かつてのロジャーと同様の技で、シャンクスは見様見真似で会得した。キッドと援護に入ったキラーを一太刀の下に沈める威力を誇る。
ベン・ベックマン
声 - 曽我部和恭（4話）→田原アルノ（151話 - ）
赤髪海賊団副船長。
「北の海」出身。48歳→50歳。誕生日は11月9日。身長206cm。さそり座。血液型X型。好物はかまぼこ。
冷静沈着な切れ者で、やや抜けたところがあるシャンクスを的確に補佐する。作者曰く、作中で最もIQが高い人物（第8巻時点）。フーシャ村にいた当時は黒髪だったが、現在は白髪になっており、顔には十字傷がある。唐草模様のマントを羽織っている。喫煙者で戦闘時でも咥えている。女好きのプレイボーイ。シャンクスたちからは「ベック」と呼ばれる。
武器は片手用の小銃で、打撃として接近戦にも用いる。また、弾丸に覇気を纏わせ威力を上げることもできる。
12年前の山賊ヒグマとのいさかいでは、一人でヒグマの部下を圧倒した。頂上戦争では黄猿に銃を向けて牽制し、攻撃を制止した。かつてのキッド海賊団との抗争では、キッドの左腕を奪っている。
ヤソップ
声 - 小林通孝
赤髪海賊団幹部・狙撃手。ウソップの父親。異名は「追撃者（チェイサー）」。
「東の海」シロップ村出身。45歳→47歳。誕生日は8月2日。身長183cm。しし座。血液型S型。好物は旬の魚。
鼻以外は息子のウソップとよく似た顔立ちで、ドレッドヘアーが特徴。甲殻類はそのまま食べる。ダンスが得意。ウソップを遥かに上回る射撃の名手で、幼い頃のルフィは彼が的を外すのを見たことが一度も無く、本人が「アリの眉間にもぶち込める」と豪語するほどに正確。武器は小銃。「見聞色の覇気」使い。
20年以上前、シャンクスに勧誘され、ウソップの誕生後に幼い息子と妻バンキーナを残し、海へ旅立った。妻子からは誇りに思われており、彼自身も村に残してきた息子のことを気にかけ、よくルフィにウソップの話を聞かせていた。息子の活躍を大いに喜んでいるが、ワノ国編でもウソップに会う心の準備はまだ出来ていない。
エルバフ編では、ナワバリのガルテル島で赤髪海賊団の旗を燃やしたバルトクラブ（バルトロメオ海賊団）に対し、ケジメとして船ごと撃沈させた。
ラッキー・ルウ
声 - 土門仁
赤髪海賊団幹部・戦闘員・コック。
「南の海」出身。33歳→35歳。誕生日は7月6日。身長241cm。かに座。血液型F型。好物は鳥の骨付き肉（ダイエットしているつもり）。
常に骨付き肉を食べている、肥満体の大食漢。頭にバンダナを巻き、ゴーグルをかけている。赤髪海賊団の古参メンバーの一人で、海賊団のムードメーカー的存在。普段は陽気だが、戦闘時には躊躇なく相手を射殺する。女性が苦手。体型とは裏腹に動きは俊敏で、自身の巨体に覇気を纏わせ、ボーリングの玉のように相手に突撃する。
ライムジュース
声 - 小野健一
赤髪海賊団幹部。
スカル柄のニット帽を被り、サングラスをかけた長髪の男。戦闘では電撃を纏った武器を用い、サンジの「空中歩行」のように空を飛んでから攻撃する。
ボンク・パンチ
声 - 中村浩太郎
赤髪海賊団幹部・音楽家。
左目に傷がある、スキンヘッドの大男。ラッキー・ルウと並ぶほどの巨漢。モンスターとは長年「音楽家コンビ」を組んでおり、モンスターが時間を稼いでいる間に力を溜めて、高威力のカウンターパンチを放つ。
モンスター
声 - 島田敏
赤髪海賊団幹部・音楽家。
元は、マキノの酒場で行われていた赤髪海賊団の宴会に紛れ込んでいたサル。人の言葉や感情を理解できる、高い知能の持ち主。誕生日は10月31日。ボンク・パンチとは「音楽家コンビ」を組んでおり、戦闘時には彼が力を溜めている間、敵を倒して時間を稼ぐ。
ビルディング・スネイク
声 - 二又一成
赤髪海賊団幹部・航海士。
右の首元付近に龍の形の刺青がある、サングラスをかけた長髪の巨漢。ルウやボンク・パンチを上回る巨躯の持ち主。曲芸師としての顔も持っており、「ジャグリング二刀流」と足技で戦う。
ホンゴウ
声 - 緑川光
赤髪海賊団幹部・船医。
髪を縛っている綺麗好きの男。左こめかみに傷がある。武器への造詣が深く、戦闘時には器用な手先を活かして、敵の武器を瞬時に分解する。
ハウリング・ガブ
声 - 中田譲治
赤髪海賊団幹部。
ライオンの鬣のような長髪と、鋭い牙を持つ男。12年前は現在より細い体格だった。強面で屈強な外見とは裏腹に心優しく、虫やお化けが苦手な小心者。戦闘時は口から「斬れる咆哮」を放つ。
ロックスター
声 - 郷里大輔（151話）→斎藤志郎（劇場版『RED』、1109話 - ）
赤髪海賊団新入り→赤髪海賊団船員。懸賞金9400万ベリー。
実直で正義感が強く、剣をまっすぐ振り下ろして敵を一刀両断する「カチ割剣」を得意とする。剣でドリルのように穴を掘ることもできる。誕生日は6月9日。
元は別の海賊団で名を馳せていたが、2年前に赤髪海賊団に加入。ジャヤ編で使者として白ひげへ遣わされるも、全く相手にされなかった。
ウタ
劇場版『RED』オリジナルキャラクター。元赤髪海賊団音楽家。シャンクスの娘。

#### 赤髪海賊団傘下
ゲロティニー
声 - 沼田祐介
水たまり海賊団船長。異名は「玉指ゲロティニー」。
カエルのような顔つきの男。言葉を噛んでしまいやすい。語尾に「ゲロ」を付けて話す。
フガー
声 - 粗忽屋東品川店
ソシアルクラブ船長（バンマス）。異名は「慰霊刃（いれば）のフガー」。
入れ歯をつけた老人。話すと入れ歯がすぐに外れてしまう。部下からは「おやっさん」と呼ばれる。
プルル
声 - 山口茜
ブルジョワ海賊団姫。異名は「ブルブルのプルル」。
王女風の衣裳を着た小柄な女性。本来は臆病な性格である様子。
リナリア
声 - 木村悠里
ナイトバタフライ海賊団船長。異名は「着火のリナリア」。
放火癖のある危険な女性。幼い頃にシャンクスに命を助けられ、彼に憧れて海賊になった。口癖は「シャンクスにツケといて♡」。
オリ婆
声 - 堀越真己
赤髪海賊団傘下の老婆。笑い声は「ホアっはっはっは」。

### 黒ひげ海賊団
マーシャル・D・ティーチ率いる海賊団。海賊旗は3つのドクロの下に4本の骨が交差したマーク。「世界」を獲ることを野望としている。超新星編では、船は巨大な丸太舟。新世界編では「サーベルオブジーベック号」を本船としており、他にも両舷を巨大な丸太で挟んだ形状の船を多数保有している。作者曰く「最も海賊らしく」がテーマで、全員が「デカくて荒々しくて豪快」なキャラクターになっている。
結成間もない頃、たった5人でチョッパーの故郷であるドラム王国を壊滅させた。頂上戦争の混乱の最中、インペルダウンで新たに5人の仲間を加えた。新世界進出後、白ひげのナワバリを次々と制圧。1年前にマルコ率いる白ひげ海賊団の残党達との落とし前戦争を制し、四皇入りを果たした。同時期に元海軍本部大将のクザンを仲間に加える。新世界編では、海賊島「ハチノス」を拠点にしており、黒ひげを支える「10人の巨漢船長」が存在する。悪魔の実の能力者を殺し、何らかの方法で能力を奪い取る「能力者狩り」を行っている。
マーシャル・D・ティーチ
声 - 大塚明夫、落合福嗣（少年期）
黒ひげ海賊団船長→黒ひげ海賊団提督。四皇の一人。通称「黒ひげ」。元白ひげ海賊団2番隊隊員。元王下七武海。懸賞金0ベリー→22億4760万ベリー→39億9600万ベリー。
「偉大なる航路」シェード港出身。38歳→40歳。誕生日は8月3日（やみ=8、3）。身長344cm。しし座。血液型F型。好きな食べ物はチェリーパイ、ケバブ。嫌いな食べ物はグレイビーソース。趣味はギャンブル・歴史研究。イメージ国はソマリア。イメージ職業は考古学者。イメージ花はヒガンバナ。イメージ動物はカバ。好きな季節は夏島の春。
隙っ歯とビール樽のような出っ腹が特徴の大男。トレードマークの黒い顎ひげは、登場初期はそれほど長くなかったが、新世界編では顔と同じぐらいの長さになっている。初登場時は黒いバンダナに白いシャツという軽装だったが、次第に黒いコートや海賊帽を着用したり、酒瓶や拳銃や宝飾品を身に着けるようになり、新世界編ではオレンジ色のファーコートやサングラス（稀に）を身に纏うようになった。
「海賊王」という野望達成の為には一切の手段を選ばない残忍な性格で、世界規模の暴挙を繰り返す悪辣かつ凶悪な男。だが、「人の夢」を謳い上げるなど心中には海賊としての確固たる信念を宿しており、インペルダウンLEVEL6の凶悪な囚人を味方につけるカリスマ性も見せている。また、豪快さと同時に計算高く狡猾な一面も併せ持つ。一方で、白ひげから能力への過信と軽率さが弱点と指摘されている。睡眠を必要としない特異体質で、生まれてから一度も眠ったことがないという。特別な血筋を継いでいることが確認されていたり、体の構造が異形であるためか悪魔の実の能力を2つ取り込めるなどその全貌には多くの謎が存在し、シャンクスやジンベエといった大物海賊や五老星などからも危険視されている。新世界編ではさらに勢力を拡大させており、海賊島を「黒ひげ王国」という名の国家にしようと考えている。笑い声は「ゼハハハハ」。
悪魔の実の歴史上で最も凶悪とされる自然系悪魔の実「ヤミヤミの実」の能力者。闇の引力で全ての物体を引き込む「闇人間」。他の自然系とは異なり、あらゆる攻撃を一切受け流せず、引力によって常人以上の痛みを引き込んでしまうリスクの反面、相手の能力を封じてその実体に触れられる独自の性質を持っており、物理攻撃が効かない能力者にもダメージを与えることができる。さらにマリンフォード頂上戦争で白ひげから能力を奪い、振動を引き起こす「グラグラの実」の力も操るようになった。
元はとある島の孤児で、28年前の少年時代に、何処にも行く当てがないからと頼み込み白ひげ海賊団に加わった。以降20年以上所属していたが、その理由はヤミヤミの実が手に入る公算が最も高いと踏んでいたためであった。能力者になる以前は鉤爪を武器にしており、シャンクスの左目に3本傷を負わせている。4番隊隊長サッチがヤミヤミの実を手に入れると、彼を殺害して実を奪い逃亡。独立した後、海賊王の座を狙って黒ひげ海賊団を結成し、たった5人でドラム王国を滅ぼした。
ジャヤのモックタウンでルフィと居合わせ、価値観は違えど自身と同じく夢に対する姿勢を垣間見た上でルフィの器の大きさを認め、ベラミーの挑発に耐え切ったルフィらを激励した。その後、ルフィの懸賞金額を知り首を狙うが、空島へ逃げられた。エニエス・ロビー崩壊後、後に「バナロ島の決闘」と呼ばれる死闘の末にエースに勝利し、彼を政府に引き渡し、クロコダイルの後任として当時懸賞金0ベリーながら七武海に加盟した。
七武海加盟後、召集に応じマリージョアに姿を見せたが、開戦直前に一味を引き連れてインペルダウンへ侵入。獄内でルフィと鉢合わせ一触即発となるが、ジンベエの仲裁で中断する。その後マゼランの毒を受け瀕死となるも、シリュウの持ってきた解毒剤によって命を取り留める。真の目的であるLEVEL6に辿り着くと、獄中で囚人達に殺し合いをさせ、生き残った4名の伝説級の囚人とシリュウを引き連れてマリンフォードへと現れ、七武海の称号返上を宣言。白ひげに一騎討ちを挑むも、成す術なく圧倒される。しかし、白ひげが仲間に手を出させなかったのに対して自身は一味全員で総攻撃を掛け、既に瀕死の状態であった白ひげを絶命に追い込んだ。そして、謎の手段を用いて白ひげの遺体から「グラグラの実」の能力を奪い、自分の時代の到来を宣言、世界中を恐怖で震撼させた。即座にマリンフォード壊滅に向けて動き出すが、戦場にシャンクスが現れると、目的を果たしたとしてマリンフォードから去って行った。
終戦後、新世界へ進出。ある燃える島でジュエリー・ボニーを捕らえ、海軍に対し軍艦一隻との交換取引を行おうとしたが、赤犬が軍艦に乗っており海軍には取引をする気が無いことがわかると、ボニーを置き去りにして退散した。
頂上戦争から1年後、マルコ率いる白ひげ海賊団残党との「落とし前戦争」を制し、白ひげに代わる新たな四皇の一人と位置づけられる。また、ロッキーポート事件と同時期に王直を倒し、海賊島ハチノスに拠点を移す。
ドレスローザ編では、かつてのエースの能力である「メラメラの実」を手に入れるため、バージェスをドレスローザに送り込む。ゾウ編ではバージェスからの情報によって判明した革命軍の本拠地「バルティゴ」を襲撃し、CPとの衝突後逃走した。ホールケーキアイランド編後、新聞で「5番目の海の皇帝」と称されるルフィに対し、まだそう呼ばれるのは早いと評した。ワノ国編では、ハチノスに乗り込んできたモリアを仲間に勧誘する。世界会議が終わった後、海軍を出し抜いてハンコックのメロメロの実の能力を奪おうとアマゾン・リリーを襲撃し、手勢を全て石にされつつもハンコックを拘束。レイリーの仲裁でアマゾン・リリーから手を引いたが、島に来ていたコビーを拉致した。エッグヘッド編では、カイドウを倒してロード歴史の本文を手に入れたルフィ・キッド・ローを狙い、ワノ国から北東の進路にある勝者島でハートの海賊団を撃破した。
『ONE PIECE novel A 2』では、白ひげ海賊団に入ったばかりのエースの世話係を任され、身元預かり人となったサッチとの3人で行動することが多かった。
モデルは実在した海賊である“黒髭”エドワード・ティーチ。
技一覧
ヤミヤミの実
闇穴道（ブラック・ホール）
周囲へ闇を広げ、触れたもの全てを闇の中へ引きずり込み、無限の引力で凝縮させ押し潰す。バナロ島にて町一つを破壊した。
解放（リベレイション）
「闇穴道」で飲み込み破壊したものを吐き出す。
闇水（くろうず）
掌から渦状に引力を発し、他の能力者の実体を強制的に引き寄せる。その掌に掴まれると、相手は悪魔の実の能力が一切使用不可能になる。
グラグラの実
震破（グラッシュ）
大気を殴りつけてヒビを入れて震動を起こし、衝撃波を発生させる。

#### 10人の巨漢船長
ジーザス・バージェス
声 - 稲田徹
黒ひげ海賊団操舵手→黒ひげ海賊団1番船船長兼操舵手。異名は「チャンピオン」。懸賞金2000万ベリー（超新星編）。
「偉大なる航路」出身。27歳→29歳。誕生日は12月25日。身長355cm。やぎ座。血液型F型。好物はプロテイン。
プロレスラーのような覆面とチャンピオンベルトを身に着けた大男。ワノ国編後はサボとの戦いによる怪我の影響か、顔の右半分を金属製のマスクで固定している。好戦的な性格で、自分の強さを周囲にアピールしたり、わざわざ相手を挑発したりと何かと人の目を引く行動を取る。黒ひげが「提督」と呼ばれるようになった新世界編でも彼を「船長」と呼んでおり、ラフィットから注意されている。笑い声は「ウィーハハハ」。
家屋を丸ごと持ち上げる腕力や、岩壁を助走抜きで軽快に飛び跳ねる脚力を発揮する、常人離れした肉体の持ち主。その剛腕から放たれる衝撃波は距離を置いた相手をも一瞬で薙ぎ倒す事ができる。ワノ国編後、能力者狩りによって超人系悪魔の実「リキリキの実」の能力者となったことで筋力がさらに増強され、巨大な岩山を軽々と持ち上げるほどの驚異的な怪力を手に入れた。「武装色の覇気」の使い手。
モックタウンでは街の海賊たちを相手に暴れ回り、力自慢をしていた。
新世界編では、1番船船長を担っている。ドレスローザ編では、優勝賞品のメラメラの実を狙ってコリーダコロシアムの剣闘会に覆面の男Mr.ストアとして出場し、圧倒的な強さでAブロックを制し正体を明かした。決勝戦のバトルロイヤルでは、サボに右腕の防具を粉砕された上に、リングを破壊されて場外負けとなり、メラメラの実入手に失敗。「鳥カゴ」内の決戦ではしばらく戦況を窺い、ドフラミンゴとの戦いでルフィが弱ったところを狙うも、彼を守るために現れたサボに撃退される。最後にサボを挑発して動揺を誘い、メラメラの実を奪おうとするが「火拳」を喰らい、完敗した。しかし、重傷を負いながらも執念で革命軍の船の船底に忍び込み、革命軍の総本部バルティゴを突き止めた。エッグヘッド編では勝者島でハートの海賊団と交戦する。
技一覧
波動エルボー
武装色の覇気を纏った右腕から強力なエルボーを繰り出す。闘魚を一撃で倒し、コロシアムの客席に風穴を開けるほどの威力を持つ。
不沈艦ラリアット（ガレオン - ）
左腕から強力なラリアットを繰り出す。
シリュウ
声 - 菅生隆之
黒ひげ海賊団2番船船長。元インペルダウン看守長。異名は「雨のシリュウ」。
「偉大なる航路」出身。42歳→44歳。誕生日は6月11日。身長340cm。ふたご座。血液型X型。好物はビーフステーキ（レア）。
インペルダウン時代、マゼランと共に二枚看板と謳われた剣士。実力はマゼランとほぼ互角で、勤務時間が短い彼よりも厄介な存在とされていた。しかし、気が向くままに囚人を大量に虐殺し続けたために、マゼランから宣告猶予の死刑囚としてLEVEL6に幽閉されていた。黒ひげ海賊団加入後も、インペルダウンの制服をデザインを変えてそのまま着ている。葉巻を愛飲している。
武器は名刀「雷雨（らいう）」。ワノ国編では、アブサロムから能力を奪って超人系悪魔の実「スケスケの実」の能力者となっている。
インペルダウン編で、ルフィ達が起こした騒動の対処に追われるマゼランにより、侵入した黒ひげを止めるため釈放されるが、マゼランの命令を無視しインペルダウンを裏切る。その後、マゼランの毒に侵された黒ひげと遭遇し、その器を認めて命を助け、黒ひげ海賊団に入団した。
新世界編では2番船船長を担っている。エッグヘッド編では、ハチノスに攻め込んできたガープを背後から襲い、深手を負わせる。
ヴァン・オーガー
声 - 高塚正也
黒ひげ海賊団狙撃手→黒ひげ海賊団3番船船長兼狙撃手。異名は「音越（おとごえ）」。懸賞金6400万ベリー（超新星編）。
「東の海」出身。25歳→27歳。誕生日は10月5日。身長340cm。てんびん座。血液型X型。好物は運任せの闇鍋。
眼鏡をかけており、右目のレンズがスコープになっている。時折、運命について詩の一節のような言葉を吐く。落ち着いた面持ちをしているが、エースが黒ひげの勧誘を断った瞬間発砲するなど、好戦的な面を窺わせる。
武器は長い銃身をもつ銃「千陸（せんりく）」。水平線の彼方にいる鳥を撃ち落とすほどの狙撃力と視力を誇る。アニメではルフィが「ギア4」でようやく倒せたクラッカーのビスケット兵を弾丸1発で破壊している。ワノ国編後、能力者狩りによって超人系悪魔の実「ワプワプの実」の能力者となり、自在に瞬間移動をする事が出来るようになった。能力はまだ発展途上の段階にあり、移動できる範囲には限りがある。
新世界編では、3番船船長を担っている。表紙連載『ジェルマ66のあゝ無感情海遊記』では、クザンと共にショコラタウンを襲撃し、プリンを誘拐した。エッグヘッド編では、ハートの海賊団との戦いを終えた後にデボンと共にエッグヘッドに現れ、何らかの任務を遂行。能力でサターン聖から逃れた先で、古代兵器の情報提供を申し出るカリブーに出会う。その後、カリブーを連れてハチノスに帰還した。
技一覧
移動（ワープ）
別の場所に瞬間移動する。
アバロ・ピサロ
声 - 田中一成（484話 - 513話）→高塚正也（917話 - ）
黒ひげ海賊団4番船船長。インペルダウンLEVEL6に幽閉されていた元囚人。異名は「悪政王」。
「北の海」出身。40歳→42歳。誕生日は9月30日。身長505cm。てんびん座。血液型X型。好物はフカヒレのスープ。
下向きの三日月のような髭に、ライオンのたてがみのような髪が特徴。頭には角を取り付けている。マリンフォードでは、元囚人の4人の中で唯一囚人服を着ていなかった。語尾に「ニャー」がつく。支配欲と名誉欲が強く、黒ひげに「船長を代わってやろうか？」と提案するなど、何かと仕切りたがる性格。
かつて、とある王国を武力で蹂躙し王座に就くが、悪政の限りを尽くして国民を苦しめ、反乱を起こされた。
超人系悪魔の実「シマシマの実」の能力者。島及び付随する建築物と同化して自在にその形状を操る「島人間」。触覚によって同化した島内で起きている事を感知でき、これによって海賊島を監視下に置いている。土地と同化して石の巨人を作り出せる点で「イシイシの実」と似た能力だが、こちらは同化している島を破壊されると能力者本体もダメージを負ってしまう。
エッグヘッド編では、ハチノスからの脱出を図る軍艦を巨大な手で沈めようとするが、ガープとコビーの拳に退けられ失敗した。
ラフィット
声 - 松野太紀
黒ひげ海賊団航海士→黒ひげ海賊団5番船船長兼航海士。異名は「鬼保安官」。懸賞金4220万ベリー（超新星編）。
「西の海」出身。39歳→41歳。誕生日は3月13日。身長340cm。うお座。血液型X型。好物はロリポップキャンディ。
シルクハットを被りステッキを持っている。常に物腰柔らかで丁寧口調だが、他の面々に劣らぬ残虐性を秘めている。かつては「西の海」の保安官で、度を越えた暴力で国を追われた。
腕を翼に変形させて飛行する能力を持つ。また、催眠術を使うことができる。
ジャヤ編でマリージョアを訪れ、黒ひげをクロコダイルの後任の七武海に推薦した。頂上戦争の際は動力室の海兵に催眠をかけ、正義の門を開けさせた。
新世界編では5番船船長を担っている。ドレスローザ編では負傷したバージェスを出迎えに行ったが、入れ違いになった。エルバフ編では海運会社「UMITシッピング」本社に潜入している。
カタリーナ・デボン
声 - 斉藤貴美子
黒ひげ海賊団6番船船長。インペルダウンLEVEL6に幽閉されていた女海賊。異名は「若月狩り（みかづきがり）」。
「南の海」出身。34歳→36歳。誕生日は3月29日。身長361cm。おひつじ座。血液型F型。好物は若鳥のささ身。
「史上最悪の女囚」と称される女海賊。美に対し異常な執着を見せ、狩り取った美女達の首をコレクションするという趣味を持つため、世界中の女性達に恐れられている。武器は鞭。笑い声は「ムルンフッフッフッ」。
動物系幻獣種の悪魔の実「イヌイヌの実 モデル“九尾の狐”」の能力者。他人の姿に変身することができる。
新世界編では、6番船船長を担っている。ワノ国編第一幕幕間では、アブサロムの姿に変身してモリアを欺いた。世界会議終了後アマゾン・リリー襲撃に同行し、ハンコックによって石化させられたが、レイリーの介入で石化を解除された。エッグヘッド編では、オーガーと共にエッグヘッドに現れ、サターン聖に触れることで何らかの任務を完了した。その後、カリブーを連れてハチノスに帰還した。
当初は美女としてデザインされたが、黒ひげ海賊団のコンセプトに合わないとして、現在の容姿に変更された。
サンファン・ウルフ
声 - 小野健一
黒ひげ海賊団7番船船長。インペルダウンLEVEL6に幽閉されていた海賊。巨人族。異名は「巨大戦艦」。
「西の海」出身。97歳→99歳。誕生日は3月2日。最大身長180m。うお座。血液型S型。好物は海王類の塩焼き。
通常の巨人族の10倍以上もある巨体を持つ男。この大きさは悪魔の実の影響によるもので、その脅威から「巨大戦艦」の異名をつけられた。おにぎりのような顔立ちをしている。語尾に「つった」がつく。
超人系悪魔の実「デカデカの実」の能力者。身体を巨大化させることができる「巨大化人間」。
エッグヘッド編では、ハチノスに攻め込んできたガープによって海まで殴り飛ばされる。その後救助され、ハチノスの復興作業を行った。
バスコ・ショット
声 - 龍田直樹
黒ひげ海賊団8番船船長。インペルダウンLEVEL6に幽閉されていた海賊。異名は「大酒のバスコ・ショット」。
「南の海」出身。36歳→38歳。誕生日は8月5日。身長573cm。しし座。血液型X型。好物は紹興酒。
異名の通り大酒飲みで、常に酔っ払っている長鼻の大男。道化師のような装いをしており、巨大な瓢箪を背負っている。詳しい経歴や実力は不明。笑い声は「トプトプトプ」。
超人系悪魔の実「ガブガブの実」の能力者である「酒人間」。能力の詳細は不明。
世界会議終了後、アマゾン・リリー襲撃に同行し、ハンコックによって一時的に石化させられた。
技一覧
酒豪炉火（シュゴ―ロップ）
口に含んだ大量の酒を発火させ、強力な火炎攻撃を放つ。
ドクQ
声 - 内田直哉
黒ひげ海賊団船医→黒ひげ海賊団9番船船長兼船医。異名は「死神」。懸賞金7200万ベリー（超新星編）。
「北の海」出身。26歳→28歳。誕生日は10月18日。身長342cm。てんびん座。血液型S型。好物は爆弾の入っていないリンゴ。
生まれつき極度の虚弱体質だが、黒ひげからは、それを鑑みられず雑に扱われることが多い。同様に病弱な馬のストロンガーに乗っている。全てのことは最初から決まっていると信じる運命論者。食べると爆発するリンゴを持ち歩いており、モックタウンでは普通のリンゴと混ぜて配っていた。武器は大鎌。
ワノ国編後、能力者狩りによって超人系悪魔の実「シクシクの実」の能力者となる。「女になる病」など様々な病気を生み出して人々に伝染させることができる。ただし、覇気で病を打ち破られるとその病の抗体ができてしまい、その抗体も他者に伝染する。
新世界編では9番船船長を担っている。エッグヘッド編では勝者島でハートの海賊団と交戦する。
ストロンガー
ドクQの愛馬。誕生日は4月16日。おひつじ座。好物は爆弾の入っていないニンジン。
ワノ国編後、能力者狩りによって動物系幻獣種の悪魔の実「ウマウマの実 モデル“ペガサス”」の能力者となり、背中から翼を生やして飛行できるようになった。
ハートの海賊団との戦いでローに両断されたが、その後復帰した。
クザン
黒ひげ海賊団10番船船長。元海軍本部大将「青雉」。

#### 船員
キキパツ
黒ひげ海賊団船員。わたあめのような髭を生やした男。樽のビールが好きで、飲むと鼻が赤くなってしまう。
トリ、マキ
黒ひげが侍らせている女達。

#### 黒ひげ海賊団傘下
桃ひげ
声 - 中村浩太郎
桃ひげ海賊団船長。懸賞金5200万ベリー。
左右に広がった桃色の口ひげを生やした男。笑い声は「モモハハハ」。誕生日は3月27日（さくらの日）。
世界会議で王族や兵士の大半が不在となったルルシア王国を襲撃するが、革命軍によって撃退され、住民たちに身柄を引き渡された。

### クロスギルド
クロコダイルとミホークによって共同で設立された会社。名のある海兵に懸賞金を掛け、仕留めた者に賞金を支払う「海兵狩り」事業を行っている。この事業には既に多くの闇の組織が出資しており、これまで賞金首を追う立場であった海兵が逆に民間からの暗殺に怯える世の中になった。海賊旗はバギー海賊団の海賊旗とバロックワークスのシンボルを合体させ、さらに頭上からミホークの黒刀「夜」を突き刺したようなドクロマーク 。海賊船は「ビッグトップブラスター号」で、船首はバギーを模したものとなっている。ワノ国編の間に台頭し、バギーの海賊派遣会社「バギーズ デリバリー」を吸収。しかし、バギーが一番目立つように会社のビラがデザインされてしまったため、バギーが社長でクロコダイルとミホークはその部下と認識され、バギーは四皇入りすることになった。また、クロコダイルとミホークは圧倒的な力を備えた「理想郷」づくりを計画していたが、バギーの宣言により、「ひとつなぎの大秘宝」争奪戦へ乗り出すことになる。
バギー
声 - 千葉繁、木村昴（少年期〈959話 - 〉） / 演 - ジェフ・ワード
バギー海賊団船長→海賊派遣会社「バギーズ デリバリー」座長→クロスギルド社長。四皇の一人。元ロジャー海賊団見習い。元王下七武海。異名は「道化のバギー」（初登場時）→「千両道化のバギー」（新世界編）。元懸賞金1500万ベリー→31億8900万ベリー。
「偉大なる航路」出身。37歳→39歳。誕生日は8月8日（バラバラ=8、8）。身長130cm（13歳時）→192cm。しし座。血液型F型。好きな食べ物はホットドッグ。嫌いな食べ物はトマト。趣味は宝の地図集め。イメージ職業は下町の工場長。イメージ植物はオダマキ。イメージ動物はパンダ。好きな島は夏島の冬。
ピエロのようなメイクをした男。赤くて丸い大きな鼻にコンプレックスを抱いており、鼻のことに触れられると激怒する。卑怯かつ残忍で利己的ながら、派手好きでノリがよく間抜けな性格。実力は高いとは言えないが、高いカリスマ性を持ち、部下からは異常なまでに慕われている。海賊は宝が全てと考えており、望みは世界中の財宝を手に入れること。笑い声は「ぎゃはははは」。口癖は「ハデに - 」。
超人系悪魔の実「バラバラの実」の能力者。体をバラバラに分離させることができる「バラバラ人間」。斬撃は一切効かず、格闘戦でも相手の攻撃に合わせ体を切り離すことで回避できる。一定の範囲なら自由に体のパーツを浮遊させ操れる。ただし、足を浮遊させることはできない。武器には複数のナイフを用いる。大砲好きな海賊として知られ、町1つを消し飛ばせる砲弾「特製バギー玉」を所持する。後に、バギー玉の破壊力を維持したまま、小型化した新爆弾「特製マギー玉」を靴に仕込んでいる。
ロジャー海賊団最年少乗組員で、30年以上前からロジャー海賊団に見習いとして所属していた。同じく見習いで、同い年のシャンクスとは些細なことでケンカばかりしていたが、彼のあまりの有望さから海賊王の夢を捨てていた。27年前、敵船から手に入れた宝の地図と破格の値段で売れる「バラバラの実」を隠し持って脱走を図っていた際に、突然後ろからシャンクスに話しかけられたことに驚いて誤って実を食べ、同時に地図を海に落としてしまった。このことから海中の財宝を諦め、海上の全ての財宝を手にすることを目指すようになり、現在もシャンクスを逆恨みしている。ラフテルへの航海では直前に高熱を出してしまい、同行できなかった。24年前のロジャー処刑後、シャンクスから仲間に誘われるが拒否し、自身の海賊団を旗揚げして「東の海」では数少ない懸賞金1000万越えの海賊として名を馳せていた。
オレンジの町を襲撃中、自身が持つ「偉大なる航路」の海図を巡ってルフィ達と戦うが、バラバラ状態の時に体の大部分をナミに奪われ、ルフィの「ゴムゴムのバズーカ」で吹き飛ばされて敗北。表紙連載『バギー一味冒険記』での大冒険の末、アルビダと手を組み、一味と合流する。その後、ルフィへの復讐を企みローグタウンでルフィを処刑しようとしたが、突然の落雷により失敗。スモーカーに一時捕らえられるも、嵐に乗じて脱出し、ルフィを追いかけて「偉大なる航路」に突入する。
アラバスタの事件後に偶然エースと遭遇し、彼を交えて宴をする。後にキャプテン・ジョンの宝の洞窟と勘違いして海軍の駐屯所に乗り込んでしまい、逮捕される。インペルダウンLEVEL1に収監されたが、脱獄する最中潜入していたルフィと再会し、キャプテン・ジョンの財宝の在り処を示すトレジャーマークを貰ったことでエース救出を手伝うことになる。獄内で出会ったMr.3と意気投合しながら、ルフィらが起こした騒動を利用して脱獄に成功。ルフィと共にインペルダウン大量脱獄事件の主犯とされ、隠していた過去の経歴が海軍に知られてしまった。
マリンフォード頂上戦争では、怖気づきながらも、白ひげからの要請でエース救出に手を貸す。映像電伝虫を探す中でルフィに身代わりにされ、そのままミホークと対決するが、敢えなく敗北。その後、電々虫で世界に映像を中継しようとし、青雉によって氷漬けにされたが、赤犬の攻撃の余波で復活。白ひげの死後は一目散に逃げ出し、その途中で偶然空中で受け止めたルフィとジンベエをローに引き渡した。さらに戦場に現れたシャンクスと24年ぶりに再会し、彼の頼みでルフィに麦わら帽子を届けた。終戦後、Mr.3や囚人たちを連れ、再び一味と合流した。
新世界編では王下七武海に加盟しており、さらに海賊派遣会社「バギーズ デリバリー」の座長となっている。異名は「千両道化」に変わり、「伝説を生きる男」と称されている。七武海制度撤廃後、海軍にカライ・バリ島を包囲されたが、大金を借りていたクロコダイルが現れ、借金返済の代わりに「クロスギルド」に協力。しかし、バギーが一番目立つよう部下がビラをデザインしたため、世間にはクロコダイルとミホークを従えたと認識され、四皇の一人に認定された。形だけの社長として2人からはぞんざいな扱いを受けているが、彼らの回りくどい方針に痺れを切らして海賊王への野望を打ち明け、「ひとつなぎの大秘宝」争奪に乗り出すことを宣言する。
アニメSP『3D2Y』では、バーンディ・ワールドへの対抗策として召集され、手柄を立てるためワールドの海賊船「グローセアデ号」に乗り込む。ワールドの部下ガイラムと交戦し、ワールドに敗れ意識を失ったルフィを無理やり起こし、奮い立たせた。ワールドはルフィが倒したが、海軍がルフィの存在を確認していなかったため、新聞にはバギーがワールドを討ち取ったと報じられた。
劇場版『STAMPEDE』では、海賊万博の主催者ブエナ・フェスタから会場の警備を依頼され、フェスタのアジトに潜り込み深手を負ったローを追う。お宝争奪戦では真っ先に宝を手に入れ、中身を目撃する。ロジャー海賊団時代の元同僚ダグラス・バレットが現れると、宝を放棄し島からの脱出を図ろうとしたが、途中スモーカーやハンコックに捕まり、その成り行きでバレットとの戦いに巻き込まれた。
技一覧
バラバラせんべい
爪先から刃を出した状態で腰から下を切り離し、回転させながら打ち出す。
バラバラ緊急脱出
攻撃されそうになった場所を切り離して避ける。
バラバラ砲
武器を持った手を打ち出す。さらに手首だけを切り離すこともできる。また、低く発射する「地をはうバラバラ砲」というバリエーションもある。
バラバラフェスティバル
体を無数のパーツに分解し、飛び回らせる。
バラバラカー
体をばらし、タイヤやエンジンと組み合わせて高速移動する。
空中錐揉み大サーカス
相手を空中高く持ち上げ、回転をつけて叩きつける。
ジュラキュール・ミホーク
クロスギルド幹部。
クロコダイル
クロスギルド幹部。
モージ
声 - 宗矢樹頼
バギー海賊団副船長。異名は「猛獣使いのモージ」。懸賞金なし。
「東の海」出身。27歳→29歳。誕生日は10月1日。身長197cm。てんびん座。血液型S型。好物は漬物。
「どんな動物も手なずけることができる」と豪語する猛獣使いで、ライオンのリッチーを飼い馴らす。着ぐるみを着たような風貌をしているが、地毛である。戦闘時はリッチーに敵を襲わせる他、蹴りやムチを使用。
オレンジの町では、シュシュの守ってきたペットショップを燃やしたため、ルフィの怒りを買い殴り倒された。バギーが飛ばされた後の表紙連載『バギー一味冒険記』では、次期船長の座を賭けカバジと12時間に渡る激闘を繰り広げたが、寝ぼけたリッチーにまとめて倒された。ローグタウンではゴーイングメリー号に火を点けようとしたが、突然の嵐で火が消えて失敗し、濡れた地面に足を滑らせメリー号に頭をぶつけ気絶した。
頂上戦争後に加入した大物囚人たちのバギーへの盲信ぷりにはカバジと共に内心呆れつつも、とりあえず場の空気に合わせている。新世界編では、かなり太った体型になっている。
リッチー
声 - 稲田徹
モージが操るライオン。
誕生日は7月23日。かに座。好物は肉。
鋼鉄製の檻を一撃で破壊するほどのパワーを持つが、頭は悪く、大抵食べることしか考えていない。登場初期はライオンらしい恐ろしい風貌や凶暴性を見せていたが、話が進むにつれて愛嬌ある風貌になったり二足歩行で立ったりするようになる。
オレンジの街ではルフィに敗れた。バギーが吹っ飛んだ後の表紙連載『バギー一味冒険記』では、船長の座を争うモージとカバジを寝ぼけながらに倒し、一時的に船長になった。その後、クマテ族にやられたところをバギーに助けられた。新世界編では、モージと同じく太っている。
カバジ
声 - 遠藤守哉
バギー海賊団参謀長（No.2）。異名は「曲芸のカバジ」。懸賞金なし。
「東の海」出身。32歳→34歳。誕生日は9月8日。身長208cm。おとめ座。血液型X型。好物はポップコーン。
左だけ長い前髪と長いマフラーが特徴の剣士。一輪車や独楽を駆使し、曲芸師の如く戦う。相手の弱みに付け込み、味方を盾にする卑劣な性格である一方、バギーには厚い忠誠心を見せる。
オレンジの町では同じく剣士であるゾロと対峙し、バギーから受けた傷を執拗に狙うも敗北した。以降、バギー同様麦わらの一味（特にゾロ）への復讐を誓う。ローグタウンでは、処刑台に乗ったルフィを拘束した。
新世界編では、バギーズデリバリーの幹部になっている。
技一覧
火事おやじ
口から炎を吐く。
湯けむり殺人事件
剣を回転させ、土埃を巻き上げる。
カミカゼ百コマ劇場
無数の回転する独楽を投げつける。
山登ろー
一輪車で壁を垂直に駆け上がる。
納涼打ち上げ花火
一輪車で高く跳躍する。
一輪刺し
上空から剣で突き刺す。
アルビダ
声 - 松岡洋子 / 演 - イリア・イソレリス・パウリーノ
アルビダ海賊団船長。通称「レディー・アルビダ」。異名は「金棒のアルビダ」。懸賞金500万ベリー。
「東の海」出身。25→27歳。誕生日は3月14日。身長198cm。うお座。血液型S型。好物は美肌効果のあるベリーやベリー酒。
金棒を武器とする女海賊。「この海で一番美しいものは自分」と豪語する。初登場時は太った醜女だったが、後に「スベスベの実」を食べたことで、別人の如く体型が変わり、性別問わず魅了する「絶世の美女」になった。部下への暴力を平然と行う残忍な性格だが、バギー達よりは落ち着いた面があり、ノリで行動しがちな彼らにツッコミを入れている。バギー海賊団員からの呼称は「アルビダ姐さん」。
超人系悪魔の実「スベスベの実」の能力者。あらゆるものをスリップさせる、摩擦ゼロのスベスベ肌を持つ。
間違えて海賊船に乗ってしまったコビーを、海の知識があったことから、命を助ける代わりに2年間航海士兼雑用としてこき使っていた。アジトにしていたゴート島で、偶然迷い込んだルフィをコビーが雇った賞金稼ぎと勘違いして戦うが敗北。自分の美貌を初めて殴ったルフィの強さに惹かれ、彼を追うようになった。アニメでは、ある客船を略奪目的で襲撃した時に遭遇している。
その後、経緯は不明だが悪魔の実を食べ、現在の姿になる。表紙連載『バギー一味冒険記』で、漂流していたバギーを助けて彼と同盟を組み、ローグタウンでルフィを見つけるが逃げられ、ルフィを追うために、バギー達と共に「偉大なる航路」に突入する。
「偉大なる航路」突入後、バギーが海軍に捕まった際は、あっさりとバギーを見捨て、救出を試みたカバジたちに諦めるよう促した。マリンフォード頂上戦争終結後、復帰したバギーを涙ながら出迎えたカバジたちの変わり身の早さや、バギーよりも高額の賞金首が大量に入団してきたことに呆れていた。新世界編では、バギーズ デリバリーの幹部を経て、クロスギルドに加入する。
名前の由来は、女海賊アルビダ。
技一覧
スベスベシュプール
摩擦ゼロの素足を使い、ゲレンデを滑って高速移動する。
ギャルディーノ
クロスギルド社員。バギーズ・デリバリー幹部。元B・Wオフィサーエージェント「Mr.3」。頂上戦争終結後、バギーの仲間に加わる。
ダズ・ボーネス
クロスギルド社員。

## 元四皇
白ひげ海賊団 / ビッグ・マム海賊団 / 百獣海賊団

### 白ひげ海賊団
エドワード・ニューゲート率いる海賊団。海賊旗は三日月型の白ひげが描かれたドクロマーク（当初は後ろに卍が書かれていたが、後に骨十字に変更された）。本船は鯨を象った船首の「モビー・ディック号」。加えて、似たデザインの船を複数持つ。
船員は約1600名で、16の部隊に分かれている。さらに、新世界で名を馳せる43の海賊団を傘下に従えており、傘下を含めた兵力は5万人に及ぶ。「世界最強の男」たる白ひげを筆頭に、世界有数の実力ある海賊たちが集う。仲間を「家族」と想う白ひげの心意気は一味全体に浸透しており、鉄の団結力を誇る。なお、隊の番号と個々の実力は比例せず、隊長達は番号に関係なく同じ地位である。白ひげの考えで女性戦闘員は一人も船に乗せず、白ひげを看護していた船医チームの女性たちも頂上戦争直前には船から降ろしている。白ひげの老いによりここ数年は鳴りを潜めていたが、彼を知る者たちは今でもその恐ろしさを語り継いでいる。
物語当初の船員のうち、2番隊隊員ティーチは4番隊隊長サッチを殺して脱走・脱退。船長白ひげと2番隊隊長エースはマリンフォード頂上戦争において戦死した。頂上戦争から1年後、マルコ率いる残党達は黒ひげ海賊団に戦いを挑んだが、惨敗を喫した（落とし前戦争）。それ以来一味は散り散りとなり、隊長達の消息は途絶えてしまっている。

#### 本隊
エドワード・ニューゲート
声 - 有本欽隆（151話 - 567話）→大友龍三郎（962話 - ）
白ひげ海賊団船長。四皇の一人。元ロックス海賊団船員。通称「白ひげ」。懸賞金50億4600万ベリー。
新世界「スフィンクス」出身。72歳没。誕生日は4月6日（46=しろ）。身長666cm。おひつじ座。血液型F型。好きな食べ物は酒、安い食べ物。嫌いな食べ物はコピ・ルアク。趣味は貯金。イメージ動物は白鯨。
大海賊時代の頂点に君臨する「世界最強の海賊」。かつて海賊王ロジャーと唯一互角に渡り合い、「ひとつなぎの大秘宝（ワンピース）」に最も近い存在とされ、その伝説的・怪物的な雷名は世界中の海賊や人々から恐れられていた。一方、魚人島を始め多くの島を見返りなしで自身のナワバリとし、その威名による抑止力でその他の悪党から守っていた。三日月のような白い口ひげを蓄えた、常人の数倍はある体躯の筋骨隆々の大男で、頭に黒いバンダナを巻いており、地肌に直接コートを羽織っている。背中には白ひげ海賊団のマークが入っている。晩年は老齢のためかかなり体調が悪化しており、普段は鼻のチューブや点滴など大量の医療器具を付けていた。笑い声は「グララララ」。武器は最上大業物12工の一振りである巨大な薙刀「むら雲切（むらくもぎり）」。
豪快な性格でシャンクスや海軍本部の三大将など世界的な大物を「ガキ」や「小僧」と呼ぶ。大の酒豪でもあり、看護師から酒量を制限するように言われても意にも介さない。財宝に対する執着はなく、仲間を「家族」として何よりも大切に想い、船員のことを「息子」と呼ぶ。長所短所を含め、息子らの事を知り抜く観察眼と懐の大きさを併せ持ち、船員や傘下の海賊達からは「オヤジ」と呼ばれ、絶大な尊奉の念を抱かれている。それゆえ「仲間殺し」を一味最大唯一のタブーとしており、「白ひげは仲間の死を許さない」ということは世界的に知られている。歴史にも詳しく、ルナーリア族の知識もある。
超人系悪魔の実「グラグラの実」の能力者。振動を起こすことができる「地震人間」。空間を殴りつけ大気にヒビを入れることで「地震」「津波」「衝撃波」を発生させ、拳や薙刀に凝縮した振動を纏わせて破壊力を増大させたり、空間を掴んで揺らすことで島や海をも傾かせることもできる。超人系悪魔の実の中でも最強とされ、「世界を滅ぼす力」とまで称される能力。巨人族の振りかざす刀や外輪船を片手で止めるほどの超怪力と、満身創痍になりつつも敵を薙ぎ払う圧倒的な生命力を持っていた。「覇王色の覇気」の持ち主。
元は新世界の貧しい島の孤児だった。幼少期に海に出て海賊になってからも故郷を気にかけ、自分が故郷に作った小さな村に、生涯自分の宝を貢いでいた。一海賊団の船員として活動していた若い頃から財宝よりも家族に憧れを持っていた。ロックス海賊団壊滅後は、自身の海賊団を立ち上げ、ロジャーと幾度も死闘を繰り広げる好敵手関係になる。
30年前、漂着したワノ国で光月おでんと出会い、彼を「弟」として仲間に加えた。26年前、ロジャー海賊団と3日3晩に渡る激闘を繰り広げた後、ロジャーにおでんを強引に引き抜かれた。自首する直前のロジャーと酒を酌み交わした際に、「ひとつなぎの大秘宝」や「Dの意志」の真実を教えられ、さらに「ラフテルへの行き方を教えようか」と提案されたが、興味がないと断った。また、ネプチューンとは友情の盃を酌み交わしており、大海賊時代が始まったことで魚人島が荒れた際、海賊たちを蹴散らし自身のナワバリにした。
ティーチがサッチを殺害し逃亡した際、落とし前をつけようとするエースを制止するが、振り切られる。後日シャンクスに「エースを止め、黒ひげから手を引け」と直談判されるが、自分の指示で追わせたとして聞き入れなかった。
黒ひげに敗れたエースが世界政府により公開処刑にかけられると、彼を奪還するため総力を挙げてマリンフォードに攻め入り、大津波を起こして「マリンフォード頂上戦争」の戦端を開く。序盤はモビー・ディック号から全軍の指揮を執り、ロンズ中将を倒した後、戦場に乱入したルフィやバギー達と共闘する。戦争が佳境となった時、海軍に騙されていたスクアードに刃を立てられるも許し、自らも出陣。体調の悪化と多くの傷に苦しめられながらも海兵達を薙ぎ払い、大将赤犬・青雉と互角以上に打ち合った。エース解放後は己の死期と時代の変わり目を悟り、仲間達を逃がすために捨て身の殿を務めんとする。エースの死後は怒りを露わにして赤犬に襲い掛かり、赤犬の反撃で頭部半分を失ってもなお、赤犬へ渾身の一撃を叩き込んで地割れに叩き落とし、更に海軍本部の要塞を半壊させた。その後現れたティーチとの戦いでは能力を封じられてもなお格の違いを見せ付け圧倒したが、黒ひげ海賊団の一斉攻撃を受けて限界に達し、「ひとつなぎの大秘宝」の実在を世界中に宣言し、家族たる仲間達へ感謝しながら立ち往生を遂げた。遺体はシャンクスに引き取られ、エースと共に自らの故郷の近くに埋葬された。
新世界編では、実の息子とされるウィーブルが登場しているが、詳細は不明。
名前の由来は、イギリスの海賊“黒髭”の本名とされるエドワード・ティーチ。キャラクターのモデルは作者がよく行っていた飲み屋の主人（故人）。豪快な性格や、酒好きで体を壊してしまい体中に管を通している点、それでいてなお酒を飲み続けている点が共通しており、実際に「ハナッたれ」や「アホンダラ」という言葉を他の客に使っていたという。
マルコ
声 - 森田成一
白ひげ海賊団1番隊隊長兼船医。異名は「不死鳥マルコ」。懸賞金13億7400万ベリー。
「偉大なる航路」出身。43歳→45歳。誕生日は10月5日（「1」番隊隊長マルコ=05）。身長203cm。てんびん座。血液型X型。好きな食べ物はパイナップル。嫌いな食べ物はマメ。趣味はバーのコースター収集。イメージ動物はフェニックス。
パイナップルのような髪型をした細身の男。胸に簡略化した白ひげ海賊団のマークを入れている。新世界編では眼鏡をかけている。実力・人格ともに申し分ない白ひげ海賊団の事実上のNo.2で、白ひげや他の船員からの信頼は厚い。海賊団の古株の一人で、30年前当時は見習いだった。自分たちのことを息子と呼んでくれる白ひげに大恩を感じている。語尾に「 - い」「 - よい」と付ける。
動物系幻獣種の悪魔の実「トリトリの実 モデル“不死鳥（フェニックス）”」の能力者。「再生の炎」という青い炎を纏い、いかなる攻撃を受けても再生できる（ただし再生には限界がある）。この特殊な炎は、「燃え広がる」「高熱」といった通常の炎の特性はなく、他人に大きな影響を及ぼさないが自然治癒力を上げることができ、炎を相手にぶつけて物理的ダメージを与えることも可能。人獣型は、腕と足のみが不死鳥化した姿をしている。「武装色の覇気」の使い手。
頂上戦争では、開戦直後に白ひげを狙った黄猿の攻撃を防いで互角に打ち合い、包囲壁を超えた後は青雉からルフィを救った。その後、不死鳥化して処刑台に迫るが、ガープに撃退される。オリス広場での戦闘中、症状が悪化した白ひげに気を取られた隙を黄猿とオニグモに突かれ、海楼石の手錠をはめられてしまう。Mr.3により手錠を外されると、一味の指揮を執りながらエースとルフィを守るため赤犬と交戦。エースの死後は、悲嘆に暮れる仲間達に対し、ルフィを守りぬけと檄を飛ばした。終戦後、シャンクスや一味の仲間達と共に、白ひげとエースの2人を白ひげの故郷の近くに埋葬した。
頂上戦争から1年後、残党を率い黒ひげ海賊団と激突したが、惨敗を喫した。その後は、白ひげが自身の故郷「スフィンクス」に築いた、彼の最後の形見とも言える村で、医者として暮らす。カイドウと戦う同志を募るネコマムシから誘いを受けたが、白ひげの息子を名乗るウィーブルがいずれ自分やこの村を襲ってくることを危惧し、すぐに村を離れられないと断るも、代わりに「遅れるが必ず行く」というルフィへの伝言を頼んだ。
ワノ国編では、鬼ヶ島への討ち入り当日にワノ国に到着し、ビッグ・マム海賊団の入国を阻止する。鬼ヶ島ではビッグ・マムに拘束されるも、ワンダ達の加勢で逃れる。ドクロドームのライブフロアに到着すると、麦わらの一味に加勢し、仲間の援護や治療を担う。長時間にわたってキングとクイーンを引き付けたことで体力の限界が迫り、ゾロが復活すると大看板の相手をゾロとサンジに託した。決戦の8日後、麦わらの一味より一足先にワノ国を発ち、赤髪海賊団の船に送ってもらい、スフィンクスに帰還。村の子供達やミス・バッキンから、自分の留守中の出来事を聞く。
技一覧
鳳凰印（ほうおういん）
衝撃波を纏った不死鳥の鉤爪による蹴り。ビッグ・マム海賊団のクイーン・ママ・シャンテ号を蹴落とすほどの威力を持つ。衝撃波のみを飛ばすこともできる。
鳳梨磔（なしのつぶて）
両翼の再生の炎を周辺に広げ、触れた者の体温を引き出し治癒力を高める。ただし、当人の体力に限界が来ると効果を失う。
青炎雁（ブルーバード）
切り離された片翼の再生の炎を指で操り、炎の塊にして相手に放つ。
鶴爪（オングル）
不死鳥の鉤爪による飛び蹴り。
不死薊（ふじあざみ）
再生の炎を円盤状の盾にし、相手の攻撃を防ぐ。
ポートガス・D・エース
声 - 古川登志夫、阪口大助（幼少期）
白ひげ海賊団2番隊隊長。元スペード海賊団船長。ルフィ・サボの義兄弟。ロジャーとルージュの息子。異名は「火拳のエース」。懸賞金5億5000万ベリー。
「南の海」バテリラ出身。20歳没。誕生日は1月1日（トランプのA=1）。身長103cm（10歳時）→185cm（超新星編）。やぎ座。血液型S型。好物はブートジョロキアペペロンチーノ（超新星編）、熊鍋（10歳時）。
オレンジ色のテンガロンハットを被り、上半身裸にハーフパンツ、赤い首飾りを身に着けている青年。顔には母譲りのそばかすがあり、背中には白ひげ海賊団のマーク、左腕には「ASCE」（Sは×印で消している。義兄弟サボのマーク）と書かれたタトゥーを入れている。根本はマイペースかつ自由奔放だが、ルフィと違い礼儀や常識を持ち合わせており、ルフィを何かと気にかけている。食事の途中で突然寝るという癖があり、食い逃げの常習犯でもある。白ひげからは「性格は親父とは似つかない」と言われたが、仲間への侮辱に激しい怒りを露にし、仲間を守るためならどんな相手でも決して逃げないという点はロジャーと共通しており、ロジャーの部下であったシャンクスも、エースが最期を迎える要因となった行動がロジャーの性分と似通っていると認めていた。
自然系悪魔の実「メラメラの実」の能力者。体を炎に変えて操り様々な攻撃を行い、この能力を原動力とする小型ボート「ストライカー」で海を移動する。能力者となったのは村を出て以降だが、それ以前から能力者であるルフィには1度も負けたことがなく、幼い頃から街の不良やコルボ山の野獣、さらには本物の海賊を倒すなど、驚異的な戦闘力を発揮していた。また、10歳の時にはすでに「覇王色の覇気」を発現させていた。
母であるルージュはエースの存在を世間から隠すべく、無理をして身篭り続けたため、エースの産後すぐに命を落とした。出産に立ち会ったガープにより、ダダンの下に預けられ、コルボ山で育った。幼少期は、世界的に悪名高いロジャーを父に持つ「鬼の子」という出自から、自身の存在意義に悩み、ロジャーを憎んでもいた。海賊になり自分の生きた証となる「名声」を手に入れることを目指し、5歳の時から同い年の親友サボと2人で修行を積みながら、海賊貯金を貯め始めた。10歳の時にルフィと出会い、最初はルフィを邪険に扱っていたが、ポルシェーミに捕まったルフィをサボと協力して助け、海賊貯金の場所を吐かなかったルフィを認めるようになる。その後は3人で行動するようになり、兄弟の盃を交わした。グレイ・ターミナルで起きた大火事の際、海賊貯金を狙い襲ってきた海賊ブルージャムをダダンとの共闘で倒した。サボが行方不明となった後は、“くい”のないように誰よりも自由に生きることを誓い、修行を積んだ。なお、この頃は無教養で言葉遣いも悪かったが、ルフィが世話になったシャンクスに挨拶するためにと、マキノから礼儀作法を学んだことで、性格や態度が柔らかくなった。
17歳の時、ルフィが海に出る3年前にコルボ山から出航し、母ルージュの姓を名乗るようになる。「スペード海賊団」を結成し、「メラメラの実」の能力を得たことや、4年ほど前に王下七武海の一人であるハナフダを撃破したことで瞬く間に名を上げていく。また、この時期にルフィの命の恩人であるシャンクスと対面している。ワノ国に漂着し、数週間ほどの滞在の中で、お玉と親しくなる。さらにカイドウの娘ヤマトと交友を深め、別れ際にヤマトから自身のビブルカードを受け取った。同年、最強と評される白ひげを倒すため、立ちはだかったジンベエと5日間に及ぶ死闘を繰り広げる。そこに白ひげ海賊団が現れ、白ひげ一人に一味は完敗するものの、自分が身代わりになり仲間を逃がそうとする姿勢を気に入られ、仲間ともども強引に白ひげ海賊団に入団させられた。入団当初は毎日のように白ひげの命を狙っては返り討ちに遭っていたが、マルコに白ひげの器の大きさを教えられたことで考えを改め、白ひげを海賊王にすることを志すようになる。実績を積み重ねたことで仲間からも認められ、欠番だった2番隊隊長となる。部下のティーチが白ひげ海賊団最大の罪「仲間殺し」を犯して逃亡した際、白ひげや仲間の制止を振り切り、独断でティーチ討伐に向かった。
「偉大なる航路」を逆走しティーチの行方を追う道中、アラバスタでルフィと3年振りの再会を果たし、ルフィに自分のビブルカードを渡す（アニメでは、その後しばらく麦わらの一味に同行）。その後、偶然出会ったバギーと飲み仲間になり、表紙連載『エースの黒ひげ大捜査線』において世話を受けたミルク売りの少女モーダの依頼で海軍基地に潜入し、手紙を届けたついでにティーチの情報を掴む。バナロ島にてティーチを発見し、後に「バナロ島の決闘」と呼ばれる死闘を演じるが、敗れて海軍に引き渡され、インペルダウンLEVEL6に幽閉される。
世界政府はロジャーの血を絶つため公開処刑を決定し、さらにロジャーの息子であることや、ルフィと義兄弟であることが世間に暴露される。そして、エースを奪還するべく白ひげ海賊団及びその傘下がマリンフォードに乗り込むことで、「マリンフォード頂上戦争」が勃発。同じく救出のため戦場に乗り込んできたルフィを彼の身を案じて一度は拒絶するも、再度の呼びかけでその揺るぎない信念を受け入れた。大激戦の末、ルフィ達によって処刑台から解放され、ルフィや仲間たちと共に海軍と交戦しながら逃亡を図るが、白ひげを「先の時代の敗北者」と侮辱した赤犬を許せず攻撃を仕掛け、能力の差で圧倒される。その隙を突いた赤犬の攻撃からルフィを庇ってマグマの拳に腹を貫かれ、致命傷を負う。自らの死を悟るとルフィを抱き寄せ、世界中から疎まれていた自分を愛してくれた白ひげと仲間達、ルフィへの感謝の言葉を涙ながらに残し、静かに笑いながら息を引き取った。
遺体はシャンクスに預けられ、白ひげと共に白ひげの故郷の近くに埋葬された。エースの死後に復活した「メラメラの実」はドンキホーテファミリーの手に渡り、ドレスローザ編でサボに受け継がれた。
技一覧
火拳（ひけん）
エースの代名詞であり異名の由来でもある必殺技。巨大な炎と化した拳による攻撃。海賊船を一度に数隻破壊できる威力を持つ。後にメラメラの実を受け継いだサボもこの技を使っている。
陽炎（かげろう）
炎を飛ばして相手を攻撃する。
火銃（ヒガン）
指先から火の玉を弾丸のように連射する。
炎戒（エンカイ）
自身の周囲の地面に炎を展開する。強化版の「大炎戒」もある。
火柱（ひばしら）
「炎戒」の状態から火力を増すことで巨大な火柱を作る。
炎帝（えんてい）
「大炎戒」の状態から炎を集め、太陽のように巨大な火球を作る。
鬼火（おにび）
漫画『ONE PIECE episode A』で使用。「大炎戒」の状態から鬼の顔のような巨大な炎を作る。
蛍火（ほたるび）
周囲に無数の火の玉を作りだす。
火達磨（ヒダルマ）
相手に一斉に「蛍火」をぶつけ文字通り火だるまにする。
火旋（かせん）
漫画『ONE PIECE episode A』で使用。複数の「蛍火」を相手に放つ。
船霊（ふなだま）
漫画『ONE PIECE episode A』で使用。見聞色で相手の動きを読み、時間差で「蛍火」をぶつける。
神火 不知火（しんか しらぬい）
両腕から二本の火の槍を飛ばす。
神火 不知火 一灯（しんか しらぬい いっとう）
漫画『ONE PIECE episode A』で使用。両腕から一直線に炎を放つ。
十字火（じゅうじか）
指を交差させ、十字架型の炎を飛ばす。
炎上網（えんじょうもう）
相手を自身ごとを囲むように炎の壁を作り、周囲と隔離する。
鏡火炎（きょうかえん）
分厚い炎の壁を作り、攻撃を防ぐ。
火脚（ひきゃく）
漫画『ONE PIECE episode A』で使用。両足に溜めた熱を抑えた炎の勢いで加速する。
ジョズ
声 - 長嶝高士
白ひげ海賊団3番隊隊長。異名は「ダイヤモンド・ジョズ」。
「西の海」出身。40歳→42歳。誕生日は11月11日。身長503cm。さそり座。血液型X型。好物はあごだし茶漬け。
鎧を身につけた巨漢。30年以上前から白ひげ海賊団に所属している古株の一人。
超人系悪魔の実「キラキラの実」の能力者。体をダイヤモンドに変えることができる。ミホークの飛ぶ斬撃を無傷で受け止める程の高い防御力を持つ。巨人族よりも遥かに巨大な氷塊を投げ飛ばすほどの怪力と、巨体からは想像できないスピードを持ち合わせる。「武装色の覇気」の使い手。
頂上戦争では開戦直後にミホークの攻撃を阻止し、その後に白ひげの命を狙うクロコダイルと交戦するも、ドフラミンゴの介入で中断する。包囲壁を越えた後は青雉と交戦していたが、マルコの窮地に気をとられた一瞬の隙を突かれ、全身を凍結されて戦線離脱した。戦争後は凍結の影響で右腕を失っている。
技一覧
ブリリアント・パンク
ダイヤモンド状態の腕で相手に高速タックルする。
サッチ
声 - 真殿光昭
元白ひげ海賊団4番隊隊長。リーゼント気味の髪型が特徴の男。人当たりの良いフランクな性格。アニメでは二刀流の剣士。「北の海」出身。誕生日は3月24日。
「ヤミヤミの実」を手に入れたことで、それを狙っていたティーチに殺害された。
『ONE PIECE novel A 2』では、白ひげ海賊団の厨房を仕切る料理長を担っている。白ひげから客分扱いとして迎え入れられたエースの身元預かり人を任され、世話係となったティーチとの3人で行動することが多かった。武器は刃渡り三尺余りある、長包丁に似た片刃の剣。隊長にふさわしい実力だが、剣の腕はビスタの方が上回るという。
名前の由来は、黒髭の偽名の一つであるエドワード・サッチ。
ビスタ
声 - 高塚正也
白ひげ海賊団5番隊隊長。異名は「花剣のビスタ」。
「北の海」出身。45歳→47歳。誕生日は2月5日。身長328cm。みずがめ座。血液型X型。好物はジャガイモのフリット ローズマリー風味。
シルクハットと口ひげが特徴である二刀流の剣士で、アニメでは薔薇の花びらのような斬撃を無数に飛ばしている。30年以上前から白ひげ海賊団に所属している古株の一人で、その実力は世界的に知られている。「武装色の覇気」の使い手。
頂上戦争ではルフィの助太刀に入り、ミホークと剣戟を繰り広げた。エースが致命傷を受けた際には、マルコと共に赤犬と交戦した。
ブラメンコ
声 - 平井啓二
白ひげ海賊団6番隊隊長。
オーバーオールを身につけた太めの男。胸元につぎはぎのポケットが2つついている。「西の海」出身。誕生日は2月5日。
超人系悪魔の実「ポケポケの実」の能力者。体にポケットを作り出し、物を収納することができる。ポケットの容量は無限で、大きさに関係なく物を出し入れできる。頂上戦争では、自分の体以上の巨大なハンマーを取り出して攻撃している。
ラクヨウ
声 - 藤本たかひろ
白ひげ海賊団7番隊隊長。
目や口がついたチェーンハンマーを扱う、ドレッドヘアの男。30年以上前から白ひげ海賊団に所属している古株の一人。「南の海」出身。誕生日は9月8日。
ナミュール
声 - 松原大典
白ひげ海賊団8番隊隊長。
首の左に「8」の文字を入れた魚人。「偉大なる航路」出身。誕生日は7月6日。
ブレンハイム
声 - 檜山修之
白ひげ海賊団9番隊隊長。
白ひげをも超える巨体を持つ、弁髪の男。28年以上前から白ひげ海賊団に所属している。「偉大なる航路」出身。誕生日は8月6日。
頂上戦争で、氷漬けにされたジョズを運んだ。
クリエル
声 - 福原耕平
白ひげ海賊団10番隊隊長。
二丁のバズーカを背負った、メガネの細面な男。「西の海」出身。誕生日は9月12日。
頂上戦争では、湾内でモリアと対峙した。終盤、赤犬の攻撃に倒れた。
キングデュー
声 - 宮崎寛務
白ひげ海賊団11番隊隊長。
右胸に入れ墨がある、ボブヘアーの男。両腕にナックルダスターのようなものを付けている。30年前以上から白ひげ海賊団に所属している古株の一人。「偉大なる航路」出身。誕生日は11月13日。
ハルタ
声 - 野田順子
白ひげ海賊団12番隊隊長。
一刀流の剣士。大柄な隊長たちの中では、常人程度の身長。「南の海」出身。誕生日は2月4日。
アトモス
声 - 福原耕平（465話）→浜田賢二（485話 - ）
白ひげ海賊団13番隊隊長。異名は「水牛アトモス」。
2本の角が付いた兜を被る、二刀流の巨漢。30年以上前から白ひげ海賊団に所属している古株の一人。「西の海」出身。誕生日は3月19日。
頂上戦争中、ドフラミンゴの能力で操られ、部下へ攻撃させられた。
スピード・ジル
声 - 沼田祐介
白ひげ海賊団14番隊隊長。
豚鼻で、白ひげ海賊団のマークがついた帽子を被る男。ランスを武器とする。「東の海」出身。誕生日は4月6日。
フォッサ
声 - 永野広一
白ひげ海賊団15番隊隊長。
葉巻を咥えた、前頭禿げの中年男。炎をまとった刀を扱う。30年以上前から白ひげ海賊団に所属している古株の一人。「北の海」出身。誕生日は4月15日。
イゾウ
声 - 織田優成、小野将夢（幼少期）
白ひげ海賊団16番隊隊長。元光月家家臣。菊の丞の兄。懸賞金5億1000万ベリー。
新世界「ワノ国」鈴後出身。43歳→45歳没。誕生日は10月13日。身長192cm。てんびん座。血液型はX型。好物はがんもどき。
女形のような和装と日本髪が特徴の男。二丁の拳銃使い。ワノ国にいた頃は刀を使っていたが、剣術はあまり得意ではなかった。射的は百発百中の腕前で、白ひげの船で余興に見せたところ、ビスタからその腕前を褒められ、主君を守るために刀を捨てて、銃を使うようになった。現在の所属船は「ノワールキックス2」。
舞踊の「花柳流（はなやなぎりゅう）」家元の息子だが、父が罪人となったことで家族と離れ離れになり、弟の菊の丞と共に、幼い頃から芸人として汚い大人にこき使われる貧しい生活を送っていた。鈴後で腹を空かせていたところ、おでんに出会い、菊の丞と共に彼の家臣となった。30年前、おでんが白ひげについて行こうとすることを見抜いて、強引に同行。当初は主君に対する仕打ちから白ひげを恨んでいたが、次第に白ひげ海賊団を気に入り、おでんがロジャーにスカウトされた際も白ひげの船に残った。数年後におでんの死を知り、白ひげの許可が出ればワノ国への進撃に参戦するつもりでいた。
ワノ国編では、鬼ヶ島への討ち入り当日、ネコマムシと共にワノ国に到着。菊の丞達と再会を果たして共にカイドウに挑むも敗れ、河松と共にライブフロアの援護に向かう。その後は錦えもんと菊とウソップの元へと駆け付け、百獣海賊団の兵士を足止めして3人を逃がす。数の差に苦しみながらも兵士たちを打ち負かした直後、ロビンを探すCP-0と遭遇。麦わらの一味を守るために彼らと交戦し、マハと相討ちになり戦死した。
ネーム段階では「花柳」という苗字が設定されていた。
技一覧
弾斬丸（だんぎりがん）
鋭い弾丸を放つ。
光月おでん
元白ひげ海賊団2番隊隊長。ワノ国九里先代大名。故人。
光月トキ
おでんの妻。故人。
イヌアラシ、ネコマムシ
おでんの従者。現在はモコモ公国の王。
マーシャル・D・ティーチ
元白ひげ海賊団2番隊隊員。現黒ひげ海賊団提督。サッチを殺害し逃亡した。
テート
声 - 塩山由佳
白ひげ海賊団船医チームの女性看護師。

#### 白ひげ海賊団傘下
白ひげ海賊団傘下にある、新世界で活動する海賊団の船長たち。彼らも白ひげを「オヤジ」と呼び慕う。マリンフォード頂上戦争には、43の海賊団全てが艦隊を組んで参戦した。新世界編では、エドワード・ウィーブルによって16人の船長が倒されている。
ドーマ
声 - 服巻浩司
新世界で名を馳せる海賊。異名は「遊騎士ドーマ」。
銃を持つ猿を肩に乗せた、逆手持ちの二刀流の剣士。誕生日は2月1日。
かつてエースにより一味が降伏させられ、白ひげ傘下となった。
マクガイ
声 - 増谷康紀
新世界で名を馳せる海賊。異名は「雷卿マクガイ」。
稲妻のような髭を持ち、長髪でアゴが長い。帯電した剣を扱う。誕生日は9月3日。
スクアード
声 - 佐々木誠二
大渦蜘蛛海賊団船長。異名は「大渦蜘蛛スクアード」。懸賞金2億1000万ベリー。
「偉大なる航路」出身。50歳→52歳。誕生日は9月6日。身長228cm。おとめ座。血液型F型。好物はチーズ。
額に蜘蛛のマークを持つ男。自分の背丈ほどもある大剣を使用する。白ひげからの信頼は厚い。船の名前は「レアルスパイダー号」。
かつてロジャーとの戦いで仲間達が全滅し、一人になった所を白ひげに拾われた。その経緯から、ロジャーを憎んでいる。
頂上戦争では、「白ひげがエースのために海軍と裏で取引し、傘下の海賊たちを売った」と赤犬に騙され、白ひげに剣を突き刺した。しかし白ひげや仲間たちからは許され、自分の愚行に涙を流して後悔した。エース救出後はせめてもの償いとして殿を務めようとするも、白ひげに止められ𠮟咤された。
ディカルバン兄弟
声 - 高塚正也、竹本英史
新世界で名を馳せる海賊兄弟。
それぞれ片目にアザがあり、両手に嵌めた爪付きの手袋による接近戦が得意。誕生日は5月22日。
頂上戦争では、スクアードに代わって、白ひげに全海賊団の指揮を任せられた。
リトルオーズJr.
声 - 平井啓二
リトル海賊団船長。古代巨人族。魔人オーズの子孫。懸賞金5億5000万ベリー。
「偉大なる航路」出身。70歳→72歳。誕生日は2月12日。身長60m。みずがめ座。血液型F型。好物はおにぎり。
巨人族の2倍以上はある巨体で、頭に2本の角が生えている。エースと親しく、日差しや雪などの影響を受けやすい自分のために作ってくれた笠を気に入っている。船の名前は「リトルジェライス号」。
頂上戦争では、白ひげの制止を聞かずエースのもとへ特攻してラクロワ中将を倒す。しかし、軍艦の集中砲火に加え、バーソロミュー・くまの衝撃波、ドフラミンゴに右脚を切断されるなど、海軍側の猛攻を受け倒れる。しかし、倒れた場所が包囲壁の一部だったため、突破口を切り開くきっかけとなる。その後は一時的に復活し、白ひげ海賊団の切り札である外輪船を広場に引き上げたが、同時に海軍の砲撃を受け完全に倒れた。
ホワイティベイ
声 - 塩山由佳
砕氷船を操る、妙齢の女海賊。異名は「氷の魔女」。
30年前は白ひげ海賊団本隊の一員で、当時から容貌が変わっていない。頂上戦争では、自身の砕氷船で海軍本部入口の岸壁を破壊した。誕生日は10月31日。
ランバ
声 - 福原耕平
兜を身につけた騎士風の海賊。誕生日は7月10日。
エルミー
声 - 斉藤貴美子
派手な装飾品を身につけた、中年の女海賊。粘土のような怪物を生み出す能力を持つ。誕生日は6月30日。
A・O（アー・オー）
声 - 福原耕平
A・O海賊団船長。
長方形の顔をした、大柄な海賊。エースを「ちゃん」付けで呼ぶ。誕生日は1月15日。
ドレスローザ編と同時期にエドワード・ウィーブルによって倒され、一味は全滅した。
デラクアヒ
声 - 藤本たかひろ
丸々とした体をした大柄の海賊。語尾に「-ど〜」がつく。誕生日は9月1日。
ビザール
声 - 宮坂俊蔵
巨大なショルダーパッドと、口元の金属が特徴的な海賊。誕生日は2月3日。
アイルワン
声 - 藤本たかひろ
セイウチに酷似した海賊。26年前は、白ひげ海賊団本隊の一員だった。誕生日は1月1日。
エポイダ
声 - 宮崎寛務
長い髪で目が隠れている、太った海賊。イモムシのような姿に変形できる能力を持つ。30年前は、白ひげ海賊団本隊の一員だった。誕生日は6月4日。
ブロンディ
声 - 赤羽根健治
小さなライオンの子を頭に乗せた海賊。誕生日は2月6日。
カルマ
声 - 岡本寛志
タコトパス海賊団船長。タコの魚人。
6本の腕で刀を操る。誕生日は6月6日。
30年前はまだ傘下ではなく、人買いを行っていた。部下のサライらを率いておでんとトキを捕まえようとしたが、白ひげに倒された。
アマドブ
声 - 平井啓二
王冠を被った海賊。誕生日は6月20日。
パームス
声 - 福原耕平
パンダの被り物を身につけた海賊。誕生日は3月11日。
ブリュー
声 - 藤本たかひろ
角のような矢印がついた帽子を被る海賊。ルフィを抱えたジンベエに船に乗るよう促したが、青雉に阻止された。
アンドレ
声 - 増谷康紀
髪型が特徴的な、大柄の海賊。誕生日は5月19日。30年前は白ひげ海賊団本隊の一員だった。海軍に、カンドレという双子の兄弟がいる。名前の由来は、プロレスラーのアンドレ・ザ・ジャイアント。
ナインス、アグシリー、ユリウス、ハンガン、チョイ、キンガ、ハッピーガン、リフォルト、アーサー、パブリク、グレートミカエル、ラッシュ、バガリー、ウォレム、スリーピー、ズッカ、ゾディア、ケチャッチ、キャンズ、コルスコン、フォーリュウブス、ノスガール、ブロッカ、ヴィタン
表立った登場はしていないが、設定資料で存在と名前が明らかにされた。

### ビッグ・マム海賊団
ビッグ・マムことシャーロット・リンリン率いる海賊団。海賊旗はパーマをかけたような髪型に海賊帽を被り、口紅を塗ったドクロマーク。本船は、歌う船首を持つホーミーズの巨大船「クイーン・ママ・シャンテ号」。新世界の「万国（トットランド）」を拠点にしている。ビッグ・マムに大量のお菓子を提供することを条件として、多くの島をナワバリにしているが、お菓子の納期を守らなければ容赦無く国ごと滅ぼす。また、闇の世界の帝王達とも繋がりがあり、業界一と言われる高い情報力を持つ。「ロード歴史の本文」を1つ、「歴史の本文」を2つ所有している。

#### シャーロット家
シャーロット・リンリンを中心に、43人の夫・46人の息子・39人の娘（計85人の子供）で構成された129人家族。結婚して子供（ビッグ・マムの孫）を持っている者もいる。ビッグ・マムは50年前から約42年間、毎年子供を生み続け、最大で10つ子（男女5人ずつ）を生んでいる。トットランドの34の島を治める「大臣」は全員ビッグ・マムの子供が務めており、兼任で海賊団の幹部を務めたり、他海賊に嫁いで傘下に収めたり（シャーロット家は結婚しても別姓を名乗ることはない）等、子供達はビッグ・マム海賊団の形成・勢力拡大に重要な役割を担っている。
ビッグ・マムは普通の人間であるが、43人の夫達の中には人間以外の種族も含まれているため、子供達には人間と他種族のハーフが多数存在する。名前は食べ物（特にお菓子）関連の名前が多く、子供達の大半は名前の由来と関連ある島の大臣を務めたり、名前や好物、役職にまつわる悪魔の実の能力者でもある。
シャーロット・リンリン
声 - 藤田淑子（571話）→小山茉美（786話 - ）
ビッグ・マム海賊団船長。トットランド女王。四皇の一人。元ロックス海賊団船員。通称「ビッグ・マム」。懸賞金5000万ベリー→5億ベリー→43億8800万ベリー。
「偉大なる航路」出身。68歳。誕生日は2月15日。身長880cm。みずがめ座。血液型X型。好きな食べ物は甘いお菓子。嫌いな食べ物はリコリス菓子。趣味はお茶会、珍獣収集。イメージ動物は猪。
常人を遥かに超える巨体の女海賊。ホーミーズである二角帽ナポレオンを被り、その下には水玉模様のバンダナを巻いていて、左腕にはハートの刺青がある。豪快かつ男勝りな性格で、乱暴な男口調で話す。ジンベエ曰く「話がわかるとはいい難い」人物で、多くの部下から畏れられている。本人なりに家族に対する愛情は深いが、自分の言うことを聞いていればみんな幸せになれると絶対視しており、逆らう者や気に入らない者は家族でも容赦はしないため、あまり慕っていない子供もいる。また、過去43人の夫達は血の繋がりもない「他人」とみなし、意に介していない。10歳以下の子供に対しては稀に「マザーモード」と呼ばれる温厚な態度になる。財宝には興味を示さず（ただし宝箱は大好き）、何よりも甘いお菓子を優先するほどの大のお菓子好きで、ナワバリの島には大量のお菓子を納めさせており、材料の調達だけで戦争を起こすことも辞さない。苦いお菓子とお茶会の欠員が大嫌いで、ビッグ・マムのお茶会の招待状は実質絶対の「召集令状」であり、「ママの茶会には地獄の鬼も顔を出す」と称される。海賊は好きに生きることが一番という考えを持ち、傘下からの脱退を希望する者を無理に引き止めはしないが「来る者は拒まず、去る者は殺す」の考えの元、自分が戦力を失う代わりに落とし前として相手にも大きな代償を要求する。カルメルとの思い出から「世界中のありとあらゆる人種が家族となり同じ目線で食卓を囲む」という夢を抱いている。ロックス海賊団時代の元同僚カイドウとは長年犬猿の仲であったが、ロックス海賊団に入ったばかりの彼を気に掛けたり、ゴッドバレーでロックス海賊団が壊滅した日には人間狩りの賞品だった「ウオウオの実」を与えたりしており、四皇としてしのぎを削るようになった今でも弟のように思っていると主張している。一人称は「おれ」。部下や子供達からは「ママ」と呼ばれている。笑い声は 「ハ～ハハハ、ママママ」（「マ～マママ、ハハハハ」となる事もある）。
何の前触れも無く頭に浮かんだ食べたいお菓子を求め、癇癪を起こして暴れ出す「食いわずらい」という発作を抱えている。一度この状態となるとそのお菓子を食べるまで見境なく暴れ回り、破壊の限りを尽くすのみならず、自分の部下や息子だろうと手にかけてしまう。この癇癪を鎮めるには、彼女が望むお菓子を食べさせて満足させる以外に手は無いが、欲しがるお菓子はその都度変わる上、材料集めや製作に手間がかかるものだと破壊行動を止めるまで多大な時間を要し、さらに前触れも無いことから、部下や国民、子供達にとっては深刻な悩みの種となっている。この状態になると本人の意識はほぼなく、発作が起こっている間の記憶がない。
超人系悪魔の実「ソルソルの実」の能力者。人の魂（ソウル）を操ることができる。他人から魂＝寿命を奪い、無機物や動植物に入れることで擬人化させることができる（死体や他人に魂を入れることはできない）。擬人化した存在は「ホーミーズ」と呼ばれ、ビッグ・マムとその子供達の命令に従う。特に自身の魂を直接与えた雷雲ゼウス・太陽プロメテウス・雷雲ヘラは戦闘力も高く、これらを使役するため「天候を従える女」としても畏怖されている。寿命はビッグ・マムに臆すると煙のように体から勝手に抜け出し、それを取られると意識を失う。この能力を利用して半年に一度、自分の魂を具現化した「化身」を使って住人から1ヶ月分の寿命を抜き取り、無数のホーミーズを生み出すことで国の安全を保証している。自身の寿命を消費することで巨大化して肉体を強化したり、折れた骨に寿命を与えて応急処置をすることも可能。肉体そのものも銃弾や大砲をいくら受けても傷一つつかないほど強靭で、サンジから「鉄の風船」と称される。恩人と慕うマザー・カルメルの写真を割られると、「覇王色の覇気」と共に大音量の奇声を発する発作を起こす。この状態になると膝をついただけですりむくほど肉体が弱まる。3種全ての覇気を使用でき、「覇王色の覇気」を体に纏うことも可能。
生まれついてのモンスターで、人間でありながら5歳の時点で巨人族の子供並みの体格を持っていた。故郷で多大な被害を出したことで国外追放になり、両親により巨人国エルバフに置き去りにされた。その後は孤児を種族や身分に囚われず引き取る孤児院「羊の家」を開いていたマザー・カルメルに拾われ、無邪気さと常人離れした怪力によって悪意なく周囲に被害を与えていたが、彼女の本意を察していたカルメルの辛抱強い見守りと教育もあり、10か月後にはエルバフの巨人族に受け入れられ、彼女自身もカルメルに懐いていった。しかし、冬至祭前に行う12日間の断食に備えて食すお菓子・セムラの味の虜になり、7日目に食いわずらいを発症。エルバフの村を壊滅させ、さらに暴れる彼女を処刑しようとした巨人族の英雄・ヨルルをも返り討ちにしてしまった。事件後、カルメルに連れられ別の島に移り住んだが、自身の誕生日パーティーの際、カルメルと孤児達からプレゼントされたセムラによるクロカンブッシュを涙で周りが見えなくなる程の状態で食べ続け、気付いた時にはカルメルや子供達はいつのまにか姿を消していた。そこに状況を面白がって見ていたシュトロイゼンが現れ、彼の提案や手助けによりビッグ・マム海賊団を結成。その危険性から子供ながら5000万ベリーの懸賞金をかけられ、その後程なくして5億ベリーに跳ね上がった。カルメルの理想を実現するため、自分の言うことを聞いてお菓子を持ってくれば、平和と夢の国を約束するとして各地で暴れまわり現在に至る。
かつてエルバフの王子ロキが娘のローラに求婚し、長年の確執が埋まりさらに世界一の強国と名高いエルバフの軍隊さえも手に入ることに期待したが、ローラが結婚を拒否し家出したことで破談になり、代わりに双子の姉で容姿が瓜二つのシフォンを差し出したがすぐに別人と見抜かれ巨人族とより険悪な関係になってしまった。以来、ローラをトットランドでは犯罪者扱いにし居場所さえわかれば殺し屋を送り込もうとするほど恨み、シフォンには何度も暴行を加えるようになった。またこの破談で巨人族を仲間にすることを諦め、人体の巨大化に投資するようになった。無類の「珍獣コレクター」で、モンドールの能力で捕えた生物を本の中に閉じ込めてコレクションしている。
ラフテルに到達し海賊王になるため「ロード歴史の本文」の一つを所有しているが、かつてロジャーに石を読み解かれた。白ひげの死後、元七武海のジンベエを傘下に迎え入れ、魚人島をナワバリとしていた。魚人島編で、新魚人海賊団が起こしたクーデターの影響で納めるお菓子がなくなってしまったことに激怒するが、自分に物怖じせず魚人達を庇うルフィに興味を抱き、標的を麦わらの一味に切り替え、「新世界に来い」とルフィを焚きつけた。人体巨大化の研究を依頼していたシーザーの研究所が崩壊すると、ペコムズらにシーザーの捕獲を命じた。さらにジェルマ66の科学力に目をつけ、娘のプリンとヴィンスモーク家三男であるサンジとの政略結婚を企て、結婚式でヴィンスモーク家を皆殺しにする計画を立てた。
ホールケーキアイランド編で、クロカンブッシュの食いわずらいを起こしてスイートシティで暴れ回り、ジンベエによって鎮められた。ルフィ達がホールケーキアイランドに上陸したことを知ると、ブリュレとクラッカーを送り込み、次いで「怒りの軍団」を編成してルフィとナミを捕らえさせる。宝物の間に侵入者が現れた報告を受けると自ら出向き、ブルックを捕らえた。結婚式当日、ヴィンスモーク家皆殺し計画をルフィ達に妨害された上、ウェディングケーキとカルメルの写真を壊されたが、怒りの咆哮で自身に放たれたKXランチャーを破壊。正気を取り戻すと、ベッジやルフィらを取り押さえ処刑を行おうとしたが、玉手箱の爆発によるホールケーキ城の崩壊で取り逃がす。さらにウェディングケーキを食べ損ねたことを思い出し食いわずらいを発症。ペロスペローの「ウェディングケーキは麦わらの一味が盗んだ」という嘘の報告を受け、誘惑の森・水飴の海と一味を執拗に追いかけた。食いわずらいが8時間以上続いたことで徐々に痩せていき、今までにない身軽さでサニー号に乗り込むが、ナミ達の抵抗によりゼウスを奪われサニー号から引き離される。ファイアタンク海賊団が船にケーキを乗せて現れると標的をそちらに切り替え、ふんわり島にてケーキを口にし、食いわずらいが収束。正気に戻って歌いながら総攻撃を仕掛けるが、タイヨウの海賊団の妨害もあって取り逃がした。後日の新聞ではルフィの勝利と報道され激怒し、ルフィが次に狙うカイドウに直接一報を入れ、ルフィの首は自分が取ると宣言した。
ワノ国編では、子供たちを率いてワノ国に上陸しようとするが、キングに阻まれ海に落ちてしまう。その後、記憶喪失の状態で九里ヶ浜に打ち上げられ、チョッパーたちに発見される。おこぼれ町でお鶴に振る舞われたおしるこを気に入り、兎丼におしるこがあるというチョッパーの嘘に誘導され、兎丼を目指す。囚人採掘場に到着すると、おしるこを目当てに大暴れするが、クイーンから受けた頭部への衝撃で記憶を取り戻し、その直後眠ってしまう。その隙にクイーンによって鬼ヶ島に移送され、目を覚ますとカイドウと激突。夜通し戦い続けるも勝負はつかず、協力して世界を取ってから決着をつけることで意気投合し、カイドウと海賊同盟を結ぶことを宣言する。鬼ヶ島の大宴会では、ナミからゼウスを奪い返し、一味の妨害を受けながらもカイドウのいる屋上へ到達する。カイドウと共にルフィたちを迎え撃つも、ローとキッドによってドーム屋上から落とされる。城内に入り、お玉からおこぼれ町がカイドウの部下に壊滅させられたことを聞くと、お玉を狙うページワンを一撃で倒しうるティにも深手を与える。さらにナミとウソップにも襲い掛かるもキッドに阻まれ、再びキッド・ローと対峙。一度は2人を倒し、屋上へ戻ろうとしたが、立ち上がった2人の覚醒した能力による攻撃で島から突き落とされて敗北。死に際の一言で大海賊時代を起こし数多の海賊を海へと駆り立てたロジャーへの怨念と「ひとつなぎの大秘宝」への未練、そして自分を打ち破ったキッドとローへの憎悪を抱えたまま、ワノ国地下深くのマグマ溜まりまで沈んでいった。
アニメでのホールケーキアイランド編での初登場シーンは田中公平が書き下ろしたミュージカル楽曲「ブラッディ・パーティ」が使われた。
技一覧
魂への言葉（ソウル・ポーカス）
人間が持つ生への執着に「Life or ○○（○○ or Life）」と問い掛け、少しでも死を恐れた者から寿命を全て抜き取る。ビッグ・マムを恐れなければ寿命を抜かれることはない。自身の声が相手に聞こえることが必須であるため、無音状態にされると無効化される。
プロメテウス
天上の火（ヘブンリーフォイアー）
右手で掴んだプロメテウスを相手に叩きつけ、周囲を炎上させる。
天上のボンボン（ヘブンリーボンボン）
プロメテウスが口から複数の火球を吐き出す。
盗まれた火（シュトーレンフォイア）
プロメテウスが体当たりし、相手を炎上させる。
ゼウス
雷霆（ライテイ）
左手で掴んだゼウスから雷撃を引き出し、そのまま叩きつける。この技でヴィンスモーク・ジャッジを一撃で沈めた。
威鼓（インドラ）
ゼウスから雷を落とす。
天満大自在天神（てんまんだいじざいてんじん）
ゼウスを通して上空の雷雲から雷を四方八方に放つ。雷一つ一つにゼウスの意思が宿っており、相手の防御をすり抜けて攻撃できる。あまりの激しさにキッドは「天災」と称した。ヘラを生み出して以降は、ヘラ自身から雷を周囲に放っている。
ナポレオン
威国（いこく）
刀剣状態のナポレオンを振るい繰り出す飛ぶ斬撃。キングバームの体を抉る絶大な威力と島の端まで届く攻撃範囲を誇る。本人は「エルバフの槍」と称しており、ルフィもドリーとブロギーの「覇国」との類似性を指摘している。
皇帝剣（コニャック）
意識を刃に移したナポレオンにプロメテウスの炎を纏わせた燃える巨剣。炎と斬撃を同時に繰り出して相手を焼き斬る。刀身を大きく伸ばすことも可能。
破々刃（ハハバ）
「皇帝剣」を横薙ぎに振るう。
刃母の炎（ははのひ）
「皇帝剣」を大上段から振り下ろす。
マーマ急襲（マーマレイド）
意識を刃に移したナポレオンにヘラの雷を纏わせ、空中で縦回転しながら振り下ろす。
ヘラ
震御雷（フルゴラ）
掴んだヘラから水平方向に巨大な雷撃を放つ。
鳴光砲（メーザーほう）
ナポレオン、プロメテウス、ヘラの連携攻撃。意識を刃に移した状態のナポレオンを中心に合体し、雷に変化した切っ先のヘラに柄のプロメテウスが熱エネルギーを供給、ビッグ・マムが「威国」のようにナポレオンを振るう事で電熱による熱線を発射する。熱線はレーザー光線のように一瞬で相手を貫き、着弾箇所にも大爆発を引き起こす。プロメテウスによれば、ゼウスではこの技は実現できなかったらしい。
鳴光剣（メーザーサーベル）
ナポレオン、プロメテウス、ヘラが「鳴光砲」と同様の形態に合体した光の巨剣。光熱の刀身は鋼鉄をも容易く両断する切れ味を誇る。
母訪砲 三千里（バホウほう ミザリー）
「鳴光剣」からヘラとプロメテウスが融合したホーミーズ「三千里（ミザリー）」を放って使役し、標的を焼き殺す。
覇海（はかい）
カイドウとの合体技。2人同時に武器を振るい超巨大な衝撃波を放つ。鬼ヶ島屋上を覆う程の攻撃範囲を持つ大技で、ゾロでさえ一瞬しか防げず何十本もの骨を折る重傷を負った。

##### スイート3将星
ビッグ・マム海賊団の3人の大幹部。元々は「4将星」だったが、スナックがウルージに倒され、現在はスナックを除いた「3将星」になっている。実力は高く、頂上戦争後の2年の間に、「最悪の世代」の海賊4人（キッド、アプー、ベッジ、ウルージ）を退けている。
シャーロット・カタクリ
声 - 杉田智和
ビッグ・マム海賊団「スイート3将星」の一人。シャーロット家次男。3男ダイフク・4男オーブンとは三つ子。トットランド「粉大臣」。懸賞金10億5700万ベリー。
船上出身。48歳。誕生日は11月25日（いい(11)おに(2)いさんみつご(5)）。身長509cm。いて座。血液型XF型。好きな食べ物はドーナツ。嫌いな食べ物は熱いラーメン。
屈強な肉体にジャケットを羽織り、カウボーイブーツを履いた短髪の男。左腕の刺青、ベルトのバックル、ジャケットの背面にドクロの意匠が施されている。顔側面から口元に渡る傷があり、口元はファーによって常時隠されている。隠された口は頬まで裂けており、鋭い牙のような歯が並んでいる。性格は冷静沈着で、状況を的確に判断し事態を対処する。失態には厳しいが、家族や部下たちに対して常に心遣いを切らさないため、彼らからの信頼は非常に厚く、カタクリを「完璧な人間」とする数多くの逸話が誕生しており、フランペ主催の「ベスト兄ーティスト賞」を受賞している。これらの逸話や凄まじい戦闘力により、「超人」、「シャーロット家の最高傑作」などと内外に畏敬される存在だが、逸話は全てが真実ではなく、毎日午後3時に糖分を摂取するため設けている「おやつの時間（メリエンダ）」では、能力で作った「社」の中で地面に横たわって口を大きく開けながら菓子を頬張っている。本人はこの姿を決して見られぬようにしており、過去の一件から周囲にとって理想的な人間として振舞い、完璧ではない自分を見られることを酷く嫌っている。カタクリにとってメリエンダは己の本性をさらけ出せる貴重な時間であり、時間を過ぎるとかなりのストレスを抱えてしまう。戦士としてのプライドが高く、たとえ身内であろうと男の勝負に横槍を入れられると強い怒りを露にし、それで自分が有利になってしまったならば代わりに自分を傷つけることも厭わない。
特殊な超人系悪魔の実「モチモチの実」の能力者。体をモチに変えたり、モチを生み出すことができる。モチは強力な粘着性と伸縮性を持ち、銃撃などの物理攻撃に耐性がある他、相手を拘束したり呼吸を封じたり、体を伸ばしたり部位を増やしたりして攻撃も可能。「武装色の覇気」を纏うことで、硬度も併せ持つ。モチを生み出し即興の耳栓を造る、砲口にモチを詰めて砲撃を阻止するなどの応用も可能。粘着力は水によって弱まる。能力は既に「覚醒」済みで、周囲の物質にもモチ化を及ばせることができる。弾力性や伸縮性など「ゴムゴムの実」と似ている特性が多く、「ギア2」「ギア3」の攻撃を再現した際にはルフィを上回る威力をみせている。
武器は三叉槍「土竜（モグラ）」で、普段は能力で体内に収納している。戦闘力は3将星最強とされ、その膂力はジェリービーンズを指で弾くだけで人体を貫通させられるほど。「見聞色の覇気」の達人で、少し先の未来を見ることができる。相手の次の言葉や行動などを予知し、1対1だと相手よりも常に先手を取れる。武装色を纏った攻撃も、攻撃を予知して体を変形させることで効率よく回避している。ただし万能なわけではなく、不慮の事態には未来が見えても十分な対応ができなかったり、自分が予知したことを相手に利用されることもある。「覇王色の覇気」の持ち主。
幼少期はその裂けた口ゆえ周囲から「フクロウナギ」と呼ばれ、また当時から腕っ節が強かったため「強さもバケモノ」と言われ、常に逃げ回られるばかりだった。口を隠せば友達ができると指摘されても本人はそれを気にせず、自分を馬鹿にした相手はぶっ飛ばしていた。だがある時、自分が倒した相手に仕返しとしてブリュレを傷つけられ、自分がナメられたのが原因だと感じ、二度と自分が原因で兄弟達に手を出されないように完璧な男を演じるようになった。
サンジとプリンの結婚式に参加。お茶会開宴前には、ビッグ・マムへの復讐を目論んだジグラを射殺した。結婚式の騒動の中では最も精力的に行動するも、ルフィを間一髪で止められず、ビッグ・マムが発狂。それでも狂声への対策として能力で作った耳栓で味方の態勢を整え、ベッジの「大頭目」を機能停止させ、イチジらを瞬く間に叩き伏せた。ホールケーキ城崩壊後はルフィを危険視し、ブリュレの能力でペロスペローと共にサニー号に先回りするも、ルフィによって鏡世界に連れ込まれ一騎打ちを挑まれる。ルフィの攻撃をことごとく上回り、「加々身モチ」で閉じ込めてメリエンダに移るが、脱出したルフィに自分の本性を見られて冷静さを失い、ルフィの攻撃を初めてまともに食らう。すぐに平常心を取り戻し、「ギア4」が解け弱ったルフィを狙うも、ブリュレを攫われて逃げられ、鏡世界に一人取り残される。
鏡世界に戻ってきたルフィとの再戦の中、少しずつ自分と同レベルで見聞色の未来予知を始めたルフィの実力を認めていくが、フランぺのシビレ針の横槍に気づかぬまま態勢を崩したルフィの腹部に一撃を通してしまう。最初はルフィに怒りと失望を露わにするが、フランぺの仕業と気づいた直後、同じように自分の脇腹を「土竜」で貫き、今まで隠してきた口元を晒してフランぺを怒鳴りつける。その顔はフランぺや部下に嘲笑されたが意に介さず、ルフィとの覇王色の衝突によってフランぺ達を一蹴する。そしてルフィが自分と対等だと完全に認め、ルフィの新形態「ギア4『スネイクマン』」と激突。血まみれの両者は最大の一撃を放ち、共倒れとなる。ルフィより先に立ち上がり、「いつかビッグ・マムを倒しにくるのか」と問いかけ、遠大な未来を真っ直ぐ見据えたルフィの答えに満足げに笑うと、自ら負けを認めるかのように背中からその場に倒れた。しばらくして目を覚まし、手当てを受けながらブリュレと過去の出来事を語り合い、ルフィがナワバリから逃げ切った事を聞かされると改めて笑みを浮かべた。
表紙連載『ジェルマ66のあゝ無感情海遊記』では、研究所を襲撃したジェルマ達に襲い掛かるが、シーザーの幻覚ガスでオーブンと同士討ちさせられた。
初期設定では「コナコナの実」の能力者となる予定で、容姿も大きく異なっていた。
技一覧
柳モチ（やなぎモチ）
モチ化した足を何本も枝分かれさせ、相手の頭上から連続で踏みつける。
モチ突（モチツキ）
土竜を持った腕をモチ化して大きく膨らませて捻り、回転を加えて放つ強烈な突き攻撃。命中した箇所は丸く綺麗に抉り取られ、その衝撃が後方に突き抜ける。
角モチ（かくモチ）
「武装色の覇気」で硬化し、能力で角ばらせた腕から放つ強力なパンチ。ルフィの武装色でも防ぎきれない硬さを誇る。
ナグリ餅（ナグリもち）
アニメオリジナル。「角モチ」によるパンチの連打。
焼餅（ヤキモチ）
焼いた餅のように腕を膨れ上がらせ、それが弾ける威力で「武装色の覇気」と炎を纏った拳をロケットパンチの要領で放つ。発射後は能力で腕を再生可能。
斬・切・餅（ザン・ギリ・モチ）
ドーナツ状に変形した全身を回転させて相手に急接近し、元の人型に戻る勢いで「武装色の覇気」で硬化した巨大なトゲ付きの腕で相手に強烈な一撃を加え、さらにそのまま相手を捕らえ振り回した後で遠心力を活かして相手を地面に叩きつける。武装色の硬度とモチの粘着力を両立した大技で、ルフィとの闘いで最後に使用された。
鳥モチ（とりモチ）
アニメオリジナル。細長くモチ化した腕で鳥黐のように相手を捕らえ、地面に叩きつける。
モチ刃弾（モチはだん）
アニメオリジナル。武装硬化した指先からモチの弾丸を発射する。
無双モチ刃弾（むそうモチはだん）
アニメオリジナル。機関銃に変化させた腕からモチの弾丸を連続発射する。
覚醒
壁や地面など周囲の物に影響を与え、モチにすることができる。
流れモチ（ながれモチ）
地面をモチに変え、敵を捕らえる。また、モチ化した地面と同化することで高速移動をすることも可能。
加々身モチ（かがみモチ）
天井や壁を巨大なモチの触手に変え、鏡餅状に落とし、敵を押し潰して窒息させる。ただし、食べることで脱出できる。
雨垂モチ（あまだれモチ）
地面から多数の巨大なモチの触手を作り出し、上から敵に叩きつける。
無双ドーナツ（むそうドーナツ）
モチ化した地面からドーナツ状のモチを空中に作り出し、その輪の中から「角モチ」状の腕を生やしてカタクリの腕の動きと連動させ自在に操る。
力餅（ちからもち）
「無双ドーナツ」から出現した腕を操り、強烈なパンチを放つ。
餅吟着（モチギンチャク）
無数に作り出した「無双ドーナツ」から「武装色の覇気」で硬化した巨大な「力餅」を生成して一斉放出し、降り注ぐ雨の如く相手に浴びせる。
九頭モチ（くずモチ）
アニメオリジナル。9つの「無双ドーナツ」から連続でパンチを放つ。
拍手モチ（かしわモチ）
アニメオリジナル。「無双ドーナツ」から出現させた巨大な両腕で相手を挟み込む。
無双拍手モチ（むそうかしわモチ）
アニメオリジナル。武装硬化した腕による「柏手モチ」。
栗餅（くりもち）
アニメオリジナル。ドーナツ状のモチから無数の棘を発射する。
シャーロット・スムージー
声 - 勝生真沙子
ビッグ・マム海賊団「スイート3将星」の一人。シャーロット家14女。トットランド「ジュース大臣」。足長族のハーフ。懸賞金9億3200万ベリー。
新世界「トットランド」出身。35歳。誕生日は10月12日（「ジュー」ス「大臣」）。身長464cm。てんびん座。血液型F型。好きな食べ物はスムージー。嫌いな食べ物は肉。
長い足を露出した、長身で褐色肌の女性。ハイレグのレオタードにフードと鎧を着た恰好をしており、右足太ももには薔薇の刺青がある。髪型は臀部付近まで伸ばしたウェーブがかかった銀色の長髪で、前髪で右目を常時隠している。落ち着いた性格で協調性も高く、家族や住民への気遣いを欠かさない。母の強さには厚い信頼を寄せている。フランペ主催の「ベスト姉ーティスト賞」を受賞している。武器は長剣。
超人系悪魔の実「シボシボの実」の能力者。人や物を雑巾のように絞ることで液体を絞り出せる「脱水人間」。液体を絞り取られたものはミイラのように干からびる。絞り取った液体はグラスに注ぎジュースのように飲むことができる。自分の体を絞ることもでき、レイジュから毒の攻撃を受けた際は自らの腕を絞って解毒した。脱水した水分を自身へ貯めて巨大化したり、剣で斬ったものを干からびさせたり、水分を放出して攻撃することも可能。
ホールケーキ城に到着後、タマゴ男爵の要請を受け宝物の間の警備に当たるが、ペドロに気をとられた隙にブルックの侵入を許してしまう。ジンベエが謀反を起こした報告を受けると、ビッグ・マムの機嫌を損ねることを懸念し、宝物の間への通路を封鎖させた。サンジとプリンの結婚式では、ナミやレイジュと交戦。ホールケーキ城崩壊後、食いわずらいを起こしたビッグ・マムを最初に目撃しカタクリ達に慌てて伝えに行った。ビッグ・マムが海上に出てからは援護艦隊を率い、ビッグ・マムやダイフク率いる艦隊と合流しサニー号を包囲するも逃げられてしまった。ワノ国編ではビッグ・マムに同行したが、入国することはできなかった。
初期設定では「カジュカジュの実」の能力者だった。
シャーロット・クラッカー
声 - 桐本拓哉
ビッグ・マム海賊団「スイート3将星」の一人。シャーロット家10男。トットランド「ビスケット大臣」。異名は「千手のクラッカー」。懸賞金8億6000万ベリー。
船上出身。45歳。誕生日は2月28日（ビスケットの日）。身長307cm。うお座。血液型X型。好きな食べ物はビスケット。嫌いな食べ物はキムチ・炭酸飲料。
丁髷のような髪型で後ろ髪の先端に火花が灯っており、顔の右半分に傷跡がある男。目つきが悪く、常に薄ら笑いを浮かべている。右肩にはマントを羽織っている。トットランドでは建物の柱や壁を作っている。クラッカーの正体に行きつく者は限られるため、政府が発行した手配書の写真には、クラッカーではなく彼が作り出した「ビスケット兵」が写っている。武器はこの世に2本と無い名剣「プレッツェル」。
超人系悪魔の実「ビスビスの実」の能力者。手を叩くことでビスケットを生み出し、操ることができる「ビスケット人間」。「痛いのは嫌い」であるため、普段はこの能力によって生成した兵士「ビスケット兵」を纏っている。生身での攻撃は奇襲か止めを刺す時などに限られるが、クラッカー本人の実力も非常に高く、「武装色の覇気」を纏ったプレッツェルの一撃は「ギア4」状態のルフィに傷をつけるほど。ビスケットは覇気で強化できるが水に弱く、濡れると食べられるほどに強度が下がる。能力の使用に制限はなくクラッカーが動ける内はいくらでもビスケットを生み出せる。また、同じ将星であるスナックがウルージによって倒された際は、刺客として彼を倒している。
ホールケーキアイランド編ではビッグ・マムの命を受けて誘惑の森でブリュレに加勢し、パウンドを殺そうとした所をルフィに阻止される。当初はビスケット兵の中に隠れて戦っていたが、「ギア4」を発動させたルフィにビスケット兵を破壊されると自らの能力を明かし、複数のビスケット兵とのチームワークで押していく。しかし、加勢したナミに雨を降らされたことによりビスケット兵はルフィが食べられるほどに軟体化。以後、ビブルカードでナミに従えられたホーミーズの妨害と、ビスケット兵を食べながら逃走するルフィに手間取り、11時間にも及ぶ持久戦に持ち込まれる。最後は焦燥から「ギア4『タンクマン』」状態のルフィに安易に刺突して弾き返されてしまい、ホールケーキ城まで吹き飛ばされて敗北した。
表紙連載『ジェルマ66のあゝ無感情海遊記』ではジェルマを迎え撃つためショコラタウンに向かうが、襲来したクザンとヴァン・オーガーに敗れ、氷漬けにされた。
技一覧
ビスケット兵
クラッカーの能力で生み出した、ビスケットの甲冑を着て長い髭を生やした屈強な巨漢戦士。クラッカーは自ら職人カタギと認めるほど造形にこだわりがあり、ジャムを混ぜ血があるように見せかけている（アニメでは味にもこだわるためと述べている）。「ギア2」「ギア3」の攻撃では全く歯が立たず「ギア4」の攻撃でようやく通じるほどの硬度を持ち、破壊されてもたちどころに再生し無尽蔵に兵を増やすことができる。そのため完全に減らすには「食べる」などの特殊な対策が必要。数を増やすだけでなく腕や足を何本も増やしたり、武器のプレッツェル、盾などを複製することも可能であり、たった一人で装備や軍隊を作れるほど強力なものになっている。
ロールプレッツェル
「ビスケット兵」による回転を加えたプレッツェルの突き攻撃。
ダブルロールプレッツェル
アニメオリジナル。二本の腕とプレッツェルで同時に繰り出す「ロールプレッツェル」。
ハードビスケット
「武装色の覇気」で強化したビスケットの盾で相手の攻撃を防ぐ。
波動プレッツェル（ハニー - ）
クラッカー本人によるプレッツェルの突き攻撃。
クラッシュプレッツェル
アニメオリジナル。プレッツェルに火花を灯らせた突き攻撃。
シャーロット・スナック
声 - 斉藤次郎
ビッグ・マム海賊団「元スイート4将星」の一人。シャーロット家25男。トットランド「フライ大臣」。懸賞金6億ベリー。
団子のような髪型に簪を刺し、厚着のコートやマフラーを巻いた巨漢。武器は長剣。30歳。誕生日は10月29日（シャーロット(10)・スナック(29)）。
頂上戦争後の2年の間に、キッドに敗れロード歴史の本文の写しを差し渡す。その後ウルージによって倒され、将星から外された。ホールケーキアイランド編では、カカオ島に招集されジェルマ66と交戦する。
アニメでは、原作での登場以前に回想においてシルエットで登場しており、船上での戦いでウルージに敗れるシーンが描かれている。

##### シャーロット家男子
シャーロット・ペロスペロー
声 - 内田夕夜
シャーロット家長男（長子）。トットランド「キャンディ大臣」。懸賞金7億ベリー。
ある港出身。50歳。誕生日は3月14日（キャンディーの日）。身長333cm。うお座。血液型X型。好きな食べ物はキャンディ、牛タン。嫌いな食べ物はハッカキャンディ。
長い舌を伸ばした長身痩躯の男。大きなキャンディケインを携え、着用しているシルクハットやコートにも多くのキャンディが飾られている。トットランドでは、建物の窓ガラスを作っている。社交性に長け機知に富む人物だが、感情が高ぶると口調が荒くなり、一人称も「私」から「おれ」に変わる。完璧主義を自称し、戦闘では様々な策を巡らせ敵を追い込む。敵に対しては慈悲を与えることもあるが、徐々にいたぶりながら殺すことにこだわり、助命を懇願するジャッジを「君はこれから食う牛の声に耳を傾けるかね？」と嘲笑う冷酷な性格の持ち主。ビッグ・マム亡き後の次期船長は年功序列で自分だと考えている。家族思いで、弟妹達からは「ペロス兄（にい）」と呼ばれている。口癖は「ペロリン♪」。笑い声は「くくくく」。
超人系悪魔の実「ペロペロの実」の能力者。体からキャンディを生み出し、操ることができる「キャンディ人間」。その硬度は高く、拘束されると自力で脱出することはできない。飴細工を得意とし、あらゆるものを作ることができる。時間が経過したり熱があるものに触れると溶けてしまうが、鉄を含ませ加工することで溶けないようにすることも可能。武器は、常に持ち歩いているキャンディケイン。
ホールケーキアイランド編で、ビッグ・マムの食いわずらいを止めるためのクロカンブッシュ作りに協力する。さらにパンクハザードの研究所を寸分違わず再現し、シーザーに「巨人薬」の完成を迫る。サンジとプリンの結婚式では、ヴィンスモーク家抹殺計画の中核を担い、ジャッジ達を拘束し皆殺しにしようとしたが、ビッグ・マムの狂声に阻まれる。カタクリが態勢を立て直すと海賊団の指揮を行い、「大頭目」化したベッジの動きを封じる。
ホールケーキ城崩壊後、食いわずらいを起こしたビッグ・マムに「ウェディングケーキは麦わらの一味が盗んだ」と嘘をつき誘導する。その後はカタクリと共にサニー号に先回りし、ブルックとチョッパーを能力で捕らえサニー号の動きも封じたが、ペドロの自爆攻撃によって右手を失う重傷を負い、能力が解除されたことで出航を許してしまう。以降は逃した一味に復讐心を燃やし、憔悴しながらもビッグ・マムと共にサニー号を追い続けた。
ワノ国編では、キングとマルコに入国を阻まれるも単身で鬼ヶ島に上陸し、マルコにカイドウ退治への共闘を持ち掛けるが、ビッグ・マムがカイドウとの同盟を優先したことで取り下げる。母と共にマルコを仕留めようとしたところをキャロットとワンダに急襲されるが、月が隠れて「月の獅子」が解けたことで勝利する。不本意ながら百獣海賊団に加勢する中でサンジを見つけ、狙いを定めた直後、ネコマムシの奇襲を受けてドーム外に追い出される。月が隠れたことで「月の獅子」が解けたネコマムシに止めを刺そうとしたが、屋上で戦うルフィとカイドウの「覇王色の覇気」の衝突により雲が払われて月が見えるようになったことで、再び「月の獅子」化したネコマムシの一撃で倒された。
技一覧
キャンディエスカレーター
能力の飴細工で作った螺旋状の美しいエスカレーター。モルガンズには芸術と称された。
キャンディウォール
飴細工により広範囲を覆う即席の防御壁。ベッジの「大頭目」による砲撃やルフィの「巨人の銃」をものともしない硬度を持つ。
キャンディマン
敵の全身をキャンディで拘束した後、口腔から体内にキャンディを侵入させ身動きだけでなく呼吸をも封じ、約3分後には甘い窒息死体が完成する。
キャンディメイデン
キャンディでできたアイアンメイデン。進路を防ぐと同時に刺で攻撃する。
キャンディメイデン デコラシオン
アニメオリジナル。「キャンディメイデン」の強化版で、装飾がより豪華になっている。
キャンディウェイブ
トットランドの水飴の海を操り、敵の動きを止める。
キャンディアーマー
キャンディによる鎧。ペドロの自爆に巻き込まれた時は全壊するも命は取り留めた。
アメウミウシ
ウミウシ型に固めた巨大なアメ。海を渡ることができ、ビッグ・マムの能力でホーミーズになった。
アメナメクジ
ナメクジ型に固めた巨大なアメ。地面を這う。
殿様アメガエル（とのさまアメガエル）
名前はアニメより。カエル型に固めた巨大なアメ。王冠を被り、舌を出している。水上を高速で移動できるホーミーズ。
終末の雨（キャンディシャワー）
キャンディで作った弓矢で広範囲に無数の矢を降らせる。
シャーロット・カタクリ
シャーロット家次男。
シャーロット・ダイフク
声 - 咲野俊介
シャーロット家3男。カタクリの三つ子の弟。トットランド「豆大臣」。懸賞金3億ベリー。
船上出身。48歳。誕生日は11月25日（いい(11)おに(2)いさんみつご(5)）。身長489cm。いて座。血液型X型。好物は豆大福。
坊主頭でピアスを付け、肩口が異様に大きいファーコートを身に着けた男。一度逆上すると攻撃に味方を巻き込むことも辞さない粗暴な性格。また、サンジ暗殺に失敗したプリンを「役立たず」と罵倒した。ビッグ・マム亡き後の次期船長は実力順でカタクリだと考えている。
超人系悪魔の実「ホヤホヤの実」の能力者。おとぎ話のランプのように、自分の体を擦ることで魔人を召喚することができる「ランプ人間」。呼び出した魔人には意思があり、ダイフクの命令に忠実に従う。魔人は矛を携えており、サンジを押さえつけるほど屈強。魔人を操れる範囲には限界がある。
サンジとプリンの結婚式では、サンジを魔人で組み伏せるが、ビッグ・マムの絶叫により取り逃がしてしまう。作戦失敗で逃亡を図るキャロットを捕らえようとしたが、ヨンジに阻まれた。ビッグ・マムが食いわずらいを起こしてからは、艦隊を率いてサニー号を包囲するが、「月の獅子」化したキャロットに翻弄され、艦隊ごと波に流される。その後、スムージーの艦隊と合流するも、サニー号に逃げられてしまった。
技一覧
魔人斬（マジギレン）
魔人が矛で相手に斬りつける。
魔人細断（マジンサイダン）
魔人が矛で両断する。船を真っ二つにする程度の威力がある。
魔人狩（マジカル）
アニメオリジナル。魔人が相手に矛を振り下ろす。
シャーロット・オーブン
声 - 木村雅史
シャーロット家4男。カタクリ・ダイフクの三つ子の弟。トットランド「こんがり大臣」。懸賞金3億ベリー。
船上出身。48歳。誕生日は11月25日（いい(11)おに(2)いさんみつご(5)）。身長492cm。いて座。血液型F型。好物は焼き菓子。
幾何学模様風の特徴的な髪型に鋭い顎ひげを生やした筋肉質の巨漢。手袋と地肌の上にマントを身に着けている。顔は厳ついが客人には笑顔で接する。ダイフクほどではないが直情的なところがあり、激高すると冷静さを失う傾向がある。弟妹想いで、住民に対しても気を配るが、「法に忠実な男」を自称し、ビッグ・マムに逆らう者は身内であっても容赦しない。また、ビッグ・マム同様、パウンドを始めとした義父は赤の他人と見ている。
超人系悪魔の実「ネツネツの実」の能力者。体から高熱を発することができる「高熱人間」。相手の武器を熱して握れなくしたり、睨むだけで対象に高熱を与えて発火させることも可能。戦闘は肉弾戦が主体だが、能力で高熱化した薙刀も使う。サンジの蹴りや大砲を喰らっても立ち上がり、船に轢かれても耐えうる屈強な肉体を持つ。
サンジとプリンの結婚式では、作戦失敗で逃亡を図るチョッパーを捕らえようとしたが、ニジに阻まれた。その後はカカオ島で麦わらの一味を待ち伏せし、ウエディングケーキを作るシフォンの様子を見に来たパウンドを発見して追い出す。ビッグ・マム暗殺計画への加担を理由にシフォンを捕え、彼女を人質としてベッジに降伏を呼びかけるが、攻撃を受けた隙にシフォンを奪い返され、さらにパウンドの妨害を受ける。散々邪魔をしたパウンドに激昂し彼を始末するも、ベッジ達の出航を許してしまった。その後、戦争レベルの兵力をかき集め、カカオ島の出入口の鏡を1枚だけにしてルフィを待ち構えるも、ジェルマ66に妨害され捕縛に失敗。なおもルフィを狙い艦隊に合流するが、タイヨウの海賊団の援護もあり逃げられてしまった。
表紙連載『ジェルマ66のあゝ無感情海遊記』では、本に拘束されたニジとヨンジを研究所まで運ぶ。脱出したジェルマ達に襲い掛かるが、シーザーの幻覚ガスでカタクリと同士討ちさせられた。
技一覧
熱海温泉（ねっかいじごく）
海の中に手を入れ、広範囲を沸騰させる。魚が死に絶え、船も破損しかねないほどの高温の海になる。
熱海万来（ねっかいぎょらい）
海の中に手を入れ、腕から複数の熱の塊を飛ばす。
熱風拳（ヒートデナッシ）
熱を纏った拳で相手を殴りつける。
熱山羊（ヒートゴート）
劇場版『RED』オリジナル。高熱を纏って頭から相手に突っ込む。
熱燐寸男（ヒートマッチガイ）
巻四十億収録の設定画にのみ登場。全身に高熱を纏って攻撃する。
シャーロット・オペラ
声 - 川原慶久
シャーロット家5男。5つ子の長男。トットランド「生クリーム大臣」。
クリームを上半身に纏った巨漢。首元にリボンを付けている。語尾に「ファ」を付けて話す。捕えた相手の拷問も辞さない残忍な性格。46歳。誕生日は9月29日（洋菓子の日）。
超人系悪魔の実「クリクリの実」の能力者。体から生クリームを生み出し、操ることができる「クリーム人間」。このクリームは「甘味」という攻撃概念を持ち、身体に触れると痛覚を生じさせ、やがて発火して体中が焦げ落ちる。
「怒りの軍団」の一員としてルフィ討伐に参加し、主戦力の一人としてルフィを痛めつけた。ルフィとナミを捕らえた後、囚人図書室の見張りとナミからローラの居場所を聞き出す役目を担う。しかし、ジンベエの襲撃を受け逃がしてしまい、その後の会議では保身のため虚偽の報告をした。ホールケーキ城崩壊後、食いわずらいを起こしたビッグ・マムの前に立ちはだかるも、寿命を抜き取られた。
技一覧
クリームモンスター
身体から発生させた生クリームで相手を包み込む。
シャーロット・カウンター、シャーロット・カデンツァ、シャーロット・カバレッタ、シャーロット・ガラ
声 - 小山剛志（カウンター）、くわはら利晃（カデンツァ）、川原慶久（カバレッタ）
シャーロット家6 - 9男。オペラの5つ子の弟たち。
オペラと顔つきや体格が似通っており、戦闘でもコンビネーションを見せる。カウンターとカデンツァは「武装色の覇気」の使い手。アニメでは、カバレッタも武装色の覇気使いで、スピードで翻弄する戦い方をする。46歳。誕生日は9月29日（洋菓子の日）。
カウンター・カデンツァ・カバレッタはオペラと同じく「怒りの軍団」の一員としてルフィ討伐に参加し、ルフィに深手を負わせた。その後、カウンターは囚人図書室から脱出したルフィに捕まり、サンジの居場所を言うよう迫られた。
アニメでは、ルフィがサンジとの「約束の場所」に向かうのを阻む敵として登場。カデンツァとカバレッタは城内にてルフィと戦い敗北。カウンターは「約束の場所」にたどり着いたルフィを待ち構え、疲弊したルフィを痛めつけるが、ルフィの執念のこもったパンチを受けて敗北した。
技一覧
クリームパンチ
カウンターとカデンツァが挟み込む形でパンチを繰り出す。
シャーロット・クラッカー
シャーロット家10男。
シャーロット・ズコット
シャーロット家11男。トットランド「酒大臣」。髪と髭をそれぞれ結んでいる、上半身裸の男。44歳。
シャーロット・ヌストルテ
声 - 粗忽屋西神戸店
シャーロット家12男。トットランド「運輸大臣」。
口ひげを蓄え、サングラスと二角帽を被った男。「であるからして」が口癖。42歳。誕生日は1月23日（12男の兄さん(3)）。
ホールケーキ城崩壊後、一万の兵を率いてジェルマ王国に攻め込むが、返り討ちにされる。アニメではニジに倒された。
技一覧
竜巻デコレーション
アニメオリジナル。帽子に宿ったホーミーズが口から竜巻を放つ。
シャーロット・バスカルテ
声 - 藤原貴弘
シャーロット家13男。42歳。
炎のように逆立った髪型の大柄な男。常に口元を隠しているが、アニメでは裂けて牙が生えた口が描かれている。手から炎を打ち出す能力を持つ。またアニメでは、口から火を噴くこともしている。
ヌストルテらと共にジェルマに攻め込むが、返り討ちにされる。アニメではヨンジに倒された。
シャーロット・ドスマルシェ
声 - 粗忽屋東品川店
シャーロット家14男。トットランド「お茶大臣」。
モヒカン頭の大柄な男。42歳。ヌストルテらと共にジェルマに攻め込むが、返り討ちにされる。アニメではイチジに倒された。
技一覧
ドスマル奥義
アニメオリジナル。2本の剣を合体して高速で回転させ、それを相手に円盤のように投げつける。軌道は自ら操ることが出来る。
シャーロット・ノアゼット
声 - 山本圭一郎
シャーロット家15男。トットランド「大蔵大臣」。
長い顎髭を蓄え、左目に傷がある男。トットランドの資金の管理を行っている。41歳。誕生日は12月15日（シャー(1)ロッ(2)ト家 15男）。
シャーロット・モスカート
声 - 一条和矢
シャーロット家16男。トットランド「ジェラート大臣」。
左右で色が違うリーゼントのような髪型で、割れアゴが特徴の男。柄がコーンの形状をした剣を背負っている。正義感が強く、住民の子供達から慕われている。モンドールからは「モス兄」と呼ばれる。40歳。誕生日は12月16日（シャー(1)ロッ(2)ト家 16男）。
首都崩壊を危惧し、兄妹達の制止も省みず食いわずらいを起こしたビッグ・マムに立ち塞がったが、40年分の寿命を奪われた。抜き取られた寿命はモンドールの指示で「一秒残らず」回収されたため後に復活し、麦わらの一味の追撃戦に参加する。
シャーロット・コンポ
声 - 藤原貴弘
シャーロット家17男。トットランド「パイ大臣」。
帽子やサングラスで顔を隠した小柄な男。アニメでは、武器は刃のついたブーメラン。39歳。
誘惑の森で、ゼウスを利用したナミの攻撃で倒される。アニメではルフィに倒された。
シャーロット・ラウリン
声 - 藤原貴弘
シャーロット家18男。
ドクロが描かれた帽子を目深に被った男。武器は斧。39歳。
誘惑の森で、ゼウスを利用したナミの攻撃で倒される。アニメではルフィに倒された。
シャーロット・モンドール
声 - 伊丸岡篤
シャーロット家19男。トットランド「チーズ大臣」。異名は「書司」。懸賞金1億2000万ベリー。
船上出身。38歳。誕生日は4月23日（本の日）。身長260cm。おうし座。血液型X型。好物はチーズ。
角ばったサンゴのような髪型、ピエロのような顔メイク、長いイチゴ鼻が特徴的な男。骸骨のような服装で、帽子を被っている。家族想いであるが、やや疑り深い性格でもある。武器は小銃。
超人系悪魔の実「ブクブクの実」の能力者。本を操る他、人を「本の世界」の引き入れることができる「書籍人間」。操った本の上に乗って空を飛んだり、生物を生きたまま本の中に閉じ込めることができる（本の中にいる生物は年をとらない）。ビッグ・マムの趣味である珍種収集の一役を担っており、捕縛した珍種やビッグ・マムに逆らった者を図書室の本に閉じ込めている。本の中から脱出するためには本を焼くしかない。作者からは「1シリーズのボスとして登場しても、充分に面白くなる程の多彩な能力」と評されている。
ビッグ・マムの「食いわずらい」の後、彼女の化身達に「一秒残らず」モスカートの寿命の回収を命じた。その後、「怒りの軍団」の一員としてルフィ討伐に参加し、ルフィとナミを捕えて囚人図書室に収容する。その後の会議でルフィ達の現状の最終確認を行い、オペラに感じた違和感から夜通しで見回りを続けるようチェス戎兵に命じた。ホールケーキ城崩壊後は、ルフィ達への追撃戦において、司令・書記役を務めた。
表紙連載『ジェルマ66のあゝ無感情海遊記』では、ビッグ・マムに敗れたニジとヨンジを本に閉じ込めて拘束する。
シャーロット・ハイファット
声 - 藤原貴弘
シャーロット家20男。
水玉模様の服を着た大男。武器は剣。36歳。
誘惑の森で、ゼウスを利用したナミの攻撃で倒される。アニメではジンベエに倒された。
シャーロット・タブレット
声 - 粗忽屋二子玉店
シャーロット家21男。トットランド「トッピング大臣」。
羊に乗る小柄な男。武器は剣。36歳。
誘惑の森で、ゼウスを利用したナミの攻撃で倒される。アニメではキャロットに倒された。
シャーロット・サンマルク
声 - 龍谷修武
シャーロット家22男。トットランド「エッセンス大臣」。
鎧兜を身に着けた巨漢。34歳。ルフィ達への討伐艦隊に参加する。
シャーロット・バサンズ
シャーロット家23男。頭に鹿のような角がある男。34歳。
シャーロット・ダクワーズ
声 - 川原慶久
シャーロット家24男。トットランド「ジャム大臣」。コウモリのような羽を付けた男。32歳。
シャーロット・スナック
シャーロット家25男。
シャーロット・ババロア
声 - 竹内良太
シャーロット家26男。
ドレッドヘアに編み込んだ顎髭、BMと書かれた「前立てメッシュ」がついた野球帽、グローブとボロボロのマント、上下横縞の服が特徴。30歳。
麦わらの一味の討伐艦隊に参加し、ペロスペローと共にケーキを運んで逃げるベッジを追走した。
シャーロット・カンテン
シャーロット家27男。トットランド「寒天大臣」。
黒いシルクハットと顔の右半分に巻いた包帯が特徴。28歳。
シャーロット・カトウ
声 - 平井啓二
シャーロット家28男。トットランド「シード大臣」。
ジャック・オー・ランタンのような顔をした男。武器は剣。28歳。
誘惑の森で、ゼウスを利用したナミの攻撃で倒される。アニメではペドロに敗北した。
シャーロット・モンブ
シャーロット家29男。騎士風の服装をした男。武器は剣。28歳。
シャーロット・シブースト
声 - 服巻浩司
シャーロット家30男。トットランド「ミックス大臣」。
顔に複数の筒のようなものがついている大男。27歳。カカオ島に召集される。
シャーロット・モービル
声 - 川原慶久
シャーロット家31男。トットランド「味見大臣」。手長族のハーフ。
左右を尖らせた髪型と高い鼻が特徴で、常にワイングラスを持っている。25歳。アニメでは、武器は2本の剣。
誘惑の森で、ゼウスを利用したナミの攻撃で倒される。アニメではサンジに倒された。
シャーロット・ブラウニー
声 - 宮崎寛務
シャーロット家32男。24歳。
煙突のような帽子を被った男。武器は棍棒。アニメでは語尾に「ニー」を付ける。カカオ島に出撃するも、敵の人数が10人以内と聞くとすぐに眠ってしまった。
表紙連載「ジェルマ66のあゝ無感情海遊記」では、カトウやアナナらと共にニジとヨンジの研究に着手するが、イチジとレイジュに襲撃された。
シャーロット・レザン
声 - 阿座上洋平
シャーロット家33男。
長髪でマントを纏い、顔に二本の線がある武人風の男。武器は刀。22歳。誕生日は3月23日（33男の兄さん(23)）。
「怒りの軍団」の一員としてルフィ討伐に参加。カカオ島では鏡世界から出てきたルフィの前に立ち塞がるが、サンジの蹴りで退けられた。
シャーロット・マスカルポーネ
声 - 沼田祐介
シャーロット家34男。トットランド「食器大臣」。29女ジョスカルポーネの双子のきょうだい。蛇首族のハーフ。
武器は薙刀。20歳。誕生日は2月27日（双子(2)で2人(2)仲(7)良し）。ジョスカルポーネらと共に、麦わらの一味の討伐部隊に参加。
シャーロット・ユーエン
声 - 成瀬誠
シャーロット家35男。
二本角が付いたフードを被った大柄な少年。語尾に「ゆ」を付ける。六式の「月歩」の使い手。武器は先端に玉のついた杖で、玉を巨大化させることができる。19歳。誕生日は10月15日（シャーロット(10)・ユー(1)エ(Ｅ)→(5)ン）。
カカオ島ではルフィを抱え空中に逃げたサンジを叩き落とすが、直後に現れたヨンジに玉を粉砕された上、そのまま壁や敵軍に目掛けて振り回された。
シャーロット・ニューイチ、シャーロット・ニュージ、シャーロット・ニューサン、シャーロット・ニューシ、シャーロット・ニューゴ
声 - 新井良平（ニューイチ）、岡本寛志（ニュージ）、粕谷雄太（ニューサン）、千葉俊哉（ニューゴ）
シャーロット家36 - 40男。男女5人ずつの10つ子。
5人ともお揃いの帽子をかぶっている。武器は大鎌。数名は「月歩」の使い手。18歳。誕生日は12月2日（シャー(1)ロッ(2)ト・ニ(2)ューゴ）。
39男ニューシは超人系悪魔の実「ゴチャゴチャの実」の能力者。10つ子の兄妹達と合体できる。
シャーロット・ヌガー
声 - 荒井聡太
シャーロット家41男。17歳。逆立った髪型が特徴の少年。武器は剣。
シャーロット・アングレ
声 - 菊池正美
シャーロット家42男。
大きな芋虫をバイクのように駆るリーゼントの少年。「よろしくー」が口癖。兄達を「兄者」と呼ぶ。フランペ主催の「ベスト弟ーティスト賞」を受賞している。14歳。誕生日は10月19日（シャーロット(10)ア(1)ング(9)レ）。
シャーロット・ウィロ
シャーロット家43男。首が長い少年。12歳。
シャーロット・ドシャ
シャーロット家44男。太った体型の少年。11歳。
シャーロット・ドルチェ、シャーロット・ドラジェ
声 - 日比愛子（ドルチェ）、森下由樹子（ドラジェ）
シャーロット家45男、46男。
風船と共に浮かぶ、丸い体格の2人の少年。包丁で自分達の風船を割るアナナを嫌っている。9歳。誕生日は2月21日（双(2)子の兄(21)さん）。

##### シャーロット家女子
シャーロット・コンポート
声 - 金月真美
シャーロット家長女。トットランド「フルーツ大臣」。
頭にフルーツを盛ったパフェを乗せた、恰幅のよい女性。顔つきや体形は、ビッグ・マムによく似ている。ヴィトからは3将星やペロスペローらと共に、ビッグ・マムの子供の中でも化物と評されている。49歳。誕生日は10月15日（シャー(1)ロット・コ(5)ンポート(10)）。
サンジとプリンの結婚式に参加し、ホールケーキ城崩壊後は麦わらの一味の討伐艦隊に参加する。
シャーロット・モンデ
声 - 斉藤貴美子
シャーロット家次女。
つばがある帽子を被った、太った女性。アニメでは語尾に「もんで」を付ける。武器は剣。47歳。アニメオリジナルシーンでは、一太刀で家を両断している。
シャーロット・アマンド
声 - 水田わさび
シャーロット家3女。トットランド「ナッツ大臣」。異名は「鬼夫人（きふじん）」。
長い首で長身の女性剣士。非常につばが広い帽子を被っている。喫煙者。一瞬で切り捨てることに殺す意味などないとし、相手を苦しめながら斬ることにこだわる残虐な性格。武器は鍔が魚の形をした名刀「白魚」。47歳。誕生日は12月10日（シャー(1)ロッ(2)ト・アマンド(10)）。
サンジとプリンの結婚式で出すウェディングケーキの材料を調達するため、ある国から卵を強奪した。「怒りの軍団」の一員としてルフィ討伐に参加し、ナミに加勢したキングバームを切断。捕らえたナミからビッグ・マムのビブルカードを奪った。ホールケーキ城崩壊後はタルト軍艦を率い、サニー号を追い込む。ナッツ島でブリュレを連れて逃げ回るルフィに攻撃するも、逃げられてしまった。
技一覧
スローバラード
相手が一番痛く苦しい速度でノコギリのようにゆっくりと相手を両断する。
スローワルツ
回転しながら相手を水平に斬り裂く。
シャーロット・アッシュ
シャーロット家4女。
アマンドと似た外見の女性。武器は剣。47歳。
シャーロット・エフィレ
声 - 日比愛子
シャーロット家5女。
アマンドやアッシュと似た外見の女性。武器は2丁拳銃。47歳。
アニメではナッツ島でルフィを銃撃するが、「ゴムゴムのお礼砲」で全て跳ね返された。
シャーロット・カスタード
声 - 鹿野優以
シャーロット家6女。
紫色のボブに一輪の花を挿し、マゼンタの服の上から白いマントを羽織った女性。45歳。
ベッジ達を追跡していたが、ナワバリウミウシからの位置情報が入らなかったために見失った。
シャーロット・エンゼル
シャーロット家7女。
左右に広がった髪型が特徴の女性。45歳。
シャーロット・ブリュレ
声 - 三田ゆう子
シャーロット家8女。
ある港出身。43歳。誕生日は3月6日（ミ→3、ロ→6）。身長350cm。うお座。血液型S型。好物はクレームブリュレ、ドーナツ。
魔女のような顔つきをした長身の女性。実年齢は40代前半だが、家族の中でも特に老けた容姿をしている。顔全体に走る大きな斜めの傷跡、長い鼻や爪が特徴。自分の顔を卑下しており、かわいい顔を見ると切り裂きたくなる衝動に駆られるという歪んだ性格。敵に対しては猟奇的だが家族想いであり、特に過去の一件からカタクリへの思い入れは深い。家族からは、ドジっ子で敵に捕まりやすいと指摘されている。やせ細った外見であるため、ルフィやキャロットには枝や木に間違えられている。笑い声は「ウィッウィッウィッ」。武器は大鎌。
超人系悪魔の実「ミラミラの実」の能力者。特殊な鏡を生み出すことができる「鏡人間」。鏡の中の世界に出入りすることができ、相手を鏡の中に閉じ込めることもできる。この鏡世界はホールケーキアイランド中の鏡に通じており、ブリュレは鏡のある場所ならどこにでも現れる。鏡世界の中には、ブリュレの家がある。また、攻撃を反射したり、自分や動物の姿を別人の姿に変えることもできる。一方で、ブリュレを拘束するなどして彼女に触れていれば、敵もその能力の恩恵を受けられるというデメリットもある。
幼い頃、カタクリにやられた相手から仕返しを受け、現在も顔面に残る大きな傷を負った。カタクリが完璧な人間を演じている事は知っていたが、カタクリへの尊敬ゆえに周囲には黙っていた。
ホールケーキアイランド編では、誘惑の森でルフィ達を襲撃し、キャロットとチョッパーを鏡世界に閉じ込めるが逆に捕まり、ディーゼルと共に一味に利用される。ビッグ・マム暗殺計画でも撹乱及び潜入手段として利用されたが、作戦失敗の混乱でカタクリにより奪い返され、ホールケーキ城崩壊後、カタクリとペロスペローを含む軍隊を鏡世界を通してサニー号に送り込む。再度鏡世界に戻るも、覇気が切れたルフィによって人質として連れ回される羽目になり、ルフィから解放されるも今度はペコムズに捕まり、ルフィの鏡世界脱出に利用される。カカオ島で、カタクリの敗北を涙ながらに兄弟達に伝えると、ジェルマ対策の弾丸を支給した。ルフィがナワバリから逃げ切った後はカタクリを手当てし、ルフィの脱出に安堵の表情を浮かべるカタクリに対し、自分はルフィを許さないと告げた。
表紙掲載『ジェルマ66のあゝ無感情海遊記』では、プリンが黒ひげ海賊団に拉致された上に、クラッカーがクザンに氷漬けにされたことで泣いていた。
技一覧
反射（リフレクション）
手で作った鏡で、相手の攻撃を反射する。
鏡世界（ミロワールド）
相手を鏡世界に引きずりこむ。内部の鏡達には意志があり、呼び掛けるとどこにある鏡か教えてくれる。
シャーロット・ブロワイエ
シャーロット家9女。トットランド「メレンゲ大臣」。
冠を被った女性。43歳。誕生日は12月26日（シャー(1)ロッ(2)トブロ(26)ワイエ）。
シャーロット・マッシュ
声 - 関根有咲
シャーロット家10女。
髪を一つ結びにした太った女性。40歳。
シャーロット・コンスターチ
声 - 鶴田真希
シャーロット家11女。トットランド「愛情大臣」。
先端をカールさせた髪を逆立てた女性。40歳。
シャーロット・モーツアルト
シャーロット家12女。
クモの足のような髪型の女性。37歳。
シャーロット・マルニエ
声 - 鹿野優以
シャーロット家13女。トットランド「酵母大臣」。
2色のアフロヘアーの女性。37歳。誕生日は12月20日（シャー(1)ロッ(2)トマルニ(20)エ）。
シャーロット・スムージー
シャーロット家14女。
シャーロット・シトロン
声 - 今野宏美
シャーロット家15女。トットランド「エッグ大臣」。足長族のハーフ。
長い鼻を持つ、恰幅のよい女性。35歳。誕生日は10月12日。スムージーと共に、麦わらの一味の討伐艦隊に参加。
シャーロット・シナモン
声 - 鈴木真仁
シャーロット家16女。足長族のハーフ。
後ろに束ねた長い黒髪が特徴の女性。武器は、スムージーのものとよく似た剣。35歳。誕生日は10月12日。スムージーと共に麦わらの一味の討伐艦隊に参加。
シャーロット・メリゼ
シャーロット家17女。
頭にシカのような角がある女性。33歳。
シャーロット・ガレット
声 - 前田愛
シャーロット家18女。トットランド「バター大臣」。
カールした髪型と黒い角が特徴の女性。黒いコートと赤いワンピースを着用しており、黒い手袋を嵌めている。31歳。誕生日は10月19日（シャーロット(10)家19女のポワールと双子）。
超人系悪魔の実「バタバタの実」の能力者。バターを操ることができる「バター人間」。バターで相手の腕を固めて拘束したりできる。
モンドール達と共に、モスカートの寿命を奪おうとするビッグ・マムに抗議の声を上げた。その後、「怒りの軍団」の主戦力の一人としてルフィ討伐に参加し、ナミを能力で拘束した。サンジとプリンの結婚式では、崩壊するホールケーキ城から落下しそうになるも、カタクリに救われた。
シャーロット・ポワール
声 - れいみ
シャーロット家19女。ガレットと同じ父を持つ双子の妹。
パンダの頭巾と裂けた口が特徴。31歳。誕生日は10月19日（シャーロット(10)家19女）。
シャーロット・プリム
シャーロット家20女。タコの半人魚。29歳。
シャーロット・プラリネ
シャーロット家21女。
シャーロット・シフォン
シャーロット家22女。ビッグ・マムとパウンドの娘。
シャーロット・ローラ
シャーロット家23女。ビッグ・マムとパウンドの娘で、シフォンの双子の妹。
シャーロット・マーブル
シャーロット家24女。手長族のハーフ。水兵帽をかぶった女性。25歳。
シャーロット・ミュークル
声 - 石橋桃
シャーロット家25女。手長族のハーフ。
褐色肌で水色のボブヘアーが特徴。胸に「100」と書かれた服を着ている。25歳。誕生日は11月17日（シャー(1)ロット・ミュー(1)ク(Q)→(17)ル）。「怒りの軍団」の一員として、ルフィ討伐に参加した。後に、カカオ島に召集される。
シャーロット・メープル
シャーロット家26女。手長族のハーフ。太い腕が特徴の女性。25歳。
シャーロット・ジョコンド
声 - 牛田裕子
シャーロット家27女。
馬に乗り、兜を被った小柄な女性。麦わらの一味の討伐艦隊の一員として、カカオ島に召集される。23歳。
シャーロット・パンナ
シャーロット家28女。
両腕に、クマの腕のような手袋をつけた女性。21歳。
シャーロット・ジョスカルポーネ
声 - 粗忽屋所沢店
シャーロット家29女。34男マスカルポーネの双子のきょうだい。蛇首族のハーフ。
武器は薙刀。20歳。誕生日は2月27日（双子(2)で2人(2)仲(7)良し）。マスカルポーネらと共に、麦わらの一味の討伐部隊に参加。
シャーロット・ナツメグ、シャーロット・アキメグ、シャーロット・オールメグ、シャーロット・ハルメグ、シャーロット・フユメグ
声 - 一木千洋（ナツメグ）、祖山桃子（アキメグ）、金子有希（オールメグ）、関根有咲（ハルメグ）、鹿野優以（フユメグ）
シャーロット家30 - 34女。男女5人ずつの10つ子。
全員が頭に大きなリボンをつけている。武器は大鎌。18歳。誕生日は12月2日（シャー(1)ロッ(2)ト・ニ(2)ューゴ）。
シャーロット・プリン
声 - 沢城みゆき、桑島法子（856話 - 863話）
シャーロット家35女。カカオ島ショコラタウンのカフェ「カラメル」のオーナー。三つ目族のハーフ。
新世界「トットランド」出身。16歳。誕生日は6月25日（シャー「ロ」ット+毎月25日はプリンの日）。身長166cm。かに座。血液型XF型。好物は生チョコレート、プリン。
ウェーブがかかったツインテールが特徴の美少女。お菓子作りが得意で、店は自身で製作したお菓子の家になっている。特にチョコレートは総料理長シュトロイゼンにも負けないと豪語しており、サンジからも感心されている。人前ではかなりの恥ずかしがり屋で気立てが良い穏やかな性格を演じているが、本性は人を嘲笑することを何とも思わない冷酷な性格で、このことは家族しか知らない。この性格は幼少期の体験に起因しており、自分の本性をはしたないと自虐している。婚約相手であるサンジに対しては、同じ料理好きということもあり好印象を抱いているように演じていたが、実際は「落ちこぼれ」「あのバカ」と呼んで見下していた。結婚式の一件でサンジに本気で惚れてからは、サンジに対する感情を自分で制御することができず、悪態をつきながらも好意が完全に漏れているという情緒不安定な状態となっており、本人はそのような態度を取ってしまうことに落ち込んでいる。武器は「キャンディジャケット」を装填した拳銃「ウォーカー」。
超人系悪魔の実「メモメモの実」の能力者。人の頭から記憶をフィルムとして取り出すことで自在に編集でき、不都合な記憶を改竄することができる。ビッグ・マムからは三つ目が「真の開眼」を果たすことを期待されているが、本人はハーフの自分にそんな能力が目覚める保障はないと主張している。
幼い頃は、三つ目が原因で実の母であるビッグ・マムをはじめとする家族からは気味悪がられ、周囲の子供達にはひどくいじめられていた。これにより自分を「醜い三つ目の化け物」と思い込むようになった結果、性格が歪んでいき、いじめてくる子供達に刃物で仕返ししていた。現在はビッグ・マムのお気に入りの娘の一人で、容姿と「演技力」の高さを買われ人形のように大事に扱われつつも、母の命令には逆らえない育て方をされてきた。そんな母に対しては、呆れと不満を抱いている。一方で母の束縛を自分の意思で抜け出し、自由な恋愛を求めて求婚の旅に出た姉ローラを慕っている。ローラが家出してから欠番となっているチョコレート大臣の後任候補に挙げられているが、本人にその気はなく、いつかローラが帰ってきてくれるかもしれないという理由から断り続けている。ローラの姉シフォンとは、よく一緒にケーキを作っていたという。
魚人島編の終盤で初登場。ホールケーキアイランド編では、ビッグ・マム海賊団がジェルマ66の科学力を手に入れる計画のキーパーソンとして配される。ショコラタウンでルフィ達に接触し、彼らにホールケーキアイランドへの航路を渡して誘導する。翌々日、ヴィンスモーク家との昼食に出席後、サンジと2人きりの場を設け、そこでサンジからプロポーズされる。その日の夜、囚人図書室に捕まったルフィとナミの元を訪れ、2人を嘲笑いながら自身の本性とビッグ・マムの計画を耳打ちする。その後、自分を怪しんでいたレイジュを拘束し、暴言や顔芸を交えてサンジを馬鹿にしながら彼女の記憶を改竄した。
結婚式当日、計画通りサンジに三つ目を見せるが、はじめて自分の三つ目を心から肯定する言葉をかけられ涙を流す。この騒動の中で本当にサンジを好きになり、食いわずらいを起こしたビッグ・マムからサンジたちを救うため、シフォンとサンジの協力を得て、ビッグ・マムに提供するウェディングケーキを製作。海上でケーキを完成させベッジに引き渡すと、ルフィを出迎えるため、サンジを連れてカカオ島に引き返す。サンジとの別れ際、最後のお願いとして口づけを交わし、キスの記憶をサンジの頭から抜き取り、その場を去る。食いわずらいが収束した後、それまでのサンジとのやり取りを思い返して涙を流した。
表紙連載『ジェルマ66のあゝ無感情海遊記』では、ビッグ・マムに敗れ拘束されたニジとヨンジに、サンジをいじめた仕返しとしてプリンパンチをかます。その後、ホールケーキアイランドに現れた黒ひげ海賊団に誘拐され、ハチノスへ拉致される。
技一覧
編集（エディット）
相手から取り出した記憶のフィルムに別の記憶を貼り付けたり、不都合な記憶を鋏で「カット」して改竄する。
記憶の糸（メモリーズフィル） フラッシュバック
手から出した能力の糸に触れた相手の記憶を、一時的に走馬灯のように蘇らせる。作中ではホーミーズに使用し、元の魂の持ち主の記憶を蘇らせ、一時的にビッグ・マムの支配下から脱した。
シャーロット・フランペ
声 - 斎藤千和
シャーロット家36女。トットランド「はちみつ大臣」。カタクリファンクラブ会長兼特攻隊長。
新世界「トットランド」出身。15歳。誕生日は2月11日（フ(2)ランペ　一(1)番のい(1)もうと）。身長170cm。みずがめ座。血液型S型。好物はガム。
常に風船ガムを噛んでいる、ポニーテールの少女。下半身が風船のように膨らんでおり、常にポヨンポヨンと跳ねている。「ベスト妹ーティスト賞」を受賞している自分が人気者だと舞い上がっている、身勝手なナルシスト。信愛するカタクリのお気に入りになって「キングオブ妹」になることを狙っているが、あくまでカタクリの完璧さを盲目的に慕っているだけである。
息を吸い込んで空中に浮かぶことができ、シビレ針による無音の吹き矢を得意としている。また、常に剣を背負っている。
カタクリとルフィの戦いを陰から観戦し、カタクリに褒められようとシビレ針を飛ばしてルフィを妨害する。しかし、逆にカタクリの怒りを買い、さらにカタクリの素顔を初めて知って幻滅。これまでの態度を一変させてカタクリを罵倒するが、2人の気にも留まらず、両者の覇王色の衝突によって部下と共に気絶させられた。
シャーロット・ウエハース
シャーロット家37女。13歳。水玉模様の頭巾を被った少女。
シャーロット・ノルマンド
シャーロット家38女。10歳。掌に乗るほど小さな少女。
シャーロット・アナナ
声 - 大空直美
シャーロット家39女（末っ子）。
まだ幼い少女だが、包丁でぬいぐるみを切ろうとする猟奇的な一面がある。8歳。誕生日は4月17日（シ(4)ャーロット・ア(1)ナナ(7)）。

#### ホーミーズ
ビッグ・マムの「ソルソルの実」の能力で他者の魂（寿命）を入れられたことで、無機物や動植物が擬人化した存在。ビッグ・マムとその子供に従う。またビッグ・マムのビブルカードを持つ者にも逆らうことができない。
ナポレオン・プロメテウス・ゼウス・ヘラの4体は、ビッグ・マム本人の魂（ソウル）が入れられた特別な個体。魂の格が違うため、通常のホーミーズとは違いブルックの魂の叫びが効かない。プロメテウス・ゼウスはビッグ・マムが「天候を従える女」と呼ばれる所以となるホーミーズで、暴れ出すとビッグ・マムが怒っていると人々から認識されており、他のホーミーズからも様付けで呼ばれている。
ナポレオン
声 - 水島裕
ビッグ・マムが被っている二角帽（バイコーン）のホーミーズ。
「偉大なる航路」出身。誕生日は12月2日（ナポレオン1世の戴冠式が行われた日）。身長848cm以上（剣状態時）。いて座。好物はビッグ・マムのソウル。
帽子の中に両刃剣が格納されており、戦闘ではビッグ・マムの武器として振るわれる。意識を刃に移すことで片刃剣になることもできる。念波を送受信する能力も持つ。ビッグ・マムが48歳時には既に被っていた。性格は真面目で実直だが、極度の人見知りで、ワノ国編でビッグ・マムが記憶喪失となっている間は大人しくしていた。
プロメテウス
声 - 水島裕
ビッグ・マムが右手で操る太陽のホーミーズ。
「偉大なる航路」出身。誕生日は7月19日（ローマ大火が起こった日）。身長239cm以上。かに座。好物は火。
凝縮された炎のホーミーズであり、口から火を吐き、巨大化して相手を焼き尽くすことができる。「武装色の覇気」による攻撃も効かないが、水に弱い。力を使いすぎると火を補給する必要がある。マルコの「再生の炎」にも弱い。巨大化すると水の弱点も補えるが、その分移動速度が遅くなる。ビッグ・マムの髪と同化したり、ゼウスのような移動手段になることもできるが、移動速度はゼウスに劣る。一人称は「おれ」。性格はゼウスと比べ真面目で、ビッグ・マムの命令にも忠実。裏切り者には容赦のない制裁を加える。
宝物の間でブルックと対峙した際、初めて左頬に傷を負う。麦わらの一味を追撃中、裏切ったキングバームを粛清するも、ジンベエによって退けられる。ゼウスがナミ達に捕縛された後はビッグ・マムを乗せ追いかけた。ワノ国編では、ルフィ達との戦いでドーム屋上から海に落ちそうになったビッグ・マムを助ける。
ゼウス
声 - 水島裕
ビッグ・マムが左手で操る雷雲のホーミーズ。
「偉大なる航路」出身。誕生日は6月26日（雷記念日）。身長232cm以上。かに座。好物はナミの作る雷雲。
帽子を被っている雲。雷を落としたり、空を覆うほどの巨大な雷雲になることができる。ビッグ・マム専用の移動手段で、魂を入れたビッグ・マム本人しか乗ることができない。性格は能天気だが、戦闘になると恐ろしい表情に変わり、敵を蹂躙する。一人称は「おいら」。好物の雷雲を目にすると一時的にビッグ・マムの命令に背くほど食欲に忠実。
麦わらの一味を追撃中、ナミが作り出す雷雲に手懐けられ、サニー号での戦いでブルックとナミによって捕らえられる。以降ナミの下僕となり、「魔法の天候棒」内部に住み着いていたが、ワノ国編でビッグ・マムの元へ戻る。ルフィ達との戦いでは、ローとキッドによって鉄塊に一時閉じ込められ、ビッグ・マムの救出に遅れてしまう。数々の失態を重ねたことでビッグ・マムに見限られ、ヘラに食われるが、「魔法の天候棒」の「ブラックボール」ごと食われたため、魂の一部が押し込まれる形で「魔法の天候棒」に宿ってナミの味方になり、うるティの撃破に一役買った。この戦いでナミから相棒として認められ、以降も「魔法の天候棒」に宿っている。
ヘラ
声 - かかずゆみ
ビッグ・マムが新たに生み出した雷雲のホーミーズ。
ワノ国鬼ヶ島出身。誕生日は3月17日。身長212cm以上。うお座。好物はゼウス先輩。
右目を前髪で隠した女性。性格は高飛車で高慢だがビッグ・マムには忠実で、プロメテウス達との相性はゼウスよりも抜群である。プロメテウスの「彼女が欲しい」という頼みに応じて生み出されたが、ヘラ本人にそのつもりはない。笑い声は「オホホホ」。ワノ国編でゼウスの代わりとして生み出され、ゼウスの魂を食べてパワーアップする。
三千里（ミザリー）
声 - 水島裕、かかずゆみ
ヘラとプロメテウスが融合したホーミーズ。
ヘラの顔をした巨大な女性の姿をしており、触れた者を焼き殺す。「鳴光剣」から放たれ、ビッグ・マムの命令に従って暴れまわったが、ローによって真っ二つに斬り裂かれた。
ニトロ、ラビヤン
声 - 粗忽屋東品川店（ニトロ）、岡本寛志（ラビヤン）
プリンが連れているゼリーのホーミーズと絨毯のホーミーズ。
ニトロは帽子を被り、葉巻を吸っている。ラビヤンは空を飛ぶことが可能で、プリンの移動手段として使われる。
ランドルフ
声 - 粗忽屋東品川店
ビッグ・マム海賊団「鶴騎士（クレインライダー）」。ブリュレの部下。ウサギのホーミーズ。
羽飾りのついた貴族風の帽子にマントが特徴。シルクハットを被った鶴のホーミーズとのコンビで行動する。自分に都合が悪くなると、相棒の鶴のせいにする。武器は両端に刃がある槍。
サンジとプリンの結婚式で出すウェディングケーキの材料を調達するため、ある国からフルーツを強奪した。ホールケーキアイランドでは誘惑の森でルフィ達を襲撃。鏡世界にて、キャロットが巨大鍋の煮え湯に流したエレクトロに感電し倒された。
貴族ワニ
声 - 荒井聡太
ブリュレの部下。ワニのホーミーズ。
帽子を被りオーバーオールを着ている。誕生日は10月17日（貯蓄の日）。
誘惑の森でルフィ達と遭遇しドーナツの橋ごと飲み込もうとしたが、ルフィ達が人間とわかるとあっさり立ち去った。鏡世界にて、「怪物強化」になったチョッパーに倒された。
キングバーム
声 - 藤原貴弘
誘惑の森の主。ブリュレの部下。大樹のホーミーズ。
新世界「トットランド」出身。誕生日は7月13日（キング(13)バ(8)ーム(6)→8と6の間で(7)）。身長23.4m。かに座。好物は水。
髭を生やしている。一人称は「ワシ」で、語尾に「ジュ」をつける。これまで誘惑の森に入った標的は一人も生きて帰したことがないと豪語している。
ブリュレに従い誘惑の森に入ったルフィ達を襲撃するが、ビッグ・マムのビブルカードを持つナミに手が出せなくなり、逆に従わさせられる。クラッカーが倒された後、「怒りの軍団」のアマンドに真っ二つに斬られた。その後、レディツリーに傷を治してもらっていた所、逃走するナミに出会い再び彼女の指揮下に入る。麦わらの一味を乗せ、食いわずらいのビッグ・マムから逃げ続けるも、ビッグ・マムに体をえぐられ、プロメテウスの業火に焼かれた。
レディツリー
声 - 鹿野優以
キングバームのフィアンセ。木のホーミーズ。
ボディコン服を着ており、キングバームを「キンちゃん」と呼んでいる。
チェス戎兵（チェスじゅうへい）
ビッグ・マム海賊団の兵士。チェスの駒のホーミーズ達。
二刀流の「キング兵」、両端に刃がある薙刀を持った「クイーン兵」、銃を持った「ルーク兵」、剣を持った「ナイト兵」、弓矢を持った「ビショップ兵」、槍を持った小柄な「ポーン兵」の6種類がいる。ホールケーキ城には多くのチェス戎兵が配備されている。宝物の間でブルックと交戦した際には、彼の「魂の叫び」によって魂を抜かれてしまった。

#### その他構成員
一部の戦闘員は、ビッグ・マムからの信頼を得たことでチェスの駒を元にした称号を与えられている。
タマゴ男爵
声 - 麦人
ビッグ・マム海賊団戦闘員「騎士（ナイト）」。足長族。懸賞金4億2900万ベリー。
「偉大なる航路」出身。46歳。誕生日は5月14日（egg→アルファベットの577）。身長301cm。おうし座。血液型XF型。好物はロイヤルミルクティー、バロット。
整った口ひげとサングラス、細い足が特徴の隻眼の男性で、腰回りが卵のような体つきをしている。足長族では珍しく足を露出しておらず、ミンク族対策でエレクトロが効かないタイツを履いている。派手なタキシードを身に纏い、帽子にティーカップを載せている。語尾に「ボン」「ソワール」「ジュール」「ブプレ」といったフランス語を思わせる言葉を交えて話し、二人称は「黄身（キミ）」。笑い声は「ムハハ」。紳士的な態度の反面、任務に私情を挟んだペコムズの甘さを否定し、ぺコムズを始末しようとしたベッジを支持する非情な一面も持ち合わせている。ほぼ一族内で幹部を構成するビッグ・マム海賊団において、家族以外では稀である「騎士」の称号を得ている。武器は杖や二本の短剣。
動物系悪魔の実「タマタマの実」の能力者。体が卵状になり、殻が割れる度に「タマゴ男爵」から「ヒヨコ子爵」、さらに「ニワトリ伯爵」へと、より強く生まれ変わることができる。ニワトリの状態で敗北すると、再びタマゴに戻る。変化には時間がかかり、大きな隙ができることが弱点。足長族の長い足による、リーチを活かした足技を得意としている。
5年前、宝物の間に潜入したペドロとの戦いで左目を失って以降、敵ながらペドロを一目置いている。
魚人島編で、お菓子の取り立てのため魚人島を訪れ、ルフィとビッグ・マムの交渉により、玉手箱を含めた竜宮城の財宝を持ち帰った。パンクハザード編では、ペコムズと共に「シノクニ」の公開実験映像を見ていた。ドレスローザ編では、シーザーを狙ってサニー号を襲撃するも逃げられた。
ホールケーキアイランド編では、結婚に抵抗するサンジへの対抗策として、ジャッジにゼフの情報と島から出ると爆発するブレスレットを渡す。ペドロとブルックがホールケーキ城に侵入したことを察知すると、将星スムージーらと共に宝物の間の警護に当たり、3階の中庭でペドロと対峙。ペドロの攻撃を二度受けてニワトリ伯爵に進化したが、取り逃がした。ホールケーキ城の崩壊後は、麦わらの一味を甘く見積もっていたことを認め、ナワバリの最終局面に力ある艦隊を配備するようモンドールに進言した。
技一覧
レッグ・ベネディクト
側転状態で強烈な蹴りを叩き込む。
ペコムズ
声 - 飛田展男
ビッグ・マム海賊団戦闘員。ライオンのミンク。懸賞金3億3000万ベリー。
新世界「モコモ公国」出身。27歳。誕生日は4月11日（ガッツポーズの日）。身長232cm。おひつじ座。血液型S型。好物は魚人島のお菓子、ショコラタウンのチョコ。
サングラスをかけているが、その下の目はつぶら。語尾や口癖は「ガオ」。よくガッツポーズをする。モコモ公国出身でかつては悪童として有名だったが、兄貴分であるペドロには頭が上がらない。同胞への仲間意識は強く、敵であろうと恩人に対しては義理を貫くが、ベッジには甘いと指摘されている。ルフィからのあだ名は「ペコマムシ」「カメマムシ」。
動物系悪魔の実「カメカメの実」の能力者。カメに変身でき、甲羅は銃弾を物ともしない、ダイヤモンド並の強度を誇る。「武装色の覇気」の使い手。「月の獅子（スーロン）」化を苦手としており、変身すると暴走状態になってしまう。唯一、ペドロの声だけが暴走したペコムズを鎮めることができる。
かつてはペドロ率いるノックス海賊団に所属していたが、10年前にケガや闘志の問題で旅を続けられない者達を預かり、ペドロ・ゼポと別れた。やがてビッグ・マムのナワバリにたどり着き、命を救われたことでビッグ・マムに仕えるようになった。
魚人島編では、タマゴ男爵と共に魚人島を訪れる。その際、財宝を奪おうと襲ってきたカリブーを一撃で返り討ちにした。
ゾウ編では、麦わらの一味を追い故郷のゾウに上陸し、ジャックの襲撃によって荒れ果てた故郷を目の当たりにする。同胞達を助けてもらった恩義からサンジ達を見逃そうとするが、ベッジに攻撃され瀕死の重傷を負い、ネコマムシに保護された。その後、到着したルフィ達に、サンジの出生の秘密と彼の結婚式について話し、ホールケーキアイランドへの案内を無理矢理任される。
ホールケーキアイランド編ではショコラタウンに到着後、ベッジにビッグ・マム暗殺計画への加担を持ちかけられるも拒否し、ホールケーキアイランド北東の海岸から突き落とされる。後にタイヨウの海賊団に救出され、ホールケーキ城が崩壊した頃にはニワトリ伯爵らに合流していたが、ペドロが自爆したことを知ると、彼が命を懸けて守ったルフィを助けることを決意。ブリュレを捕らえて「鏡世界」へ入り、カタクリとの戦いを終えたルフィのもとに現れる。ルフィが逃げる隙を作るため、カカオ島で「月の獅子」化して暴れようとするが、待ち構えていた大軍に取り抑えられた。その後の消息は不明。
ボビン
声 - 代永翼
ビッグ・マム海賊団戦闘員「ビショップ」。異名は「始末屋」。懸賞金1億550万ベリー。
布状の仮面と羽飾りのついた帽子を被った、小柄で小太りな男。ゴーグルで瞳を隠しているが、その眼光は鋭い。口癖は「ボヨヨン」。武器は巨大な剣。
頭を左右に揺らすことで相手を眠らせる能力を持つ（悪魔の実によるものかは不明）。
魚人島編で、菓子をビッグ・マムに献上できなかった国を情け容赦無く焼き滅ぼした。ホールケーキアイランド編で、「怒りの軍団」の一員としてルフィ討伐に参加。その日の夜、サンジが作った弁当に手を出して攻撃され、逃亡した彼を追いかけたが、ファイアタンク海賊団に銃撃され倒れた。
ディーゼル
声 - 魚建
ビッグ・マム海賊団の一員。ブリュレの部下。手長族。
頭に煙突を乗せた機関車のような姿をした男。体の側面に付いた車輪を回して高速で走ることができ、本人は「一度走り始めたら誰も追いつけない」と豪語しているが、キャロットにあっさりと追いつかれた。
サンジとプリンの結婚式で出すウェディングケーキの材料を調達するため、ある国から小麦粉を強奪した。鏡世界にてブリュレが倒されると逃走を謀るも失敗し、ブリュレと共にチョッパーたちの移動手段として利用された。
シュトロイゼン
声 - 壤晴彦
ビッグ・マム海賊団総料理長。異名は「美食騎士」。
「偉大なる航路」出身。92歳。誕生日は4月27日（世(4)に(2)も名(7)高い総料理長）。身長140cm。おうし座。血液型S型。好物はアップルクランブル。
平べったい髭を生やした小柄な老人。腰に懐中時計を身に付けている。調理の際よく歌っており、最後のフレーズで感涙する。ビッグ・マム海賊団最古参のメンバーで、普段はビッグ・マムを他の部下同様「ママ」と呼び敬語で話すが、非常時には「リンリン」と呼ぶ。実力は不明だが、ベッジからは「ずっと謎の存在だった」「戦っても相当強い筈」と警戒されている。武器は剣。
超人系悪魔の実「ククククの実」の能力者。あらゆる物を食材に変えることができる。作中では丸太を切り分けることでハムに変えたりしている。ビッグ・マム曰く、能力で変化しただけのお菓子は腹にはたまるが美味しくはないとのこと。
元はある海賊団のコックで、解散後は一人旅をしていた。63年前は「羊の家」があった島に住みつく、海賊崩れの料理人だった。マザー・カルメルと羊の家の子供達が失踪した事件の現場を目撃してビッグ・マムに興味を抱き、彼女の保護者代わりとなって2人でビッグ・マム海賊団を築き上げた。
ホールケーキアイランド編では、他国から集めた幻の食材でサンジとプリンの結婚式で出す巨大ウェディングケーキを製作する。ホールケーキ城が崩壊した際には、能力で城を本物のホールケーキに変えて人々を救った。だが自身は着地に失敗し、数日間は回復が望めない重傷を負ってしまった。
アニメでの初登場シーンは作者が作詞・命名し、田中公平が書き下ろしたミュージカル楽曲「NON SUGAR LIFE」が使われた。
技一覧
変化食（フェアエンデルングルメ）
剣を突き刺した対象を食べ物に変える。

#### ビッグ・マム海賊団傘下
新世界編ではファイアタンク海賊団とタイヨウの海賊団がビッグ・マム傘下に入っていたが、ホールケーキアイランド編で謀反を起こしたことで脱退した。

### 百獣海賊団
カイドウ率いる海賊団。海賊旗は大きな2本の角が生えたドクロに、4本の骨が交差したマーク。新世界のワノ国を拠点にしており、将軍黒炭オロチと手を組んで実質的に国を支配していた。「ロード歴史の本文」の一つを所有している。
「百獣」の名の通り、動物系悪魔の実の能力者が多く所属しており、大看板や飛び六胞は動物系古代種の能力者で構成されている。実力主義の海賊団で、より上の地位を狙う野心家が多い。兵力は約2万人。戦闘員は3つの階級に分けられており、人造悪魔の実「SMILE」を食べて獣の力を得た「ギフターズ（与えられた者達）」、SMILEを口にしたもののハズレを引き、笑うことしかできなくなった「プレジャーズ（笑う者達）」、まだ何も口にせず力を得るチャンスを待っている「ウェイターズ（待つ者達）」で構成されている。プレジャーズ以上の者は、ファッションで頭に角をつけていることが多い（プレジャーズは1本、ギフターズ以上は2本つけてよいというルールがある）。肩書には「大看板」「真打ち」「飛び六胞」など、落語や歌舞伎関連の用語が使われている。
カイドウ
声 - 玄田哲章、稲田徹（青年期）
百獣海賊団総督。四皇の一人。元ロックス海賊団見習い。ヤマトの父親。異名は「百獣のカイドウ」。懸賞金7000万ベリー→46億1110万ベリー。
「偉大なる航路」ウォッカ王国出身。59歳。誕生日は5月1日。身長710cm。おうし座。血液型F型。好物は酒、魚の皮。嫌いな食べ物は豆腐。趣味は自殺。イメージ動物は龍。
黒い乱れ髪に2本の大きな角を生やし、長いナマズ髭を蓄えた、筋骨隆々の大男。左腕に髑髏と鱗のような赤い刺青、右腹部にかつておでんにつけられた大きな十字傷があり、紫色の毛皮のマントを羽織っている。生きとし生けるあらゆる者の中で「この世における最強生物」と呼ばれる怪物で、一騎討ちならばカイドウが勝つだろうと万人から目されており、白ひげが戦死した後の新世界編では、世界最強の海賊として君臨する存在。ワノ国では国を守る「明王」とされている。大の酒豪で、酒を飲むと気性の変化が異常に激しくなる。「話し合いが通じる相手ではない」「決して怒らせてはならない存在」と畏怖されているが、その本質は正々堂々とした戦いを好み、自分と対等に戦える強者を求める武人肌で、おでんからは「真面目」と指摘されている。戦闘では相手の攻撃を真正面から受け止めることが多い。おでんとの戦いで不本意な形で決着を付けてしまった後悔と、おでんの死に様を見て「死は人の完成」という考えを持ったことから、自殺が趣味とされるほど死に場所を求めており、自身の死を飾るに相応しい世界最高の戦争を起こそうとしている。最強の軍隊を作るために常に強い兵隊を欲しており、たとえ因縁がある相手であっても部下に勧誘しようとする。さらに過去の経験から天竜人をはじめとする実力を伴わない権力者が支配する世界を嫌悪しており、戦争だけが人間の価値を決める「暴力の世界」による平等と自由を実現するため、古代兵器と「ひとつなぎの大秘宝」を狙っている。笑い声は「ウォロロロ」。
動物系幻獣種の悪魔の実「ウオウオの実 モデル“青龍”」の能力者。巨大な青い龍に変身することができる。口からは絶大な威力の火炎を吹き、雷・かまいたち・竜巻を発生させることが可能。「焔雲」を生み出して雲を渡り歩くように空を飛ぶことができ、焔雲に3万5000人以上の人間が乗る島一つを浮かべて移動させる傍ら、赤鞘九人男や最悪の世代、ヤマトといった強者達の大技を全て受けきった上で返り討ちにするほどの凄まじい体力を持つ。人獣型では全身が青い鱗に覆われ、長大な尻尾が生えた竜人のような姿になる。
武器は金棒「八斎戒（はっさいかい）」（位列なし）。規格外の耐久力・生命力を有しており、過去に海賊として7度の敗北、敵船の海賊及び海軍に捕まること18回、1000度を超える拷問、40回の死刑宣告を経験したが、死ぬことはなかった。その実力から、黒炭ひぐらしには「武力の化身」と称される。3種全ての覇気を使うことができ、一握りの強者のみが使える「覇王色の覇気」を纏った攻撃も可能。また、「見聞色の覇気」による未来視も使用できる。「覇気だけが全てを凌駕する」という考えから、能力のみに頼らず鍛え上げた強力な覇気を「八斎戒」に纏わせた攻撃を多く用いる。
幼少期から並外れた強さの持ち主で、ウォッカ王国では10歳にして最強の兵士と目されていた。46年前、ウォッカ王国の世界会議への参加と引き換えに海軍に無理矢理徴兵されるも脱走し、7000万ベリーの懸賞金をかけられた。44年前、海賊島「ハチノス」で頭角を現し、白ひげのスカウトでロックス海賊団に見習いとして加入。38年前の「ゴッドバレー事件」の日に、当時の仲間だったビッグ・マムから「ウオウオの実」を与えられた。ロックス海賊団壊滅後は一度政府に捕らわれ、34年前にパンクハザードの研究所から脱出する際にルナーリア族の少年・アルベルと出会う。脱出後、アルベルに「キング」の名を与えて共に百獣海賊団を結成し、個人の強さのみで凶暴な海賊達の尊敬を集め、四皇にまで上り詰めた。
28年前に武器工場を作ることを持ち掛けてきた黒炭ひぐらしの手引きでワノ国に入国。26年前にはワノ国の将軍オロチと手を組み、国を支配下に置く。光月おでんが帰還した25年前、彼とヒョウ五郎が手を組むことでワノ国中の侍を敵に回すと分が悪いと判断し、おでんを騙して戦いを回避した。23年前、鈴後でのゲッコー海賊団との戦争でモリアを破る。20年前、討ち入りを起こしたおでんと赤鞘九人男を迎え撃ち、おでんによって腹部に十字の傷をつけられるが、おでんがひぐらしの罠にはまった隙を突き、彼を倒す。おでんの処刑では、1時間の釜茹でに耐えきった彼の生き様を認め、自らの手で銃殺した。光月家を滅ぼすためにおでん城に火を放ち、さらに従属を拒否し反乱を起こした霜月康イエら各郷の大名や民を返り討ちにし、ワノ国を焼き尽くした。おでんに憧れるようになった娘のヤマトのことは一切認めようとせず、彼女を20年も鬼ヶ島に監禁した。
頂上戦争の前日、新世界にてシャンクスと小競り合いを起こした。ワノ国編の数か月前、モモの助や家臣の錦えもん達が20年の時を超えワノ国に現れると、彼らから秘密を聞き出すため、追っ手を差し向ける。
ドンキホーテファミリーから人造悪魔の実「SMILE」を大量に買い付け、全て能力者の最強の海賊団を作ろうとしていたが、ドフラミンゴがルフィとローに倒されたことで実現不可能になり、2人に怒りを向ける。ドレスローザ編で上空1万mにある空島・バロンターミナルからの飛び降り自殺を行うもほぼ無傷で生き延び、その真下にいたキッド達を返り討ちにし、アジトに連行した。ホールケーキアイランド編後、ルフィへの報復に燃えるビッグ・マムからワノ国に赴くことを告げられるが、ルフィへの恨みから迎撃の意思を示した。
ワノ国編では、博羅町での騒動でルフィ達がワノ国に来ていることを知り、龍の姿でおこぼれ町上空に出現し、おでん城跡を消し飛ばす。直後ルフィの奇襲を受け、「ギア4」の猛攻撃を食らうが物ともせず、一撃でルフィを下す。気絶してもなお威嚇してくるルフィの闘志を認め、心をへし折ればいい戦力になると、兎丼の囚人採掘場に連行させた。クイーンによってビッグ・マムが鬼ヶ島に移送されてくると、宣言通り激突。夜通し戦うも勝負はつかず、協力して世界を取ってから決着をつけることで意気投合し、ビッグ・マムと海賊同盟を結ぶことを宣言する。
火祭りの夜の宴席では、鬼ヶ島を花の都に移しヤマトを新将軍とする「新鬼ヶ島計画」を発表し、計画に異を唱えたオロチの首を即座に斬り落とす。その場でモモの助を処刑しようとするが、赤鞘九人男の奇襲を受け、場所を鬼ヶ島ドーム屋上に変えて迎撃。侍達の技と気迫におでんの影を見るも、それでもおでんには及ばないと見なし圧倒した。ルフィたち新世代の海賊が屋上に到着すると、ビッグ・マムと共に迎え撃ち、人獣型に変身して一撃でルフィを気絶させる。意識を取り戻し、覇王色を纏う技術を会得したルフィに一騎討ちを挑まれるも、返り討ちにし海に叩き落とす。その後はモモの助を狙うが島の外に逃げられ、さらにヤマトに足止めされる。ルフィが復帰すると、久しぶりに自身と一対一で戦える者が現れたことに歓喜し「酒龍八卦」を発動するが、突如ルフィを消そうとするCP-0ゲルニカの邪魔が入り、20年前と同じく不本意な形で勝利を収めてしまう。怒りのままゲルニカを討ち、城内に降りてルフィの敗北を宣言。しかし能力を覚醒させ復活したルフィによって屋上に引き戻され、戦闘を再開する。「ギア5」状態のルフィと互角以上に渡り合い、「火龍大炬」状態に変身するが、「ゴムゴムの猿神銃」でワノ国の大地に叩き落されて敗北。かつて「自分を倒した男こそがジョイボーイ」だとキングに語ったことを思い返しながら、地下深くのマグマ溜まりまで沈んでいった。
技一覧
熱息（ボロブレス）
獣型及び人獣型で口から強力な火炎を吹く。おでん城跡を跡形もなく消し飛ばし、鬼ヶ島を上空から縦に貫通するほどの威力。
雷鳴八卦（らいめいはっけ）
渾身の力と覇気を込めて相手を「八斎戒」で殴りつける。「ギア4」状態のルフィを一撃で地に叩き伏せるほどの威力を誇る。スピードも凄まじく、「見聞色の覇気」で未来が読めるルフィでも完全には回避しきれなかった。
咆雷八卦（ほうらいはっけ）
「酒龍八卦」の「殺戮上戸」状態で放つ「雷鳴八卦」の強化版。ルフィに「声」が消えるほどの致命傷を与えた。
大威徳 雷鳴八卦（だいいとく らいめいはっけ）
人獣型で筋肉を大きく肥大化させ、「覇王色の覇気」と「武装色の覇気」を「八斎戒」に纏わせて全力で振り抜く「雷鳴八卦」の強化版。
壊風（かいふう）
獣型で口から咆哮と同時に、多数のかまいたちを発生させる。菊の丞の腕や岩を両断する切れ味を持つ。人獣型では「八斎戒」を振るいかまいたちを連射する。
龍巻（たつまき）
獣型でとぐろを巻くように体を回転させ、複数の巨大な竜巻を起こす。ゾロ曰く「ただの災害」。
龍巻壊風（たつまきかいふう）
「龍巻」と「壊風」を合わせた技。竜巻にかまいたちを上乗せして、周囲を切り刻む。
降三世 引奈落（こうさんぜ ラグならく）
上空に飛んで「八斎戒」を振り回し、落下と共に「覇王色の覇気」を纏った「八斎戒」を振り下ろす。「ギア5」によって巨大化したルフィでさえも地面に叩きつける威力を持つ。
輪雷上戸 引奈落（わらいじょうご ラグならく）
人獣型で、「酒龍八卦」の「笑い上戸」状態で上半身の筋肉を大きく肥大化させ、「覇王色の覇気」を纏った「八斎戒」を振り下ろす「降三世 引奈落」の強化版。
金剛鏑（こんごうかぶら）
「八斎戒」を振り回して、衝撃の塊を撃つ。
酒龍八卦（しゅろんはっけ）
飲酒による目まぐるしい気性の変化を戦闘に応用する。自らの覇気は強化される一方、激しい気性の変化に相手はペースを崩される。作中では「笑い上戸」「落込上戸」「泣き上戸」「怒り上戸」「甘え上戸」の他に、見聞色による未来視を利用して相手の技をコピーする「盗人上戸」、最も凶悪な状態の「殺戮上戸」を見せている。
軍荼利 龍盛軍（ぐんだり りゅうせいぐん）
「覇王色の覇気」を纏った「八斎戒」を振り回し、相手に乱打する。
火龍大炬（かえんダイコ）
獣型で口から吐き出した炎を全身に纏い、より巨大な炎の龍となる。鬼ヶ島上空を覆うほどの巨大さとドクロドームの角を一瞬で溶かすほどの熱量を誇る。名称の由来は落語の「火焔太鼓」。
昇龍 火焔八卦（しょうりゅう かえんはっけ）
「火龍大炬」状態で上空の相手に噛みつく。
覇海（はかい）
ビッグ・マムとの合体技。2人同時に武器を振るい超巨大な衝撃波を放つ。鬼ヶ島屋上を覆う程の攻撃範囲を持つ大技で、ゾロでさえ一瞬しか防げず、何十本もの骨を折る重傷を負った。
ヤマト
カイドウの娘。

#### 大看板
百獣海賊団の最高幹部。いずれも10億超えの賞金首で、「災害」と称される存在。圧倒的な実力を持つ3強としてカイドウを支えている。名前の由来はトランプのキング、クイーン、ジャック。初期構想では、絵札をモチーフにした「フェイカーズ」という名称だった。
キング
声 - 田村真
百獣海賊団大看板。ルナーリア族。異名は「火災のキング」。本名は「アルベル」。懸賞金13億9000万ベリー。
「偉大なる航路」出身。47歳。誕生日は12月1日。身長613cm。いて座。血液型S型。好物はトビウオの刺身。嫌いな食べ物はオートミール。趣味は刀剣コレクション。イメージ動物は翼竜。
全身黒ずくめの服に、目元以外をトゲとゴーグルが付いたマスクで覆っている長身の大男。現在では絶滅したとされる希少なルナーリア族の生き残りで、背中には鳥のような黒い翼があり、背には常時炎を帯びている。素顔は種族の特徴である長い白髪を右に束ね一部を三つ編みにし、左目周辺に月桂冠のような刺青を入れた褐色肌の美丈夫。状況判断力に長けた冷静沈着な性格だが、マスクを傷つけられたり素顔を見られたりすると普段の冷静さは失われ、周囲の味方をも巻き込む攻撃を行うほどに激昂する。カイドウに次ぐ実力を持つ大看板筆頭で、カイドウ不在時には百獣海賊団全体の指揮を執る。かつて政府から自分を救い、新しい名前と居場所をくれたカイドウには人一倍強い忠誠心と恩義を抱いており、彼こそが海賊王になる男と豪語している。クイーンとは折り合いが悪く、彼からは「カス」、「拷問好きの変態野郎」と罵倒されている。ゾロからのあだ名は「黒ミイラ」。
動物系古代種の悪魔の実「リュウリュウの実 モデル“プテラノドン”」の能力者。獣型では高い飛行能力と巨大船を一撃で滝から蹴落とす程のパワーを持ち、相手を嘴の先に捉えた突進攻撃はサンジでもレイドスーツ無しでは死を覚悟したほど強力。トサカを引っ張り弾いた反動で嘴からレーザーのような貫通力の「飛ぶ突き」を放つ奇妙な技を持つ。人獣型は人型を保ったまま頭頂部にトサカが生えて両腕がプテラノドンの翼に変化し、翼を手刀の様に振るい飛ぶ斬撃を放って攻撃する。「武装色の覇気」「見聞色の覇気」の使い手。
武器は日本刀で、刀身には無数の凹凸が出る仕掛けが施されており、相手の刀等を絡め取ることが出来る。剣術の腕はゾロと互角以上に斬り結ぶほどで、他にも手袋やブーツに仕込んだ鋭利なトゲを利用した体術を用いる。ルナーリア族の特性として、身体から自在に炎を放つ能力と、ゾロの大技すら通用しない異常なまでの耐久力を持つ。背中の炎が燃え続けている間は高い耐久力を維持し、炎が消えると耐久力が落ちる代わりに機動力が増す。服には強力な爆薬を仕込んでおり、相手の攻撃を受けると大爆発する仕組みになっているが、この耐久力により自身はダメージを受けない。「戦いにおいて流派や型は必要ない」という考えの通り、多彩な戦法を使い分けて確実に敵を仕留めようとする様は、ゾロからも「殺戮マシーン」と評されている。
少年期は政府の研究機関で耐久実験に利用され、拷問を受ける日々を送っていた。34年前、パンクハザードにて同じく囚われていたカイドウに助けられる。世界を変えると宣言し、新たな海賊団を築こうとする彼の部下になることを決め、共に研究所を破壊して脱出。同時に自分の強さを見込んだカイドウから「キング」の名を与えられ、共に百獣海賊団を結成し、以降は右腕として彼を支えていく。20年前の光月おでんや赤鞘九人男との戦いにも参戦した。
ワノ国編で、ビッグ・マム海賊団が滝登りでワノ国に入国しようとした際、クイーン・ママ・シャンテ号を滝の下に蹴落として入国を阻止した。火祭りの夜の宴会では、モモの助を解放したサンジと交戦し、さらに侍達の加勢に現れたマルコを体力切れに追い込む。治療を受けているゾロを始末しようとするもマルコに阻まれ、その間に復活を果たしたゾロと交戦。種族特有の耐久力と実力で追い詰めるも、自身の体質を見抜かれ、マスクを破壊されたことで素顔を表す。それでも自身の方が生物として勝っていると自負し、空中から「御守火龍皇」で止めを刺そうとしたが、ゾロが放った「一百三情 飛龍侍極」に斬り伏せられ敗北。カイドウと語り合った日の走馬灯を見ながら鬼ヶ島から落下した。鬼ヶ島決戦後は兎丼の元囚人採掘場にいたが、決戦の7日後、突如現れた緑牛に養分を吸い取られた。エッグヘッド編では、ベガパンクの放送をどこかで神妙な面持ちで聞いていた。
技一覧
炎皇（アンドン）
炎を纏ったパンチを放つ。
丹弓皇（タンキュウドン）
人獣型で高速飛行し、突撃すると共に片翼を手刀の様に振るう。ゾロを「極虎狩り」による迎撃ごとドーム外まで吹き飛ばすほどの威力。
貂自尊皇（テンプラウドン）
獣型で頭のトサカを掴んで嘴を限界まで引っ込ませ、トサカを離し嘴が戻る勢いを利用して強力な「飛ぶ突き」を撃つ。ゾロをして「防御不可」と言わしめた。本人曰く「太古の昔、プテラノドンはこの方法で狩りをしていた」らしい。
刃裏双皇（バリゾウドン）
人獣型で両翼を振るい、円盤状の無数の斬撃を飛ばす。
火龍皇（かりゅうドン）
刀に「武装色の覇気」と炎を纏わせ、龍を象ったマグマのような超高熱の炎を放つ。アニメではさらに無数に枝分かれして広範囲を焼き尽くす「火龍皇」も見せた。名前の由来はカレーうどん。
御守火龍皇（おおもりかりゅうドン）
刀からより巨大な「火龍皇」を放つ。アニメではキング自身が巨大な「火龍皇」を纏い、突進して切り裂く。
クイーン
声 - 高橋広樹
百獣海賊団大看板。兎丼の総責任者。異名は「疫災のクイーン」。本名は「サイエン」。懸賞金13億2000万ベリー。
「偉大なる航路」出身。56歳。誕生日は7月13日。身長612cm。かに座。血液型XF型。好物はおしるこ。嫌いな食べ物はぶぶ漬け、低カロリー食品。趣味はダンス、小紫のブロマイド集め。イメージ動物は首長竜。
金色の弁髪に口ひげを生やし、葉巻をくわえた肥満体の大男。X字の刺青を入れた顔にサングラスを着用し、縦縞のオーバーオールを着ている。科学者かつ技術者であり、「カラクリ武器」や「病原体（ウイルス）」作りを趣味とし、「疫災弾」などのウイルスを利用した兵器を開発している。左腕は機械化しており、自身の体すら改造して「絡繰人間（サイボーグ）」になっている。派手なリアクションを見せたり、部下の前で歌って踊ったり、囚人の処刑を公演に利用するなどノリを重視するファンキーな性格。宴でのノリが悪い飛び六胞や酒癖が悪いナンバーズを気に入っておらず、逆に馬が合うアプーは「ブラザー」と呼んでいる。反面残虐性も持ち合わせており、部下や裏切り者には容赦がないが、その一方で自分より強い者や手に負えない状況を前にすると弱腰になる。キングとは折り合いが悪く、彼からは「お荷物」「バカ」「能なし」と罵倒されている。小紫に惚れ込んでおり、「小紫たん」と呼んでいる。口癖は「エキサイト」。笑い声は「ムハハハハ」。ルフィからのあだ名は「風船」。武器は両腰に差した一対の曲刀。
動物系古代種の悪魔の実「リュウリュウの実 モデル“ブラキオサウルス”」の能力者。獣型では巨体による重量を生かして戦う他、サイボーグである自身の口腔内から銃弾やレーザービームを撃ったり、長くなった首を分割してさらに伸ばしたり、牙から鋭利なトゲを生やしたり、胴体から首と尾を蛇のように分離するという通常のブラキオサウルスから逸脱した技を使うこともできる。人獣型では左腕・弁髪・尻尾がクローアームに変形し、そこからもレーザービームの発射が可能。またジェルマ66の科学力を独自に調べ上げ、自身の肉体に搭載している。耐久力は並外れており、ビッグ・マムの攻撃を受けても短時間で復活し、巨大化したチョッパーの攻撃は殆ど受け付けず、サンジの「悪魔風脚」にも難なく耐えるほど。「武装色の覇気」「見聞色の覇気」の使い手。
かつては無法な研究チーム「MADS」に所属しており、Dr.ベガパンクやシーザー・クラウン、ヴィンスモーク・ジャッジとの面識もある。33年前にカイドウから勧誘を受け、その4年後に「MADS」を脱退。26年前に百獣海賊団に加入し、20年前の光月おでんや赤鞘九人男との戦いにも参戦した。
ワノ国編で、カイドウに敗れたキッドとルフィの戦意を折ることを任され、囚人採掘場で、ルフィとヒョウ五郎を処刑するための絡繰公演「大相撲地獄（おおずもうインフェルノ）」を開催する。兎丼にビッグ・マムが現れると、おしるこを寄越せと言われたことに怒り自ら応戦。頭部への攻撃でビッグ・マムの記憶を蘇らせてしまうが、直後眠りについたビッグ・マムを拘束し鬼ヶ島に移送した。
火祭りの夜の宴席では、「金色神楽」ステージにて音頭をとり、その合間にドレークをフーズ・フーと共に尋問しようとするが逃げられる。ライブフロアに戻ると、「疫災弾」の最高傑作「氷鬼」のウイルスを敵味方無差別にばら撒いた上で唯一の抗体をアプーに渡し、「氷鬼 in 鬼ゴッコ」を仕掛ける。だが、ゾロによって抗体を奪われ、さらにチョッパーが抗体ウイルスを完成させたことで氷鬼を無力化される。戦いを挑んできたチョッパーを軽くあしらい、加勢に現れたサンジと交戦。耐久力と能力で優位に立つも、戦いの最中に外骨格を発現させたサンジに曲刀を折られる。戦場が遊郭に移るとサンジの前で「ステルス・ブラック」の能力を再現した透明化により、自身の指名を幾度も断る芸者・お染に手を挙げ、サンジに「何も感じなくなった自分が彼女に怪我を負わせた」と誤認させた。再びサンジと交戦するとジェルマ66の能力を再現した技を見せつけるも、サンジの反撃で左腕を破壊される。お染がまだ無事であることを知り、透明化してもう一発攻撃しようとするが、お染の怪我の真相を知ったサンジの怒りを買い、「魔神風脚」の猛攻と「牛肉バースト」を受け、鬼ヶ島の外まで吹き飛ばされて敗北した。鬼ヶ島決戦後は兎丼の元囚人採掘場にいたが、決戦の7日後、突如現れた緑牛に養分を吸い取られ、痩せ細った姿になった。
技一覧
無頼男爆弾（ブラキオボムバ）
高所から獣型で急降下し、相手の脳天に全体重をかけた頭突きを食らわせる。
ブラック光火（ブラックコーヒー）
獣型で口からレーザービームを撃つ。放ったレーザーは着弾箇所で爆発する。人獣型では左腕・弁髪・尻尾のクローアームからも連射できる。
ブライダル熱拳（ブライダルグラッパー）
人獣型で弁髪のクローアームに高熱を纏わせて相手を攻撃する。
風来拳（ブライパン）
人獣型で左腕・弁髪・尻尾のクローアーム、右腕に持った曲刀による連続攻撃。
ブラキオ蛇ウルス（ブラキオジャウルス）
獣型で首と尻尾を真っ直ぐ伸ばし、尻尾で壁などを叩いた反動で頭部から尻尾の部分を胴体から分離して蛇のような形態となる。本人曰く「ブラキオサウルスとはこういう恐竜」。
ブラキオとぐロス
「ブラキオ蛇ウルス」の状態で、相手をとぐろ巻きにして締めつけ、骨や内臓を破壊する。本人はこの技から逃れた者は一人もいないと豪語しており、いかなる武装色の達人でさえその圧力で再起不能になるという。
ブラキオランチャー
「ブラキオ蛇ウルス」で残った胴体の脇腹に装備したミサイルランチャーを発射する。クイーンが技名を叫ぶと自動で発射されるが、技の説明をする際にも反応して放たれるため、自身が砲撃を喰らってしまうこともある。
火花QUEEN（スパーキングクイーン）
ジェルマ66「スパーキングレッド」を再現した技。着弾すると爆発する光線を両目から連射する。
起電QUEEN（ヘンリークイーン）
ジェルマ66「デンゲキブルー」を再現した技。人獣型で首を分割して伸ばし、電撃を纏った頭部で攻撃する。
巻力QUEEN（ウインチクイーン）
ジェルマ66「ウインチグリーン」を再現した技。人獣型で左腕のクローアームを伸ばして相手を捕らえ、振り回す。
ジャック
声 - 乃村健次
百獣海賊団大看板。マンモス号船長。九里の元締め。タマカイの魚人。異名は「旱害のジャック」。懸賞金10億ベリー。
「偉大なる航路」出身。28歳。誕生日は9月28日（ジャ(28)ック(9)）。身長830cm。てんびん座。血液型F型。好物はゾウ肉のステーキ。嫌いな食べ物はサボテンのステーキ。趣味は草刈り。イメージ動物はマンモス。
三つ編みの二つ結びと後ろで縛った長い金髪を持ち、2本の長い角がある金属製の大きなマスクを付けた大男。カイドウや他の大看板2人をさらに上回る巨躯の持ち主。新世界に知らぬ者はいないとされる大海賊で、ジャックが通った土地はまるで旱魃が来たかのように朽ち果て滅ぶことから「旱害」の異名を持つ。破壊を好む凶悪な性格で、相手の言い分には一切聞き耳を持たない。敵対した相手への対処は冷酷を極め、自分の要求に従わない者には容赦なく残虐な拷問を行い、「中途半端に生かすと厄介な復讐を招く」として徹底的に敵を滅ぼそうとする。目的のためなら戦力差をも考慮しない。カイドウへの忠誠心は高く、彼からも実力を高く評価されている。「兄御達」と呼ぶキングとクイーンには頭が上がらず、「ズッコケジャック」と罵倒されている。武器は2本のショーテルで、普段はマンモスの牙のような刀袋に入れて両肩に装備している。
動物系古代種の悪魔の実「ゾウゾウの実 モデル“マンモス”」の能力者。獣型では建造物を容易く薙ぎ倒す強大なパワーで敵を蹴散らす。人獣型ではマンモスの胴体に人型の上半身が生えたケンタウロスのような姿になり、顔にはマンモスの鼻と牙が現れ、マンモスの突進力とショーテルや鼻による攻撃を両立している。ミンク族のエレクトロを物ともしない耐久力に加え、昼夜で攻撃を交代したイヌアラシやネコマムシを相手に5日間休むことなく戦い続けたほどの底知れぬ体力の持ち主。魚人の血が流れているため、能力者でありながら海底でも意識を保っていられる。「武装色の覇気」「見聞色の覇気」の使い手。
パンクハザード編では名前のみ登場し、シーザーの公開実験映像の一部始終の報告を受けていた。雷ぞうを探すため「ゾウ」にあるモコモ公国を襲撃し、雷ぞうを連れて来いという要求を拒むイヌアラシとネコマムシ率いるミンク族の戦士を5日間昼夜問わず攻め続けたが仕留めきれず、しびれを切らしてシーザー開発の毒ガス兵器「KORO」でモコモ公国を制圧し、住民に拷問を加えた。その翌日、ドフラミンゴが倒されたことを新聞で知ると、一部の部下を残して「ゾウ」を発ち、藤虎・センゴク・つるが護衛を務める海軍艦隊を襲撃。軍艦を2隻沈めるが返り討ちに遭い、ドフラミンゴ奪還に失敗した。新聞には死亡記事が出たが生き延びており、再び「ゾウ」に引き返すとモコモ公国を完全に滅ぼすため、象主そのものを殺そうとしたが、モモの助と心を通わせ命令を受けた象主の一撃によって、マンモス号もろとも撃沈した。なおも生きており、海底で仲間に引き上げられる時を待っていた。
ルフィ達が到着する数日前にはワノ国に帰還しており、ワノ国編では、部下のホールデムが倒された一件を聞いておこぼれ町に現れ、酒天丸と交戦。その後、鬼ヶ島に帰還し、キングとクイーンに九里の上がりが悪いと叱責される。火祭りの夜、部下達を率いてミンク族の前に立ちはだかるが、イヌアラシとネコマムシに敗れ、カイドウから一時撤退を命じられる。その後、満身創痍の赤鞘の侍を仕留めに向かい、足止めを買って出たイヌアラシと交戦。カイドウが発生させた雷雲で「月の獅子」化が解けたイヌアラシを部下との連携で追い詰めるも、ルフィとカイドウの覇王色の衝突によって現れた月により、再び「月の獅子」化したイヌアラシの一撃を喰らい敗北した。

#### 真打ち
百獣海賊団の幹部格。傘下に加わった海賊も、腕の立つ者は真打ちの称号を得る場合がある。メンバーの名前の多くは、トランプゲームの名前に由来する。

##### 飛び六胞
真打ちの中でも最強と言われる6人の実力者。大看板に次ぐ地位で、その後釜を狙っている者が多く、大看板からの命令には従わない者もいる。ドレーク以外の5人は頭部に角がある。
X・ドレーク
百獣海賊団飛び六胞。ドレーク海賊団船長。
ページワン
声 - 青山穣
百獣海賊団飛び六胞。うるティの弟。ハナフダの息子。懸賞金2億9000万ベリー。
「偉大なる航路」出身。20歳。誕生日は2月10日。身長171cm。みずがめ座。血液型X型。好物はナチョス。趣味は釣り（一人になりたい）。
右側のみが大きく垂れ下がった長い前髪が特徴の男。ツートンカラーの角付きチューリップ帽とマスクを身につけており、右腕から胸にかけて「PAGE1」というタトゥーがある。見せしめのためなら無関係な人間を巻き込むことも辞さない凶悪な性格。一方で姉のうるティには頭が上がらず、彼女からの溺愛ぶりには引き気味である。
動物系古代種の悪魔の実「リュウリュウの実 モデル“スピノサウルス”」の能力者。レイドスーツで強化されたサンジの蹴りを押し返すパワーを持ち、ルフィの「ギア3」の攻撃をまともに喰らっても「顎が外れそう」な程度で済むなど、耐久力も高い。
狂死郎一家に手を出したそば屋（サンジ）を始末するため、ドレークと共に花の都に召集される。町中のそば屋を襲い、サンジ誘き出すことに成功するも、レイドスーツを着用したサンジの透過能力に翻弄され、逃げられた。火祭りの夜の宴会では、ヤマトの捜索任務中にルフィと遭遇し戦闘になるが、ヤマトの乱入で2人を見失う。再びルフィを狙うもウソップに妨害され、標的をウソップとナミに切り替える。2人を一方的に追い詰めていくが、おこぼれ町が焼き払われたことを知って激怒したビッグ・マムに一撃で倒された。
表紙連載『鬼の子ヤマトの金稲荷代参』では、姉弟揃ってフーズ・フーに捕らえられる。
うるティ
声 - 黒沢ともよ
百獣海賊団飛び六胞。ページワンの姉。ハナフダの娘。懸賞金4億ベリー。
「偉大なる航路」出身。22歳。誕生日は1月4日。身長173cm。やぎ座。血液型XF型。好物はツイストポテト。趣味はアクセ作り、弟いじり。
メッシュが入った長髪が特徴で、マスクを付けた女性。弟のページワンを「ペーたん」と呼んで溺愛しており、疲れた時に彼におぶさろうとするなど、ことあるごとに弟を振り回す。言葉遣いをマイブームによって変えるようで、現在は語尾に「ありんす」を付けて話している。一人称は「あちき」。誰にでも噛みつく性格であり、カイドウにさえも歯に衣着せぬ物言いをするが、海賊王になるのはカイドウだと信じており、彼のことは強く慕っている。ルフィからのあだ名は「頭突き」。武器はモーニングスター。
動物系古代種の悪魔の実「リュウリュウの実 モデル“パキケファロサウルス”」の能力者。戦闘スタイルは強烈な頭突き技で、獣型はルフィが「ギア4」の使用をためらわなかったほどの膂力を発揮する。耐久力も高く、ポップグリーンやナミの雷撃を物ともしない。「武装色の覇気」の使い手。
海賊だった父ハナフダの死後、父と因縁のあったカイドウに引き取られる。カイドウが持っていた悪魔の実を2つ盗んで弟と食べ、飛び六胞にまで登りつめた。
ページワンに強引に同行する形で、ヤマトの捜索任務に参加。城内でルフィと遭遇し獣型に変身して抑え込むが、ヤマトから奇襲を受けた隙に取り逃がす。赤鞘の侍が襲来すると、ページワンを攻撃されたことでウソップとナミを標的にする。弟がビッグ・マムに倒されると彼女に怒りを向け、その隙にウソップたちが逃げようとしたため狛ちよを倒し、さらにお玉にも手を上げた。このことがナミとビッグ・マムの怒りに触れ、ホーミーズの合体攻撃で深手を負う。それでも立ち上がり、お玉にページワンが倒された怒りをぶつけようとするもウソップに引き離され、ナミとゼウスの攻撃で倒された。
表紙連載『鬼の子ヤマトの金稲荷代参』では、姉弟揃ってフーズ・フーに捕らえられ、彼の一派に痛めつけられる。
初期設定では「ジライ」という名前でカカシのような姿だった。
技一覧
ウル頭銃（ウルズガン）
額に「武装色の覇気」を纏った強烈な頭突き。技を放った際には砲撃のような爆風が生じ、喰らった相手の頭蓋骨には深いヒビが入る。
ウル頭銃群（ウルミーティア）
獣型で相手を抑え込んで放つ「ウル頭銃」。ルフィに使おうとしたが、ヤマトの乱入により不発に終わった。
フーズ・フー
声 - 野島裕史
百獣海賊団飛び六胞。元CP9諜報部員。元フーズ・フー海賊団船長。異名は「飛沫のフー」。懸賞金5億4600万ベリー。
「北の海」出身。38歳。誕生日は3月15日。身長336cm。うお座。血液型F型。好物はカニのパエリア。趣味はカードゲーム（ギャンブル）。
角付きの赤い仮面を被った長髪長身の男で、常にタバコを咥えている。大看板の座を狙っており、命令に従わないことが多いが、利害が一致すれば協力する。同じ地位だが年下のうるティやページワンをガキ扱いしている。部下はネコ科のギフターズで構成された「CAT'S」。武器は短剣で、普段は日本刀のような鞘に入れて携帯している。
動物系古代種の悪魔の実「ネコネコの実 モデル“サーベルタイガー”」の能力者。獣型では体躯が巨大化する。六式と「武装色の覇気」を組み合わせた独自の戦術を得意とする。
かつてはCP9に所属しており、天才と呼ばれたロブ・ルッチにも引けを取らないほど有望とされていたが、13年前の護衛任務中にシャンクス率いる赤髪海賊団の襲撃を受け、輸送していた「ゴムゴムの実」を奪われ、その責任を負わされて投獄された。投獄中拷問を受け、ある看守に助かりたければ「太陽の神ニカ」に祈れと言われるも、後日その看守が殺されたことに危機感を覚えて脱獄し、海賊となった。このことから「ゴムゴムの実」を奪ったシャンクスと、それを食べたルフィのことを恨んでいる。
「大看板への挑戦権が得られる」という条件から、意欲的にヤマトの捜索任務に参加。赤鞘の侍が襲来すると、ローを逃がしたドレークをクイーンに引き合わせ尋問しようとしたが逃げられる。その後は自らの根城である城内4階の「ネコ科フェ」で敵を待ち構え、ジンベエと対決。自分の経歴を話してルフィに対する恨みをぶつけ、元タイヨウの海賊団であるジンベエに「太陽の神ニカ」について教えるよう迫るも、魚人を差別するような発言がジンベエの逆鱗に触れ、最後は顔面に「鬼瓦正拳」を受けて倒された。
表紙連載『鬼の子ヤマトの金稲荷代参』では、兎丼にアジトを構えている。大工のみなともや町娘たちを攫い、部下にヤマトが持っている刀を盗ませる。さらにうるティとページワンを捕らえて痛めつけるが、刀を取り返すべく乗り込んできたヤマトの「雷鳴八卦」を喰らって倒れた。
初期設定では「バイガオ」という名前で、二刀流の剣士だった。
技一覧
六式
刃銃（ハガン）
短剣を振るって小さな斬撃を飛ばす「指銃」。
牙銃（ガガン）
人獣型で口から牙状の一撃を飛ばす「指銃」。本人曰く「そこらの武装色なら食いちぎる」威力で、「武装色の覇気」を纏ったジンベエにも傷をつけた。
指銃「斑（マダラ）」
両手で連射する「指銃」。ルッチが使っていたものと同じ技だが、「武装色の覇気」を纏うことで更に威力を高めている。
鉄塊「牙閃（キバセン）」
人獣型で「鉄塊」をかけた状態で「武装色の覇気」を纏った牙を構え、高速で相手に喰らいつく。
ササキ
声 - ボルケーノ太田
百海海賊団飛び六胞。元ササキ海賊団船長。テングハギの魚人。異名は「盛っ切りのササキ」。懸賞金4億7200万ベリー。
「偉大なる航路」出身。34歳。誕生日は2月3日。身長318cm。みずがめ座。血液型XF型好物はアスパラガス。趣味は酒作り。
黄緑色の長髪と鋭い牙、胸から脇にかけての刺青、角付きの制帽が特徴の巨漢。地肌の上にコートを肩にかけ、下駄を履いている。大看板の座を狙っており、大看板や他の飛び六胞に対しては挑発的な言動を見せるが、カイドウは強く慕っている。部下は頑丈な皮膚を持つ動物や外骨格を持つ昆虫・甲殻類などのギフターズで構成された、鉄壁と称される「装甲部隊」。狂死郎とは親しい仲だった。武器は刀身から無数のカミソリ状の刃は立ち並び、ドリルのように高速で回転する「絡繰螺旋刀（カラクリらせんとう）」。
動物系古代種の悪魔の実「リュウリュウの実 モデル“トリケラトプス”」の能力者。獣型ではフランキー将軍の攻撃をものともしない耐久力と巨体による突進攻撃で相手を蹴散らし、人獣型では首元のフリルを回転させることで空中戦や高速移動が可能となり、絡繰螺旋刀の剣閃を組み合わせて暴れまわる。
ヤマトの捜索任務中、狂死郎の騙し討ちに遭い神木に縛り付けられる。ビッグ・マムが放った攻撃で神木が倒れたことで部下に解放され、装甲部隊を率いてモモの助を狙う。ドーム右脳塔の中央道路でモモの助たちを追い詰めるも、フランキーと八茶の乱入によって取り逃がし、その場に残ったフランキーと交戦。フランキー将軍の装甲を破壊し、フランキー本人を引きずり出すも、負傷した腹部に「ラディカルビーム」を受けて倒された。
初期設定では「ファロ」という名前だった。
技一覧
ヘリケラトプス
首元のフリルを高速で回転させる。プロペラのようにして空を飛んだり、緑のトゲで丸鋸のように相手を切り刻む等、戦術性や機動力を爆発的に高めることができる。本人曰く「トリケラトプスはこういう恐竜」。
弾丸ケラトプス（タマケラトプス）
フリルの回転力を利用し、地上を加速しながら突進する。フリルの回転方向を間違えると凄まじい勢いで逆走してしまう。
マグナムケラトプス
空中で落下速度を加速させ、自爆覚悟で急降下突撃する「弾丸ケラトプス」。フランキー将軍の装甲を破壊するほどの威力。
ブラックマリア
声 - 小林ゆう
百獣海賊団飛び六胞。懸賞金4億8000万ベリー。
新世界「ワノ国」出身。29歳。誕生日は9月24日。身長820cm。てんびん座。血液型S型。好物はみたらし団子。趣味はボクシング、恋愛。
カイドウを上回る長身で、遊女のような容姿・服装をし額から二本の角が生えた金髪碧眼の女性。背中には「女難」という刺青がある。鬼ヶ島内にある遊郭を取り仕切っており、部下からは「マリア姐さん」と呼ばれ、三味線の演奏を得意としている。大看板の地位にはあまり関心がなく、誰にでも噛みつくうるティのことを気に入っている。敵に対しては徹底的にいたぶる加虐性向の強い性格で美意識が高く、ロビンに顔を傷つけられた際には怒りを露わにしていた。部下は、妖怪のような風貌のギフターズで構成された「百鬼夜行」。武器は穂先が丸鋸のように回転し、火を起こす大槍「輪入道」。
動物系古代種の悪魔の実「クモクモの実 モデル“ロサミガレ・グラウボゲリィ”」の能力者。人獣型では巨大なクモの背中から人型の上半身が生えた姿になる。「格闘家」を自称し、指先から出す「私の糸（ハードガム）」で相手を拘束した後にメリケンサックによる殴打で仕留める戦法を好む。クモの足先から毒を出したり、クモの口から火を噴くことも可能。
城内3階の大宴会場にてサンジを誘い込んで捕え、ロビンを呼び出すことを要求する。しかしサンジの呼びかけに応えたロビンとブルックの奇襲を受け、サンジを解放されてしまう。容赦のない冷徹な戦法でロビンとブルックを追い詰めるも、サンジや自身を侮辱されたロビンの怒りを買い、「悪魔咲き 大渦潮クラッチ」で倒された。
技一覧
幻霧（げんむ）
相手に幻を見せる特殊な霧。
振袖輪入道（ふりそでわにゅうどう）
輪入道を振り回し、火を撒き散らして周囲を炎上させる。
マリアネット
指先から出す糸を網状にして操る。糸は粘着性と可燃性を併せ持ち、強靭だが凍結すると脆い。
お静マリア（おしずマリア）
「マリアネット」で相手の動きを封じる。
行き止マリア（いきどマリア）
「マリアネット」を張り巡らせて敵の攻撃から自分を守る。
炎上マリア（あたたマリア）
「マリアネット」に火をつけ炎上させる。
花魁ナックル（おいらんナックル）
メリケンサックを装着し相手を殴りつける。

##### その他の真打ち
シープスヘッド
声 - 小西克幸
百獣海賊団「ギフターズ」真打ち。ジャックの部下。ヒツジのSMILEの能力者。
「偉大なる航路」出身。24歳。誕生日は6月6日。身長293cm。ふたご座。血液型F型。好物は野菜全般、トウモロコシ。
ゴーグルを付け、左腕に豹柄の刺青をした細身の男。七三分けの髪型で黒い羽毛状のマントを羽織っている。武器は剣。両腕を羊の角に変えることができる。
ジャックと共に雷ぞうを探すために「ゾウ」に上陸。ジャックが去った後も部下達と「ゾウ」に残ったが、トリスタンを追い回していた所を「ゾウ」に上陸したサンジに倒された。その後マンモス号に帰還するが、「侍はいなかった」と報告したため、ジャックの制裁を受けた。
技一覧
シープスホーン
両手を螺旋状の角に変え相手に殴りかかる。
ジンラミー
声 - 雨蘭咲木子
百獣海賊団真打ち。ジャックの部下。リスのSMILEの能力者。
ビキニアーマーを身につけた女性。立場上はシープスヘッドよりも下だが、彼に厳しい口調で話すこともある。食事の時に頬袋が膨らむだけの能力しか持たない。誕生日は1月23日（ジ(2)ンラミー(31)）。
シープスヘッド同様「ゾウ」で雷ぞうを探していたが、シープスヘッドが倒されたことで雷ぞうはいないと判断し撤退した。
ホールデム
声 - 小山剛志
百獣海賊団真打ち。九里の博羅町のボス。ライオンのSMILEの能力者。
新世界「ワノ国」出身。30歳。誕生日は8月21日。身長312cm。しし座。血液型F型。好物はナス（噛二郎はホルモン焼き）。
腹からライオン「噛二郎（カミじろう）」の頭部と前足が生えている。噛二郎は独立した意思を持っており、ホールデムとの仲は悪い。よく噛二郎がホールデムに金的攻撃をするが、痛覚を共有しているため噛二郎自身も痛みに苦しむことになり、部下から呆れられている。武器は「絡繰刀（カラクリとう）」。笑い声は「ガハハハ」。
狒々を手懐けたお玉の能力に目をつけて博羅町に攫って来させ、ペンチで頬を執拗に引っ張る。その後、ルフィに吹っ飛ばされた浦島によって屋敷が破壊されたことに怒り、ルフィ達の前に姿を現す。お玉を人質にして有利に戦おうとしたが、一瞬でルフィに奪還され、お玉を傷つけたことで怒りを買い一撃で殴り倒された。その後、食料や武器を盗んだ酒天丸への報復のため、部下を差し向けアジトである頭山に放火させた。火祭りの前日には、食料の盗難が続いていることに不審を抱き、錦えもん達を庇うおこぼれ町の住人を町ごと焼き払った。
表紙連載『鬼の子ヤマトの金稲荷代参』では、再度お玉を攫うべくヤマトと対峙するが、修行を重ねたお玉に敗れ、フーズ・フーのアジトへ案内させられる。
外見のモデルは『未来ロボ ダルタニアス』に登場するロボット・ダルタニアス。作者は最もデザインを気に入っているSMILE能力者にホールデムを挙げており、「SMILEはもはやホールデムを描きたかったことが始まりといっても過言ではない」と述べている。
技一覧
獅子の火（ししのひ）
噛二郎が口から炎を吐く。
ヘルファイヤーエッジ
アニメオリジナル。刃を分割し鞭状に変形させた「絡繰刀」に、噛二郎が吐く炎を纏わせて振るう。
スピード
声 - 佐藤聡美
百獣海賊団真打ち。九里の博羅町に駐在する真打ちの一人。ウマのSMILEの能力者。
新世界「ワノ国」出身。24歳。誕生日は12月11日。身長298cm。いて座。血液型X型。好物はリンゴ（丸かじり）。
ケンタウロスのような半人半馬の姿をした女性。美人だが、笑うと馬面になる。350度の広い視界を持つ。武器は弓。アニメでは「武装色の覇気」を矢に纏わせて攻撃していた。ルフィからのあだ名は「ウマ美」。
博羅町の騒ぎを聞きつけて食糧宝船と共に現れるが、お玉のきびだんごを食べさせられて彼女の家来となる。お玉を連れ編笠村へ向かう途中、カイドウと遭遇してしまい、重傷を負わされた。火祭りの日には回復しており、お玉に頼まれ自身の船で鬼ヶ島へ向かい、クイーンから預かった強壮剤と偽って、ギフターズたちにきびだんごを配る。その後もお玉に懐いており、決戦後の宴の場面や、ワノ国編の後日譚である表紙連載『鬼の子ヤマトの金稲荷代参』に登場している。
ババヌキ
声 - 赤城進
百獣海賊団真打ち。兎丼の囚人採掘場の看守長。ゾウのSMILEの能力者。
胸にゾウの頭がある、鬼のような顔立ちをした大男。笑い声は「パオパオパパパパ」。
クイーンがビッグ・マムを鬼ヶ島に移送する際、兎丼の対処を任される。囚人を利用してルフィたちを始末するため、敵味方無差別に効果を及ぼす「疫災弾」を利用して囚人たちの抵抗の意思を摘もうとする。ルフィの説得で囚人たちの心が揺らぐと、より強力な「疫災散弾」を放とうとするが、未来を読んだルフィにゾウの鼻を結ばれ、弾が体内で爆発したことで倒れる。その後、お玉のきびだんごで手懐けられ、兎丼に異常はないとクイーンに虚偽の報告をした。鬼ヶ島決戦の7日後、兎丼に侵入してきた緑牛に養分を吸収され、ミイラ同然の痩せ衰えた姿になった。
技一覧
象の鼻息（エレファントハックション）
胸の象がくしゃみと同時に鼻に詰めた砲弾を発射し、砲撃する。
ドボン
声 - 山口太郎
百獣海賊団真打ち。兎丼の囚人採掘場の副看守長の一人。カバのSMILEの能力者。
上半身だけのカバと体が一体化した男。カバの下顎と本人の下半身が融合し、カバの口の中に本人の上半身が入っている。カバは気まぐれに口を閉じるため、話し声が聞こえない時がある。
ルフィとキッドにきびだんごを食い尽くされ、自分の食糧が殆ど無くなってしまう。しつけのため2人をカバの口に閉じ込めるが、その中で2人に倒された。
ダイフゴー
声 - 中根徹
百獣海賊団真打ち。兎丼の囚人採掘場の副看守長の一人。サソリのSMILEの能力者。
サソリの尾の形をした髪型の男で、6本の足を持つ。ヘルメットを被り、背中に「65」と書かれたジャケットを身に着け、刀を背負っている。天井を逆さまで移動できる。
まともに働けないヒョウ五郎が食事の引換券を貰っていることを疑い、真実を吐かせるため痛めつけるが、ルフィに蹴り飛ばされる。クイーンが去った後、「疫災弾」で囚人を苦しめルフィ達を追い込もうとしたが、最終的には反逆した囚人達に倒された。鬼ヶ島ではお玉に従い、きびだんごをギフターズたちに食べさせるため協力する。
技一覧
スコーピオン・デス・ニードル
サソリの尾の髪を振るい相手を攻撃する。
ソリティア
声 - 庄司宇芽香
百獣海賊団真打ち。兎丼の囚人採掘場の副看守長の一人。猿のSMILEの能力者。
6本の腕と長い尻尾を生やした、ヘルメットを被った女性。四刀流（アニメでは六刀流）の剣士。
幹部塔で、海楼石の手錠の鍵を盗んだ雷ぞうの捜索を命じる。アニメでは自ら雷ぞうと交戦するが逃げられ、その後にダイフゴーと同じく、反逆した囚人達に倒された。
バオファン
声 - 白石涼子
百獣海賊団真打ち。ムササビのSMILEの能力者。
ムササビの尻尾を生やし、着物を着た小柄な少女。目玉が描かれた紙で素顔を隠しており、「風」と書かれた大きな団扇を背負っている。カイドウのスケジュール管理を担当している。絡繰動物（サイボーグ）からなる偵察部隊「メアリーズ」を率いており、自分と同じ紙をつけた人間や動物と視界を共有して、離れた場所の様子を把握することができる。「拡散モード」にすると、拡声器のように広範囲に自分の声を発することができる。
メアリーズを指揮してモモの助や赤鞘の侍の居場所を突き止める、ルフィの敗北を鬼ヶ島中に知らせる、といった功績を挙げたが、うるティとページワンが倒されたことを誤発信した上にウソップに捕まり、お玉のギフターズへの号令に利用された。
うすのろ
百獣海賊団真打ち。ゾウガメのSMILEの能力者。下半身がカメで、歩みが遅い。
ダウト兄弟
百獣海賊団真打ち。フクロウのSMILEの能力者。常に2人で行動する。両者とも頭にゼンマイが刺さっている。
ノコクワポリス
百獣海賊団真打ち。ササキの部下。ノコギリクワガタのSMILEの能力者。四刀流の剣士。
ブリスコラ
声 - 間宮康弘
百獣海賊団真打ち。ゴリラのSMILEの能力者。
左腕からゴリラの上半身が生えている男。右胸に「Bris」の刺青をしている。部下思いな性格。
鬼ヶ島の城内地下1階でルフィとサンジの前に立ち塞がるが、ジンベエに倒される。その後、スピードからもらったお玉のきびだんごを食べて味方になり、花の都での宴にも参加した。
技一覧
おれの拳 in ゴリラパンチ
左腕のゴリラが相手を殴る。威力はそれなりに高い。
ビズリー
百獣海賊団真打ち。ハリネズミのSMILEの能力者。かなりの小心者で、遠距離でしか戦わない。
フォートリックス
声 - 天﨑滉平
百獣海賊団真打ち。ニワトリのSMILEの能力者。
体がニワトリと一体化した男。ニワトリの尻の位置に本人の頭がある。強者は無口であることを信条とする。武器は薙刀。
鬼ヶ島の城内1階でルフィ達の前に立ち塞がるが、サンジに倒される。
ハムレット
声 - 竹内良太
百獣海賊団真打ち。キリンのSMILEの能力者。
体がキリンと一体化した王子様のような格好の男。キリンの頭の位置に本人の体があり、キリンはハムレット本人の体を支えるため常時震えている。かなりの自信家。武器は2本の剣。
フォートリックスと共にルフィ達の前に立ち塞がるが、ジンベエに倒される。その後、お玉のきびだんごを食べ、錦えもんと菊の丞を救助した。決戦後もお玉に懐いている。
ミゼルカ
声 - 関根有咲
百獣海賊団真打ち。ゴリラのSMILEの能力者。
体がゴリラと一体化した女。腕と腰がゴリラの体に埋もれている。ゴリラのことは「ゴリ四郎（ゴリしろう）」と呼んでいる。
ポーカーと共に4階へ続く階段前でルフィを待ち伏せするも、行き違いになる。その後、ダイフゴーにお玉のきびだんごを食べさせられた。
ポーカー
声 - 橋詰知久
百獣海賊団真打ち。ガラガラヘビのSMILEの能力者。
体がガラガラヘビと一体化した男。右足はヘビの尾、左足はヘビの頭で、両肩からヘビの胴体が生えている。
お玉のきびだんごを食べて味方になり、フーズ・フーと戦うジンベエを援護した。
バジル・ホーキンス
百獣海賊団真打ち。最悪の世代の一人。ホーキンス海賊団船長。
スクラッチメン・アプー
百獣海賊団情報屋。最悪の世代の一人。オンエア海賊団船長。

#### ギフターズ
人造悪魔の実「SMILE」の能力者達。頭に2本の黒い角があるのが特徴。約500名。
バットマン
声 - 北島淳司
百獣海賊団「ギフターズ」の一員。コウモリのSMILEの能力者。
腰に翼が生えており、飛ぶことができる。人間の6倍の聴覚を持つ。武器は弓で、空から矢を連射する。アニメでは「武装色の覇気」の使い手。
桃源農園で起きている食糧窃盗の犯人を捜索中、お鶴の将軍オロチへの発言を聞きつけて矢を放つが、ゾロに阻止される。その後おこぼれ町で、ルフィが持ってきた水桶の下敷きになった。アニメではその後「大相撲地獄」に参加したが、ルフィに倒された。
ガゼルマン
声 - 増谷康紀
百獣海賊団「ギフターズ」の一員。ガゼルのSMILEの能力者。
足がガゼルの脚になっている。時速200kmで走ることができるが、それに見合う体力がない。一人称は「おいら」。
ホールデムの命令で、狒々をきびだんごで手懐けたお玉を誘拐する。アニメではその後「大相撲地獄」に参加したが、ルフィに倒された。鬼ヶ島ではお玉に従い、きびだんごをギフターズたちに食べさせるため協力する。
マウスマン
声 - 菊池正美
百獣海賊団「ギフターズ」の一員。ネズミのSMILEの能力者。
大きなネズミの耳を持つ男。笑い声は「チュチュチュ」。お菊を妻にしたいという浦島に、下人に気兼ねする必要はなく強引に奪えばいいと助言する。
スネークマン
声 - 高塚正也
百獣海賊団「ギフターズ」の一員。ヘビのSMILEの能力者。腹にヘビの頭がある男。
ラビットマン
声 - 粗忽屋東品川店
百獣海賊団「ギフターズ」の一員。ウサギのSMILEの能力者。顎髭が大きなウサギの顔になっている男。
アルパカマン
声 - 大西健晴
百獣海賊団「ギフターズ」の一員。兎丼の囚人採掘場の看守。アルパカのSMILEの能力者。
アルパカの頭部を持つ男。唾を吐くのが癖で、武器として発射することもできる。二刀流で刀を振り回す「アルパカ剣法」の使い手。アニメでは、「武装色の覇気」を唾に纏わせて攻撃していた。
「大相撲地獄」に参加したが、ルフィへ覇気の使い方を教えるヒョウ五郎の攻撃に倒された。
マジロマン
声 - 髙階俊嗣
百獣海賊団「ギフターズ」の一員。兎丼の囚人採掘場の看守。アルマジロのSMILEの能力者。
体全体にアルマジロの鎧を纏っており、丸くすることができる。海楼石の銃弾を込めた銃を使用する。「大相撲地獄」に参加したが、ルフィには覇気の練習相手としか見られず、一撃で吹き飛ばされた。
技一覧
アルマジガード
アルマジロの鎧を顔面に纏って顔への攻撃をガードする。
ダチョウマン
声 - 宮崎寛務
百獣海賊団「ギフターズ」の一員。兎丼の囚人採掘場の看守。ダチョウのSMILEの能力者。首部分がダチョウの男。
ホークマン
声 - 宮崎寛務
百獣海賊団「ギフターズ」の一員。鷹のSMILEの能力者。討ち入り前夜、船の破壊任務に就く。
KOSHIファルコン
百獣海賊団「ギフターズ」の一員。ハヤブサのSMILEの能力者。討ち入り前夜、船の破壊任務に就く。
AGEHAウーマン
百獣海賊団「ギフターズ」の一員。アゲハチョウのSMILEの能力者。討ち入り前夜、船の破壊任務に就く。
ジャンパー
百獣海賊団「ギフターズ」の一員。ショウリョウバッタのSMILEの能力者。
ビーガール
百獣海賊団「ギフターズ」の一員。スズメバチのSMILEの能力者。
バッタマン
百獣海賊団「ギフターズ」の一員。クルマバッタのSMILEの能力者。
提灯マン
百獣海賊団「ギフターズ」の一員。メアリーズの一人。ナナフシのSMILEの能力者。
ナイトクラブガール
百獣海賊団「ギフターズ」の一員。カニのSMILEの能力者。両手にカニのハサミを持つ。
レッドウルフ
百獣海賊団「ギフターズ」の一員。狼のSMILEの能力者。腹から狼の頭が生えている。
ビートルマン
百獣海賊団「ギフターズ」の一員。カブトムシのSMILEの能力者。頭からツノが生えている。ブラシのような口元がコンプレックスで、常に隠している。
カマキリガール
声 - 上田瞳
百獣海賊団「ギフターズ」の一員。カマキリのSMILEの能力者。両手がカマに変化している。
サイタンク
百獣海賊団「ギフターズ」の一員。ササキの部下。サイのSMILEの能力者。下半身が巨大なサイになっており、ササキを乗せて運ぶ。
スコーピオンレディ
百獣海賊団「ギフターズ」の一員。ササキの部下。サソリのSMILEの能力者。
コーカサスマン
百獣海賊団「ギフターズ」の一員。ササキの部下。コーカサスオオカブトのSMILEの能力者。
カイマンレディ
声 - 鶴田真希
百獣海賊団「ギフターズ」の一員。メアリーズの一人。ブラックマリアの部下。ワニのSMILEの能力者。足がワニになっている女。
びしょ濡れ女
百獣海賊団「ギフターズ」の一員。ニシキヘビのSMILEの能力者。ブラックマリアの部下。粘液を分泌して敵の動きを鈍らせる。
山姥（やまんば）
百獣海賊団「ギフターズ」の一員。アオダイショウのSMILEの能力者。ブラックマリアの部下。
濡れ女（ぬれおんな）
声 - 山本悠有希
百獣海賊団「ギフターズ」の一員。ブラックマリアの部下。シシバナヘビのSMILEの能力者。
首が蛇のように長く、顔にそばかすがある女。ブラックマリアの能力でオルビアに化けるが、すぐに見破られた。ブラックマリアの敗北後、ブルックに倒された。
天井下り（てんじょうさがり）
声 - 石橋桃
百獣海賊団「ギフターズ」の一員。ブラックマリアの部下。白蛇のSMILEの能力者。
下半身が蛇の胴体になっている女。常に天井からぶら下がるように移動している。ブラックマリアの能力でクローバーに化けるが、すぐに見破られた。ブラックマリアの敗北後、ブルックに倒された。
輪入道（わにゅうどう）
声 - 増谷康紀
百獣海賊団「ギフターズ」の一員。ブラックマリアの部下。パグのSMILEの能力者。
顔は髭を生やした人間で身体は小さな犬という人面犬のような姿をした男。ブラックマリアの大槍の穂先に入ってその名の通り輪入道のような状態となり、回し車の原理で車輪を必死に回転させて火を起こしている。
鬼ヶ島決戦では、ブルックに凍らされ戦闘不能になった。
ホースマン
声 - 深川和征
百獣海賊団「ギフターズ」の一員。馬のSMILEの能力者。バオファンの付き人。
さらへび先生
百獣海賊団「ギフターズ」の一員。ブラックマリアの部下。
ベアマン
声 - 魚建
アニメオリジナルキャラクター。百獣海賊団「ギフターズ」の一員。兎丼の囚人採掘場の看守。クマのSMILEの能力者。
全身がクマの毛皮に包まれており、クマの口の中に本人の頭部がある男。「大相撲地獄」に参加したが、ルフィに倒された。

#### ウェイターズ
マッスイ
声 - 橋詰知久
百獣海賊団「ウェイターズ」の一員。ギフターズに憧れて、コウモリの耳がついたマスクを着用している。武器は麻酔銃。　
ウワッツラー
百獣海賊団「ウェイターズ」の一員。兎丼の看守部長。大相撲地獄でルフィに挑むも、「覇王色の覇気」で気絶した。
ノドイ・ワカーン、ヒッパン・ナッテ、ネオキ
百獣海賊団「ウェイターズ」の一員。兎丼の牢獄から解放された河松に襲い掛かるが、返り討ちにされた。

#### 階級不明
プドス
兎丼の看守。河松が口から吹き出した魚の骨で、首を負傷した。
イビリブツ
声 - 深川和征
兎丼囚人採掘場の主任看守。立場の弱い囚人をいびるのを好む。
ドウナンノヨ
兎丼囚人採掘場の主任看守。海楼石の手錠をつけたルフィとキッドが大量の石を運んだことに驚いていた。
ノコッティ
声 - 鶴田真希
兎丼の女性看守。大相撲地獄では行司を務めた。

#### ナンバーズ
世界政府の人の巨大化研究の一環により生まれた10人の「古代巨人族」の失敗作で、20年以上前にカイドウがパンクハザードから買い取った。全員が2本角を生やしており、体のどこかに漢数字の刺青が入っている。知能は低く言葉はほとんど奇声のみだが、オーズ並みの巨体に見合った怪力を持つ。酒癖が悪いらしく、クイーンからは嫌われている。アプーが調教師として彼らを指揮しており、10人でいくつもの街を破壊してきた。ワノ国編では、火祭りの数日前にワノ国に帰還する。名前の由来はトランプのカードの数字。
一美（インビ）
声 - 阿座上洋平
百獣海賊団「ナンバーズ」の一員。
先端にカールがかかった髭が特徴の男で、ナンバーズの中では比較的容姿が人間に近い。笑い声は「イビビビ」。
鬼ヶ島では、岩戸の間で二牙や三鬼と共に酒盛りをしていた。アプーに連れられてヤマトを追う最中にCP-0と遭遇し、勝ち目がないと踏んでアプーと逃走。そのまま2人で鬼ヶ島から脱出した。
二牙（フーガ）
声 - 近藤孝行
百獣海賊団「ナンバーズ」の一員。ウマのSMILEの能力者。
「偉大なる航路」パンクハザード出身。誕生日は2月5日。身長3715cm。みずがめ座。血液型S型。好物は泡盛。
ナンバーズの中でも特に大きな角を持ち、上半身がパンチパーマをした太った人間、下半身が馬のケンタウロスのような見た目をしている。笑い声は「フガガガ」。
SMILEをつまみ食いしたことでカイドウに怒られて檻に入れられた上、他のナンバーズ達に嘲笑されて落ち込んでいたときに、馬の足を褒められたのをきっかけにヤマトと仲良くなった。鬼ヶ島では、ヤマトを見つけるとアプーの制止も聞かずに、そのままヤマトについていった。地下武器庫の扉を塞ぐ六鬼を押し倒して扉を破り、ヤマトが爆発を防ごうとする間、六鬼を足止めした。
三鬼（ザンキ）
声 - 武田幸史
百獣海賊団「ナンバーズ」の一員。
細い角に丸っこい体格が特徴。腰に刀を差している。笑い声は「ザキキキ」。
鬼ヶ島ではアプーや一美と共にヤマトを追うが、道中で遭遇したCP-0のマハに倒された。
四鬼（ジャキ）
声 - 増谷康紀
百獣海賊団「ナンバーズ」の一員。
他のナンバーズと比べ背が低く、フランキーからは「デカモグラ」と呼ばれている。笑い声は「ジャキキキ」。
鬼ヶ島では、フランキーの「ラディカルビーム」を顔面に受けて倒された。
五鬼（ゴーキ）
声 - 高塚正也
百獣海賊団「ナンバーズ」の一員。
ナンバーズの中でも長身で、長い首と腰まで伸びる長髪が特徴。笑い声は「ゴキキキ」。
鬼ヶ島では、上階に向かおうとするルフィ達を妨害するが、ルフィの「ゴムゴムの猿王銃」で倒された。
六鬼（ロッキ）
声 - 蟹江俊介
百獣海賊団「ナンバーズ」の一員。
オーバーオールを着た筋肉質の小太りな男。黒く細い角が2本生えている。鬼ヶ島地下武器庫の番人だが、扉の前で居眠りしている。武器はモーニングスター。鳴き声は「ロキャー」「ロロキキィ」。
鬼ヶ島では、二牙に取り押さえられ、ヤマトの地下武器庫への侵入を許してしまった。
七鬼（ナンギ）
声 - 織田優成
百獣海賊団「ナンバーズ」の一員。
顔全体を覆うパンチパーマの髪や顎髭など、昔話の鬼のような風貌をしている。笑い声は「ナギギギ」。
鬼ヶ島では、ジャック達と共に屋上で赤鞘の侍達を迎え撃つが、「月の獅子」化したミンク族たちに倒された。
八茶（ハッチャ）
声 - 宮崎寛務
百獣海賊団「ナンバーズ」の一員。
新世界「パンクハザード」出身。188歳。誕生日は10月8日。身長3675cm。てんびん座。血液型XF型。好物はウーロンハイ。
サングラスをかけたボブカットの男で、比較的容姿が人間に近い。ジャージのような服を着ている。酔うと、味方を巻き込む攻撃にも躊躇がない。笑い声は「ハチャチャチャ」。
鬼ヶ島の宴会場に現れたルフィ達に対し、酔った状態で攻撃を仕掛ける。赤鞘の侍の襲来後は、フランキー将軍を追い掛けながら城内で暴れ回るも、ヤマトの「鳴鏑」で倒された。
九忍（クニュン）
声 - 高橋雛子
百獣海賊団「ナンバーズ」の一員。ブラックマリアの部下。
ゴーグル付きのヘルメットを被ったビキニ姿の女。鳴き声は「クニュー」「クニューン」。
ブラックマリアの能力でサウロに化けるが、すぐに見破られた。ブラックマリアの敗北後、ブルックに倒された。
十鬼（ジューキ）
声 - 服巻浩司
百獣海賊団「ナンバーズ」の一員。
下に折れ曲がった黒い2本角とワニのような長い口が特徴。笑い声は「ジュキキキ」。
鬼ヶ島では、上階に向かおうとするルフィ達を妨害するが、ドレークの「X狩場」で倒された。

#### 百獣海賊団傘下
新世界編ではドレーク海賊団、オンエア海賊団、ホーキンス海賊団が傘下に入っている。
スコッチ
カイドウ傘下の海賊。異名は「アイアンボーイ」。
右腕が三つの銃口になっている帽子を被った巨漢で、「18」の数字が入った肩当てを付けている。新世界にある、カイドウお気に入りの冬島を守護している。
頂上戦争の後、X・ドレークと対峙した。表紙連載『カリブーの新世界でケヒヒヒヒ』で再登場。武器工場の労働者たちが起こした暴動を鎮圧し、見せしめにガブルの祖母バブルを処刑しようとするが、その場に駆け付けたカリブーに飲み込まれた。

## 最悪の世代
キッド海賊団 / ハートの海賊団 /  ファイアタンク海賊団 / ホーキンス海賊団 / ドレーク海賊団 / オンエア海賊団 / ボニー海賊団 / 破戒僧海賊団
麦わらの一味と同時期にシャボンディ諸島に到着した海賊たち。全員が懸賞金1億ベリーを越える大物ルーキーで、ルフィとゾロを含めて当時は「11人の超新星」と称されていた。ルフィたちが引き起こした天竜人への暴行の影響で、黄猿やパシフィスタ、海兵たちと交戦するが、一人も捕まらなかった。シャボンディ諸島で頂上戦争の経緯を見た後、新世界に進出した。新世界編では、これらの海賊たちに黒ひげを加えて「最悪の世代」と呼ばれており、それぞれが新世界各地で大事件を起こしているという。
作者曰く、シャボンディ諸島で登場した9人のルーキーは初登場回の直前に急遽作られたキャラクターで、その前の回までは一人も構想ノートにいなかったという。

### キッド海賊団
ユースタス・キッド率いる海賊団。船員31名。団員の多くはヴィジュアル系のファッションをしている。海賊旗はキッドの顔を模したゴーグルをかけたドクロの後ろにナイフと交差した骨、左右に炎が描かれたマーク。船は「ヴィクトリアパンク号」で、船首は恐竜の頭骨を象っている。キッド、キラー、ヒート、ワイヤーの4人はそれぞれが別の街の不良グループのボスだったが、キッドの親友であるヴィクトリア・シルトン・ドルヤナイカが島を支配するギャングに殺されたのをきっかけに手を組み、ギャングを打ち倒して海賊となった。パンクハザード編で四皇シャンクスの首を狙い、ホーキンス海賊団・オンエア海賊団と同盟を結ぶが、アプーの裏切りによってカイドウに囚われる。ワノ国編の鬼ヶ島決戦にて「忍者海賊ミンク侍同盟」との共闘で百獣海賊団とビッグ・マムを撃破し、ロード歴史の本文の写しを手に入れる。その後、ワノ国から東の方角へ出航し、辿り着いたエルバフで赤髪海賊団に挑むも、シャンクスとドリーとブロギーの3人によって船ごと壊滅させられた。
ユースタス・キッド
声 - 浪川大輔
キッド海賊団船長。「最悪の世代」の一人。異名は「キャプテン・キッド」。懸賞金3億1500万ベリー→4億7000万ベリー→30億ベリー。
「南の海」クツック島出身。21歳→23歳。誕生日は1月10日（「キ」ッ「ド」）。身長205cm。やぎ座。血液型F型。好きな食べ物はロールキャベツ。嫌いな食べ物はカレーうどん。趣味は音楽鑑賞・武器集め。イメージ国はスコットランド。イメージ職業は武器商人。イメージ花はチューリップ。イメージ動物は闘牛。好きな島は夏島の夏。
逆立たせた赤い髪にゴーグルを着用し、コートを羽織った男。新世界編では、顔面から腰まで大きな傷があり、左腕は能力で作った義手になっている。血の気が多く、凶悪な性格。ルフィ同様「海賊王になる」ことを野望に掲げ、そのことで自分を嗤った者を皆殺しにしてきた。民間人にも多大な被害を与えてきたため、シャボンディ諸島編では懸賞金が「最悪の世代」の中で最高額であった。また、ルフィに劣らない大食いかつ、負けず嫌いである。ルフィからのあだ名は「ギザ男」。
超人系悪魔の実「ジキジキの実」の能力者。 磁力を発して自在に操ることができ、周囲にある武器や鉄くずなどの金属類を集めて、巨大な腕や全身を覆う鎧、即席の檻や銃器などを作ったり、自分を金属に引き寄せて移動したりすることができる。ワノ国編では能力を「覚醒」させており、周囲の人や物に磁力を付与することができる。「覇王色の覇気」の持ち主。
麦わらの一味が暴れた人間オークションの会場に居合わせ、ルフィ・ローと共闘して脱出。ローと共にパシフィスタと戦った後、新世界に進出した。2年の間に赤髪海賊団との抗争でベックマンによって左腕を奪われる。また、トットランドに乗り込み、将星スナックを手負いにし、彼に「ロード歴史の本文」の写しを盗ませた。この他にもビッグ・マム傘下の海賊船を2隻沈めるなど、新世界の海をかき回している。
パンクハザード編では、「シノクニ」の公開実験の映像で、ルフィとローが共にいるのを確認する。四皇シャンクスの首を狙いアプー、ホーキンスと海賊同盟を結んだ矢先、上空から自身のアジトに落下してきたカイドウと遭遇。動けなくなるまで戦い続けるも敗北し、カイドウのアジトに幽閉された。
ワノ国編では兎丼の囚人採掘場に収容されており、同じくカイドウに敗れたルフィと再会する。クイーンが囚人採掘場に到着する少し前に脱獄するも、鎌ぞうになり果てたキラーの変わり様に動揺したことで捕まり監獄に連れ戻される。しかし、ルフィたちが起こした兎丼の混乱に乗じ、キラーを連れて再び脱獄した。鬼ヶ島への討ち入りでは正面から乗り込み、自分達を罠に嵌めたアプーに怒りをぶつける。鬼ヶ島ドーム屋上に辿り着くと、ルフィやロー達との共闘でカイドウとビッグ・マムと交戦。ローとの連携でビッグ・マムをカイドウから引き離し、城内でローと共にビッグ・マムに挑む。ホーキンスの能力による攻撃やビッグ・マムの猛攻でダメージが蓄積し、一度は倒れるも、屋上へ行こうとするビッグ・マムを止めるために再び立ち上がり、「電磁砲」で島から突き落とすことで2人がかりでビッグ・マムの撃破に成功。懸賞金は30億ベリーに跳ね上がった。
エッグヘッド編では、エルバフで赤髪海賊団と対峙する。立ち塞がった赤髪海賊団の傘下を全滅させようとするが、甚大な被害が出る未来を見たシャンクスに一撃で斬り伏せられた。
名前の由来は海賊ウィリアム・キッドと海賊僧侶ユースタス。
技一覧
反発（リペル）
磁力の反発作用で金属を弾き飛ばす。自身に向かってくる砲弾を相手に弾き返したり、義手を切り離すことで捕らえた相手を宙に飛ばしたりすることができる。
磁気魔人（パンクロットン）
磁力で周囲の金属を自身の元に集め、鎧のように体に纏わせ操る。対カイドウ戦では鬼ヶ島中から集めた大量の金属を纏うことで、髑髏の頭部を持つ巨大ロボットのような姿になった。
磁気万力（パンクヴァイス）
巨大な両拳で相手を挟み込み、押し潰す。
破壊弦（スラムギブソン）
巨大な両腕で相手を掴み、地面に叩きつける。
磁気弦（パンクギブソン）
金属を右腕に集め、巨大な腕を作り上げて相手に振り下ろす。
磁気ピストルズ（パンクピストルズ）
金属で作り上げ右腕に装着したスピアガンから、複数の槍を相手に発射する。
磁気大魔牛（パンクコルナ・ディオ）
金属で作り出した巨大な牛に搭乗し、相手に突進する。大きさは能力で巨大化したビッグ・マムを上回る。
電磁砲（ダムド・パンク）
金属で作り上げた巨大な砲身を左腕に装着し、電磁気力で鉄の弾丸を発射する。キッド曰く「とっておき」の一撃だが、連射することも可能。使用時は船団を引き寄せるほどの強大な磁力が生じ、海上では回避を困難にする。シャンクスの未来視によれば、赤髪海賊団傘下の海賊船9隻を10秒で全滅させるほどの威力を持つ。
覚醒
周囲の人や物に磁力を与えることができる。体力の消耗が激しいため、多用はできない。
付与（アサイン）
対象に磁力を付与する。2つ以上の対象に使用する際にはS・Nの磁極を指定することも可能。
磁気激突（パンククラッシュ）
「付与」で磁石化した相手に周囲の金属を集中的にぶつけて押し潰す。
キラー
声 - 浜田賢二
キッド海賊団戦闘員。「最悪の世代」の一人。異名は「殺戮武人」。懸賞金1億6200万ベリー→2億ベリー。
「南の海」出身。25歳→27歳。誕生日は2月2日（「ぶじ」ん）。身長195cm。みずがめ座。血液型X型。好きな食べ物はペペロンチーノ。嫌いな食べ物はカレーうどん。趣味はドラム・料理。イメージ国はスコットランド。イメージ職業は武器商人。イメージ花はスノードロップ。イメージ動物はイタチ。
顔全体をストライプ柄のマスクで覆った長い金髪の男。新世界編では顎髭を生やした筋肉質な体躯になっており、左腕に火傷の跡がある。落ち着きのある理知的な性格で、攻撃的なキッドのブレーキ役である。「16点鐘」などの世情にも通じている。キッドとは互いに「相棒」と呼び合うほどの強い信頼関係にある。笑い声は「ファッファッファッファ」。本人はこの笑い方を嫌っており、いつの頃からか大笑いすることをやめ、笑い方を笑った者は全て半殺しにしてきたという。マスクで素顔を隠すようになったのもこれが理由であり、食事中でも外さない。「鎌ぞう（かまぞう）」となったワノ国編では顔に包帯を巻き、失敗作のSMILEを食わされたことで常に笑みを浮かべている。
手甲に回転する鎌を付けた武器「パニッシャー」を両手に装着し、軽やかな体術を駆使して戦う。鎌ぞうとしての武器は2本の大鎌。
シャボンディ諸島ではウルージと交戦した。新世界編では、アプー、ホーキンスと海賊同盟を結んだ矢先、現れたカイドウにキッドと同じく立ち向かうが敗北し、捕らえられる。
ワノ国編では、SMILEを食べればキッドを救うチャンスをやるという将軍オロチからの条件を受け入れ、「人斬り鎌ぞう」という名でオロチの部下となる。花の都では鎌ぞうは無差別な辻斬りを行うお尋ね者とされている。トコの抹殺を命じられ、日和とトコを追っていた際に、おいはぎ橋でゾロと遭遇。ゾロと互角に戦い、鎌で一太刀浴びせるが、奪った鎌を利用したゾロの三刀流の攻撃で倒される。任務に失敗したことで兎丼の囚人採掘場送りとなったが、兎丼の混乱に乗じてキッドと脱獄した。鬼ヶ島への討ち入りでは、アプーの能力に苦戦するキッド達に対抗策を教え追撃を振り切る。ドーム屋上の戦いでは、ビッグ・マムをカイドウから引き離すと城内に戻り、立ちはだかったホーキンスと対峙。ホーキンスの能力でキッドを人質に取られ手が出せない状況に陥るも、キッドに左腕がないことを利用し、ホーキンスの左腕を切り落としてキッドの藁人形を抜き取ることに成功。ホーキンスの反撃も物ともせず「刃音撃」で撃破した。
エッグヘッド編ではワノ国出航後、エルバフで赤髪海賊団と戦うが、シャンクスによってキッド共々一撃で倒された。
技一覧
斬首爪（ざんしゅクロー）
空中に飛び上がり、高速回転するパニッシャーで相手の首を斬りつける。
鎌阿音撃（カマアソニック）
パニッシャーを超音速で回転させて衝撃波の刃を繰り出し、相手の内部へ斬り込む。
刃音撃（ジンソニック）
相手に接近し、跳躍と同時に真正面から縦に斬りつける。
ヒート
声 - 福原耕平
キッド海賊団船員。口から火を吐いて戦う。「南の海」出身。誕生日は12月1日（カイロの日）。
ワイヤー
声 - 荒井聡太
キッド海賊団船員。武器は三叉矛。「南の海」出身。誕生日は7月18日（ワ(7)イヤー(18)）。
パパス、バブルガム、エマ、ブギ、クインシー、ダイブ、ギグ、ヒップ、ホップ、ポンプ、ハウス、ジャガー、UK、レック、コンポ、モアイ、ディスクJ、モッシュ
声 - 富岡佑介（パパス）、 半田裕典（バブルガム）、角倉英里子（エマ）、田邊幸輔（ブギ）、鶴野有紗（クインシー）、天希かのん（ダイブ）、川口桜（ヒップ）、奥畑幸典（ポンプ）、清水健佑（UK）、大槻丈一郎（レック）、寺崎千波也（コンポ）、中村光樹（モッシュ）
キッド海賊団船員。

### ハートの海賊団
トラファルガー・ロー率いる海賊団。総勢20名。団員は皆、同じデザインのつなぎを着ている。海戦を得意としており、海中からの攻撃や船員間のコンビネーションで、攻守ともに優れた動きを実現している。海賊旗はドンキホーテファミリーのものに似た、ウイルスのような形をしたスマイルマーク。船は潜水艦「ポーラータング号」。パンクハザード編にて、四皇カイドウの打倒の為に麦わらの一味と海賊同盟を、ゾウ編にて「忍者海賊ミンク侍同盟」を結び、ワノ国編の決戦にて百獣海賊団及びビッグ・マムを撃破した。ワノ国編後、「勝者島」にて黒ひげ海賊団と交戦するも敗北し、ポーラータング号は沈められた。
トラファルガー・ロー
声 - 神谷浩史
ハートの海賊団船長。「最悪の世代」の一人。元ドンキホーテファミリー構成員。元王下七武海。異名は「死の外科医」。フルネームは「トラファルガー・D・ワーテル・ロー」。懸賞金2億ベリー→4億4000万ベリー→5億ベリー→30億ベリー。
「北の海」フレバンス出身。24歳→26歳。誕生日は10月6日（「ト」ラファルガー・「ロ」ー）。身長191cm。てんびん座。血液型F型。好きな食べ物はおにぎり・焼き魚。嫌いな食べ物はパン・梅干し。趣味は放浪・記念コイン集め。イメージ国はドイツ。イメージ職業は医者。イメージ花は月下美人。イメージ動物はユキヒョウ。好きな島は冬島の春。
白い毛皮の帽子を被った男。両腕と両手の甲に「DEATH」、上半身全体にハートの刺青があり、背中にハートの海賊団のマークがある。常に冷静沈着で世間では残忍で名が通っているが、非常に仲間思い。性格は掴み所がなく、雷ぞうの忍術やジェルマに心を躍らせる子供っぽい一面もある。医者であるため殺人は好まないが、人助けは嫌っている。命令されることを嫌い、過去の経緯からか「自由」であることに拘るが、自由すぎるルフィ他麦わらの一味には振り回されがちである。ルフィに対してはあくまで一時的な同盟相手という態度をとっている一方、ルフィからは友達・仲間だと思われている。ルフィを「麦わら屋」など一部の相手に「屋」を付けて呼ぶ。麦わらの一味からは「トラ男」と呼ばれている。武器は鍔に白い毛皮が付いた大太刀「鬼哭（きこく）」。
超人系悪魔の実「オペオペの実」の能力者。一定範囲に「円（サークル）」を発生させ、その内部を手術室のごとく支配できる「改造自在人間」。円内の生物や物体を「切断」「再接着」「浮遊」「転移」させたりできる。この能力で肉体を切断されても痛みや出血はなく、感覚や身体機能に影響は生じない。また、「精神を別の人物の肉体と入れ替える」「肉体から心臓だけを取り出して脅しに使う」といったこともできる。利便性が高い能力だが、力を使用すればするほど体力を消耗することが弱点。ワノ国編では能力の「覚醒」によって、「円」の外から「円」そのものを操作できるようになり、自身以外に「円」を纏わせることが可能となった。「武装色の覇気」の使い手。
幼い頃は父親から医学を学びながら家族4人で平和に暮らしていたが、多くのフレバンス国民同様「珀鉛病」に侵されていた。16年前、フレバンスで起こった戦争で家族や友人の全てを失い、死体の山に隠れて国を脱出し、ドンキホーテファミリーに加入。当時は余命わずか3年2か月であったことに絶望し、目に入る全てを壊したいという破滅願望を抱いていた。育った環境を重視するドフラミンゴには、「10年後の右腕」としてあらゆる英才教育を叩き込まれ、最高幹部の3代目「コラソン」としてハートの席を用意されるほど高く評価されていた。13年前、バッファロー達に本名を打ち明け、それを聞いていたコラソンから彼の素性と「D」にまつわる伝承を知る。その後、彼にファミリーから連れ出され、各地の病院を回るもことごとく治療を拒否される。出会った当初はコラソンへの敵意をむき出しにしていたが、自分の不幸な生い立ちに涙を流す彼の姿を見て「コラさん」と呼び慕い、彼の前では笑顔を見せるようになる。ファミリーを離れてから半年後、コラソンの尽力によりオペオペの実を食べ、自力で病気を治すことができるようになった。しかしその騒動の下、自分を島から逃がそうとしたコラソンがドフラミンゴに殺害され、以後ドフラミンゴを狙い続けるようになる。ファミリーから逃走した後、辿り着いたスワロー島の町で、シャチとペンギンにいじめられていたベポを助けたことがきっかけで、彼らから慕われるようになり、やがてこの4人でハートの海賊団を結成した。
麦わらの一味と同時期にシャボンディ諸島に到達。麦わらの一味が暴れた人間オークションの会場に居合わせ、共闘して脱出する。その後、キッドと共にパシフィスタと戦った。マリンフォード頂上戦争の終盤に戦場に現れ、ルフィとジンベエを保護し治療した後に女ヶ島へ送り届けた。他の超新星とは違い、すぐには新世界に進出せずに時期を窺っていた。
頂上戦争後の2年の間に「ロッキーポート事件」の首謀者とされ、4億を越える賞金首となった。そして海軍本部に海賊の心臓を100個届け、王下七武海に加盟する。人造悪魔の実「SMILE」の原料である「SAD」の製造を抑えるために、麦わらの一味が到着する数か月前にパンクハザードに現れ、自分の心臓を預けてシーザー・クラウンと契約を結び、島に滞在し始める。
パンクハザード編で、四皇カイドウの打倒のため、島に上陸してきたルフィと同盟を結ぶ。そして「SAD製造装置」を破壊するため単独で製造室に侵入し、それを阻止しに現れた最高幹部ヴェルゴをスモーカーの協力のもと撃破し、SAD製造装置の破壊に成功する。シーザー確保後、ドフラミンゴにシーザーの身柄と引き換えに「王下七武海の脱退」を要求。「SMILE」の製造工場を破壊するため、麦わらの一味と共にドレスローザに向かう。
ドレスローザ編では、シーザーの引き渡しのためグリーンビットに赴くが、七武海脱退の誤報を流したドフラミンゴにはめられ、一騎討ちの末に敗北し、王宮に連れ去られる。「鳥カゴ」発動後、助けに来たルフィもろとも王宮の外に追い出され、ひまわり畑でレベッカが持ってきた鍵で手錠を解くと、ルフィと王宮に乗り込み再びドフラミンゴと交戦。ドフラミンゴによって右腕を切断されるも、ドフラミンゴに致命傷を与え、更にトレーボルを戦闘不能に追い込んだ。そして、自身の手でドフラミンゴを倒せないことを悔やみつつ、打倒ドフラミンゴをルフィに託し、ルフィの復活・勝利を見届けた。ドレスローザからの脱出の際、コラソンと関わりがあったセンゴクに接触し、短い時間であったがコラソンとの思い出を語り合った。ドレスローザでの一件により七武海から脱退扱いとなり、新たに5億ベリーの懸賞金が懸けられた。
ドレスローザ脱出後、バルトロメオの船に乗りゾウに上陸し、ベポ達と合流。サンジ奪還に向かうルフィと一旦別れ、カイドウがいるワノ国に向かう。
ワノ国編では、博羅町でルフィ達と合流し、おでん城跡に連れていく。後日、オロチの手先に捕まったベポ達3人を解放させるために自分の身柄を差し出したが、ドレークによって拘束を解かれ、ホーキンスを返り討ちにして逃亡した。鬼ヶ島への討ち入りでは赤鞘の侍たちを連れて裏口から鬼ヶ島に上陸。ドーム屋上では、ビッグ・マムをカイドウから引き離し、城内でキッドと共にビッグ・マムと再戦。ビッグ・マムに圧倒されつつも、「覚醒」した能力による攻撃で致命傷を与え、キッドとの連携で彼女を島から突き落とすことで、満身創痍になりながらもビッグ・マムに勝利し、ルフィやキッドと共に懸賞金は30億ベリーに跳ね上がった。決戦から7日後、ロビンと共に光月スキヤキに城の地下へ案内され、水没した800年前のワノ国とロード歴史の本文を目撃した。
エッグヘッド編では、「勝者島」で黒ひげ海賊団と衝突するも激戦の末に敗北。瀕死の状態に追い込まれたが、ベポに救出され退避した。
劇場版『STAMPEDE』では、海賊万博の主催者ブエナ・フェスタのアジトに潜入するもダグラス・バレットに深手を負わされる。警備を務めるバギーから逃亡する最中、麦わらの一味と遭遇しロビンたちと共に再びアジトに潜入。アジト内でクロコダイルと遭遇し、共闘を持ち掛けられる。ルフィと合流すると、その場に居合わせたスモーカーやサボ達と共にルフィを援護した。
劇場版『FILM RED』では、ウタのファンであるべポの付き添いとして登場する。
名前の由来は実在の海賊エドワード・ロー。
技一覧
ROOM（ルーム）
ドーム状の「円」を発生させる。オペオペの実の能力は、この「円」内で使用することができる。命を削る代わりに、島全体を覆うほど巨大な「円」を張ることも可能。
切断（アンピュテート）
「円」内にて、鬼哭を振った延長線上にあるもの全てを距離・材質・大きさを問わず切断する。切断されても痛みは感じず、切断面はどこにでも接着可能。
ラジオナイフ
電流を纏わせた鬼哭で相手を切り分ける。「切断」とは切り口が異なり、この技で切断されると数分の間いかなる処置・能力でも接合できなくなる。
メス
体内から心臓や銃弾などを抜き取る。心臓は立方体状に抜き取られ、抜き取られた後も機能は死なず本体の活動に支障は来さない。しかし心臓への外的刺激は本体にフィードバックされ、大きなダメージとなる。
シャンブルズ
複数の物体の位置を自在に入れ替える。テレポートのようにも使える他、人格だけを入れ替えることもできる。自身を上回る覇気を使う相手には効かない。
タクト
物体を浮き上がらせ操る。切り分けた物体を飛ばす、地下から岩を隆起させて相手を突き上げる、飛び道具の軌道を変更して相手側に送り返すなど、攻守の両方で応用が利く。
死の刀（ステルベン）
切断された腕に鬼哭を持たせ、回転させながら敵を切り刻む。
スキャン
人物等を透視して望む物体の在処を把握し、自在に転移させる。身体の診断にも使える。
カウンターショック
相手の体に触れ、強烈な電気ショックを与える。『ONE PIECE novel LAW』によれば、全身に流れている微弱な電気を親指に凝縮し増幅させて放つ技。
注射ショット（インジェクション - ）
鬼哭をライフルのように構え、狙いを定めて相手を突く。
ガンマナイフ
能力でエネルギーの短剣を生成し、相手に突き刺すことで外傷無く体内を破壊する。
抗菌武装（カーテン）
前方に薄い膜状のバリアを張る。
覚醒
自身以外に「円（サークル）」を纏わせることができる。通常の能力以上に体力の消耗が非常に激しく、多用は出来ない模様。
K・ROOM（ク・ローム）
内部から波動を生む「ROOM」を鬼哭に纏わせる。この状態の鬼哭は、相手に外傷や痛みを与えず透過する「麻酔（アナススィージャ）」状態になり、これ自体に殺傷力は全く無いが、後述の技へと派生させることができる。また、「ROOM」内を自在に操れる性質により刀身を巨大化させることも可能になる。「K」は「Knife」の意味。
衝撃波動（ショックヴィレ）
「麻酔」状態の鬼哭を貫通させ、相手の体内から波動を浴びせる。体の内側からの攻撃であるため、強固な肉体を持つビッグ・マムのような相手にも甚大なダメージを与えることができる。
穿刺波動（パンクチャーヴィレ）
「麻酔」状態の鬼哭を貫通させた後に刀身を巨大化させて地面に突き刺し、より強力な波動を浴びせる「衝撃波動」。刀身を長大にさせるほどに威力を増し、上空に浮いた鬼ヶ島からワノ国の地下深くまで伸ばした際はビッグ・マムに致命傷を与え、さらに鬼ヶ島の底を貫きワノ国のマグマ溜まりまで続く巨大な穴を穿った。
R・ROOM（リ・ルーム）
相手に遠隔で「ROOM」を纏わせる。この「ROOM」は外側から対象へと干渉でき、ローから離れてもしばらくは存在し続ける。「R」は「離」の意味。
凪（サイレント）
コラソンの「ナギナギの実」の能力を再現した技。「R・ROOM」内の対象が発する音を全て消す。
切断（アンピュテート）
「R・ROOM」の外で鬼哭を振るい、延長線上にある「R・ROOM」内のものを切断する。
ベポ
声 - 高戸靖広、上田麗奈（ミニベポ）
ハートの海賊団航海士。シロクマのミンク。懸賞金500ベリー→1500ベリー。
新世界「モコモ公国」出身。20歳→22歳。誕生日は11月20日（毛皮の日）。身長240cm。さそり座。血液型S型。好物はかき氷。嫌いな食べ物はパン。趣味はスライディング、ローと昼寝（枕役）。イメージ動物はシロクマ。
精神的に打たれ弱いが、高い格闘能力を持つハートの海賊団のNo.2。「アイアイ」が口癖。幼い頃の恩人であるローを慕っており、ローからの信頼も厚い。普段はシャチやペンギンの方が頼りになるが、「月の獅子」化したベポを知っている2人は実力は彼の方が上だと認めている。幼い頃にモコモ公国を離れたため、あまり故郷の記憶がない。地図の出来はあまりよくない。
14年前、歳の離れた兄ゼポを追って「ゾウ」を飛び出すが、誤って「北の海」行きの船に乗ってしまい、13年前にはスワロー島を彷徨っていた。町のはずれでシャチとペンギンにいじめられていた所をローに助けられたことで、彼を慕うようになる。故郷に帰りたいという思いで、懸命に航海術を学んだ。
ローがパンクハザードに滞在している間は仲間と共にモコモ公国に待機しており、「侠客団」手伝いとしてネコマムシの預かりとなっていた。ジャック襲撃の際は、故郷を守るため仲間全員でネコマムシに加勢した。ゾウ編で、モコモ公国に辿り着いたローと合流した。
ワノ国編では、工場排水で汚染された川の魚を食べたことで食中毒になる。花の都で任務中、将軍オロチの手先に捕まり、シャチ・ペンギンと共に羅刹町牢屋敷に収監されてしまうが、ローが自らの身柄を差し出したことで解放される。鬼ヶ島への討ち入りでは、仲間と共に百獣海賊団と交戦した。
エッグヘッド編では、勝者島にて黒ひげ海賊団に敗北した際、チョッパーから貰った日中でも「月の獅子」化できる薬を服用して変身し、命辛々ローを連れて逃げることに成功した。
劇場版『FILM RED』では、ウタのファンとしてライブに参加。ウタの能力によって、マスコットのような姿の「ミニベポ」となってしまう。
シャチ、ペンギン
声 - 藤本たかひろ（シャチ）、平井啓二（ペンギン）
ハートの海賊団船員の2人組。シャチはキャスケット（新世界編では、シャチを模っている）を被りサングラスをした男。ペンギンは「PENGUIN」と書かれた帽子（新世界編では、頭頂部にペンギンの頭をあしらっている）を目深く被っている男。
共に「北の海」スワロー島出身、血液型X型。
シャチは25歳→27歳。誕生日は4月7日（シャチ=47）。おひつじ座。
ペンギンは26歳→28歳。誕生日は4月25日（世界ペンギンの日）。おうし座。
元はスワロー島の悪ガキで、13年前、町のはずれでベポをいじめていた所にローが現れ、因縁をつけるが返り討ちにあう。その後ローを慕うようになり、ローとベポとの4人でハートの海賊団を結成した。2人とも泳ぎが得意で、口に含んだ海水を水鉄砲のように勢いよく飛ばすことができる。
『ONE PIECE novel LAW』では、2人の生い立ちやローとの出会いが描かれている。ローに助けられる半年前に2人の両親は高潮にのまれて亡くなり、シャチの叔父夫婦に預けられた。だが、その夫婦は2人を都合のいい道具とみなし、武器の密輸や宝石の窃盗などを強制し、食事もまともに与えなかった。2人は奴隷のような扱いに耐えられず4か月ほど前に家を出ていき、森の奥に小屋を建てて暮らしていた。ある日、イノシシに襲われ重傷を負ったところをローたちに助けられ、そのままローとベポが身を寄せる老人ヴォルフの家で暮らすこととなった。ローたちとの共同生活を送る中、叔父夫婦が自分たちを連れ戻しに来ることを恐れていたが、ヴォルフによって叔父夫婦の悪事が暴かれたことで2人は自由になった。
ジャンバール
声 - 増谷康紀
ハートの海賊団船員。
額に刺青をしたモヒカン頭の巨漢。海兵を素手で薙ぎ払うほどの怪力の持ち主で、戦闘ではローを守る盾となる。頂上戦争編ではタンクトップ姿だったが、新世界編では他のメンバー同様つなぎを着ている。誕生日は4月6日。
元は「キャプテンジャンバール」の名で知られた海賊船長だったが、天竜人ロズワード聖の奴隷にされていた。シャボンディ諸島の人間屋でローに解放され、ハートの海賊団に加わる。
イッカク、ウニ、クリオネ
声 - 高橋花林（イッカク）、城岡祐介（ウニ）、荒井聡太（クリオネ）
ハートの海賊団船員。イッカクはバンダナを巻いた女、ウニは口元を隠したアフロヘアーの男、クリオネは頭巾を被った男。3人とも麦わらの一味との同盟に反対していた。誕生日はイッカクが12月7日（イッ(12)カク(7)）、クリオネが2月17日（天使の囁き記念日）。
ハクガン
声 - 千葉俊哉
ハートの海賊団船員。逆立った髪と、笑顔の仮面が特徴。

### ファイアタンク海賊団
カポネ・ベッジ率いる海賊団。海賊旗はベッジを模している帽子を被り葉巻を咥えたドクロの後ろに、砲台の付いた城が描かれたマーク。船は城砦を模した水陸両用の「ノストラ・カステロ号」で、陸ではパドルがキャタピラになる。
新世界進出後にビッグ・マム海賊団の傘下に入る。ホールケーキアイランド編で麦わらの一味と手を組み、ビッグ・マムの暗殺を計画するも失敗し、傘下から脱退。この時にノストラ・カステロ号が航行不能となったため放棄し、敵船であるタルト船を強奪して新たな海賊船としている。
カポネ・ベッジ
声 - 龍田直樹
ファイアタンク海賊団船長。「最悪の世代」の一人。異名は「ギャング・ベッジ」。懸賞金1億3800万ベリー→3億ベリー→3億5000万ベリー。
「西の海」出身。40歳→42歳。誕生日は1月17日（アル・カポネの誕生日）。身長166cm。やぎ座。血液型S型。好きな食べ物は肉団子、トマト。嫌いな食べ物はトマトジュース。趣味は絵画鑑賞・ボードゲーム。イメージ国はイタリア。イメージ職業はクツ屋。イメージ花はバラ。イメージ動物はコアラ。
マフィア風の出で立ちをした小柄な男。葉巻を好む。部下からは「頭目（ファーザー）」と呼ばれる。脅迫や交渉などの駆け引きに長けている。人情は海賊の役に立たないとし、他人から命令や意見、反抗されることを嫌う。初登場時は自らに意見する部下に情け容赦なく制裁を加えていたが、再登場時は仲間思いの男気あふれる性格になった。マナーに厳しく、話し相手には身だしなみを求める。また、かなりの愛妻家で、息子のペッツを赤ちゃん言葉や変顔であやす親馬鹿な一面もある。
超人系悪魔の実「シロシロの実」の能力者。体を城にすることができる「城人間」。人や物を縮小化し、体内に収めることができる。体内の構造は自由に変化させることができ、体内に自分の分身を出現させることも可能。内部にいる者はベッジ本人の姿勢の影響を受けない。縮小化したものは、ベッジから一定距離離れると元の大きさに戻る。また、体の一部のみを変化させたり、体全体を巨大な城に変えることも可能。
かつて、西の海の裏社会を牛耳る「西の五大ファミリー」の5人のボスの一人だった。地位やナワバリには興味を示さず金品だけを奪い、裏社会のボスの首のみを取ってきた。海賊になっても名のある海賊団の船長の首だけを取り、常に復讐者達に狙われたが、ことごとく返り討ちにしてきた。
シャボンディ諸島では、レストランで居合わせたボニーの暴食ぶりに苛立っていた。新世界での航海中、空に浮かぶ謎の物体に船ごと引き寄せられていた。後にホールケーキアイランドに上陸するが、実力差を悟った上で降伏。ビッグ・マム海賊団の傘下に入り、シャーロット家のシフォンと結婚し息子ペッツを設けた。
ゾウ編では、ビッグ・マムの命令でシーザーを奪うため、麦わらの一味を襲撃。後にペコムズと共にゾウに現れ、故郷を救われた恩義からサンジ達を見逃がそうとしたペコムズを攻撃し、サンジ達を自身の体内に入れる。ビッグ・マムからの招待状を見せた上で全員を連れ去ろうとしたが、サンジの機転とネコマムシの出現によりナミ達を連れて行くことはできず、サンジとシーザーだけを連れて帰った。
ヴィンスモーク家を招く茶会では、警戒心と防衛力の高さを買われ戦闘員「城（ルーク）」の称号を与えられ、護衛の全権を任される。その裏では、与えられた立場を利用しビッグ・マムの暗殺を目論んでいた。ホールケーキアイランド編では、帰還したペコムズを拉致し、暗殺計画への協力を持ちかけたが拒否され、北東の海岸から突き落とした。その後、シーザーを解放し奪った心臓で脅して従わせ、さらにヴィンスモーク家暗殺阻止を狙う麦わらの一味と手を結ぶ。結婚式当日、マザー・カルメルの写真を割られ泣き叫ぶビッグ・マムに、シーザー開発の毒ガス弾「KXランチャー」を打ち込むも、ビッグ・マムの咆哮で弾を破壊され、作戦は失敗。「大頭目」で篭城戦に持ち込むも身動きを封じられ、さらにビッグ・マムが正気に戻ったことで完全に逃げ場がなくなるが、ホールケーキ城の突然の崩壊により脱出に成功する。ルフィ達と別れるとシフォンを追ってカカオ島に向かい、オーブンからシフォンを救出すると、製作途中のウェディングケーキを乗せ出航。完成したケーキをふんわり島まで運ぶと、航海不可能となったノストラ・カステロ号を放棄し、タルト軍艦を奪い逃げ出した。
その後が描かれた表紙連載『〝ギャング〟ベッジのオーマイファミリー』では、食料補給のため訪れたドレスローザで、数日前にシフォンの妹ローラが来たことを聞き、捜索を行う。その途中で、街を襲撃したバイキン海賊団を倒す。海軍に見つかるとローリング海賊団と協力してドレスローザから脱出し、船上でゴッティとローラの結婚を祝った。
名前の由来は、ギャングのアル・カポネとイギリスの海賊ウィリアム・レ・ソーベッジ。
技一覧
キャッスルタンク
両足をキャタピラに変え、高速で走行する。
城（ルーク）イン・フォラ・グレーセ「大頭目（ビッグ・ファーザー）」
体を砲台付きの巨大な城に変える。大砲にも耐えうるほど堅固だが、強度には限度がある。破壊されるとベッジ本人がダメージを受け、完全に破壊されればベッジは死亡し城も消えてしまう。
『ONE PIECE magazine Vol.8』の「怪物図鑑」によれば、全長80m、重さ585t。手は風車のような形をしており、物をつかんだり歩行時に足を補助する役割を担う。腕・手首にあたる柱内は大きな空洞になっており、緊急時はここから脱出を図る。脚部をキャタピラに変え長距離移動することもできる。
シャーロット・シフォン
声 - 久川綾
ベッジの妻。シャーロット家22女。ビッグ・マムとパウンドの娘で、ローラの双子の姉。元トットランド「ふんわり大臣」。
新世界「トットランド」出身。26歳。誕生日は1月27日。身長215cm。みずがめ座。血液型F型。好物はチョコレートシフォンケーキ。
ローラと瓜二つの女性。ベッジとの夫婦仲は良好。男勝りな性格でゴッティは頭が上がらず、船員たちからは「おかみさん」と呼ばれている。ローラ同様仁義に厚い。シフォンケーキ作りのエキスパートで、妹のプリンとはよく一緒にケーキ作りをしていたという。
生まれてすぐに父親のパウンドはビッグ・マムに捨てられたため、父の顔を知らずに育った。かつてローラが巨人族の王子ロキとの縁談を拒否した際、ローラの代わりに差し出されるも見破られ、巨人族との確執はより険悪になった。ビッグ・マムにはその腹いせで何度も暴行を受けたため、今では母親と思っておらず、ベッジのビッグ・マム暗殺計画も黙認している。
ホールケーキ城崩壊後、ビッグ・マムの食いわずらいを止めるためのウェディングケーキ作りに協力。カカオ島で待ち構えていたオーブンによって処刑されそうになるが、サンジとベッジパウンドに救われる。ケーキを完成させるとビッグ・マムを麦わらの一味から引き離すため、危険を冒してケーキをふんわり島まで運ばせた。
表紙連載『〝ギャング〟ベッジのオーマイファミリー』では、訪れたドレスローザでローラと再会を果たす。さらに、トットランドから流れ着いた父パウンドと遭遇する。最初は父親だと信じず、彼を港に置いて出港したが、自分達が生まれた頃の写真を持っていたことと、ビッグ・マムから聞いていた父親の性格と一致することで父親と認め、ローラと協力して父を救出し、親子対面を果たした。
カポネ・ペッツ
声 - 鈴木真仁
ベッジとシフォンの息子。異名は「ギャング・ペッツ」。
1歳。誕生日は1月22日。みずがめ座。好物はトマトの離乳食。
顔立ちは父親似で、髪の色は母親譲り。既に青髭があり、葉巻型のおしゃぶりをしている。
ヴィト
声 - 岸尾だいすけ
ファイアタンク海賊団相談役。異名は「怪銃（かいじゅう）」。懸賞金9500万ベリー。
「西の海」出身。36歳。誕生日は10月21日（ヴィ(21)ト(10)）。身長242cm。てんびん座。血液型S型。好物は海獣の肉入りカルツォーネ。
カメレオンのように長く巻いた舌が特徴で、丸いレンズのサングラスをかけた男。手が大きく、額と両手の甲に同じ刺青がある。口癖は「（ロ）レロ」。笑い声は「ニョロロ」。悪の軍団ジェルマ66のファンで、茶会で本物のジェルマを目の当たりにした際は、感激のあまり号泣していた。二丁拳銃の使い手。
ゾウ編では、ビッグ・マムの茶会を断ればどうなるかを耳打ちしてサンジを脅した。ホールケーキアイランド編では、サンジを追いかけていたボビンを始末した。
ゴッティ
声 - 木村雅史
ファイアタンク海賊団殺し屋。懸賞金9000万ベリー。
「西の海」出身。33歳。誕生日は5月21日（ゴ(5)ッ(2)ティ(1)）。身長375cm。おうし座。血液型S型。好物は海王類の肉とトマトの煮込み。
右腕に大きなマシンガンを取り付けた大男。仲間思いだが思い込みが激しく、些細なことで怒り出す。
表紙連載『〝ギャング〟ベッジのオーマイファミリー』では、シフォンと間違われ海軍に捕まったローラを救出したことで彼女に惚れられ、ドレスローザ脱出後、船上でローラとの結婚式を挙げた。

### ホーキンス海賊団
バジル・ホーキンス率いる海賊団。海賊旗はホーキンスの顔を模したドクロの後ろに二本の釘が交差したマーク。船は「グラッジドルフ号」で、船首像は釘が刺さった藁人形。
バジル・ホーキンス
声 - 宗矢樹頼
ホーキンス海賊団船長。百獣海賊団真打ち。「最悪の世代」の一人。異名は「魔術師」。懸賞金2億4900万ベリー→3億2000万ベリー。
「北の海」出身。29歳→31歳。誕生日は9月9日（占いの日）。身長210cm。おとめ座。血液型S型。好きな食べ物はフォーチュン・クッキー。嫌いな食べ物は肉。趣味はインテリア・入浴。イメージ国はエジプト。イメージ職業はインテリアデザイナー。イメージ花はクロユリ。イメージ動物はウマ。
左右それぞれに3本の縦長三角眉がある金髪痩身の男。ポーカーフェイスかつ常に冷静沈着で冗談を嫌う性格。カードで死相や運気などを占い、その結果を確信して行動する。武器は「藁備手刀（ワラビデとう）」で、刀身を藁に変化させることが可能。
超人系悪魔の実「ワラワラの実」の能力者。他人の分身である「藁人形（ストローマン）」を体に宿し、自分が受けたダメージを肩代わりさせることができる。体に宿す藁人形のストックが切れない限り、自身がダメージを受けることはない。ただし、肩代わりさせる相手が体の一部を欠損している場合（隻腕など）は、その箇所に受けたダメージを受け流せず自分が傷を負ってしまう。また、自身が巨大な藁人形に変身したり、巨大な藁人形を刀から出現させることも可能。
シャボンディ諸島では黄猿に圧倒され窮地に立たされるが、黄猿が標的を麦わらの一味に切り替えたことで、九死に一生を得る。新世界では、フードヴァルテン島で茶ひげ海賊団を壊滅させた。
パンクハザード編で、キッドやアプーと海賊同盟を結成するも、その矢先に上空から落下してきたカイドウと遭遇。最後まで抗ったキッドと違い、最も生存率が高かったカイドウの傘下に入る道を選び、短期間で百獣海賊団「真打ち」の地位に上り詰めた。
ワノ国編では、九里の博羅町に駐在している。不法入国者の捜索のため九里ヶ浜に向かう途中、ルフィとゾロに遭遇するが逃げられる。博羅町に戻り、待ち伏せしていたローと交戦する。後日、ドレークやページワンと共に花の都に現れ、湯屋でナミたちを見つけるが、サンジが助けに入ったことで取り逃がしてしまう。羅刹町ではベポ達3人を人質にしてローの身柄を拘束するが、ドレークによってローを解放され、返り討ちに遭った。鬼ヶ島決戦ではキラーと対峙。戦いの中で藁人形のストックを次々に失うも、キッドの藁人形を見せつけてキラーを滅多打ちにする。しかし、左腕を斬り落とされキッドの藁人形を抜き取られたことで最後のストックを失い、形勢が逆転。「藁人形ズカード」で反撃に転じるも、「古きものの崩壊」や「新しい道」を意味する「塔」のカードに動揺した隙を突かれ、「刃音撃」を受け敗北した。カイドウの敗北後、決戦前に占っていた「明日まで生きている確率が1%の男」が自分自身であった事をドレークに明かすと、その場で力尽き倒れた。
名前の由来は私掠船長ジョン・ホーキンスと海賊バジル・リングローズ。
技一覧
降魔の相（ごうまのそう）
巨大な藁人間に変身し五寸釘で攻撃する。
藁人形ズカード（ストローマンズカード）
剣から巨大な藁人形を出現させ、引いたカードによって異なる効果を生み出す。この人形は遠隔操作が可能で、ホーキンスの動きと連動して動く。人形はスパイク付きの棍棒や、口から吹き出す釘で攻撃する。巨大な人形へのダメージは自身も受けるが、藁人形を体内に宿していれば無効化できる。カードの効果は様々で、「愚か者」の逆位置は「仲間割れ」、「法王」の逆位置は「追撃」、「死神」の正位置は「消滅」。自分が不利になるリスクがあるが、己の限界を超える力を与えてくれるカードもある。
ファウスト
声 - 福原耕平
ホーキンス海賊団船員。ネコのミンク。魔術師。「北の海」出身。誕生日は12月13日。

### ドレーク海賊団
X・ドレーク率いる海賊団。海賊旗は海軍のマークを改変したようなシンボル。船は「リベラルハインド号」で、海軍の軍艦を基調にした赤い船。
X・ドレーク（ディエス・ドレーク）
声 - 竹本英史
海軍本部機密特殊部隊「SWORD」隊長。ドレーク海賊団船長。百獣海賊団飛び六胞。「最悪の世代」の一人。元海軍本部少将。異名は「赤旗」。懸賞金2億2200万ベリー。
「北の海」出身。31歳→33歳。誕生日は10月24日（X=ローマ数字の10、アルファベットの24番目）。身長233cm。さそり座。血液型X型。好きな食べ物はチキンライス。嫌いな食べ物は卵。趣味は爬虫類マニア・天体物理学。イメージ国はトルコ。イメージ職業は動物園飼育員。イメージ花はリンドウ。イメージ動物はアロサウルス。
顎と胸に「X」の字が刻まれた男。アイマスクと二角帽が特徴。元海軍少将という経歴から、パシフィスタなどの海軍内の情報に精通している。女性の裸に免疫がなく、見ると眩暈を起こして倒れ込んでしまう。武器は剣と斧の二刀流。
動物系古代種の悪魔の実「リュウリュウの実 モデル“アロサウルス”」の能力者。恐竜に変身することができ、獣型では一噛みでパシフィスタを流血させられる。
元海軍将校の海賊ディエス・バレルズの息子で、幼い頃は海兵の父に憧れ、自身も海兵になることを夢に持っていた。かつては父の海賊団に所属しており、当時は「ドリィ」と呼ばれていた。当時から一味の誰よりも腕っ節はあったらしいが、海賊となった父に暴力を振るわれ、常におびえていた。13年前、ミニオン島でドフラミンゴが発動した「鳥カゴ」から運良く逃げ出し、海軍に保護された。父を殺したドフラミンゴには特に恨みを抱いていない。4年前の時点では黄猿の部下だった。
シャボンディ諸島では、小競り合いを起こしたキラーとウルージを制止した。その後の戦いでは、黄猿に深手を負わされた。新世界進出後、カイドウのナワバリである冬島で、傘下のスコッチに戦いを仕掛けた。その後、スパイとしてカイドウの傘下に入り、後に「真打ち」となりワノ国の編笠村を滅ぼした。真打ち最強の6人「飛び六胞」に名を連ねる一方で、秘密裏に百獣海賊団の情報を海軍に報告している。表紙連載『カリブーの新世界でケヒヒヒヒ』では、スコッチを襲ったカリブーを捕らえ連行した。
ワノ国編では、狂死郎一家に手を出したそば屋（サンジ）への見せしめとして、ページワンと共に花の都に召集される。その翌日、おそばマスクの捜索中に湯屋でサンジと遭遇するが取り逃がす。羅刹町での康イエの処刑の際、サンジと交戦するが、またも逃げられる。後日、ワノ国で起きている事件を部下のコビーに報告し、囚われていたローを解放する。しかし、鬼ヶ島の宴でこの件がクイーンに露見したことで孤軍となり、最後の希望であるルフィに共闘を志願。「氷鬼」の抗体の製薬に取り掛かるチョッパーをヒョウ五郎達と共に護衛する。その後、岩戸の間で漁夫の利を狙うアプーに勧誘されるが断り、ルフィへの義理としてアプーを倒すため彼を追いかける。道中でロビンを追うCP-0と遭遇し、アプーと一時手を組み立ち向かうも、ゲルニカに敗北。自分の正義を貫くために立ち上がり、ゲルニカに一矢報いるが、指銃を受けて再び倒れた。その後、海軍に救助されエッグヘッド編では海軍GS総合病院で治療を受けている。
名前の由来は私掠船長フランシス・ドレーク。
技一覧
X狩場（エクスカリバー）
剣と斧で相手をX字上に攻撃する。

### オンエア海賊団
スクラッチメン・アプー率いる海賊団。海賊旗は鍵盤のような歯並びや辮髪などアプーの特徴を模したドクロマーク。船は「ステイチューン号」で、船体の至る所に楽器や音楽機材のモチーフを取り入れたデザインになっている。
スクラッチメン・アプー
声 - 真殿光昭
オンエア海賊団船長。百獣海賊団情報屋。「最悪の世代」の一人。手長族。異名は「海鳴り」。懸賞金1億9800万ベリー→3億5000万ベリー。
「偉大なる航路」出身。29歳→31歳。誕生日は3月19日（ミュージックの日）。身長256cm。うお座。血液型XF型。好きな食べ物はトムヤムクン。嫌いな食べ物はマヨネーズ。趣味はDJ・サーフィン。イメージ国は中国。イメージ職業はDJ。イメージ花はポピー。イメージ動物はオランウータン。
鍵盤のような歯並びや辮髪が特徴の男。中華風の衣服を着用しており、ヘッドホンとサングラスをかけている。目立ちたがりな性格で、他人にちょっかいを出すことを好む。陽気な言動とは対照的に現実主義者であり、「自分達同世代の海賊が手を組んだ程度で四皇は倒せない」「海賊の同盟は最後には失敗する」と考えている。武器は一対のトンファー。一人称は「オラッチ」。笑い声は「アッパッパ」。
超人系悪魔の実「オトオトの実」の能力者。体中を楽器に変え、そこから発する音で攻撃することができる。形のない「音」による攻撃であるため、回避は困難。ただし、照準は目線であるため、発動した瞬間に大きく回避すれば攻撃は当たらない。また、攻撃範囲は音が聞こえる距離という制限があり、耳を塞がれる・距離をとられるなどで相手に音が聞こえないと攻撃は通用しない。「武装色の覇気」の使い手。
シャボンディ諸島では黄猿に一撃食らわせてすぐさま逃げようとしたが、返り討ちにあった。新世界では、とある春島でイノシシの大群に追いかけられていた。2年の間にトットランドに乗り込むが、ビッグ・マムの顔を見ることなくはじき出されたという。
新世界編では百獣海賊団の傘下に入っており、情報屋とナンバーズの調教師を務めている。パンクハザード編で、キッドやホーキンスと海賊同盟を結成する。だが、これは2人をハメるための罠で、その矢先に上空から落下してきたカイドウを2人に引き合わせた。ゾウ編では、ジャックとの通信が途絶えたことをカイドウに報告した。
ワノ国編では、火祭りの夜の宴に参加し、麦わらの一味やキッド達を狙い攻撃を仕掛ける。クイーンが敵味方無差別に「氷鬼」をばら撒くとウイルスの抗体を渡され、奪われないよう逃げ回るが、ゾロの攻撃を受け抗体を奪われてしまった。その後、ルフィやカイドウを出し抜くため岩戸の間でドレークを勧誘するが断られ、手を組む相手を偶然現れたヤマトに切り替える。ヤマトを追いかける最中にCP-0に遭遇し、不用意に挑発したことで攻撃を受け、ドレークと共に反撃する。しかし、ドレークと三鬼が敗れると、一美を引き連れてその場から逃走した。戦いの7日後には、ルフィたちの懸賞金が上がったことをキッドに伝えた。
名前の由来は中国海賊チュイ・アプー。
技一覧
戦う音楽（たたかうミュージック）
全身の各部を楽器に変えた攻撃。
斬（シャーン）
頭のシンバルを叩いて斬撃を放つ。
爆（ドーン）
胸の太鼓を叩いて爆撃を放つ。
殴（ボン）
手首の弦を弾いて打撃を放つ。

### ボニー海賊団
ジュエリー・ボニー率いる海賊団。船員は「南の海」ソルベ王国の元漁師たちで構成されている。ボニーの父であるバーソロミュー・くまと、太陽の神ニカを見つけることを目標としている。海賊旗はボニーの顔を模したドクロの後ろに、食べかけのピザが描かれたマーク。船は「ジュエリー・マルゲリータ号」で、船全体にピザやチーズなど食材のモチーフが取り入れられている。
ジュエリー・ボニー
声 - 木内レイコ（392 - 736話）、高木礼子（888話 - ）
ボニー海賊団船長。「最悪の世代」の一人。バーソロミュー・くまの義娘。異名は「大喰らい」。懸賞金1億4000万ベリー→3億2000万ベリー。
聖地マリ―ジョア出身。10歳→12歳。誕生日は9月1日（大食い→0091）。身長174cm。おとめ座。血液型F型。好きな食べ物はマルゲリータ・ピザ。嫌いな食べ物はニンジン。趣味は食事・ジェンガ。イメージ国はオーストラリア。イメージ職業はピザ屋。イメージ花はフリージア。イメージ動物はシカ。
ピンク色の長髪とはみ出した口紅が特徴の女海賊。実年齢はまだ12歳の少女だが、能力で常に20代（推定24歳）の姿でいる。帽子を被り、ノースリーブの上に毛皮のジャケットを羽織り、サスペンダー着きのホットパンツと柄のあるニーソックスにロングブーツを履いている。スタイルのよい細身の体格だが、異名が示す通りその体からは想像できないほどの大食い。食事作法が下品だったり虫が苦手だったりと子供らしい面が目立つ一方、事を荒立てない慎重さも併せ持つ。
超人系悪魔の実「トシトシの実」の能力者。人や物の年齢を自在に操ることができる「年齢自在人間」。敵を幼い子供や老人に変えて弱体化させたり、自身の容貌を変えて周りの目を欺いたりできるが、生物に対しての能力の効果はあくまで一時的なもので永続はしない。巨人族から太陽の神ニカまで、いかなる未来にも変身できる能力だが、現実を知るほどに選べる未来が狭くなっていく。また、未来の姿への変身は体力の消耗が大きく、長くはもたない。
かつて天竜人に攫われたジニーの娘として生まれる。生まれて間もなく、青玉鱗を発症したことで天竜人に捨てられた母と共にソルベ王国に逃れる。ジニーの病死後はくまに引き取られしばらくは平穏に暮らしていたが、母と同じく青玉鱗を発症し、外に出られない生活を余儀なくされる。ベガパンクからの手術を受けたことで回復に向かうも、くまは政府と交わした取引によってボニーと会えなくなり、ボニー自身も治療班に扮したサイファーポールの監視下に置かれる。ボニーは取引の内容を知らなかったが、父からの手紙が全く届かない事に違和感を覚え始め、9歳の時に王太后コニーの協力で監視の目を逃れ脱走。ソルベ王国の漁師たちと共にくまを探すために海へ出た。
出航からわずか半年の間で、11人の超新星に名を連ねる海賊となる。頂上戦争後、新世界に進出するが黒ひげに敗れ、拘束されて置き去りにされたところを、赤犬に捕らえられた。
新世界編では、海軍から脱走するも仲間とは合流せず単独で逃亡生活を送っている。ドレスローザ編では、ルフィ達がドフラミンゴを倒した新聞記事を見て感心していた。
世界会議編では、コニーに変装してマリージョアに潜入。そこで天竜人に虐げられる父の姿を見て、涙を流しながら激しい怒りを見せた。城内でサボと遭遇し、父の救出を託すと、タジン王国の船に密航してマリージョアを脱出した。
エッグヘッド編では、ベガパンクに父を改造人間にした理由を問い質すために一人でエッグヘッドを目指す。しかしその途中で暖水渦に巻き込まれてしまい、近くを通った麦わらの一味に助けられる。ルフィ達と共に上陸した後は度々ベガパンクの命を狙ったが、「ルームNIKYU」でくまの記憶に触れ、黒幕が五老星のサターン聖であることを知る。エッグヘッドにサターン聖が現れると攻撃を仕掛けるも敵わず、逆に殺されそうになってしまう。しかし、カマバッカ王国から駆けつけたくまに寸前で助けられ、2人で再会の抱擁を交わした。その後は能力で海軍を攪乱しながら巨兵海賊団と合流し、迫る五老星を退けるためにニカの姿に変身する。出航目前でサターン聖が船に降り立つと、再びニカに変身し、ギア5状態のルフィと共にサターン聖に攻撃を浴びせて撃退に成功した。
出航後、父と共に水平線を見るという夢を叶え、エルバフに同行。エルバフではリリスと行動を共にする。
名前の由来は女海賊アン・ボニー。
技一覧
歪んだ未来（ディストーションフューチャー）
肉体を本来の未来とは違う姿に成長させる。「何かあった未来」「ニカみたいな未来」「巨人みたいな未来」といったバリエーションがあり、「ニカみたいな未来」では体の一部を膨張させることで擬似的にニカの能力を再現することができる。「あたしが一番自由な未来」に変身すると、ニカ及び「ギア5」とほぼ同じ姿になり、同様の技を使えるようになる。
ニカのパンチ
「あたしが一番自由な未来」の状態で、拳を大きく膨らませてパンチを放つ。
解放のニカパンチ
ルフィとの合体技。ルフィは「ギア5」状態で拳を連打し、ボニーは「あたしが一番自由な未来」の状態で拳を放つ。
跡死突き（トシつき）
鉄パイプ等の武器で突いた相手から年齢をファンシーな外見の光る物体にして放出させ、若返らせる。
老化衝撃（オイルショック）
触れた物を経年劣化で朽ちさせる。
臨死体験（エヌディーイー）
銃撃した相手を一瞬白骨化させ、「死を体験させる」ことで精神的ショックを与える。
ギョギョ、トッツ、パート、ポテト
声 - 宮本崇弘（ギョギョ）、木下紗華（ギョギョ・幼少期）/ 鈴木賢（トッツ）、鈴木れい子（トッツ・幼少期）/ 沼田祐介（パート）/ 片貝直生 (ポテト)
ボニー海賊団船員。元漁師。「南の海」ソルベ王国出身。
くまやジニーとは幼馴染で、くまの傍らで赤子の頃からボニーを見守ってきた。漁師時代からそこらの海賊や海獣も黙らせるチンピラ漁師として名が通っていた。

### 破戒僧海賊団
ウルージ率いる海賊団。海賊旗は、左右に羽があるウルージの顔を模したドクロの周囲に数珠が描かれたマーク。船は「般城丸（はんじょうまる）」で、船首像は二本の薙刀が交差した般若の面。
ウルージ
声 - 楠大典
破戒僧海賊団船長。「最悪の世代」の一人。異名は「怪僧」。懸賞金1億800万ベリー。
空島出身。45歳→47歳。誕生日は8月1日（「は」か「い」そう）。身長388cm。しし座。血液型S型。好きな食べ物はあずき、豚肉。嫌いな食べ物は野菜。趣味は酒・色事・山登り。イメージ国はインド。イメージ職業はキャバクラ支配人。イメージ花はヒナギク。イメージ動物はゾウ。
僧侶のような服装をした巨漢で、背中には空島出身者が持つ羽がある。不敵な笑みを絶やさず、ふてぶてしい物言いが多い。巨大な棍棒のような武器を携帯している。部下からは「ウルージ僧正」と呼ばれる。
受けたダメージに応じてパワーアップし、巨大化することができる悪魔の実の能力者。
シャボンディ諸島では、キラーと小競り合いを起こす。その後、パシフィスタと交戦し、次いで現れた黄猿に深手を負わされた。新世界ではライジン島に辿り着き、上陸しあぐねていた。2年の間にトットランドに侵入してビッグ・マム海賊団の将星スナックを討ち取ったが、将星クラッカーに惨敗したという。
ドレスローザ編では、空島バロンターミナルで傷を癒しており、そこでカイドウの飛び降り自殺の現場に遭遇するが、「本気なら止めまい」と見守った。
名前の由来はバルバリア海賊ウルージ・バルバロッサ。
技一覧
因果晒し（いんがざらし）
パワーアップした状態での強力なパンチ。

## 東の海の海賊団
バギー&アルビダ連合 / クロネコ海賊団 / クリーク海賊団 / アーロン一味

### バギー&アルビダ連合
それぞれルフィに倒されたアルビダ海賊団とバギー海賊団が、ルフィを捜すという目的の元に結束した一派。新世界編では、海賊派遣会社「バギーズ・デリバリー」として活動していた。王下七武海撤廃後、クロスギルドに事実上吸収された。

#### バギー海賊団
綱渡りフナンボローズ
バギーの部下の下っ端3人組。ナミに騙され、船を盗られた。結成日は2月25日。
怪力ドミンゴス
バギーの部下の3人組。ナミを追いかけていたが、ルフィに敗れた。結成日は2月19日。
軽業フワーズ
バギーの部下の4人組。ナミを襲ったが、ゾロに敗れた。結成日は7月13日。

#### アルビダ海賊団
海賊旗は目がハート型の横向きドクロ。船は「Miss ラブ・ダック号」で、船首は白鳥を象っている。
アルビダ
アルビダ海賊団船長。
ヘッポコ、ペッポコ、ポッポコ
アルビダの部下。誕生日は9月2日。
コビー
元アルビダ海賊団航海士兼雑用。現在は海軍本部大佐。

### クロネコ海賊団
海賊旗は猫のマーク。船の名前は「ベザン・ブラック号」で、船首は黒猫を象っている。
クロ
声 - 橋本晃一 / 演 - アレクサンダー・マニアティス
クロネコ海賊団初代船長。通称「キャプテン・クロ」。異名は「百計のクロ」。元懸賞金1600万ベリー。
「東の海」出身。33歳→35歳。誕生日は4月22日。身長207cm。おうし座。血液型X型。好物はバナナ。
眼鏡をかけたオールバックの男。緻密な計画の下に犯罪・略奪を繰り返してきた知能犯。計画のためなら味方も躊躇なく殺す非情な性格で、船員を「船長がいなければ何も出来ないコマ」としか見ておらず、海賊団は世間からはみ出した野犬のかき集めでしかないと思っている。武器は、指先に長い爪のように5本の刀がついた手袋「猫の手」。刃で自分の顔を傷つけないよう、ずり落ちた眼鏡を手の平で上げる癖がある。
100メートル4秒台という超人的スピードの走力を誇り、目にも留まらぬ速さで敵を仕留める暗殺術を得意とする。ブランクはあるもののニャーバン・兄弟を圧倒し、超スピードでルフィを翻弄するなど実力は健在。
海賊時代の5年前、無能な部下を抱えながら海兵や賞金稼ぎに追われる海賊生活に嫌気がさし、キャプテン・クロの名を消し船を降りることを計画。襲撃してきた海軍船を単身で返り討ちにし、運良く一命を取り留めたモーガンをジャンゴの催眠術で操り、部下を身代わりとして処刑させることで自らの存在を抹消する。そしてジャンゴに船長の座を譲り、船を降りた。その後は金と平穏を手に入れるため、経歴を偽り「クラハドール」と名乗り、シロップ村でカヤの家の執事になる。善良な人物を演じ、3年をかけて周囲の完璧な信頼を得ることで、血縁ではない自分が遺産相続者として選ばれてもおかしくない立場を作り上げた。カヤにも表向き親しく接し、彼女からも慕われていたが、実際は情の欠片も抱いていなかった。
船を下りてから3年後のシロップ村編で、部下を呼び込んでカヤを暗殺し、カヤに遺書を書かせることで自分に遺産を相続させる計画を実行。だが、計画を知ったウソップと麦わらの一味が立ちはだかる。ルフィを超スピードの無差別攻撃「杓死」で翻弄するも、部下を平然と傷つける行為がルフィの怒りを買い、「ゴムゴムの鐘」を受け敗北。部下と共に撤退し、その後の消息は不明。
技一覧
抜き足（ぬきあし）
消えたようにしか見えない無音の高速移動術。ジャンゴ曰く、暗殺者50人を集めても気配を感じる間もなく殺されるという。
杓死（しゃくし）
「抜き足」状態で「猫の手」を使い、周囲を無差別に攻撃する。その速さゆえ、何を切っているかクロ本人ですら把握できていない。スピードは六式「剃」とほぼ互角。発動する際、両手と頭を前に下げた脱力した構えを取る。
ジャンゴ
クロネコ海賊団副船長→クロネコ海賊団2代目船長。現在は海軍本部少佐。
シャム&ブチ
声 - 小野坂昌也（シャム）、高戸靖広（ブチ） / 演 - アルバート・プレトリウス（ブチ）
クロネコ海賊団船の番人・二大幹部。通称「ニャーバン・兄弟（ブラザーズ）」。懸賞金700万ベリー（ニャーバン・兄弟として）。
シャムは「東の海」出身。21歳→23歳。誕生日は4月19日（シャム→4、シャ→S→アルファベット19番）。身長201cm。おひつじ座。血液型X型。好物は焼き魚。
ブチは「東の海」出身。21歳→23歳。誕生日は2月7日（ブチ→27）。身長216cm。みずがめ座。血液型X型。好物はフィッシュ&チップス。
シャムは猫背で華奢な体格で、演技や騙し討ち、相手の武器を盗むことを得意とする策略家。ブチは肥満体型でパワーやジャンプ力を生かした戦いを得意とする武闘家。2人とも両手に鋭い爪がついた手袋をしている。息の合ったチームワークが自慢で、2人合わせての実力はジャンゴをも凌ぎ、クロが船を下りてからは実質クロネコ海賊団の最強コンビとされている。
ゾロとの戦いではシャムが刀を2本奪い有利に立つが、ナミに刀を取り返され、「虎狩り」を受けて敗れた。シャムは倒れたがブチは耐え抜き、ジャンゴに催眠術をかけてもらいパワーアップした状態でゾロに2度目の戦いを挑むが、再び敗北を喫した。
実写ドラマ版でも同じ立ち位置で登場するが、シャムが女性に変更されている（俳優はビアンカ・ウーストハイゼン、日本語吹替は庄司宇芽香）。
技一覧
ネコババ
シャムの技。そのスピードを生かし、相手の武器を盗む。
キャット・ザ・フンジャッタ
ブチの技。その体格を生かし、ジャンプで勢いをつけて相手を踏み付ける。催眠によるパワーアップ後は地面が割れるほどの威力になる。
ネコ柳大行進
2人がかりで、手の爪を使い相手を連続でひっかく。
ヌギレ・ヤイヌ
クロネコ海賊団船大工。「東の海」出身。誕生日は7月18日。ジャンゴに催眠術をかけられ、クロに仕立て上げられる。同じく催眠術をかけられたモーガンに海軍基地に連行され、身代わりとして処刑された。

### クリーク海賊団
「東の海」最強の戦力を持つと言われる、50隻・5000人の兵力からなる海賊艦隊。海賊旗は、両脇に敵への脅迫を示す砂時計がついたドクロマーク。本船は巨大なガレオン船「ドレッドノート・サーベル号」。「偉大なる航路」へ進出したところを七武海ミホークに襲撃され、ほぼ壊滅。本船は命からがら「東の海」に帰還し、海上レストラン・バラティエを襲ったが、ルフィと海のコック達によって返り討ちにされた。
クリーク
声 - 立木文彦
クリーク海賊艦隊提督。通称「首領・クリーク（ドン・クリーク）」。異名は「ダマし討ちのクリーク」。懸賞金1700万ベリー。
「東の海」出身。42歳→44歳。誕生日は9月19日。身長243cm。おとめ座。血液型XF型。好物は海王類の丸焼き。
筋肉質な体格の大男。5000人の兵力を束ねる高い統率力を持つが、義や情を嫌い部下の犠牲を省みない冷酷な性格。部下からは恐れられているが、同時に寄せられる忠誠心は本物である。戦闘に必要なのは「殺す手段」だけだと考えており、勝つためならどんな卑怯な手も使う。
強靭な硬度を誇るウーツ鋼の鎧や大量の武器・兵器を全身に仕込んでいる。その重武装は1tを超えるものでありながらも平然と着こなし、それらを軽々と操る怪力を持つ。全身に仕込んだ武器で容赦なく戦う術を「武力」と呼び、自身を最強と称して憚らない。
かつて、監獄から海兵になりすまして上官を殺し、軍艦を乗っ取ることで海賊として狼煙を上げる。以後、白旗を上げる・海軍船を装うなどの勝つためならば手段を選ばない騙し討ちを繰り返し、東の海の覇者へと成り上がった。
「偉大なる航路」での航海7日目で、50隻の艦隊をミホークに破壊される。偶然起こった嵐により難を逃れ、ボロボロになったガレオン船とわずか100人程度の部下と共に「東の海」に逃げ延びる。そこでフルボディの部隊に狙われたが、囮となったギンによって逃れる。帰還したギンに案内され、餓死寸前の状態で「バラティエ」に辿り着き、サンジとゼフに与えられた食事で己と部下の命を取り留める。しかし受けた恩を意にも介さず、「偉大なる航路」に再挑戦するために、ゼフの航海日誌とバラティエを奪うべく侵略を決行。ギンが命令に背いた上、命を救われた恩義でサンジに止めを刺せなかったことに激昂し、「M・H・5」を発射し彼を猛毒に冒す。怒るルフィに対し全身の「武力」をもって多くの傷を負わせるが、彼の死をも恐れぬ信念に押されていき、最後は「ゴムゴムの大槌」を受けて敗れた。なおも立ち上がり、自暴自棄に陥ったところをギンに気絶させられ、バラティエを後にした。
武器一覧
大戦槍（だいせんそう）
クリーク最強の武器。重量1トンを超える大槍であり、先端にある刃が武器になることをはじめ、物体に当てると爆発する性質も持っている。打ち込む力が強いほど爆発も大きくなる。
M・H・5（エム・エイチ・ファイブ）
一息吸えば全身の自由を奪う猛毒ガス弾。小さな町なら一帯を毒に冒すことができる威力で、使用する際クリークと船員たちは防毒マスクを着ける。
炸裂手裏剣
敵の至近距離で破裂し無数の手裏剣を放つ弾丸。弾頭はM・H・5と同形状で、作中ではフェイントとして使用された。
ダイヤの拳
ダイヤモンド製のナックルダスター。
剣山マント
棘が大量に付いたマント。
その他
杭を射出する銃、拳銃、鉄球、爆弾、火炎放射器、鉄の網を使用している。
ギン
声 - 小野健一
クリーク海賊艦隊戦闘総隊長。異名は「鬼人のギン」。懸賞金1200万ベリー。
「東の海」出身。25歳→27歳。誕生日は4月7日（銀の原子番号47）。身長186cm。おひつじ座。血液型S型。好物はサンジが作ったピラフ。
目の下の濃いクマが特徴の男。たとえ命乞いをされようとも容赦なく敵をいたぶり殺すことから「鬼人（きじん）」の異名を持つ。非情な戦闘スタイルとクリークへの高い忠誠心を併せ持つことから、クリーク海賊団No.2の地位を授けられている。戦闘には一切の容赦がないが、情に厚い性格。当初はクリークに従うことしか考えていなかったが、バラティエでの戦いで自分の信念を持つようになる。
鉄球がついたトンファーのような武器を使う。鉄壁を誇るパールの盾を一撃で破壊し、傷だらけだったとはいえ、サンジを追い詰めるほどの実力者。
「偉大なる航路」からの敗走中、待ち構えていたフルボディの部隊に見つかるものの、自ら囮となり海軍に捕まる。脱走してバラティエに辿り着き、餓死寸前であったところをサンジに救われる。その後、餓死寸前のクリーク達を引き連れてバラティエを再訪し、侵略を開始。しばらくは戦況を見届けていたが、ゼフを人質にとり、サンジに降伏を促す。サンジが一切要求に応じないことを悟ると、サンジと交戦中のパールを盾ごと粉砕して失神させ、自らサンジと相対する。既に満身創痍だったサンジを追い詰めたが、命を救われた恩義により止めを刺せず、船を見逃してほしいとクリークに忠言したことから見捨てられ、MH5の猛毒に冒される。コックたちの看病で即死は免れ、ルフィに敗れ錯乱状態になったクリークを失神させて戦いの幕を引き、心の奥底で目指していた「偉大なる航路」での再会をルフィとサンジに約束し、クリークを連れてバラティエを去った。
パール
声 - 河本浩之
クリーク海賊艦隊第2部隊隊長。異名は「鉄壁のパール」。
「東の海」出身。23歳→25歳。誕生日は7月11日（真珠記念日）。身長239cm。かに座。血液型F型。好物はホタテ。
ジャングル育ちの大柄の男。巨大な2枚の盾に挟まれる格好で全身を守っており、腕や膝にも盾を身に着けている。クリーク同様勝つためなら手段は選ばない冷酷さを持つ。口癖は「イブシ銀」「鉄壁」。
全身の盾による鉄壁の防御を自負しており、「軍艦の砲撃も効かない」と豪語する。過去61回の死闘を無傷で勝利し、血を一滴たりとも流さなかったという。しかし身の危険を感じると激しく動揺し、「ジャングルでの猛獣避け」の癖で、問答無用で自分の盾や周囲に火を放つ「ファイヤーパール」となってしまう。
部下達を一蹴したパティとカルネをたやすく倒すと、サンジと交戦する。当初は鉄壁の自信から余裕綽々と戦っていたが、クリークに吹き飛ばされたルフィが頭にぶつかり、鼻血を流してしまう。動揺してバラティエ甲板を火の海に変えるが、炎に全く動じないサンジに圧倒され、ルフィが倒したマストの下敷きになる。ギンがゼフを人質にとると、手が出せないサンジを滅多打ちにしたが、命を救われたケジメとして自らサンジを倒すことを望むギンに盾ごと粉砕されて倒された。
技一覧
パールプレゼント
硬い盾で殴りつける。炎を纏った状態で放つ強化版「ファイヤーパールプレゼント」の他、「超天然パールプレゼント」「ダメ押しパールプレゼント」などのバリエーションも存在する。
ファイヤーパール大特典
火のついた玉をまき散らす。
パールクローズ
盾で相手の喉を挟み潰す。
サービスパール・イブシギンプレゼント
頭から落ちて相手を押し潰す。
アイデアマン
クリーク海賊団参謀。「東の海」出身。誕生日は3月17日。
ハッスル
クリーク海賊団戦闘インストラクター。「東の海」出身。誕生日は7月28日。
カギッコ
クリーク海賊団錠前師。「東の海」出身。誕生日は10月27日。

### アーロン一味
ナミの故郷を支配していた一味。元は魚人島周辺で活動しており、15年前、フィッシャー・タイガー率いるタイヨウの海賊団に合流するが、2代目船長ジンベエが七武海に加盟したことで決別し、再び独立した。8年間コノミ諸島を支配下に置いていたが、ルフィ達に敗れ、後に全員が海軍に捕縛されて崩壊した。海賊旗はノコギリザメのマーク。船の名前は「シャーク・スパーブ号」。
アーロン
声 - 小杉十郎太、東地宏樹（実写ドラマ版） / 演 - マッキンリー・ベルチャー3世
アーロン一味船長。ノコギリザメの魚人。マダム・シャーリーの母親違いの兄。異名は「ノコギリのアーロン」。懸賞金2000万ベリー（当時の東の海最高額）。
魚人街出身。39歳→41歳。誕生日は5月3日。身長263cm。おうし座。血液型F型。好物は牛の丸焼き。
魚人族は「人間の進化系」「万物の霊長」であるという思想を持ち、人間を下等種族と見下す種族主義者。同族の魚人は「同胞」と呼び大事に扱っている。人間を激しく嫌っており、人間を殺すことを何とも思っていない。ただし、人間でも金で話の分かる者や利用価値のある者は別と考えており、アーロンパークの造形をシャボンディパークに似せるなど、人間世界への憧れを密かに抱いていた。笑い声は「シャハハハハ」。
巨大なノコギリ刀「キリバチ」を武器とする。並みの攻撃ではびくともしない強度を誇る鋭いノコギリ状の鼻、何度も生え変わる牙、砲弾や石柱をも噛み砕く強力な顎の力など、鮫の特性を活かした攻撃を行う。魚人の中でも抜きん出た力を持ち、少量の水を掛けるだけで散弾銃ほどの威力を持たせることもできる。怒りが頂点に達すると海王類が怒った時のような鋭い目つきになる。ヨサクは「個人の実力ではクリークを凌ぐ」と評している。
幼い時に父親に魚人街に捨てられて以後はそこで育ち、15歳の頃に父親と名乗る魚人が連れて来たシャーリーと出会う。無法者だらけの魚人街の中でも最も気性が荒く成長し、魚人島周辺の海底で暴れ回り海軍でも噂される程の海賊となる。同郷出身で「大アニキ」と慕っているフィッシャー・タイガーがタイヨウの海賊団を結成すると同時に合流し、ジンベエと並び一味の中核を担った。人間嫌いはこの頃からであり、幼い頃のホーディ達に人間は憎むべき存在という意識を植えつけた。
タイガーから人間に対する過度な攻撃を咎められても全く意に介さず「恐怖を与える事が復讐を止める」と考えていた。また、一時乗船した人間の少女コアラに対しても、他の者と違って心を開くことはなかった。タイガーの死後、彼を殺した人間を皆殺しにするために単騎で復讐に向かうも、当時海軍中将のボルサリーノに返り討ちにされ、インペルダウンに投獄される。1年後、ジンベエの七武海加入と引き換えに恩赦で釈放されるが、政府の狗となったジンベエに決別を言い渡し、再び一味を率いて独立する。
10年前、東の海全体を支配する「アーロン帝国」の建国を企み、コノミ諸島にある20もの町村を力で支配し、奉貢を払えなかったナミの義母ベルメールを見せしめとして射殺した。さらにナミの海図を描く才能に目を付け、半ばココヤシ村を人質にする形で無理矢理アーロン一味に加入させた。ナミには大量の海図を描かせ、世界中の海を把握することでアーロン帝国の発展に利用しようとしていた。島の支配においては、人間達を無益に虐殺せず、島民から毎月奉貢を搾取していた。ただし、奉貢の未払いや武器の所持は反乱とみなし、ルフィ達がココヤシ村に到着する数週間前には奉貢の未払いがあったことで「反乱した」ゴサの町を壊滅させた。また、海軍大佐ネズミを賄賂で手懐けることで、海軍本部に島の支配が漏れぬよう手を回していた。
1億ベリーを払えば村もナミも解放するという約束をナミと交わしていたが、8年が経ち9300万ベリーに達したところでネズミに没収させ、ナミを絶望の淵に叩き落とす。この出来事は、ココヤシ村の反乱とルフィ達の戦いの火付けとなった。アーロンパークでの戦いでは、身動きが取れなくなったルフィを海中に突き落とし、しばらくはゲームとして見物していたが、幹部達が全員敗北すると重い腰を上げて手負いのゾロとサンジを圧倒。海中から復帰したルフィとの一騎討ちでも優勢を保っていたが、測量室での攻防でナミを道具扱いする言葉を発したことがルフィの怒りを買い、自慢の鼻をへし折られた挙句、「ゴムゴムの戦斧」を受けてアーロンパークごと叩き潰された。その後、幹部達共々海軍に逮捕された。
技一覧
歯ガム（トゥースガム）
牙が何度も生え換わることを利用し、自ら牙を抜き、手に持って戦う。
鮫・ON・DARTS（シャーク・オン・ダーツ）
ノコギリ状の鼻で相手を貫く、魚雷のような突進攻撃。地面に鼻だけで突き刺さっても安定した態勢をとることができ、さらにはその状態で即座に二発目を放てる機動性を持つ。
鮫・ON・歯車（シャーク・オン・トゥース）
回転しながら相手に噛みつく突進攻撃。
はっちゃん
アーロン一味幹部。現在はたこ焼き屋店主。
クロオビ
声 - 江川央生
アーロン一味幹部。エイの魚人。懸賞金900万ベリー。
魚人街出身。34歳→36歳。誕生日は10月25日。身長252cm。さそり座。血液型XF型。好物はエビの刺身。
魚人空手40段を誇る格闘家。掛け声は「エイッ!」。幹部の中でも警戒心の強い性格で、ナミの行動に常に眼を光らせており、アーロンパークでのナミの部屋を探ったりもしていた。10年前、ゲンゾウの全身に傷を負わせた張本人であり、その際はサーベルを使用していた。
麦わらの一味が攻めてきた際には、サンジと相対する。ルフィを救出するため海中に飛び込んだサンジを追い、水中戦では一方的に攻撃を加えたが、水中での魚人の弱点であるエラに息を吹き込まれ、再度地上戦に持ち込まれる。サンジの騎士道を侮辱したことで怒りを買い、怒涛の攻撃と「羊肉ショット」を受けて敗北した。
技一覧
百枚瓦正拳（ひゃくまいがわらせいけん）
渾身の正拳突き。壁を貫くまでサンジを吹き飛ばした。
千枚瓦正拳（せんまいがわらせいけん）
クロオビの究極正拳。放とうとした時にサンジに止めを刺されたため不発となった。
腕刀斬り（わんとうぎり）
前腕部を相手に叩きつける。
イトマキ組手（イトマキくみて）
長い後ろ髪を相手に巻きつける。
海速・腹下し蹴り（かいそく・はらくだしげり）
相手の腹を蹴る。水中では威力が上がる。
火華カカト落とし（かかカカトおとし）
前転し勢いをつけてからの踵落とし。
カチ上げ背足（かちあげはいそく）
相手の顎をけり上げる。
上段爆掌（じょうだんばくしょう）
右手の掌底。
圧迫死直下航路（あっぱくしちょっかこうろ）
相手に組みつき水面近くから海底まで急降下することで、水圧の変化によるダメージを与える。
チュウ
声 - 小野坂昌也
アーロン一味幹部。キスの魚人。懸賞金550万ベリー。
魚人街出身。33歳→35歳。誕生日は5月23日。身長257cm。ふたご座。血液型X型。好物はアサリの味噌汁。
口に含んだ水を超高速で吐き出し、銃火器と変わらない威力を持たせる「水鉄砲」の使い手。アーロン同様、人間を見下しており、タイヨウの海賊団に所属していた頃から悪名を高めることに拘っていた。口癖は「チュッ」。
麦わらの一味との戦いでは、ウソップと戦う。当初は臆病に逃げ回るウソップを追いかけたが、命を掛ける覚悟を決めたウソップに奇策で翻弄される。酒をかけられた体に「火炎星」を受けて炎上し、とどめに「ウソップハンマー」を連続で受けて敗北した。
技一覧
水鉄砲（みずでっぽう）
口に含んだ水を高速で吐き出す。
百発水鉄砲（ひゃっぱつみずでっぽう）
「水鉄砲」を連射する。
水大砲（みずたいほう）
大量の水を一気に吐き出す。辺りの林を一瞬で平野に変えるほどの破壊力。
ナミ
元アーロン一味幹部。現在は麦わらの一味の航海士。
カネシロ
アーロン一味船大工。金魚の魚人。魚人街出身。誕生日は12月2日。額と胸に「金」の文字がある。
ピサロ
アーロン一味音楽家。マンボウの魚人。魚人街出身。誕生日は8月14日。両手にマラカスを持っている。
タケ
アーロン一味コンパ隊長。コイの魚人。魚人街出身。誕生日は8月21日。額に「恋」の文字がある。
シオヤキ
アーロン一味宴会部長。サケの魚人。魚人街出身。誕生日は3月27日。常に酒を持っている。
モーム
アーロン一味戦闘員の海牛。

## 偉大なる航路の海賊団
巨兵海賊団 / ブリキング海賊団 / ベラミー海賊団 / 猿山連合軍 / フォクシー海賊団 / ローリング海賊団 / マクロ一味 / 九蛇海賊団 / ニセ麦わらの一味 / カリブー海賊団 / ドンキホーテファミリー（ドンキホーテ海賊団）

### 巨兵海賊団
新世界「エルバフ」の巨人族によって構成された海賊団。海賊旗は角の生えたドクロマーク。船は巨人族が何人も乗れる、山より巨大な2隻の船「グレート・エイリーク号」。ヤルル&ヨルルが船長の時代の船は「グレートマグニ号」。かつて世界中の海を豪快に暴れまわり世界を震撼させていたが、約100年前に2人の頭が決闘を始めたため、リトルガーデンで解散した。その後、残党数名が海軍に捕まるもシスター・カルメルの訴えにより、処刑を免れた。解散後は昔話などに登場する伝説の海賊団となっていたが、エッグヘッド編にて、およそ100年ぶりの復活を果たした。モデルは現実世界のヴァイキング。
ドリー&ブロギー
声（ドリー） - 郷里大輔（71話 - 270話）→藤原貴弘（1109話 - 1112話）→間宮康弘（1140話 - ）
声（ブロギー） - 稲田徹
巨兵海賊団の2人の頭。異名は「青鬼のドリー」と「赤鬼のブロギー」。懸賞金1億ベリー（共に100年前当時の金額）→18億ベリー。
共に新世界「エルバフ」出身。158歳→160歳。血液型F型。
ドリーの誕生日は10月2日。身長22.6m。てんびん座。好物はビールと首長竜の肉。
ブロギーの誕生日は2月1日。身長21.3m。みずがめ座。好物はビールとトリケラトプスの肉。
ドリーは細身で腰まで届く長い髭を生やしている。武器は西洋剣「テリーソード」。笑い声は「ゲギャギャギャ」。ブロギーは口を覆う髭を生やし角付いた兜を被っている。武器は斧「ブルーザーアックス」。笑い声は「ガババババ」。共に性格は豪胆そのもので、エルバフの戦士の誇りを何よりも重んじており、その誇り高さは勇敢なる海の戦士を目指すウソップに大きな影響を与えた。
約100年前、それぞれが大型海王類を仕留めて自慢話で盛り上がっていた際に、1人の少女からどちらの獲物が大きかったのか尋ねられ、互いに譲り合わず、ハッキリさせるためにリトルガーデンで決闘を開始した。100年以上経った今では2人とも決闘を始めた理由を覚えていないが、エルバフの掟の下、エルバフの神の加護を信じ、互いの誇りを懸けて一切の手加減をせず7万回を超えてなおも戦い続けている。
懸賞金目当てでバロックワークスに狙われ、ドリーは酒に爆薬を仕込まれて負傷する。怪我を隠して決闘に臨むドリーに対し、ブロギーは異変に気づきながらも、戦士としての礼儀を持って切り伏せる。長年の決闘で武器が朽ちていたため、ドリーの傷は致命傷には至らず九死に一生を得た。その後バロックワークスに拘束されたが、ルフィ達に助けられた。戦士の誇りを守ってくれたルフィ達に感謝し、その恩に報いるため、再会を約束しリトルガーデン近海に生息する巨大金魚「島食い」を己らの武器を破壊してまで倒し、麦わらの一味の行く手を開いた。武器を失ってなお決闘は続いており、その後はただの殴り合いになっていた。
エッグヘッド編までに、武器を取りに行くためにオイモやカーシーと共にエルバフに帰還する。シャンクスがキッドを撃破すると、エルバフを戦場にしようとした報いを受けさせるべく海岸から「覇国」を放ち、キッド海賊団のヴィクトリアパンク号を破壊した。その後、エッグヘッドの騒動を聞き付け、ルフィ達を助けるために仲間を引き連れてエッグヘッドに現れる。上陸すると土茶中将や五老星と交戦し、サニー号と共にエッグヘッドを出航した。エッグヘッド編後、ルフィと共にエッグヘッドを火の海にした首謀者と報じられ、現在の物価に合わせて懸賞金が18億ベリーに上がった。
エルバフ編では麦わらの一味と共にエルバフに帰還し、一味のために歓迎の宴を開く。神の騎士団による侵攻が開始すると、海賊船に改造を施して現れ、「覇国」で夢の怪物「MMA」達を一掃する。
技一覧
覇国（はこく）
2人同時に武器を振りかざす。海を割りながら巨大金魚「島食い」を一刀両断する破壊力。ブロギー曰く「エルバフに伝わる巨人族最強の槍」。また、ドリー曰く「血に染まるヘビ」以外なら突き通すことが可能。
太陽鋸（タイヨウノコ）
2人同時に武器を振るい、挟み込むように対象を切断する。
太陽の盾（スヴァリン）
2人同時に腕の盾で相手の攻撃を食い止める。
隔（スキールダ）
「太陽の盾」でガードをした状態から、同時に腕を振るって相手を吹き飛ばす。
オイモ&カーシー
声 - 岡本寛志（オイモ）、福原耕平（カーシー）
巨兵海賊団戦闘員の2人組。2人とも新世界「エルバフ」出身。
オイモは151歳→153歳。誕生日は1月6日。身長16m。やぎ座。血液型F型。好物はふかしたサツマイモ。
カーシーは154歳→156歳。誕生日は4月1日。身長17m。おひつじ座。血液型X型。好物は焼きナス。
オイモの武器は棍棒、口癖は「オイモ（俺も）」、笑い声は「イギャギャギャ」。巨体で大勢の相手を押し潰す技「オイモプレス」を持つ。カーシーの武器は斧、笑い声は「ウババババ」。
巨兵海賊団の解散後はエルバフに帰還しており、63年前に「羊の家」にやってきた幼少期のリンリンとも親しい間柄だった。しかし解散から50年後、ドリーとブロギーの帰還があまりに遅いと思い、迎えに行く途中で海軍に捕まる。「2人は海軍に囚われており、100年間エニエス・ロビーの門を守れば解放する」という嘘を吹きこまれたため世界政府につき、50年間エニエス・ロビーで門番として働いていた。
フランキー一家とガレーラに門を破られてしまい涙するが、そげキング（ウソップ）から船長の現状を聞かされ、自分達を騙していた政府に反旗を翻した。その後、ウォーターセブンでは船大工達と共に工事を手伝い、ウソップと再会の約束を交わした。後にエルバフに帰還するために、ウォーターセブンを出発した。
新世界編のエッグヘッド編までに、リトルガーデンにいた2人の船長を連れてエルバフへ帰還する。キッド海賊団との交戦後、ルフィ達の援護をするためにエッグヘッドに現れたが、カーシーはドール中将に殴り倒された。
ビョルン、シグ
巨兵海賊団船員。
キバ
元巨兵海賊団船員。現在はエルバフの「セイウチの学校」校長。
ヤルル&ヨルル
ドリーとブロギー以前の巨兵海賊団船長。

### ブリキング海賊団
ドラム王国国王のワポルが黒ひげ海賊団の襲撃から逃れた際、一時的に結成した海賊団。海賊旗は王冠を被ったカバのドクロマーク。船は大型潜水奇襲帆船「ブリキング号」。船首は王冠を被ったカバを模している。
ワポル
元ドラム王国国王。現在は悪ブラックドラム王国国王。
チェス
声 - 沼田祐介
元ドラム王国悪参謀。
「偉大なる航路」ドラム王国出身。30歳→32歳。誕生日は7月20日。身長194cm。かに座。血液型S型。好物は高級菓子。
チェック柄の防寒着を被った、波型の唇と長い腕を持つ男。ワポルが食べたものや、法律のリストを記録している。弓の名手で、「チェックメート」と言いながら矢を放つ。ワポルに心酔しており、ワポルの圧政は民を守るために必要なもので民の心など不要と考えている。クロマーリモ・ドルトンと並んで「三幹部」とされる実力者であり、Dr.くれはからも「あいつらが弱かったら、圧政ができるわけがなかった」と一定の評価をされている。
クロマーリモ
声 - 乃村健次
元ドラム王国悪代官。
「偉大なる航路」ドラム王国出身。28歳→30歳。誕生日は1月26日。身長186cm。みずがめ座。血液型F型。好物は昼間から飲む酒。
マリモのようなアフロヘアーの男。両手にアフロのようなグローブをつけている。戦闘においてはアフロに隠した武器を使用する。国政に必要なのはシステムと考えている。チェス同様ワポルに心酔しており、彼に刃向かう者には残酷な本性を露わにする。笑い声は「ムハハハハ」。
技一覧
ビックリマーリモ
両手に装着したアフロから刃物を出し、殴りつける。
静電気（エレキ）マーリモ
触れるとくっ付いてしまう静電気を帯びたアフロを投げつける。
チェスマーリモ
声 - 沼田祐介&乃村健次
チェスとクロマーリモがバクバクの実の能力により合体した姿。自称「ドラム王国最強の戦士」。
チェスがクロマーリモを肩車したような外見で、顔が2つ、腕が4本ある。話す時は常に2人同時で喋る。怪力を誇り、ハンマー・斧をそれぞれ4本ずつ隠し持っている。常人の倍の手数を持つが、死角となる顎の下からの攻撃が弱点。
ドラム城での戦いでチョッパーと対決するが、「ランブルボール」の効果に翻弄され、弱点の顎を突かれ敗北した。劇場版『ONE PIECE STAMPEDE』では元のチェスとクロマーリモに分離し、ワポルの船に搭乗している。
技一覧
雪解けの矢マーリモ
4本の腕を使い、燃えるアフロを利用した火矢を2本同時に放つ。
ドビックリマーリモ「四本大槌」（クワトロハンマー）、「四本戦斧」（クワトロアックス）
四本の腕に一つずつハンマー、または斧を持って攻撃する。
雪割り草
斧を振い、その衝撃波で攻撃する。
八方雪倒れ
四本の斧を激しく振り回す。
ムッシュール
劇場版オリジナルキャラクター。ワポルの兄。

### 猿山連合軍
モンブラン・クリケットのもとに、絵本「うそつきノーランド」のファンであるマシラ、ショウジョウの「大猿兄弟」が押し掛ける形で結成された一味。ジャヤが拠点で、海底探査を得意とする。団員の姿、たち振る舞いは猿そのもの。海賊旗は栗の形をしたドクロマーク。船の名前は「クリマロンマリン号」。
モンブラン・クリケット
声 - 谷口節、内田直哉（エピソードオブ空島）
猿山連合軍最終園長（ラストボス）。「うそつきノーランド」の主人公モンブラン・ノーランドの末裔。懸賞金2500万ベリー。
「北の海」出身。41歳→43歳。誕生日は9月11日。身長242cm。おとめ座。血液型S型。好物は栗きんとん。
ロマンの探求に人生をかける男。頭部には先祖のノーランド同様栗がついている。重度のヘビースモーカー。猿山連合軍からは「おやっさん」、ルフィには「ひし形のおっさん」と呼ばれる。ベラミーには完敗したものの、手刀や拳銃でサンジと渡り合う実力を持つ。
大嘘つきの大罪人とされるノーランドの血に囚われることを嫌って海賊となり、一団の船長となったが、航海の末にノーランドの因縁の地であるジャヤに辿り着いてしまう。そして、自分の人生を狂わせた先祖との決着を付けるため、仲間たちと別れ、海底に沈んだと考えられる黄金郷の遺跡を探し始める。長年にわたって体を酷使し海に潜り続けたため、潜水病に侵されるも、探索は継続した。
空島の手掛かりを求めて尋ねてきたルフィたちを金塊狙いの悪党と勘違いし、サンジと交戦。その最中、潜水病で倒れたところを介抱してもらったことで、ルフィたちの空島行きに力を貸す。ベラミーに襲撃され金塊を奪われたが、ルフィのおかげで取り戻し、「突き上げる海流（ノックアップストリーム）」の衝撃に耐えるべくメリー号を強化した。ルフィたちによって黄金郷が空にあると知ってからは海底探索を中止し、次のロマンを求めた。
新世界編では、新たなロマンとして幻の島「夢幻郷（ナクロワ）」を探し旅をしている。

#### マシラ海賊団
海賊旗はバナナが交差した猿のマーク。船の名前は「ビクトリー・ハンター号」で、船首は「船体ハンター（バルコ・ハンター）」になる。
マシラ
声 - 田原アルノ
マシラ海賊団園長（ボス）。猿山連合軍幹部。異名は「サルベージ王マシラ」。懸賞金2300万ベリー。
「北の海」出身。23歳→25歳。誕生日は3月4日。身長345cm。うお座。血液型F型。好物はバナナ。
ジャヤ近辺を縄張りにサルベージを行なっている。驚異的な肺活量を持つ。「猿あがり」という自作の言葉を男前という意味とし、「さる」が入った言葉を話しかけると勝手に猿あがりと褒められたと勘違いし、ご満悦になる。海王類を一撃で殴り倒す実力者。
名前の由来は猿を意味する「ましら」。
技一覧
猿殴り
腕をぐるぐると回し遠心力をつけてのパンチ。

#### ショウジョウ海賊団
海賊旗は猿のドクロマーク。船の名前は「ウータン・ソナー号」。「ウータンダイバーズ」という海底探索に優れたチームを持っている。
ショウジョウ
声 - 田の中勇
ショウジョウ海賊団大園長（大ボス）。猿山連合軍幹部。マシラの兄貴分。異名は「海底探索王ショウジョウ」。懸賞金3600万ベリー。
「南の海」出身。25歳→27歳。誕生日は5月8日。身長351cm。おうし座。血液型X型。好物はランブータン。
人間離れした「思い切った顔」をしているが、一応人類。生まれてから一度も髪を切ったことがない。よくハラハラする性格。強力な雄叫びを武器とする。
名前の由来はオランウータンを意味する「猩猩」。
技一覧
探索の雄叫び（サーチ・ソナー）
周囲の物を探知する雄叫び。
破壊の雄叫び（ハボック・ソナー）
周囲の物を破壊する雄叫び。
ウータンダイバーズ
ショウジョウの部下たち。海に潜ってショウジョウの「探索の雄叫び」の反響音を識別し、周囲の海中の状況を把握する。

### フォクシー海賊団
海賊のゲーム「デービーバックファイト」を中心とした活動をしている海賊団。海賊団ぐるみで反則行為をする卑劣な戦法をとり、あくどい手段で船員を奪う。船員は一様に共通のアイマスクを着用している。海賊旗はキツネのドクロマーク。船は狐を象った船首の「セクシーフォクシー号」。船内には「コンバット」でフォクシーが使うために、「ゴリラパンチャー13号」など多くのトラップがある。新世界編のアニメSP『エピソードオブネブランディア』及び劇場版『STAMPEDE』でも2年前と同様の状態で登場したが、エッグヘッド編ではフォクシー、ポルチェ、ハンバーグの3名のみになっており、海賊船を失い小船での航海を強いられている。
フォクシー
声 - 島田敏
フォクシー海賊団船長。異名は「銀ギツネのフォクシー」。懸賞金2400万ベリー。
「南の海」出身。36歳→38歳。誕生日は4月4日。身長180cm。おひつじ座。血液型S型。好物はたぬきそば。
ずる賢い小悪党だが、多数の船員たちを束ね「オヤビン」と呼び慕われる不思議なカリスマ性を持つ。一方で、自身の二つに割れたような髪型を「割れ頭」と言われるだけで立ち直れなくなるほど純情で傷つきやすい一面もある。笑い声は「フェッフェッフェ」。
超人系悪魔の実「ノロノロの実」の能力者。触れたものの速度を30秒間遅くする「ノロマ光子」の光線を放つことができる「ノロマ人間」。生物だけでなく無機物の動きも遅くすることができる。相手の動きを一時的に封じることができるため、デービーバックファイトでは無類の強さを発揮する。
15年前、凶器発覚によりボクサーライセンスを失い、13年前にノロノロの実の能力者となる。10年前にデービー・ジョーンズの伝説を知り、海賊団を旗揚げしてデービーバックファイトを開始する。
ロングリングロングランドにて、麦わらの一味に「デービーバックファイト」を申し込む。第1戦「ドーナツレース」では、「ノロノロビーム」でナミ達を妨害し勝利に導く。最終戦「コンバット」ではルフィと対戦し、ノロノロの能力やセクシーフォクシー号の様々な仕掛けでルフィを追い詰めたが、ノロマ光子が鏡に反射する性質を利用され「ゴムゴムの連接鎚矛」を受けて敗北。920戦無敗の伝説に泥を塗られ、おまけに海賊旗を下手なマークに描き直された。
原作ではロングリングロングランド編以降の登場はないが、アニメオリジナルストーリーではその後も度々登場している。デービーバックファイト終了後、フォクシー海賊団を離れて行動し、ルフィに助けられて海賊団に戻るまでが描かれている。スリラーバーク編の後には、スパアイランド号の支配人ドランと手を組みルフィに戦いを挑むが返り討ちに遭っている。
アニメSP『アドベンチャー オブ ネブランディア』では、新たな仲間コーメイらを加え再登場。麦わらの一味にデービーバックファイトのリベンジマッチを挑むが、従ったフリをしていた海軍中将コーメイの策によりポルチェとハンバーグが攫われてしまう。同じく仲間を攫われたルフィと共同戦線を張り、コーメイの拠点「ネブランディア」に乗り込む。同行していたカンショウが正体を現すと怒りでカンショウを殴り倒し、ルフィとコーメイの戦いではノロノロビームをコーメイに浴びせてルフィを援護した。ルフィたちと別れた後、フォクシー海賊団を立て直すことを改めて決意した。
技一覧
ノロノロビーム
親指・中指・薬指の腹を合わせ、ノロマ光子を飛ばす。
ノロノロフォクシー顔爆弾（フェイスボム）
フォクシーの顔型の爆弾を発射し、それにノロノロビームを当てる。中に本物のフォクシーも混じる。
九尾ラッシュ
ノロノロビームで相手の動きを止め、ビームの効力が切れるまで連続で殴り続ける。強化版の「メガトン九尾ラッシュ」もある。
ノロノロビームソード
ノロノロビームを剣状にしたもので、触れると同じようにノロノロになる。
千手観音ノロノロビーム
アニメオリジナル。フォクシーの頭の形をした「高速回転ミラーボール」にノロノロビームを当て、四方八方に反射させる。
ノロノロビームマシマシ
アニメSP『アドベンチャー オブ ネブランディア』で使用。ノロノロビームを重ねて浴びせ対象の動きをほぼ止める。ただし、効果が30秒であることは変わらない。
フォクシー七変化
かぶり物を使った変装。どう見てもばればれだが、ルフィは騙された。
カウンターフォックスブロー
狐の顔の形をしたねずみ捕りを付けた状態で、相手を殴る。
ゴリラパンチャー13号
セクシーフォクシー号内に搭載された巨大なゴリラ型パンチマシーン。動力源はフォクシーの足漕ぎ。パンチには炎を仕込んでおり、海王類を殴り仕留めるほどの威力を持つ。
鏡ラケット
自分に跳ね返ってきたノロノロビームを跳ね返す。
ノロマボール鬼コーチ
跳ね返るビームとパンチで追いつめる。
ゴリラパンチゴールデンヒッツ
相手にパンチのラッシュを浴びせる。
フォクシー飛行狐（ファイター）
ノロくした砲弾にキツネ型の飛行機を取り付け、それに乗り砲弾の速度でパンチを放つ。
くやしまぎれ一本背負い
健闘を讃える握手に見せかけた一本背負い。

#### キューティワゴン号
デービーバックファイトの種目「ドーナツレース」の出場メンバー。アニメでは「ドッジ・タッチ・だるまさん」にも参加した。
ポルチェ
声 - 中山さら
フォクシー海賊団女性戦闘員。「お花チアリーダーズ」のリーダー。
フォクシー海賊団のアイドル的存在。純粋で騙されやすい性格。口癖は「いやん」。フォクシーの側近で、様々な要因で傷つき落ち込むフォクシーを慰め、フォクシーを笑うハンバーグに怒鳴っている。チョッパーを大変気に入り、ドーナツレースの勝利報酬で奪ったチョッパーを勝手に「チャッピー」と命名して手元に置きたがろうとしたが、チョッパー本人はかなり嫌がっていた。誕生日は11月16日。
ドーナツレースではナミたちの策により常に後手に回ったが、フォクシーのノロノロビームでナミたちがノロマになったことで逆転勝利を収めた。
技一覧
キューティバトン お花手裏剣
バトンから花で彩られた手裏剣を飛ばす。
カポーティ
声 - 土田大
フォクシー海賊団戦闘員。カジキの魚人。
魚人空手の使い手。ホシザメのモンダを連れている。誕生日は5月1日。
技一覧
海面割り
海面に手刀を振りかざし、海面を割る。
魚々人泳法（ツーフィッシュエンジン）
モンダがカポーティを口に銜えることで、魚人の筋肉とサメの尾ビレを駆使し倍のスピードで泳ぐ。
モンダ
声 - 高塚正也
フォクシー海賊団のペットのホシザメ。誕生日は4月3日。

#### グロッキーモンスターズ
デービーバックファイトの種目「グロッキーリング」の出場メンバー。アニメでは「ドッジ・タッチ・だるまさん」にも参加した。ハンバーガーの材料が名前のモチーフとなっている。
ハンバーグ
声 - 掛川裕彦
フォクシー海賊団戦闘員。グロッキーモンスターズのリーダー。
ゴリラのように腕をついて走る巨漢で、「四足ダッシュの奇人」と呼ばれる。フォクシーの側近で、ポルチェとは対照的にことあるごとに落ち込むフォクシーを笑っている。笑い声は「ぷぷぷぷぷ」。誕生日は2月22日。
無敗を誇るグロッキーリングでゾロ・サンジと対戦し、凶器を使った反則攻撃で追い詰めたが、サンジに蹴り飛ばされた後、ビッグパンの鉄板で押し潰されリタイアした。
技一覧
ハンバーガーハンマー
手につけた鉄のサックで敵を殴る。
サイズアタック
チーム3人での連携技。ハンバーグ（S）が殴り飛ばした敵を、ピクルス（M）がタックルし、最後にビックパン（L）がはたき落とす。
モンスターバーガー
チーム3人での連携技。ハンバーグが棍棒で殴った敵に、ピクルスが刀を持った状態で「スピニングタックル」を喰らわせ、最後にビックパンが両手の鉄板で挟む。
ピクルス
声 - 龍谷修武
フォクシー海賊団戦闘員。異名は「タックルマシーン」。
タックルによる攻撃を得意とする。笑い声は「イヒヒヒヒ」。誕生日は1月9日。グロッキーリングではボールマンであるビッグパンの下へ向かおうとしたゾロを妨害したが、サンジに蹴られ審判も巻き込む形で吹き飛ばされた。
技一覧
投石器タックル（スリング - ）
左肩を前に突き出しタックルをする。
お掃除タックル
右肩を前に突き出しタックルをする。
スピニングタックル
回転しながらタックルをする。
ビッグパン
声 - 大場真人
フォクシー海賊団戦闘員。ドジョウの魚人と巨人のハーフ「魚巨人（ウォータン）」。
純粋な巨人よりは小さいがかなりの巨体。体表から分泌される粘液を利用した攻撃を得意とする。笑い声は「ぶしししし」。誕生日は5月25日。グロッキーリングではボールマンを担当。サンジが「空軍パワーシュート」で飛ばしたゾロに口を掴まれ、そのままゴールへと入れられた。
技一覧
パンクパス
敵を味方のいる方へとつき飛ばす。
パンクレシーブ
味方が投げた敵を、バレーボールのレシーブの要領で弾き飛ばす。
トゥーバットダンス
刃物付きの靴で踏みつける。
ドジョウすくいスライディング
巨体を生かし、スライディングをする。
ドジョウレーシングサーカス
敵が背中に乗った時、両手で両足を掴み相手を抜け出せなくする。
ドジョウコースター
相手を腕に滑らせ、上空へ打ち上げる。
パンクアタック
肘を突き出した状態のハンバーグを、バレーボールのスパイクの要領で敵に向かって飛ばす。
人間大砲
ピクルスの下半身を口に含み、銃弾のように吹き飛ばす。

#### フォクシーデビルズ（アニメオリジナル）
デービーバックファイトの種目「ラン・ローラー・アラウンド」の出場メンバー。チームリーダーはポルチェ、監督はフォクシー、マネージャーはハンバーグが務める。
チキチータ
声 - 土田大
チーターに変身する能力を持つ男。
ギラーリン
声 - 高塚正也
腕に刀をつけた魚人。
ジュウベエ
イカの魚人。
マシカク
手足は細いが体はかなり大きな男。キャタピラのような靴を履いて出場。

#### その他の団員
イトミミズ
声 - 難波圭一
フォクシー海賊団宴会隊長。デービーバックファイトの実況司会担当。超スズメのチュチューンに乗って実況をする。誕生日は1月11日。
マウンテンリッキー
コンバットの前座試合に出場した船員。得意技は銃のような右ストレートだが、奥の手は銃。
ジョージ・マッハ
コンバットの前座試合に出場した船員。武器はバット。
ソニエ、ドノバン、ジーナ
フォクシー海賊団の船大工達。ソニエは、50人の船大工のボス。ドノバンは、戦う船大工。ジーナは、お色気船大工。
キバガエル
声 - 長嶝高士
旧キバガエル海賊団の船長。海賊旗はカエルのマーク。
フォクシー海賊団と「デービーバックファイト」スリーコインゲームを5回繰り返したが全敗し、旗を奪われ、キバガエル含む海賊団14人がフォクシー海賊団の一員となった。その後、フォクシー海賊団に加盟できなかった残りのメンバーは船で出航するが、まとまりを欠いたためにシーモンキーの起こした大波に呑まれ、海へ沈んだ。
アニメでは、麦わらの一味とのデービーバックファイト終了後、旧キバガエル海賊団がフォクシー海賊団を一時乗っ取るオリジナルストーリーが展開された。
コーメイ、カンショウ、ドウジャク
アニメオリジナルキャラクター。正体は潜入していた海兵たち。

### ローリング海賊団
新世界出身の海賊団。モリアに影を奪われ、3年もの間スリラーバークに留まっていた。ルフィを「希望の星」と感じ、自分たちが浄化したすべての影を託した。影が戻った後、ブルックが乗っていた船を、帆と舵を修理した状態で貰った。
シャーロット・ローラ
声 - 久川綾
ローリング海賊団船長。シャーロット家23女。元トットランド「チョコレート大臣」。ビッグ・マムとパウンドの娘で、シフォンの双子の妹。異名は「求婚のローラ」。懸賞金2400万ベリー。
新世界「トットランド」出身。24歳→26歳。誕生日は1月27日。身長215cm。みずがめ座。血液型F型。好物はチョコレートフォンデュ。
容姿端麗とは程遠い女海賊。惚れっぽく、誰にでも求婚するが毎回振られ、破談回数は4444回にのぼる。背中に2本の剣を背負っている。義理堅く、人情溢れる性格（この性格は彼女のゾンビにも引き継がれている）。
かつて、巨人国エルバフの王子・ロキに求婚されるが結婚を拒否し、自由な恋愛を求めて海へ飛び出した。ビッグ・マムは家出したローラを背徳娘と恨んでおり、居場所さえわかれば殺すつもりでいる。しかしローラは元来の呑気な性格から、ビッグ・マムが自分に殺意を抱いていることに気付いていない。
5年前、モリアに影を奪われた後「被害者の会」を結成し、影を集めるうちに影の秘密に行き着いた。モリアへの対抗策として、捕えた影をルフィに入れ、「ナイトメア・ルフィ」にパワーアップさせた。影が戻った後も、影がゾンビに入っていた頃の記憶がかすかに残っており、ナミと仲良くなり、お礼に宝の一部をもらった。別れ際、母ビッグ・マムのビブルカードの一部に自分のサインを書き、ナミに渡した。
新世界編の表紙連載『世界の甲板から』では、ウォーターセブンのキウイとモズの酒場を訪れていた。表紙連載『〝ギャング〟ベッジのオーマイファミリー』ではドレスローザに滞在しており、シフォンと間違われて海軍に捕まるが、ゴッティに救出され彼に惚れる。自分を探しに来たシフォンと再会し、さらに父パウンドと遭遇する。ドレスローザを脱出すると、追ってきたパウンドを救出し、ファイアタンク海賊団の船上でゴッティとの結婚式を挙げた。
リスキー兄弟
声 - 沼田祐介、西脇保
ローリング海賊団の一員。
「てへっ」「 - ちった」が口癖で、彼らのゾンビにも引き継がれている。しかしゾンビとは相反し、可愛らしいとは言い難い容姿である。

### マクロ一味
人攫いを行っている一味。全員が魚人街の出身。一時期タイヨウの海賊団に加入するが、ジンベエの七武海加入後は元の人攫い稼業に戻っている。
マクロ
声 - 長嶝高士
マクロ一味ボス。マクロファリンクスの魚人。
魚人ながら人攫い屋で、何度もケイミーを売りさばこうとつけ狙っている。タイヨウの海賊団時代は、拳銃を武器にしていた。また、乗り合わせた元奴隷のコアラとは仲が良く、彼女との別れの時は号泣していた。笑い声は「モハハハ」。誕生日は9月6日。
表紙連載『はっちゃんの海底散歩』で初登場し、はっちゃんの勘違いで壊滅させられた。その後、本編でも登場。はっちゃんとケイミーを捕える目的でデュバルに協力していたが、ゾロに解放されたはっちゃんの「タコ焼きパンチ」で3人そろって遥か彼方へ殴り飛ばされた。
ギャロ
声 - 織田優成
デメキンの魚人。金魚剣術を操る剣士。
タンスイ
声 - 川津泰彦
アロワナの魚人。魚人空手の使い手（段位は不明）。

### ニセ麦わらの一味
マリンフォード頂上戦争から2年が経ち、死亡説が信じられていた麦わらの一味を騙った海賊団。海賊旗は本物の麦わらの一味の海賊旗と似ているが、ドクロの目がジト目になっている。ブルックを除く7人と1匹の偽物からなるが、誰も本物に似ておらず、醜い容姿をしている。麦わらの一味の名声を利用してシャボンディ諸島で船員を募集し、3つの海賊団を傘下に収め、約100人もの海賊と10人の賞金首を集めた。船長のブラックが海軍に捕まり、一味は崩壊した。さらに残った偽ゾロたちは、カリブー一味に囚われて生き埋めにされた。エッグヘッド編では海軍G-4支部に収監されており、そこではキッド海賊団に変装している。
デマロ・ブラック / ニセルフィ
声 - 粗忽屋
ニセ麦わらの一味船長。異名は「三枚舌のデマロ・ブラック」。懸賞金2600万ベリー。
「東の海」出身。36歳。誕生日は5月5日。身長245cm。おうし座。血液型S型。好物はビールとから揚げ。
ルフィとは似ても似つかない肥満体型の男。残虐な性格で、一般人に向かって躊躇なく銃を発砲する。虚勢を張っているが、本性はかなりの小心者。部下には自分のことを「大頭」と呼ばせている。笑い声は「ドハハ」。
自分をコケにした本物のルフィを探すため部下を招集するが、戦桃丸に正体を見破られ、一撃で倒された。エッグヘッド編ではキッドに変装している。
マンジャロウ / ニセゾロ
声 - 粗忽屋東品川店
ニセ麦わらの一味船員。肥満体型で、少し走っただけで脇腹が痛くなるほど体力が無い。エッグヘッド編ではヒートに変装している。
「東の海」出身。25歳 。誕生日は9月9日。身長202cm。おとめ座。血液型S型。好物は味噌汁。
ショコラ / ニセナミ
声 - 粗忽屋東京店
ニセ麦わらの一味船員。小柄な女で、ナミと同じようなタトゥーを入れている。本物のナミに絡むがウソップに制止された。
「東の海」出身。26歳  。誕生日は9月21日。身長181cm。おとめ座。血液型X型。好物はオレンジサワー。
マウンブルテン / ニセそげキング
声 - 粗忽屋二子玉店
ニセ麦わらの一味船員。銃に加え、バズーカのような武器を使う。
「東の海」出身。30歳 。誕生日は1月9日。身長294cm。やぎ座。血液型XF型。好物は生ビール。
ドリップ / ニセサンジ
声 - 粗忽屋西神戸店
ニセ麦わらの一味船員。カリブーに能力で拘束された。エッグヘッド編ではキラーに変装している。
「東の海」出身。24歳 。誕生日は10月22日。身長208cm。てんびん座。血液型XF型。好物は炭酸飲料。
ココア / ニセロビン
声 - 粗忽屋武蔵野店
ニセ麦わらの一味船員。小柄な女。本物のロビンと間違われ、何者かに誘拐された。
「東の海」出身。27歳。誕生日は11月7日。身長138cm。さそり座。血液型X型。好物はキュウリ。
トルコ / ニセフランキー
声 - 粗忽屋新宿店
ニセ麦わらの一味船員。煙草を吸っている。エッグヘッド編ではワイヤーに変装している。
「東の海」出身。45歳 。誕生日は10月29日。身長258cm。さそり座。血液型X型。好物はアイスクリーム。
のらギツネ / ニセチョッパー
声 - 粗忽屋浜田山店
ニセ麦わらの一味ペット。チョッパーに扮していたキツネ。ココアと共に何者かに誘拐された。
「東の海」出身。13歳。誕生日は4月10日。おひつじ座。好物は肉全般。
アルビオン
声 - 平井啓二
ニセ麦わらの一味傘下に加わった海賊船長。異名は「深手のアルビオン」。懸賞金9200万ベリー。体中に包帯を巻いている。誕生日は11月9日。
リップ・ドウティ
声 - 山田真一
ニセ麦わらの一味傘下に加わった海賊船長。異名は「リップ・“サービス”・ドウティ」。懸賞金8800万ベリー。大きな唇が特徴。向かってくる海兵を蹴散らすもパシフィスタには手も足も出ずに倒された。
カリブー海賊団
ニセ麦わらの一味傘下に加わった海賊団。

### カリブー海賊団
一時的にニセ麦わらの一味に加わった海賊団。「超新星（スーパールーキー）」と呼ばれる2人の兄弟が船長を務める。船員たちは、皆一様にコリブーと似た容姿をしている。海賊旗はカリブーの顔を模したドクロマーク。船の名前は「ヌマブー号」で、船首はカリブーを象っている。
カリブー
声 - てらそままさき
カリブー海賊団船長。異名は「濡れ髪のカリブー」。懸賞金2億1000万ベリー。
「北の海」出身。32歳。誕生日は7月4日。身長228cm。かに座。血液型XF型。好物はババーのミートパイ。
海兵殺しとして有名な海賊。袖が長い服を着ており、芝居がかった独特の言い回しが特徴。残虐非道で計算高い性格だが、コミカルなシーンも多い。黒ひげに憧れて海に出た経歴を持っており、彼の部下になることを夢見ている。コリブーからは「兄助」と呼ばれる。笑い声は「ケヒヒヒ」。
自然系悪魔の実「ヌマヌマの実」の能力者。体を底無し沼に変えられる「沼人間」。触れたものを体内に引きずり込むことができ、相手を拘束し窒息させることも可能。その能力で、体内に機関銃や大鎌などの武器を隠し持っている。容量には制限がある。
麦わらの一味を内部から皆殺しにしようとニセ麦わらの一味に加わり、偽者と判明すると彼らを生き埋めにしようとした。シャボンディ諸島を出港した麦わらの一味を海中まで追いかけ急襲を仕掛けるが、樽の中に閉じ込められ、そのまま魚人島に流れ着く。知らずに樽を開けた人魚たちにより開放され、彼女らを自らの体に取り込み誘拐する。その後、新魚人海賊団のクーデターに乗じて竜宮城に侵入し、人魚たちを放棄し財宝を盗む。さらに、しらほしが古代兵器「ポセイドン」であることを知り、彼女を攫おうとしたが、ルフィに殴り飛ばされる。財宝はルフィたちが取り返した後、ビッグ・マムの部下たちの手に渡り、財宝を奪い返すべく彼らに襲いかかったが、ペコムズに一撃で返り討ちにされた。
表紙連載『カリブーの新世界でケヒヒヒヒ』では、再び人魚を攫おうとしたがジンベエに倒され、新世界の海軍G-5支部に引き渡される。仲間たちに救出されるも我先に逃げ出し、嵐による遭難の末、カイドウが支配する冬島に流れ着き、バブルに助けられる。その後、自分と瓜二つのガブルになりすまし、島の労働者を虐げたカイドウの部下スコッチを倒したが、直後ドレークに捕まり連行された。
ワノ国編では、兎丼の囚人採掘場で強制労働させられており、雷ぞうによって解放されると、ルフィ救出に協力。親分タニシを体内に隠すことで、兎丼全域の通信を途絶えさせる。鬼ヶ島への討ち入りには参加せず常影港に隠れていたが、ハートの海賊団に救出されたルフィと遭遇し、体内に隠し持っていた1カ月分の食料を差し出す。鬼ヶ島での戦いが終結した後、ロビン達の会話を盗み聞きし、プルトンがワノ国にあることを知る。
ワノ国編後、樽に閉じ込められた状態でサニー号に乗せられワノ国を出航し、エッグヘッドでゾロによって解放される。その後、任務で島を訪れたオーガーとデボンに出会い、古代兵器の情報を提供する代わりに黒ひげに会わせてくれと頼み込み、2人に連れられてハチノスを訪れる。
技一覧
ヌマヌマの機関銃（ - ガトリングガン）
体内から機関銃を取り出し、発射する。
コリブー
声 - 福原耕平
カリブー海賊団船長。カリブーの弟。異名は「返り血のコリブー」。懸賞金1億9000万ベリー。
「北の海」出身。29歳。誕生日は5月2日。身長250cm。おうし座。血液型XF型。好物はキャンディ。
兄と共に海兵殺しとして有名。頭にペットのトカゲをカツラのように乗せており、生き埋め用の穴を掘るためのシャベルを持っている。兄の窮地には何度でも助けに向かうが、それは過去に死んだ祖母から「何があっても兄弟仲良く」と言い付けられたことによるもの。武器は機関銃。
サニー号に取り残されたカリブーを助けに戻って来たところを、クラーケンに船ごと破壊され、水中に投げ出された。その後なんとか一命を取り留め、魚人島に到着した。表紙連載『カリブーの新世界でケヒヒヒヒ』では、G-5基地に乗り込みカリブーを解放するが、ヤリスギ准将に敗れた。一旦カリブーに見捨てられたが、カリブーを追いかけ合流し、スコッチと交戦した。
モーム
声 - 藤本たかひろ
海牛。アーロン一味戦闘員→カリブー海賊団ペット。
「偉大なる航路」出身。14歳→16歳。誕生日は4月9日。全長36m。体重16t。おひつじ座。血液型S型。好物はブタの丸焼き、サメ。
アーロンパーク近海で空腹の状態でルフィ達に遭遇し、サンジから料理をもらったが、サンジごと食べようとしたのでサンジに蹴られ、怒って襲い掛かるもサンジに返り討ちにされる。これがきっかけで2人をアーロンパークまで先導したが、勢い余って陸に激突してしまい、気絶した。アーロンパークでは、ルフィに振り回された挙句、投げ飛ばされた。このことがトラウマとなり、2人を大変恐れている。
新世界編では、シャボンディ諸島近辺でカリブー海賊団に捕まり、船を引かされていた。海中でルフィたちと再会したことでトラウマが蘇り、コリブーの命令を無視して逃げ出した。

## 魚人島の海賊団
タイヨウの海賊団 / 新魚人海賊団 / フライング海賊団

### タイヨウの海賊団
15年前、聖地マリージョアを襲撃したフィッシャー・タイガーと彼に解放された奴隷たちに加え、タイガーを慕う魚人街の曲者たちが集結し結成した海賊団。「魚人海賊団」とも呼ばれる。魚人族と人魚族で構成された海賊団で、海中からの奇襲攻撃を得意とする。タイガーの意思で誰が奴隷だったかを分からなくするため、一味全員が奴隷の烙印の上から太陽マークの焼印を入れている。海賊旗は刻印と同じ、太陽のマーク。船は魚を象った船首の「スナッパーヘッド号」。タイガーが作った伝説の船だったが、ホールケーキアイランド編で撃沈された。

タイガーの死後はジンベエが2代目船長となったが、11年前に彼が七武海に加入すると3つの派閥に分裂した（アーロン一味とマクロ一味が離脱）。頂上戦争後、船長のジンベエが七武海から脱退したことで四皇ビッグ・マムの傘下に入った。ホールケーキアイランド編でジンベエがビッグ・マムに謀反を起こし麦わらの一味へと加入したことで、ビッグ・マム海賊団から脱退した。
ジンベエ
タイヨウの海賊団2代目船長。元王下七武海。現在は麦わらの一味操舵手。
アラディン
声 - 長嶝高士
タイヨウの海賊団船医→タイヨウの海賊団副船長。元ネプチューン軍兵士。イタチウオの人魚。
魚人街出身。46歳。誕生日は1月31日。身長627cm。みずがめ座。血液型XF型。好物はスイカ。
長髪をひとつ結びにし、長い顎髭を生やした男。医師としての責任感が強く、快く思っていない人間でも見捨てることはしない。左腰にタイヨウの海賊団のマーク、左腕に「1TC」という刺青がある。武器は三叉槍。アニメでは魚人柔術「海流一本背負い」、魚人空手「撃水」「四千枚瓦正拳」を使用している。
かつては奴隷としてマリージョアに捕えられていたが、タイガーに解放されタイヨウの海賊団に加わった。ジンベエの七武海加入後も海賊団に残り、後にオトヒメ王妃の頼みで、魚人島に漂着したミョスガルド聖の治療を行った。
ビッグ・マム海賊団の傘下に入った際、シャーロット家のプラリネと結婚。新世界編では副船長を務めている。ホールケーキアイランド編では、ルフィの力になりたいというジンベエの希望を後押しし、その後は麦わらの一味の逃走を援護した。
『ONE PIECE novel A 2』では魚人島の料理屋で、エースに近年魚人島で起きている闇討ちや、白ひげと魚人島との関係などを話した。
シャーロット・プラリネ
声 - 橘U子
アラディンの妻。シャーロット家21女。元トットランド「デザイン大臣」。シュモクザメの半人魚。
新世界「トットランド」出身。29歳。誕生日は7月22日（ナッツの日）。身長800cm。かに座。血液型S型RH-。好物はアサリのスープ。
シュモクザメの頭部のような髪型で、そばかすが特徴の女性。アラディンよりも一回り大きい体格。夫を尻に敷いているが同時に心底惚れており、もしもの時は母よりも夫につく気でいる。笑い声は「シャシャシャ」。
ホールケーキアイランド出航後、数万匹のナワバリウミウシを歌で手懐け、ビッグ・マム海賊団の情報網を狂わせた。
ワダツミ
声 - 宮田幸季
フライング海賊団船員→タイヨウの海賊団船員。オオトラフグの魚人。異名は「大入道」。
魚人島出身。25歳。誕生日は2月9日。身長80m。みずがめ座。血液型F型。好物はペロリンキャンディ。
海坊主のような容姿で、巨人をもはるかに超える体躯（ルフィの40倍以上）を持つ。そのような外見とは裏腹に、舌足らずで能天気な性格。一人称は「おら」。巨体に似合った怪力で、フライング・ダッチマン号を引いている。
デッケンの命で魚人島へ向かうサニー号に攻撃を仕掛けたが、スルメに阻止された。ギョンコルド広場ではゼオの口車に乗せられE・Sでパワーアップしスルメを倒すが、サンジの挑発に乗り、体を膨らませたところをサンジとジンベエに倒された。魚人島には彼を入れる牢獄がなかったため、島から永久追放された。
表紙連載『ジンベエの海侠一人旅』で再登場。海神に捧げられたお供え物を自分への捧げ物と勘違いして勝手に持ち出し、お礼として海底に沈んでいた遺跡を地上に引き上げた。しかし、これが原因で港町が遺跡に潰され、遺跡を住処としていた海獣たちが暴れ回る騒動を引き起こしてしまい、ジンベエから説教された。海獣達に謝罪し遺跡を再び海に戻した後、仲間にしてほしいとジンベエに申し入れ、共に町を出航した。
ホールケーキアイランド編では、タイヨウの海賊団に加入。カカオ島沖で、魚人島での罪滅ぼしとジンベエへの恩に報いるため、サニー号がクイーン・ママ・シャンテ号に狙われるとタイヨウの海賊団の船を囮にし、一時的にサニー号を口に含むことで攻撃を回避した。
技一覧
威嚇メガ入道
息を吸い込んで大きく膨れ上がり、相手を威嚇する。喋っていると空気が抜けるため、早口になる。
フィッシャー・タイガー
声 - 石井康嗣
タイヨウの海賊団初代船長。タイの魚人。懸賞金2億3000万ベリー。故人。
魚人街出身。48歳没。誕生日は11月5日。身長520cm。さそり座。血液型S型RH-。好物はタイ焼き。
迷彩柄のバンダナを巻き、胸に太陽の焼印を入れた、屈強な大男。魚人街出身で、当時の無法者達（アニメではジンベエやアーロン達）を薙ぎ倒し、リーダーになった。島民からは「タイガーさん」、仲間からは「タイのお頭」「アニキ」と呼ばれ、親しまれていた。
かつては冒険家として世界中を旅していたが、ある時人間に囚われ、数年間聖地マリージョアで奴隷にされてしまう。そこから逃亡して魚人島に戻り、ネプチューンとオトヒメに謁見後に「赤い土の大陸」を素手でよじ登り、単身で前代未聞の「聖地マリージョア襲撃事件」を起こす。ゴルゴン三姉妹を始めとしたあらゆる種族の奴隷たちを解放し、この一件で「奴隷解放の英雄」として讃えられるようになるが、政府から追われる身となり、タイヨウの海賊団を結成。あくまでも奴隷解放を目的とし、向かってくる人間たちを返り討ちにしても決して命を奪うことはせず、行き過ぎた行動をするジンベエやアーロンを窘めていた。
12年前、元奴隷の少女コアラを彼女の故郷であるフールシャウト島に送り届けるが、政府と取り引きをした島民に裏切られ、ストロベリー少将率いる海軍の襲撃を受け、瀕死の重傷を負う。船員には彼と同じ血液型の者がおらず、奪った海軍の船に備え付けてあった人間の血液を輸血すれば助かったものの、それを拒否して死亡した。

### 新魚人海賊団
魚人街を拠点とする海賊団。「魚人こそが至高の種族」というアーロンの意志を継ぎ、人間への復讐を企む。特に幹部たちは強く人間を憎み、人間に輸血した者を「闇夜の裁き」として襲撃していた。しかし、彼ら自身は実際に人間からの迫害を受けたことはなく、幼少期にアーロンを始めとする大人たちから人間に対する憎しみを植え付けられたことで、人間への復讐を聖戦と信じ込むに至っている。海賊旗は、タイヨウの海賊団の太陽のマークの内部に、斜め線が引かれ斬首された人間のマーク。
命を削り腕力を倍にする凶薬「E・S（エネルギー・ステロイド）」を所持している。魚人街の無法者7万人と、1か月前から海中で捕えた人間の奴隷3万人、計10万人の勢力を擁する。オトヒメの写真を使った踏み絵を強要するなどの暴動を起こし、リュウグウ王国の乗っ取りを画策したが、2年間修業を積んだ麦わらの一味に敗北し、幹部を除く残党はネプチューン軍の下で働き服役することとなった。奴隷の海賊たちは解放後、新世界でスモーカー率いる海軍G-5支部に全員逮捕された。
ホーディ・ジョーンズ
声 - 中田譲治、遠近孝一（幼少期）
新魚人海賊団船長。ホオジロザメの魚人。
魚人街出身。30歳。誕生日は4月14日。身長331cm。おひつじ座。血液型F型。好物は海獣の肉。
魚人族の中でも常軌を逸した、非情で凶暴な気性の持ち主。アーロン以上の人間嫌いで、人間への復讐のためなら、自らの命を犠牲にすることも厭わない狂気を孕んでいる。同胞には手を上げない種族主義のアーロンと違い、人間と友好的な魚人にも容赦なく危害を加える上、身の危険となれば仲間ですら盾にする。アーロンを尊敬しているが、ルフィに倒された彼の轍を踏まないよう、計画には用意周到で慎重に物事を運ぶようにしている。魚人空手・魚人柔術の使い手。武器は三叉槍。右脇腹に新魚人海賊団の刺青、左腕にアーロン一味の刺青がある。笑い声は「ジャハハハハ」。
魚人街での幼少期に、アーロンを始めとする大人達の影響で人間への極度の敵愾心を抱くようになる。人間相手に暴れ回っていたアーロンに憧れを抱き、いずれ彼の右腕となるべく、実戦での戦闘技術を身につけるため、ネプチューン軍に入った。10年前、金で買収した人間にオトヒメ王妃が長年かけて集めた地上移住の署名箱を燃やさせ、その混乱に乗じてオトヒメを暗殺する。そして雇った人間を犯人に仕立て上げ、人間との融和というオトヒメの夢を打ち砕いた。その後、玉手箱からE・Sを盗み出すと、軍を抜け新魚人海賊団を立ち上げる。リュウグウ王国を崩壊させて魚人島の新たな王となり、人間との友好を望む者を排除すること、さらには「世界会議」襲撃をも目論んでいた。
麦わらの一味が魚人島に来たことを知ると、竜宮城に攻め入りネプチューン軍に攻撃を仕掛ける。その際ゾロと対決し、水中戦でありながら深い一撃を食らうが、E・Sを使って復活し、ゾロや国王ネプチューンらを捕らえ竜宮城を占拠する。さらにゾロから受けたダメージをごまかすためE・Sを大量に服用し、驚異的なパワーアップを果たした。ギョンコルド広場にて、国王を救出すべく乗りこんできたネプチューン三兄弟を返り討ちにし、処刑を執行しようとしたところを麦わらの一味に阻まれ、ルフィと対決する。その最中に飛来してきたノアを魚人島に墜落させて一味を全滅させようと企て、ノアに乗り込みデッケンに深手を負わせる。そして海中に場を移し、ノアを止めようとするルフィと渡り合ったが、ノア船内に追い詰められ敗北した。その後、竜宮城に投獄され、E・Sの副作用によって他の幹部たち共々老化してしまった。
技一覧
魚人空手
粗鮫（ソシャーク）
握力だけで、巨大な壁に亀裂を入れる。
撃水（うちみず）
手に水滴を発生させ投げ飛ばす。本来は打撃程度の技だが、E・Sによる肉体覚醒により格段に威力が増している。
海太鼓（うみだいこ）
海水を殴りつけ、衝撃波を発生させる。
魚人柔術
水心 群鮫（みずごころ ムラサメ）
海水から鮫の群れの形をした水を作り出し、相手に放つ。
矢武鮫（ヤブサメ）
水滴を無数の矢のように飛ばす。
キリサメ
大きな刃を背びれに取り付け、人魚を上回る遊泳速度で相手に斬りかかる。
ドスン
声 - 吉水孝宏
新魚人海賊団幹部。シュモクザメの魚人。
魚人街出身。30歳。誕生日は10月9日。身長418cm。てんびん座。血液型S型。好物はイカナゴ。
巨大なハンマーを携える巨漢。語尾に「ドスン」をつけて喋るが、気性によって語尾が変わり、そのバリエーションは10種類以上。
水車の町でフカボシ達に敗北し拘束されるが、E・Sを飲んで鎖を引き千切り、ギョンコルド広場に合流。広場ではチョッパーと対決するが、ウソップとの連係プレーに翻弄され「怪物強化」となったチョッパーの一撃で敗れた。
技一覧
Tショット
ハンマーで相手を殴りつける。
パパラ槌（ - ハンマー）
ハンマーを振り回しながら相手に殴りかかる。
ゼオ
声 - 浅沼晋太郎
新魚人海賊団幹部。オオセの魚人。
魚人街出身。30歳。誕生日は11月11日。身長325cm。さそり座。血液型X型。好物はウナギのかば焼き。
体中が縞模様で覆われている。カメレオンのように体色を変化させて背景と同化し、体を透明にすることができる。武器は分銅鎖。傷を負ってもごまかしたり、自分の発言を無視されても言い逃れするなどプライドが高い性格で、「魚人街の貴族」を自称している。新魚人海賊団結成時にはE・Sの量産に着手した。
ギョンコルド広場ではブルックと対決。ホーディが敗北したことで逃走しようとした部下たちに対し、「死を以て人間への恨みを残せ」と攻撃を仕掛けるが、命を軽んじたことでブルックの怒りを買い、「掠り唄 吹雪斬り」で倒された。
技一覧
超足裏頭突き（スーパーソールヘッドバット）
本人曰く、後からじわじわ効いてくる足の裏へのヘッドバット。しかし、実際はただ顔を踏まれただけ。
カムフラージュカーペット
体を透明にした状態で、地面から相手に襲いかかる。しかし、技の名前を大声で叫ぶため簡単に位置がばれてしまう。
ボディ・DE・ソードクラッシュ
本人曰く、相手の武器を破壊する技。しかし、実際はただ刺されただけ。
神隠れフレイル 66首（ロクロクくび）
透明になった状態で、分銅鎖を使い相手の首を縛り上げる。しかし、死んで骨だけのブルックには全く効果がなかった。
ダルマ
声 - 菅沼久義
新魚人海賊団幹部。ダルマザメの魚人。
魚人街出身。30歳。誕生日は7月8日。身長122cm。かに座。血液型F型。好物は巨魚の骨。
小柄な体格で、剣闘士のような兜を被っている。石の壁を噛み砕くほどの強靭な牙を持ち、地中を猛スピードで掘り進むことができる。幹部の中でも特に気性が荒く、好戦的な性格。笑い声は「キャッキャッ」。
ギョンコルド広場ではウソップと対決する。地面に掘ることで戦いを優勢に進めるもチョッパーの機転で戦況は一変し、ウソップのポップグリーンに翻弄され敗れた。
技一覧
クッキーカッター
地中を牙で掘り進む。
ダルマ落とし
地下を空洞だらけにし、落とし穴を作る。
火ダルマカッター
炎を纏い、相手に襲いかかる。
イカロス・ムッヒ
声 - 平井啓二
新魚人海賊団幹部。ダイオウイカの魚人。
魚人街出身。30歳。誕生日は1月13日。身長499cm。やぎ座。血液型XF型。好物はたこわさ。
8本の腕を持つ巨漢。それぞれの手には、刺した相手の水分を吸収する「スルメイカの槍」を携える。昔、親友の大王イカ・ダイダロスが太陽に近づきすぎて巨大スルメになったことがトラウマとなっており、火を見ると体が仰け反ってしまう。笑い声は「ムッヒッヒ」。
ギョンコルド広場ではフランキーと対決。イカスミ分身を使った戦法で翻弄したが、「フランキーラディカルビーム」で倒された。
技一覧
イカスミ分身
一瞬でイカ墨による等身大の分身を作る。
イカロスの翼
ただのツバ飛ばし。
臼梵の槍（ウスボンのやり）
頭部に備え付けてある発光する槍。本人曰く「海山をも貫く威力」だが、攻撃する前に倒されたため不発に終わった。
ヒョウゾウ
声 - 坂口哲夫
新魚人海賊団殺し屋。毒種ヒョウモンダコの魚人。
魚人街出身。39歳。誕生日は4月18日。身長327cm。おひつじ座。血液型X型。好物は酒、肴になるもの、二日酔い時のシジミ汁。
魚人島一の剣士であり、両手と6本の足を駆使した「八刀流」の使い手。足から猛毒を分泌し、それを剣に滴らせることで猛毒の剣として使用する。酔うと見境なく人を斬りまくる「人斬り上戸」。思想ではなく金で動いており、新魚人海賊団に雇われている。かつて金離れが悪かったアーロンは、ヒョウゾウを雇いきれなかったらしい。はっちゃんとは同じ剣術道場の出身で、はっちゃんはヒョウゾウに全く敵わなかった。
人魚の入り江で、ハモンドらと共にルフィと交戦した際、唯一ルフィの攻撃を受け止めた。ギョンコルド広場では酒のつまみとしてE・Sを大量に摂取し、肉体が覚醒した状態でゾロと対決するが、刀を全て折られる。戦場に落ちた刀を拾って再度挑むも、ゾロからは「井の中の蛙」呼ばわりされ、一瞬で敗北した。
技一覧
千鳥足ハッシュ
8本の剣で相手に斬りかかる。E・Sの大量摂取後は鉄を容易く切断するほどの威力になる。
ハモンド
声 - 千葉一伸
新魚人海賊団戦闘員。ハモの魚人。
魚人島入口で、入国者に対する番をしている。武器のバズーカで「打瀬網（うたせあみ）」を撃つ。笑い声は「ハモハモハモ」。誕生日は7月17日。
人魚の入り江でルフィをホーディの元へ連れていこうとしたが返り討ちにされた。ギョンコルド広場では人間の奴隷たちに戦車を引かせ参戦するが、ロビンによって奴隷達を解放され、「W・クラッチ」で倒された。
カサゴバ
声 - 藤本たかひろ
新魚人海賊団戦闘員。カサゴの魚人。アニメでの名前は「カサゴン」。ハモンドらと共に人魚の入り江に現れたが、ルフィに倒された。
ジャン・ヌエイユ
声 - 桜井敏治
ウニ衣トゲ部隊隊長。ハリセンボンの魚人。普段は細身だが、空気を吸って体を膨らますことができる。ギョンコルド広場で、ウニ衣を纏った部下を率いて一斉にサンジに襲い掛かるが、「月歩」で上空に逃げられたことで同士討ちしてしまう。
ヌル
声 - 鈴木勝美
アニメオリジナルキャラクター。アンコウの魚人。ショーテルを武器とする剣士で、頭のライトから閃光を放つことができる。ゾロと戦うがにあっさりと返り討ちにされ、E・Sで覚醒したヒョウゾウに一太刀で斬られた。
スルメ
クラーケンと呼ばれる大ダコ。ルフィによって「スルメ」と命名された。
「北の海」北極出身。120歳。誕生日は6月9日。全長300m。推定体重4000t。ふたご座。血液型S型。好物はカニ。
北極にいる兄弟を守るため、ホーディに脅され従っていた。シャボンディ諸島から魚人島へのルートにある下降流の側に住み着き、下降流に乗ろうとした船を何隻も握り潰していた。また、メガロをも飲み込んでいた。高い再生能力を持ち、切られたり焼かれてもすぐに新しい触手が生え変わる。
魚人島へ向かう麦わらの一味の前に立ち塞がったが、ルフィによって手懐けられ、魚人島まで同行。ギョンコルド広場ではルフィの側に寝返ったが、E・Sでパワーアップしたワダツミに倒された。クーデター終結後、魚人島外へワダツミを追放した。

### フライング海賊団
魚人島周辺の深海で活動する海賊団。海賊旗は剣が交差したドクロマーク。船は伝説の幽霊船「フライング・ダッチマン号」。
バンダー・デッケン九世
声 - 高木渉
フライング海賊団船長。ネコザメの魚人。伝説の呪われた海賊バンダー・デッケンの子孫。
魚人島近海出身。35歳。誕生日は8月22日。身長352cm。しし座。血液型XF型。好物はサザエの壺焼き。
先祖代々海賊の一族の生まれ。遥か古代に存在したとされる、海王類を操る伝説の人魚姫を探し続けている。4本ある足が特徴で、よくVサインをしている。人の下にはつかない主義で、かつて彼を部下にしようとしたアーロンの誘いを蹴っている。笑い声は「バホホホ」。「 - のハズだ」が口癖。
超人系悪魔の実「マトマトの実」の能力者。手で触れた相手を「的」と定め、あらゆる投擲物を自動追尾で標的に飛ばすことができる。標的にできる数は手の数と同じ2か所。能力者であるため、海中では上半身をシャボンで覆っている。
10年前、しらほし姫が伝説の人魚の力を持っていると確信し、オトヒメ王妃が撃たれた騒動に乗じてしらほし姫に触れる。以降、しらほし姫に求婚し続けている。しかしその求婚は身勝手かつ狂気的なもので、愛を誓わなければその時は「死」あるのみと考え、求婚状も手紙から現在では剣や斧と化している。メモリーを保存するためしらほし姫に触れた右手は10年間洗っておらず常に手袋をしている。
魚人島の支配を目論むホーディと手を組む。竜宮城にしらほしがいないと知ると後を追い、サンゴが丘でプロポーズするが「タイプじゃない」と振られてしまった上、ルフィに返り討ちにされる。失恋のショックから、魚人島ごとしらほしを消そうと方舟ノアを投げ飛ばすが、ノアを墜落させようとするホーディに裏切られ倒された。その後、新魚人海賊団と共に竜宮城に投獄された。
ワダツミ
元フライング海賊団船員。
アンコロ
フライング海賊団ペット。巨大なチョウチンアンコウ。誕生日は11月23日。

## 過去の海賊団
ロジャー海賊団 / ルンバー海賊団 / スペード海賊団 / 金獅子海賊団 / ブルージャム海賊団 / ノックス海賊団 / ロックス海賊団 / その他（過去の海賊）

### ロジャー海賊団
歴史上で唯一「偉大なる航路」を制覇した、海賊王ロジャーの一団。海賊旗は波のような口ひげのついたドクロ。船はウォーターセブンの船大工トムが宝樹アダムを用いて造った「オーロ・ジャクソン号」で、甲板には巨大な卵があり、船首は人魚を象っている。25年前、「偉大なる航路」制覇後に、船長であるロジャーの命令により解散した。
ゴール・D・ロジャー
声 - 大塚周夫（1話 - 590話）→津嘉山正種（849話 - ）、草尾毅（若年期）
「海賊王」。ロジャー海賊団船長。通称「ゴールド・ロジャー」。エースの父親。故人。懸賞金55億6480万ベリー。
「東の海」ローグタウン出身。53歳没。誕生日は12月31日。身長274cm。やぎ座。血液型S型。好きな食べ物は酒、ヒガシザメのステーキ。嫌いな食べ物は薬。趣味は冒険。イメージ動物はクォッカワラビー。
かつてこの世の全てを手に入れ、「ひとつなぎの大秘宝（ワンピース）」を遺したとされる伝説の海賊。本名は「ゴール・D・ロジャー」だが、政府の情報操作により現在は白ひげやDr.くれはなど一部の人間を除き「ゴールド・ロジャー」という名で知られている。性格は怒らせれば凶暴・短気・わがままながら、普段は子供のように単純かつ真っすぐで、何事も派手にやることを好んだ。恵まれなかった生い立ちゆえに、愛する者を失うことを極度に嫌っており、仲間の危機には敵を逃がさぬよう立ち塞がり、盾となって戦う姿勢を見せていた。生前からの鬼のような悪名と、死に際に大海賊時代の幕を開いたことから、世界中の人間から憎まれる対象であると同時に、多くの畏敬と畏怖をもって語られる存在である。世間の評判は最悪だが、仲間達からの信頼は絶大で、ロジャーと直接交流した者からも無類の好感を抱かれている。また、堅気に手を出すことを禁じていた。
愛刀は最上大業物の「エース」。能力者ではないが、覇王色を含めた全ての覇気を扱える強大な覇気使いで、病に侵されていた晩年でもおでんを圧倒する実力を持っていた。レイリー曰く「万物の声を聞ける」能力を持っており、海王類や象主の声を聞きとることができる。
若い頃、初対面だったレイリーを強引に誘って共に海に出た。その当時は麦わら帽子を被っており、後に見習いのシャンクスに譲った。ブルックによると、50年ほど前はルーキーとして活躍していた。白ひげや金獅子のシキ、海軍のセンゴクやガープなど、今では伝説と言われる大物たちと幾度も激闘を繰り広げており、特に白ひげとは、長年の好敵手関係だった。39年前、当時誰も到達できなかった「記録指針」の最終地点「水先星島」に辿り着いたが、上陸してそこが「偉大なる航路」の最後の島ではないと気付き、世界一周を成し遂げるため航海をやり直し始める。38年前の「ゴッドバレー事件」では宿敵ガープと手を組み、当時世界最強の海賊団と恐れられていたロックス海賊団を壊滅させた。28年前に不治の病にかかり、その苦しみを和らげることのできるクロッカスを船医として迎え入れる。26年前、白ひげ海賊団と3日3晩に渡る激闘を繰り広げ、古代文字を読み書きできる光月おでんを「1年貸して欲しい」と頼み込み、強引に引き抜いた。空島スカイピアでは、当時神の座にいたガン・フォールと友になり、黄金の大鐘楼の「歴史の本文」にメッセージを残した。
その後、魚人島、ワノ国、ゾウを経て4つの「ロード歴史の本文」を集め、25年前に「偉大なる航路」の最後の島に辿り着き、「空白の100年」「Dの一族」「古代兵器」など世界の秘密を知る。ジョイボーイが残した莫大な財宝を目の前にしたロジャーたちは涙が出る程笑い、800年誰も行きつけなかった最後の島に「ラフテル （Laugh Tale）」と名付けた。不可能とされていた「偉大なる航路」制覇を成し遂げたことで、ロジャーは「海賊王」と呼ばれるようになる。ラフテルから戻った後、船員達に解散を宣言し、最初に船を降りた。白ひげの元を訪れ酒を飲み交わし、自分の病のこと、Dの秘密を語った。その後、「南の海」のバテリラでポートガス・D・ルージュとの間に子（エース）を生す。
海賊団解散から1年後（新世界編の24年前）、世界政府に自首する。そこで長年の宿敵だったガープに、まだ生まれぬ子を守るように託した。エースが生まれる1年3カ月前に、生まれ故郷であるローグタウンにて、多くの人々が見物する中で、処刑された。死に際に彼が放った「おれの財宝か? 欲しけりゃくれてやるぜ… 探してみろ この世の全てをそこに置いてきた」という一言により、世は大海賊時代を迎えることとなった。
技一覧
神避（かむさり）
「エース」に覇気を纏わせた横薙ぎの一撃。直接触れずとも人を吹き飛ばし、大木をへし折るほどの威力。この技はシャンクスに継承されている。
シルバーズ・レイリー
ロジャー海賊団副船長。現在はシャボンディ諸島のコーティング職人。
スコッパー・ギャバン
ロジャー海賊団航海士。現在はエルバフ在住。
クロッカス
ロジャー海賊団船医。現在は双子岬の灯台守。
ムーン・アイザックJr.、ドンキーノ、ミレ・パイン、ローウィング、エリオ、スペンサー、ピータームー、ジャクソンバナー、ブルマリン
声 - 城岡祐介（ムーン・アイザックJr.、ドンキーノ）
ロジャー海賊団の主要な役職者。ムーン・アイザックJr.が戦術参謀、ドンキーノが操舵手、ミレ・パインが拷問係、ローウィングが学者、エリオが情報屋、スペンサーが諜報部員、ピータームーが砲手、ジャクソンバナーが音楽家、ブルマリンが船大工。
シーガル・ガンズ・ノズドン
声 - 平井啓二
ロジャー海賊団船員。一味の中でも特に巨体。エッド・ウォーの海戦で戦った。
バンクロ、ミュグレン大佐、サンベル、眼竜（ガンリュウ）、Mr.モモラ、MAXマークス、ヤモン、CBギャラン、ユーイ、ラングラム、ドリンゴ、タロウ
声 - 奥畑幸典（サンベル、ドリンゴ）、千葉俊哉（タロウ）、新井良平（Mr.モモラ）、深川和征（眼竜）
ロジャー海賊団船員。サンベルは魚人。
シャンクス
ロジャー海賊団見習い。現在は四皇の一人。
バギー
ロジャー海賊団見習い。現在は四皇の一人。
光月おでん
ロジャー海賊団船員。ワノ国九里先代大名。故人。
光月トキ
おでんの妻。故人。
イヌアラシ、ネコマムシ
おでんの従者。現在はモコモ公国の王。
ダグラス・バレット
劇場版オリジナルキャラクター。

### ルンバー海賊団
52年前に西の海で結成された海賊団。海賊旗は牛のドクロマークで、海賊船の船首は牛を象っている。
「偉大なる航路」突入直後、双子岬の灯台守クロッカスに、幼いクジラのラブーンを預け、旅立つ。航海中に船長と十数名の船員が疫病にかかり、その者たちは仲間から離れ、「凪の帯」から脱出を試みた。ブルックが船長代理となり航海を続けたものの、「魔の三角地帯」の戦闘で全滅し、船は幽霊船と化す。以後、復活したブルックを乗せて約50年間同じ海域を彷徨っていた。その後、モリアがいなくなった後のスリラーバークに墓が立てられ、船員の遺骨が埋葬された。ブルックが乗っていた船は、フランキーによって帆と舵を修理され、ローリング海賊団にもらわれていった。
ヨーキ
声 - 増谷康紀（63話）→竹本英史（378話 - ）
ルンバー海賊団船長。異名は「キャラコのヨーキ」。
ブルックと同じく明るい男。賞金首（懸賞金の額は不明）。乗船条件を音楽が好きなことにするほどの音楽好き。特に海賊の歌「ビンクスの酒」を好み、よくブルックにリクエストし歌っていた。笑い声は「ぬはははは」。誕生日は4月9日。
「偉大なる航路」に突入するものの、疫病にかかり脱落を余儀なくされる。その後ブルックに海賊団を託し、仲間と共に脱出を試みる。その後の消息は不明。
『ONE PIECE magazine Vol.1 「Real 海賊百科」』にはジョン・ラカム（キャリコ・ジャック）らの解説にヨーキの顔イラストが載っている。
ブルック
ルンバー海賊団の音楽家兼剣士（後に船長代理）。後に麦わらの一味に入団。
ラブーン
ルンバー海賊団について来た子供のクジラ。
ミズータ・マダイスキー
ミズータ兄弟（双子）の兄。故人。敵襲の際に頭を刺されて死亡。
ミズータ・マワリトスキー
ミズータ兄弟（双子）の弟。故人。ブルックと共に歌を歌いながら死亡。

### スペード海賊団
エースが白ひげ海賊団に入る以前に船長を務めていた海賊団。海賊旗は、スペードの背景にエースが被っている帽子のマークが描かれたもの。4年前、エースが白ひげ海賊団に入団したことで吸収された。船は「ピース・オブ・スパディル号」。
以下の船員は『ONE PIECE novel A』に登場。原作者の設定画が公開されている。船員は他の海賊団では居場所がない、普通は海賊にならない変わった経歴の持ち主が多い。
マスクド・デュース
スペード海賊団の一員。エースの最初の仲間。
海軍に正体を知られぬよう、常に仮面をしペンネームを名乗っている。エースと同年代。海に出たときに本名は捨てており「マスクド・デュース」という名はエースにつけられた名前。賞金首になることは望んでおらず、海を自分の目で見て回り、自分が生きた証である冒険記を書く夢を抱いている。しかし、肝心の文才はあまりない。冷静で判断力に長けており、自由奔放な行動が多いエースのブレーキ役。船医も兼任している。ミハール・スカルと合わせ、スペード海賊団では頭脳担当の役回りで、海軍少尉イスカの襲撃を受けたときは、軍艦を岩礁地帯に誘導することで退けている。
親は医者で、裕福な家庭で育った。医学生だったが出来が悪かったため、父や兄からは疎んじられていた。冒険記「Brag men」を読んだことで海への憧れを抱き、自分の意思で人生を歩むため、本名と素顔を捨て故郷を飛び出した。
しかし、特殊な海流で脱出を阻む無人島シクシスに遭難してしまい、そこで同じく遭難したエースと出会う。互いの境遇を話し合う内に、エースが海賊王ロジャーの息子であることを知る。最初はエースとの協力を拒み、一人で食料を探す毎日を送り、エースが持つ果実を奪おうとしたが逆に果実を差し出されたことでエースの人柄を理解し、同時に海賊王の息子というだけで殺してもいい人間だと決めつけた自分を恥じ、2人でその果実「メラメラの実」を分け合った。能力者となったエースに、メラメラの能力を活用して島から脱出することを提案し、炎の勢いを動力源とする小型船「ストライカー」を作る。島から脱出後、エースの誘いを受け2人でスペード海賊団を立ち上げた。
白ひげ海賊団加入後は、医術の腕を買われ医療チームの一人として従事し、白ひげや同僚のナースからは「若先生」と呼ばれるほどの信頼を得るようになった。白ひげを討ち取ることを諦めないエースを止めはしなかったが、他の仲間が白ひげの世話になっている以上、仁義は通せと忠告した。エースが正式に白ひげ海賊団のクルーになることを決めるとスペード海賊団を解団し、長く冒険を共にした愛船「ピース・オブ・スパディル号」に別れを告げた。
『ONE PIECE novel A 1』の語り部であり、物語はデュースの視点で進行する。
ミハール
声 - 清水健佑
スペード海賊団の一員。
シルクハットにメガネをかけた、インテリ風の外見をした男。元教師という、海賊としては異色の経歴の持ち主。丁寧な口調で、エースやデュースを「さん」付けで呼んでいる。海を越え、教育を受けられない世界中の子供達のもとへ行きたいという夢を持つ。海の男とは馬が合わず受け入れてもらえないでいたが、彼の夢を応援するエースに連れ出され、仲間に加わった。極度のインドア派でいつも船室にこもり、書物を片手に船番をしている。授業をするとき以外は、滅多に部屋から出てこない。文人肌だが狙撃技術に優れ、海賊が乗り込んでくると、どこからともなく狙撃する。多くの仲間からは「先生」と呼ばれている。
白ひげ海賊団加入後は、他のクルーに字を教えていた。
スカル
声 - 沼田祐介
スペード海賊団の一員。
ドクロのアクセサリーを全身に散りばめているドクログッズコレクターで、顔にもドクロの仮面をつけている（仮面をつけているのは情報屋として、自分の顔も情報の一部であるという考えから。素顔は有料らしいが、金を払った者は一人もいない）。語尾に「ぜい」をつけ、エースやデュースを旦那と呼んでいる。蒐集人を自称する海賊マニア。もともと海賊ではないが、海賊が好きすぎてあらゆる海賊船に潜り込み、雑用として多くの海を渡り歩いてきた。多くの海賊はただの物好き、雑用くらいしか取り柄がない男と扱っていたが、豊富な経験と知識をエースに買われ、海の情報屋として仲間に加わった。
白ひげ海賊団加入後は、情報力を買われ活躍した。
ウォレス
スペード海賊団の一員。オニカサゴの魚人。
厳つい印象で老けて見えるが、年齢的にはまだ少年。好奇心旺盛でミハールに字を習い、デュースの冒険記にも興味を持っている。魚人街出身。
バンシー
スペード海賊団の一員。
気っ風のいい女海賊。コック不在のスペード海賊団でコック代理を任されていたが、料理の腕はかなり悪い。仲間からは「オバちゃん」と呼ばれている。
コタツ
声 - 竹内良太
エースが助け、命名したオオヤマネコ。
とある島で密猟者の罠に掛かっていたところをエースに助けられ、そのままなついて船までついてきた。出会った頃は臆病な性格になってしまっていたが、旅を通して徐々にもとの勇気ある性格に戻りつつある。獰猛そうな見た目に反し、うなり声以外はかわいらしい声で鳴く。エースの前では、ネコのようになる。
白ひげ海賊団加入後は、サッチに懐いて食料集めに重宝がられた。
ガンリュウ、ダッキー・ブリー、オッサモンド、フィナモレ、バリー、セイバー、アギー68、クーカイ、ドギャ、キメル、コーネリア、レオネロ、ウブロ
声 - 山田真一（アギー68）、新井良平（コーネリア）、半田裕典（レオネロ）、千葉俊哉（ウブロ）
スペード海賊団のメンバーたち。ガンリュウは手長族。

### 金獅子海賊団
金獅子のシキ率いる海賊艦隊。海賊旗はライオンのたてがみが生えたドクロで、後ろに船の舵輪があしらわれている。シキは、原作者が製作総指揮を務めた劇場版『STRONG WORLD』（以下『SW』）のボスキャラクターであり、金獅子海賊団は同作において敵組織として登場する。
シキ
声 - 竹中直人
金獅子海賊団提督。元ロックス海賊団船員。異名は「金獅子のシキ」。ロジャーや白ひげと並ぶ、伝説の大海賊。
着物を纏った長い金髪の大男。頭には舵輪が刺さっている。22年前、史上初めてインペルダウンから脱獄した「空飛ぶ海賊」。「海賊は海の支配者」と考え、邪魔する者には容赦しない冷酷かつ残虐な男。大掛かりで大胆なことを好むが、忍耐強く狡猾でもあり、その準備を重ねることには時間と労力を惜しまない。一方で、インディゴらとダンスに興じたり、ボケをかまして漫才のようなやりとりをしたりする一面もある。大海賊時代幕開けに沸き立つ海賊を「宝目当てのミーハー共」と見下している。葉巻を愛煙。笑い声は「ジハハハハ」。武器は両刃の剣「桜十（おうとう）」と「木枯し（こがらし）」。かつては二刀流の剣士だったが、脱獄の際に両足を失ってからは、この二振りを義足としている。誕生日は3月20日。
超人系悪魔の実「フワフワの実」の能力者。自在に空を飛ぶことができ、さらに触れた物を重力に関係なく浮遊させ、操ることができる（ただし、自分以外の生き物は浮かせられない）。『SW』ではこの能力で島を丸ごと浮かし、海賊船として移動している。その能力のため、サイクロンなどの気象現象を弱点としており、世界中から優秀な気象予報士や航海士を集め、専属の研究チームを置いている。
ロジャーとは長年のライバル関係にあり、自由を求めるロジャーと意見は合わなかったが、同時に誰よりも彼のことを認めていた。海賊大艦隊の大親分として名を馳せていた27年前、「世界を滅ぼす兵器」の在り処を知るロジャーに協力を迫るが決裂し、「エッド・ウォーの海戦」を引き起こす。その最中に発生した嵐によって大艦隊の半分を失い、さらにうっかり舵輪が頭に深くめり込んで抜けなくなった。その約3年後、海賊王となったロジャーの逮捕に激昂し、自らの手でロジャーを殺すため、マリンフォードの海軍本部にたった一人で攻め入る。海軍本部が半壊するほどの激戦の末に、センゴクとガープによって逮捕され、大監獄インペルダウンのLEVEL6に投獄される。その2年後、自分の両足を切断して海楼石の足枷から抜け出し、脱獄する。
インペルダウン脱獄後は、メルヴィユに潜伏。島固有の生物を凶暴化させ、周辺の海賊を召集することで戦力を増強する。『SW』において20年の雌伏の末に世界を征服するため動き出し、手始めにマリンフォードを世界への警告のため襲撃し、続いてロジャーの故郷である「東の海」の壊滅を企てる。劇中序盤、ナミの天候を肌で感じ取れる才能に目をつけ、サニー号に乗り込んでナミを誘拐し、麦わらの一味をメルヴィユに突き落とす。ナミが脱走すると、彼女を連れ戻すべくルフィ達の前に現れ、圧倒的な力で一味を生き埋めにする。劇中終盤、乗り込んできた麦わらの一味と暴走する珍獣達によって金獅子海賊団は壊滅状態に陥り、「ギア3」でパワーアップしたルフィと激しい空中戦を繰り広げるが、嵐の中だったことが災いし、「ゴムゴムの巨人の雷斧」を受け敗北した。
作者によれば、シキは『SW』以前から構想にあったキャラクターで、当初は第45巻の白ひげとシャンクスの会話の中で、ロジャー時代の伝説の海賊の一人として名前を出そうと考えていたという。原作本編ではインペルダウン編のセンゴクのセリフで初めて名前が登場し、映画公開直前にはシキの過去を描いた特別編「第0話」が発表された。ワノ国編でロックス海賊団の元メンバーだったことが明らかになり、当時の回想にも登場した。また、「マネマネの実」の能力者である黒炭ひぐらしのメモリーの中には、シキの姿がある。『ONE PIECE novel A』によれば、大海賊時代以前はロジャー、白ひげ、ビッグ・マムと海の覇権を争う海賊だったという。
技一覧
獅子威し “地巻き”（ししおどし ちまき）
地面を複数の巨大な獅子の形に変えて相手を囲むように攻撃し、土の中に相手を閉じ込める。
獅子威し “御所地巻き”（ししおどし ごしょちまき）
雪を複数の巨大な獅子の形に変え、相手を囲むように襲う。
斬波（ざんぱ）
足の刀から飛ぶ斬撃を放ち、海を切り取って操る。
獅子・千切谷（しし・せんじんだに）
飛ぶ斬撃の乱れ撃ち。
Dr.インディゴ
声 - 中尾隆聖
金獅子海賊団の科学者。シキの側近。通称「ピエロ」。
その外見らしくパントマイムで物事を伝えようとするが、なかなか伝わらない。シキがボケると容赦なくツッコミを入れる。歩く度にオナラをしたような奇妙な足音が鳴る。笑い声は「ピロピロピロ」。誕生日は12月5日。
「エッド・ウォーの海戦」以前から金獅子海賊団に所属している。メルヴィユではシキと共に「S.I.Q」を開発し、島の珍獣たちを凶暴に進化させた。『SW』の決戦ではゾロと激闘を繰り広げ、最後は九刀流「阿修羅 穿威」を受けて敗北した。
技一覧
ケミカルジャグリング
手袋から爆発を起こす球体を無数に放つ。
マス・ジャグリン
「ケミカルジャグリング」を集約させて巨大な球体にして放ち、大爆発を引き起こす。

### ブルージャム海賊団
12年前、東の海のゴア王国を拠点に活動していた海賊団。船は「ブラッドバタコ号」。ルフィとエースの過去を描いた回想に登場。
ブルージャム
声 - 石住昭彦
ブルージャム海賊団船長。懸賞金1430万ベリー。
「東の海」ゴア王国出身。42歳（12年前）。誕生日は2月16日。身長261cm。みずがめ座。血液型X型。好物はウォッカ、高級料理。
醜態をさらした部下は容赦なく粛清する非情な男。貴族に金を納めたり、荒仕事を引き受けることで犯罪を黙認されている。
ゴア王国国王からの依頼で、かねてからの念願だった貴族の地位を報酬に、グレイ・ターミナルを焼き払うべく大火事を起こす。しかし、約束を反故にされ火事の中に見捨てられたことで、自分を騙した国王と貴族たちに復讐するため、エースとサボの海賊貯金を狙い、ルフィたちを襲う。偶然エースが発動した「覇王色の覇気」で手下が次々と倒れる中、逆上してエースを殺そうとしたが、ダダンの助太刀で止められ、結局は2人に敗れた。その後の消息は不明。
ポルシェーミ
声 - 菅原正志
ブルージャム海賊団船員。懸賞金340万ベリー。
「東の海」ゴア王国出身。25歳（12年前）。誕生日は4月3日。身長320cm。おひつじ座。血液型X型。好物はとんかつ。
ずんぐりむっくりの巨体に、釣り目が特徴。子供にも平気で拷問を仕掛ける残忍な男。
エースとサボが奪った宝の在り処を吐かせるために、ルフィを拷問する。助太刀に入ったエースとサボに倒されたことでブルージャムの怒りを買い、制裁を受けた。

### ノックス海賊団
ペドロが船長を務めていたミンク族の海賊団。元々は海賊ではなく、「歴史の本文」を探す「ノックス探検隊」だったが、政府から追われる身となり、約15年前に海賊団となった。10年前、ケガや闘志の問題で航海を続けられなくなった者達をペコムズが率いて一団から離脱した。「歴史の本文」探索を継続したペドロとゼポは5年前、トットランドでビッグ・マム海賊団に敗れ、壊滅した。
ゼポ
声 - 高戸靖広
ペドロの相棒。シロクマ のミンク。ベポの歳の離れた兄。故人。
サングラスをかけマントを羽織っている。武器は剣。ペドロと同じくペコムズの兄貴分だった。トットランドにて、ビッグ・マムの「ルーレット」によって30年分の寿命を奪われ、死亡した。
『ONE PIECE novel LAW』では、名前の「ゼポ」はミンク族の言葉で「イケメン」を意味するとされている。

### ロックス海賊団
約40年前に台頭していた、当時世界最強と呼ばれた伝説の海賊団。海賊旗は2つの角に似た炎が着いた赤いドクロマークで、「ROCKS」の文字のOの部分にドクロが位置している。大昔に海賊島「ハチノス」で1つの儲け話のために結成された個性の集団。船内でも「仲間殺し」が絶えない凶暴な一味で、元クルーの白ひげは「人の下に付けるタイプじゃない人間の集まり」と評している。後に四皇と呼ばれる白ひげ、ビッグ・マム、カイドウの3人を始め、後世で名を上げる海賊が数多く所属していた。ロジャー台頭以前は「ロックス」の時代だったとされる。
38年前のゴッドバレーにおいて、手を組んだロジャーとガープに敗れ、壊滅した。後にこの戦いは「ゴッドバレー事件」と呼ばれている。当時その脅威だけは誰の耳にも届いていたが、起こした事件の多くが政府に揉み消されたことや、仲間殺しが絶えないほどに船員同士の仲が非常に悪かったことから、壊滅後は語り継ぐ者がほとんどいないという。センゴク曰く「世界の禁忌に触れ過ぎた」ために、現在ではロックス海賊団に関する情報はほとんど残っていない。海軍でもセンゴクやガープと同世代の記憶に残っている程度で、ロックスの名を知る者は極めて少なくなっている。だがヒナは「船長を失っても力は増している」と述べており、動向を危惧している。
ロックス・D・ジーベック
声 - 藤真秀
ロックス海賊団船長。通称「ロックス」。故人。
逆立った髪が特徴の男性。体格は白ひげやビッグ・マムよりも小柄だが、「ロジャーの最初にして最強の敵」と評されるほどの実力者だった。「世界の王」を野望に抱き、世界政府に牙を剥き続け、政府に揉み消されるほどの事件を数多く引き起こした。
船員達からの人望は皆無であり、ビッグ・マムはロックスについて「ロクでもない男だから信用はするな」と入団したばかりのカイドウに忠告しており、白ひげも「誰が部下になったんだ」と命令されることへの不満を漏らしていた。
38年前の「ゴッドバレー事件」にて、その場に居合わせたロジャーと手を組んだガープとの戦いの末に敗れた。
エドワード・ニューゲート
ロックス海賊団船員。後の四皇「白ひげ」。
シャーロット・リンリン
ロックス海賊団船員。後の四皇「ビッグ・マム」。
カイドウ
ロックス海賊団見習い。後の四皇「百獣のカイドウ」。
シキ
ロックス海賊団船員。通称「金獅子のシキ」。
ジョン
ロックス海賊団船員。通称「キャプテン・ジョン」。
ミス・バッキンガム・ステューシー
ロックス海賊団自称科学者の女性。ロックス海賊団壊滅後は、「MADS」に居候として在籍していた。
グロリオーサ
ロックス海賊団船員。アマゾン・リリー先々々代皇帝。
銀斧（ぎんぶ）
ロックス海賊団船員。名前のみ登場。
王直（おうちょく）
ロックス海賊団船員。名前のみ登場。かつては海賊島「ハチノス」をナワバリにしていたが、ロッキーポート事件で黒ひげに倒されてハチノスを奪われた。
ギル・バスター
ロックス海賊団船員。故人。
ハットとサングラスが特徴の男。遺体はモリアに回収され、スリラーバークでゾンビとして使われていた。
元は作者が高校時代に発表した短編漫画「WANTED!」の主人公。

### その他（過去の海賊）
クック海賊団
赫足のゼフが船長とコックを務めていた海賊団。海賊旗は、コック帽を被ったアヒルの後ろにナイフとフォークが交差したマーク。船の名前は「クッキング・ジョージ号」。船首は海賊旗のアヒルを模している。ゼフは、金品を強奪しても食料には手を出さないよう部下に徹底させていた。
11年前、「偉大なる航路」での1年の航海を経て帰還したが、客船オービット号を襲撃した際に嵐に巻き込まれ、壊滅した。
チェスキッパ
声 - 服巻浩司
幼少期のロビンを雑用として船に乗せた海賊船長。異名は「スネかじりのチェスキッパ」。
バンダー・デッケン
伝説の呪われた海賊。バンダー・デッケン九世の先祖。
伝説では数百年前、部下を皆殺しにしたことで神の怒りを買い、拷問を受けながら海をさまようこととなったとされる。デッケン九世とパッパグによれば、実際には「海王類をも従わせる人魚姫」の伝説を追って海底を目指し、その後に魚人島で息絶えたという。
ジョイボーイ
「空白の100年」に実在した人物。世界で初めて「海賊」と呼ばれた男。
ラフテルに「莫大な宝」を残した人物で、宝を見つけたロジャーは「ジョイボーイと同じ時代に生まれたかった」と述べている。現時点ではシルエットのみの登場で、帽子とマントを身に着けていた。太陽の神ニカのように伸縮する体を持っており、当時の仲間だった象主やエメトは、ルフィの「ギア5」と「解放のドラム」からジョイボーイのことを思い出している。海軍中将を昏倒させイムすら戦慄させるほど強力な「覇王色の覇気」の持ち主で、自身の最大級の覇気を結んでエメトに託していた。一人称は「おれ」。
約900年前に、高度な文明を持つ国に生まれる。当時の人魚姫へ宛てた、魚人島との約束を破ったことへの謝罪文を「歴史の本文」に記した。世界政府の前身である20か国の「連合軍」と戦うも敗れ、「空白の100年」は幕を閉じた。
ウェリントン
15年ほど前にドンキホーテファミリーが討伐した賞金首。懸賞金1000万ベリー。
ディエス・バレルズ
声 - 江川央生
バレルズ海賊団船長。元海軍将校。X・ドレークの父親。故人。
かつては息子のドレークから憧れの対象として見られる立派な海兵だったが、海賊になってからは別人のようになり、息子にも暴力を振るい奴隷扱いしていた。13年前、「オペオペの実」を政府に50億ベリーで売ろうとしたが、ミニオン島のアジトでコラソンに実を盗まれる。その後、実を狙っていたドフラミンゴによって銃殺された。

## その他の海賊
イエス海賊団
ローグタウンでスモーカーの部隊に倒された海賊団。船長がスモーカーに捕まり、部下のパッキーとコゼがたしぎに報復を行ったが、返り討ちにされた。
ビリー
小説版『ONE PIECE ローグタウン編』の登場人物。イエス海賊団船長。異名は「鯱殺しのビリー」。懸賞金300万ベリークラスの賞金首で、良業物の打刀「山颪」を所持。シャチを真っ二つにしたことがあるという大男だが、たしぎとスモーカーに敗れた。
パッキー
声 - 服巻浩司
イエス海賊団船員。「東の海」ローグタウン出身。誕生日は12月9日。
コゼ
イエス海賊団船員。「東の海」出身。誕生日は5月27日。
チューリップ海賊団
ユリカーを船長とする海賊団。海賊旗はチューリップのドクロマーク。ミラーボール島を襲撃したが、フルボディとジャンゴによって壊滅した。
プップー
声 - 田中一成
アラバスタのナノハナを襲撃した海賊。クロコダイルに壊滅させられた。
ロシオ
声 - 竹本英史
ロシオ海賊団船長。異名は「処刑人ロシオ」。懸賞金4200万ベリー。誕生日は6月15日（ロ(6)シオ(O)→(15)）。
カード勝負で負けると相手を惨殺するため、世間では残忍な性格で知られている。海賊旗は絞首刑になった人間のマーク。モックタウンでベラミーとのカードゲームに勝ったために因縁を付けられ、無残に倒されてしまった。
新世界編のエッグヘッド編では、モックタウンの酒場にロシオと思しき男が登場している。
オコメ
ホカホカ海賊団副船長。炊き立ての白米が大好物。ルフィやベラミーと同時期に、モックタウンにいた。
イレイザー海賊団
昆虫と王冠が描かれた旗を掲げた海賊団。空島の白海で、ワイパーに襲撃された。
ミカヅキ
声 - 千葉一伸
大カブト海賊団船長。懸賞金3600万ベリー。誕生日は2月10日。
ウォーターセブンの一番ドックで、船の修理代を踏み倒そうとガレーラカンパニーの職人たちを脅すが、返り討ちに遭い全滅した。
アニメではその後、借金取りの用心棒としてマイケルとホイケルの養母を脅したが、強引に彼女の養子にされていたゾロに撃退された。
宇宙海賊
月で遺跡の採掘作業を行っていた、宇宙人たちの海賊団。キツネのような顔のキャプテン・シーマーズを筆頭に、多数の種族で成り立っている模様。宇宙船の船首は、シルクハットを模している。エネルによって壊滅した。
キャプテン・グー
声 - 竹本英史
モリアに2年間、影を奪われていた海賊船長。
デビル・ディアス
声 - 高塚正也
アクメイト海賊団船長。懸賞金6000万ベリー。誕生日は9月18日。
人攫い屋に捕まり、天竜人の奴隷にされた。シャボンディ諸島で脱走を計ったが、首輪が爆発して失敗した。
バイロン
人間オークションに出品された海賊。音楽家の家系で、楽器が万能。「西の海」トロア出身。誕生日は12月18日。
ラキューバ
声 - 竹本英史
人間オークションに出品された海賊。懸賞金1700万ベリー。繊細な計略家として知られた。「偉大なる航路」出身。誕生日は5月31日。
出品された際、舌を噛んで自殺を図った。舌は切れたが生きており、無事に解放された。
キャンディー
キャンディー海賊団船長。船員は皆キャンディのようなものを頭に付けている。「偉大なる航路」出身。誕生日は6月14日。
表紙連載「CP9の任務外報告」に登場。セント・ポプラを襲撃するが、CP9に撃退され壊滅。残された海賊船は彼らに奪取された。
プリンス・ベレット
声 - 長嶝高士（男）、神田朱未（女）
元王族の海賊。国王だった父親がカマバッカ王国でオカマになって国に戻り、国も家庭も崩壊したという。その恨みからインペルダウンのニューカマーランドでイワンコフを襲ったが、女に変えられてしまった。
茶ひげ
茶ひげ海賊団船長。
ハリーツ・ケンディヨ
新世界から脱出しようとしていた海賊。キッド海賊団に襲撃され、磔にされた。
スプラッシュ&スプラッタ
声 - 服巻浩司（スプラッシュ）、山田真一（スプラッタ）
双子のオカマ海賊。血液型は2人共にS型Rh-。誕生日は1月18日。魚人島で、失血したサンジに血を提供した。
ジャイロ
声 - 高塚正也
ジャイロ海賊団船長。異名は「蟹手のジャイロ」。懸賞金7300万ベリー。
左腕にカニのハサミのような義手をつけた男。海賊旗や海賊船にも蟹を模している。武器は日本刀。「南の海」出身。口癖は「‐ちん」。誕生日は6月22日。
魚人島への航海中、海中で新魚人海賊団の脅迫を受け、やむを得ず傘下に入り、後に部下と共に逃げ出したが、ホーディによって一味全員倒された。
ギャリー
声 - 川津泰彦（48話）→藤原貴弘（877話）、小山力也（ROMANCE DAWN STORY、実写ドラマ版）
三日月型の髭を持つ海賊。異名は「三日月のギャリー」。元々は本作のプロトタイプである読切作品『ROMANCE DAWN』の登場人物である。
テレビアニメではローグタウン編のアニメオリジナルストーリーで登場。町を襲うが、スモーカーにあっけなく捕まる。劇場版第9作の手配書によれば、懸賞金345万ベリー。
『ROMANCE DAWN』を原案にした特別編アニメ『ROMANCE DAWN STORY』でも登場。同作では懸賞金500万ベリー。
原作・アニメ本編では、ホールケーキアイランド編終盤にバラティエの客として登場。
ウラヤ・マシカッタ
七武海に恨みを持つ海賊。七武海撤廃のニュースを喜んでいた。
バイキン海賊団
表紙連載「〝ギャング〟ベッジのオーマイファミリー」に登場。メンバーは、スーカレ・タイネン（船長）、シコン・ケッタイ、メザスゾワン・ピースオ、ラクシテモ・テルスベハナイカ博士（「キスキス菌」の発明者）、スーカレ・カレホスイ（船長の妹）など。
ドレスローザを襲撃し、人をキス魔にさせる「キスキス菌」をばら撒く。ファイアタンク海賊団に倒された。
ふんばりカレー海賊団
2000年に週刊少年ジャンプの読者参加企画で生み出された海賊団。尾田栄一郎がデザインしたヒッピー・ザ・ドクロカレー、和月伸宏がデザインしたシミター太、武井宏之がデザインしたヒロ★ゴーモンからなる。
『ONE PIECE』では、エッグヘッド編に隠しキャラとして登場した。

## 派生作品オリジナル

### アニメオリジナル

#### バイアン海賊団
テレビスペシャル『大海原にひらけ! でっかいでっカイ父の夢』で登場した海賊団。海賊旗は青髪の生えたドクロマーク。
バイアン
声 - 二又一成
バイアン海賊団船長。
バイアンが指揮し、船員たちが歌う「シンフォニーコンダクター」によって相手を操ることができる。アマンダ達の父親が残した宝を狙っていた。ウソップとチョッパーが共同開発した「眠り星」で一味は眠らされ、バイアンは麦わらの一味の一斉攻撃で吹き飛ばされた。
ザップ
声 - 草尾毅
アマンダを連れ去る命令を受けた部隊の隊長。
マッカス、ボニー
声 - 永野広一、金月真美
ザップの部下。捕らえられていたアマンダから取り引きを持ちかけられ、財宝目当てに、アマンダたちと共に脱走した。最終的にはバイアンを裏切り、3人を引き取ることにした。

#### フェニックス海賊団
ウォーターセブン編後の「アイスハンター編」で登場した海賊団。船は不死鳥を模した船首を持つ。
新世界にてケタ違いの実力を持つ相手と戦い、命からがら逃げ出した。その後「偉大なる航路」前半に戻ったところを、賞金稼ぎ一家「アッチーノファミリー」に海賊旗を奪われ、彼らの言いなりになっていた。
パズール
声 - 谷山紀章
フェニックス海賊団船長。懸賞金1億ベリー。
どんな危機的状況でも不死鳥のように蘇ることから、「不死鳥のパズール」の異名を持つ男。額に不死鳥を思わせる赤いあざがある。鎖を武器とする。
新世界での戦いで瀕死の重傷を負った。新世界の圧倒的なレベルと、ビガロを失ったことで戦意を喪失していたが、ジローや過去のことを思い出し情熱を取り戻し、ルフィ達に加勢しアッチーノファミリーと戦った。その後、ルフィ達と新世界での再会を約束し再び新世界へ向け出航した。
ビガロ
声 - 堀秀行
フェニックス海賊団副船長。
新世界で仲間を逃がすために自らを犠牲にし、命を落とした。パズールを海賊王になる男とさだめ絶対的な信頼を置いており、彼自身も船員達からはパズールと同様慕われていた。
ジロー
声 - 入野自由
フェニックス海賊団船員の少年。
パズールを海賊王になる男として慕っている。戦意を喪失していることにひどく落胆していた。パズールに反対されたが、一味で唯一、ルフィ達と共にラブリーランドに乗り込むという度胸を見せ、パズールが情熱を取り戻すきっかけを作った。
スタンセン
声 - 石川英郎
フェニックス海賊団戦闘隊長。
サルコーの言いなりになっていたため、ガイルらからは嫌われている。だが本人としては、団員を守るための苦渋の決断だった。パズールが意識不明の間は、彼が一味を指揮していた。
トロフ、レイス
声 - 平井啓二、沼田祐介
フェニックス海賊団船員。パズールやピガロを尊敬していた。ガイルらのサニー号乗っ取りに反対していた。
ガイル、サットン、ラーゴ、バジル
声 - 大場真人、藤本たかひろ、竹本英史、岡本寛志
フェニックス海賊団船員。アッチーノファミリーの言いなりを嫌ってサニー号乗っ取りをたくらみ、卑屈な態度をとるスタンセンの殺害を考えていた。

#### 海獣海賊団
パンクハザード編後のオリジナルストーリーで登場した、海獣のみで構成された海賊団。
ジュゴン
声 - 粗忽屋西神戸店
海獣海賊団船長。
元々はアラバスタに生息しているクンフージュゴンのリーダー。ルフィにはアザラシだと思われている。
ルフィ達と遭遇しウソップを倒すが、直後にルフィに倒され彼の弟子となる。そのためルフィのことを「師匠」と呼ぶ。ルフィ達と別れた後は彼らに憧れ自身も海賊となり、その過程でシーラパーンらと出会い「海獣海賊団」を結成し、船長となる。実力はアラバスタにいた頃より格段に上がっており、「武装色の覇気」を身に付けている。また胸には新聞で見たルフィを模してペンキで×印の傷を描いている。
新世界に突入した際にブリードと遭遇し、彼の能力に操られてしまう。シーザーを誘拐するためサニー号を襲撃する。ブリードの命令でルフィたちを攻撃してしまい窮地に追い込まれるが、命令に抵抗しルフィとの共闘でブリードを倒す。その後は再び仲間たちと共に新世界を旅するためルフィと別れた。
シーラパーン
声 - 福原耕平
海獣海賊団の一員。ドラム王国に生息していた大型肉食獣「ラパーン」の亜種で、ラパーンと違い泳ぐことができる。鱗とひれがあり青い体毛が特徴。ラパーンと同じく常に集団で行動し、「うさぎ波」を起こすことができる。本来は北の海に生息している。海獣海賊団には数十頭の群れが所属している。
スモーカピバラ
声 - 織田優成
海獣海賊団の一員。まわしのような物を巻いている。
たこボクサー
声 - 荒井聡太
海獣海賊団の一員。通常のタコよりも大きく、触手の一本一本にボクシンググローブをはめている。誕生日は12月26日（ボクシングデー）。
クロオビペンギン
声 - 松原大典
海獣海賊団の一員。道着を着ている。空手の使い手。

#### ワールド海賊団
特別編『3D2Y』で登場した海賊団。30年前に大暴れし、ロジャーや白ひげに並ぶほどの海賊団だが、当時のCPの謀略により壊滅した。船長バーンディ・ワールドのインペルダウン脱獄を機に、当時の幹部達が集まり、再結成する。

#### シルバー海賊連合
ドレスローザ編後の「シルバーマイン編」に登場した海賊団。

#### その他（アニメオリジナル）
ギャンザック

キャプテン・ジョーク
声 - 大塚明夫
テレビスペシャル「海のヘソの大冒険」で登場した海賊船長。原作者がデザインしたキャラクター。笑い声は「ナハハハ」。
10年前、海のヘソの秘宝の噂を聞きつけ、ふもとの町を荒らし神の山で町の長であるハムウの母親を殺害。しかし、秘宝を目前にしながら仲間に裏切られ死亡した。死亡後、蝙蝠姿で現世に留まり復活の機会をうかがっていた。海のヘソに迷い込んだルフィたちを利用し、自分の肉体を封印していた3頭の神の獣を倒させるとガイコツ姿で復活する。再び秘宝を狙ったがルフィたちに拘束され、ハムウに頭蓋骨を破壊され消滅した。
ウェットン海賊団
「虹の彼方へ」編で登場した、52年前の海賊団。海賊旗は3本の角を持つ牛のマーク。船は牛を象った船首の「タリエリシン号」。
アミーゴ海賊団
『ONE PIECE FILM STRONG WORLD』連動特別篇で登場した海賊団。
ミス・オリーブ

パンズフライ

ブリード
声 - 一条和矢
パンクハザード編後のオリジナルストーリーで登場した、シーザーを麦わらの一味から奪った海賊。
シルクハットを被りモノクルをかけた男。武器は鞭。性格は自分勝手で、その性格が災いし、かつて所属していた海賊団から追放された経験から極度の人間嫌いとなる。また、ペットに対してもただ主人に従順に尽くす存在としか見ていない。闇に通じており、「SMILE」も入手している。シーザーの科学力で「SMILE」を大量に作り出し、人間を強制的に動物に変えて自身の能力で操り、動物だけの王国を建国するという野望を抱いている。笑い声は「ペトトトト」。
超人系悪魔の実「ペトペトの実」の能力者。掌からスライム状の首輪を出し、相手に装着することで、全ての生き物を自分に従順なペットにすることができる。命令したペットの潜在能力を最大限に引き出すことができ、この効果は自分に対しても有効。ただし、命令が相手に聞こえなければ操ることはできない。
偶然発見したクンフージュゴン率いる「海獣海賊団」を自身の能力で操リ支配下に置く。自分の野望実現のため、ジュゴンらにシーザーを誘拐させる。シーザーを奪還するため乗り込んできたルフィらも支配下に置き始末しようとしたが、ローに弱点を見破られる。自分に首輪をかけ、パワーアップした状態で襲いかかったが、怒りが頂点に達した海獣海賊団の抵抗に遭い、ルフィとジュゴンの合体技で吹き飛ばされた。
トレジャー海賊団
テレビスペシャル『ONE PIECE 〜ハートオブゴールド〜』に登場した海賊団。

### 劇場版オリジナル
ウーナン一味、エルドラゴ一味

トランプ海賊団

ガスパーデ海賊団、魚人海賊団・ウィリー一味、ビガロ一味

レッドアローズ海賊団、お茶の間海賊団、チョビヒゲ海賊団

シュナイダー海賊団

テゾーロ一味

ロングロング海賊団

フィッシャーズ海賊団、アナウンサーズ海賊団、イッパン・オウボ海賊団、キャプテン・セブン、デサン、クロッキー

クラゲ海賊団

### 小説オリジナル
ラクーン
『ONE PIECE novel A』の登場人物。西の海出身。異名は「狸寝入りのラクーン」。懸賞金7500万ベリー。
白ひげのナワバリの町で食い逃げをして、エースとサッチに捕らえられる。抵抗したがティーチに踏みつけられた。
アルトゥール・バッカ
『ONE PIECE novel LAW』の登場人物。スワロー島出身の海賊船長。ヴォルフの息子。
楕円形の海賊帽を被った長い黒髪が特徴の男。極めて強い残虐性の持ち主だが、本人に歪んでいるという自覚はなく、自分の欲望に正直に生きてきただけだと主張している。武器は2本の巨大棍棒。笑い声は「ゲッパッパ」。
悪魔の実「デロデロの実」の能力者。体を液体にすることができる「溶解人間」。目から放つ光線で他人の心を溶かし、操ることができる。光線を浴びた者は、24時間で完全に心が溶けてしまい死亡する。睡眠以外でバッカが意識を失うと能力は解除される。
幼い頃から気性が荒く、町でたびたび騒動を起こし顰蹙を買っていた。海賊になるとその歪みはさらに大きくなり、勢力を増し懸賞金も上がっていった。30年前、「偉大なる航路」に挑む物資や金を確保するためにプレジャータウンを壊滅させ、この事件で父ヴォルフから絶縁された。
10年前、再び「偉大なる航路」に挑もうとしたが、入り口で別の海賊に敗れ、部下の半数を失う。残った部下の休息と、かつてキャプテン・ラドガがスワロー島に遺した財宝を目的に、プレジャータウンに現れる。再会したヴォルフと口論になり、加勢したローたちと交戦。ローたちが撤退すると、能力で町の人々を支配下に置き、町の中心にある、海の神を祀った神殿を占拠する。乗り込んできたヴォルフに、財宝は町の復興に使ったことを打ち明けられ、殺意を剥き出しにしてヴォルフを退けるが、ローの起死回生の攻撃で倒され、意識を取り戻した町の人々によって海軍に引き渡された。
「ONE PIECE magazine」掲載時の第4話では、名前が「カルロス・バッカ」とされていた。
技一覧
溶解波（デロリンパ）
目から光線を放ち、視線が合った者の心を溶かし自在に操る。目にレンズなどを入れていると光線を防ぐことができる。
液化（トロカデロ）
体を液体に変え相手の攻撃をかわす。酸性度をコントロールし、液体を強酸に変えることができるが、体力の消耗が激しい。
全てを溶かす愛（メルティラヴ）
口から青白い強酸の光線を吐く。
コニー・ボアケーノ
『ONE PIECE novel LAW』の登場人物。バッカの部下。
褐色肌に相撲取りのような格好をした、2m超えの巨漢。体重は300kg以上。語尾に「ごわす」をつける。笑い声は「ぶひょひょ」。
ベポ・シャチ・ペンギンと対峙し、持ち前の怪力で3人を圧倒するが、「月の獅子」となったベポに押し返され、シャチとペンギンの連携攻撃で倒された。
技一覧
発気宵（はっけよい）
猛スピードのぶちかまし。
怒洲恋（どすこい）
強烈な張り手。
横綱破裂式（ヨコヅナボンバー）
ボアケーノ最強の技。相手を抱えて飛び上がり、地面に叩きつけて相手を押しつぶす。
キャプテン・ラドガ
『ONE PIECE novel LAW』の登場人物。新世界の奥地にまで足を踏み入れたという伝説の海賊。名前のみ登場。
約73年前、航海の途中で流行り病にかかり、スワロー島で命を落とした。死の間際、島のどこかに自分の財宝を隠したとされている。